# Modern építészet
A modern építészet, más néven modernista építészet építészeti mozgalom és stílus, amely a 20. században volt kiemelkedő, a korábbi art déco és a későbbi posztmodern mozgalmak között. A modern építészet az új és innovatív építési technológiákon (különösen az üveg, az acél és a beton használatán), a funkcionalizmus elvén (vagyis azon, hogy a forma kövesse a funkciót), a minimalizmus elfogadásán és a díszítés elutasításán alapult.
Sokan Otto Wagner Moderne Architektur című művétől számítják a modern építészet születését, Le Corbusier szerint a mozgalom gyökerei Eugène Viollet-le-Duc munkáiban keresendők, míg Ludwig Mies van der Rohe Karl Friedrich Schinkel inspirációját emelte ki. A mozgalom a 20. század első felében alakult ki, és a második világháború után vált uralkodóvá egészen az 1980-as évekig, amikor az intézményi és vállalati épületek fő stílusaként fokozatosan felváltotta a posztmodern építészet.
A Bauhaus nem szinonim fogalom a modern építészettel, csak annak egyik (korai) iskolája volt. Hasonlóképpen nem azonos a modern építészettel az annak 1920-as évekbeli felbukkanását megelőző, század eleji (1900–1920) avantgárd építészeti irányzatok (pl. a konstruktivizmus, az expresszionizmus), valamint az 1910-es évek premodern építészete. A Nemzetközi stílus már inkább hasonló fogalom .

## Eredete
A modern építészet a 19. század végén alakult ki a technológia, a mérnöki tudományok és az építőanyagok forradalmából, valamint abból a vágyból, hogy elszakadjanak a történelmi építészeti stílusoktól, és valami tisztán funkcionálisat és újszerűt találjanak ki.
Először az anyagok forradalma következett be, az öntöttvas, a gipszkarton, a síküveg és a vasbeton használatával, hogy erősebb, könnyebb és magasabb szerkezeteket lehessen építeni. Az öntött lemezüveg eljárást 1848-ban találták fel, ami lehetővé tette a nagyon nagy méretű ablakok gyártását. Az 1851-es londoni világkiállításon Joseph Paxton által készített Crystal Palace a vas- és lemezüvegszerkezet korai példája volt, majd 1864-ben az első üveg- és fémfüggönyfal következett. Ezek a fejlesztések együttesen vezettek az első acélvázas felhőkarcolóhoz, a tízemeletes Home Insurance Buildinghez Chicagóban, amelyet 1884-ben William Le Baron Jenneyépített, és Viollet le Duc korábbi művei alapján készült.
François Coignet francia gyáros volt az első, aki a vasbetont, azaz a vasrudakkal megerősített betont épületek építésénél alkalmazta. 1853-ban Coignet építette az első vasbeton szerkezetet, egy négyemeletes házat Párizs külvárosában. További fontos előrelépés volt a biztonsági felvonó feltalálása, amely Elisha Otishoz köthető, és elsőként a New York-i Kristálypalotában az 1854-es világkiállításon mutatta be a nyilvánosságnak, és ezzel a magas iroda- és lakóépületeket praktikussá és kényelmessé tette. Az új építészet másik fontos technológiája az elektromos világítás volt, amely nagymértékben csökkentette a 19. században a gáz által okozott tüzek veszélyét.

Az új anyagok és technikák megjelenése arra ösztönözte az építészeket, hogy szakítsanak a 19. század végén az európai és amerikai építészetet uraló neoklasszicista és eklektikus modellekkel, különösen az eklektikával, a viktoriánus és a VII. Edward-korabeli építészettel, valamint a Beaux-Arts építészeti stílussal. Ezt a múlttal való szakítást különösen Eugène Viollet-le-Duc építészetteoretikus és -történész szorgalmazta. Az 1872-ben megjelent Entretiens sur L'Architecture című könyvében szorgalmazta: „használjuk fel azokat az eszközöket és ismereteket, amelyeket korunk adott nekünk, a ma már nem életképes, közbeeső hagyományok nélkül, és így új építészetet avathatunk. Minden funkciónak megvan a maga anyaga; minden anyagnak a maga formája és dísze.” Ez a könyv építészek egy egész generációjára volt hatással, köztük Louis Sullivanre, Victor Horta-ra, Hector Guimard-ra és Antoni Gaudíra.

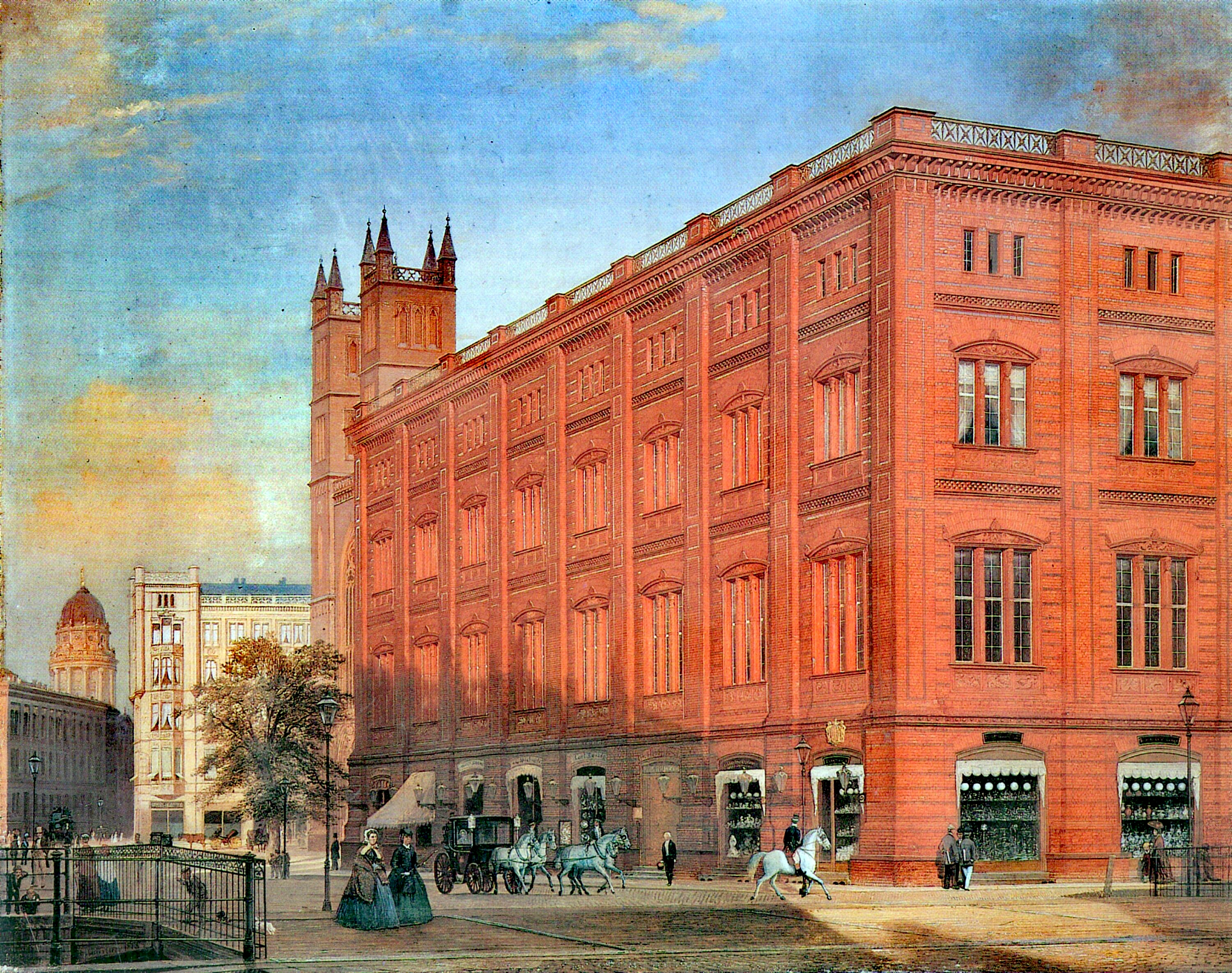
A Karl Friedrich Schinkel (1832–36) által tervezett berlin Bauakademie a modern építészet egyik előfutára az épület viszonylag áramvonalas homlokzata miatt.
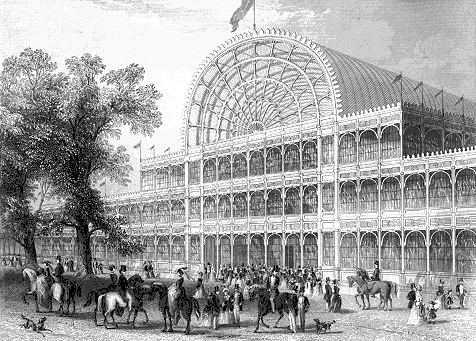
A londoni Crystal Palace (1851) volt az egyik első olyan épület, amelynek öntött üvegablakai öntöttvas keretre támaszkodtak.
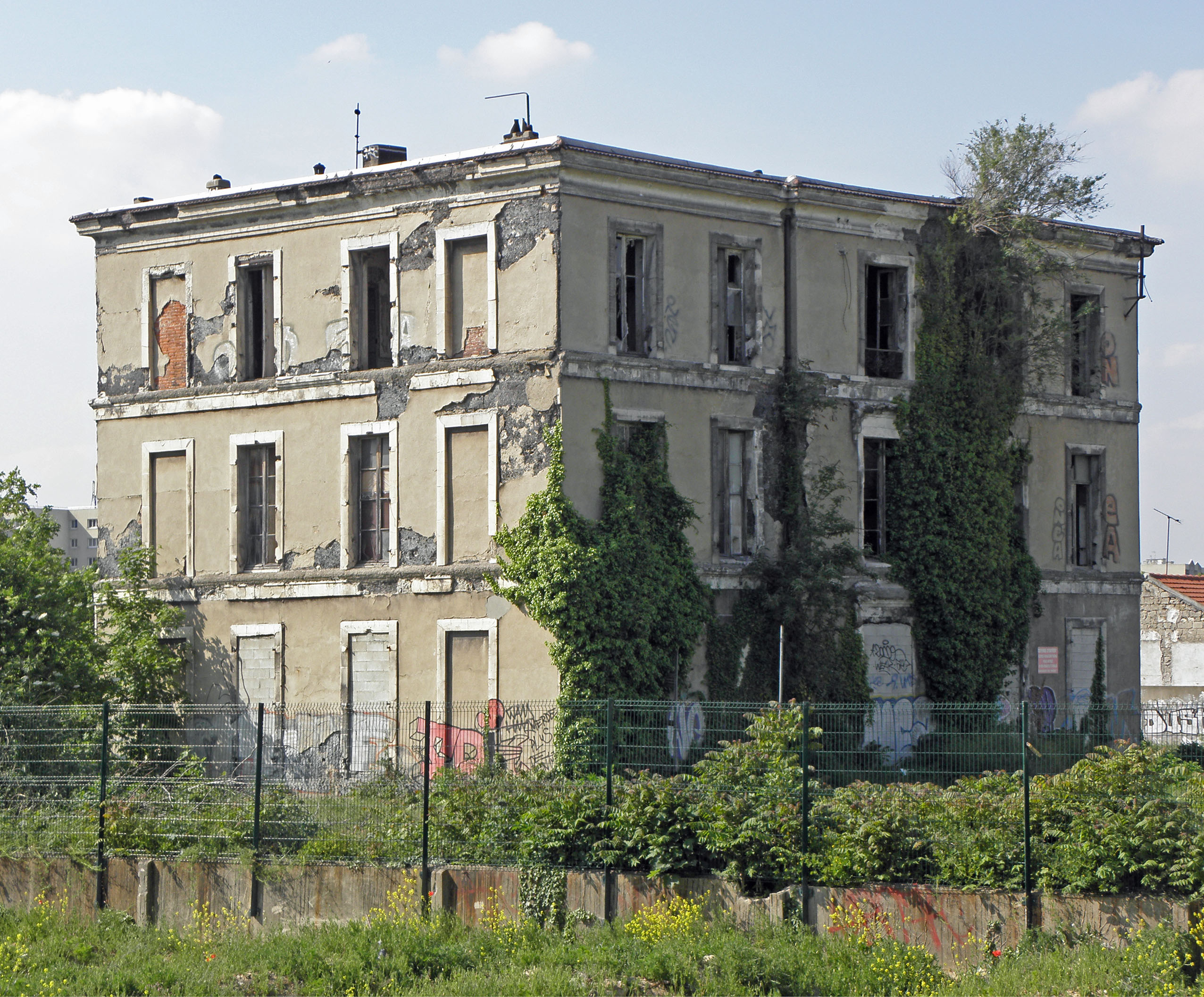
Az első vasbeton ház, amelyet François Coignet (1853) tervezett a Párizs melletti Saint-Denis-ben
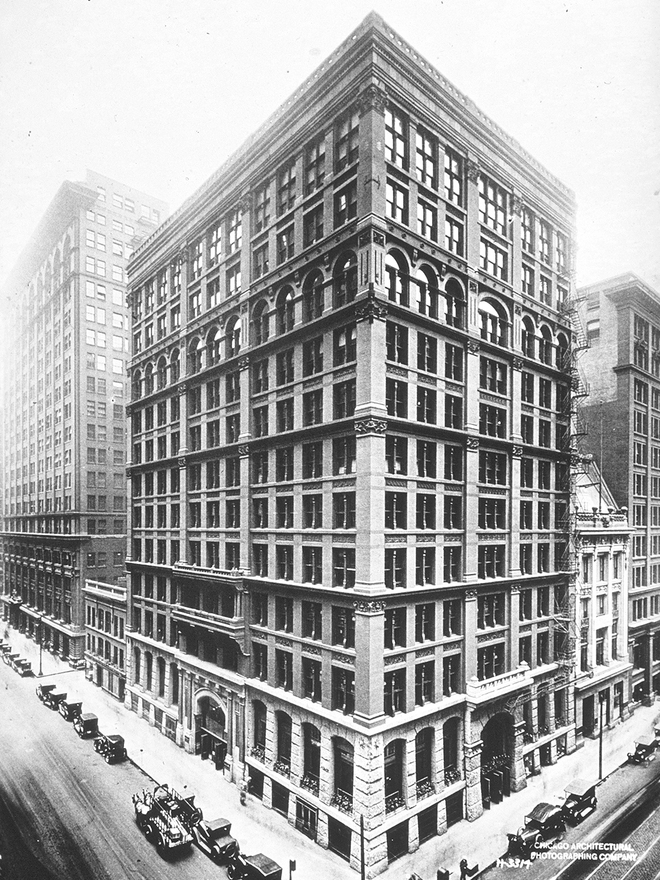
A chicagói The Home Insurance Building, William Le Baron Jenney munkája (1884)
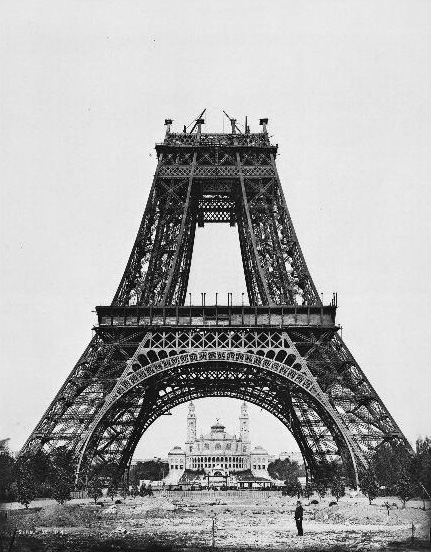
Az épülő Eiffel-torony (1887–89)

## Korai európai modernizmus (1900-1914)
A 19. század végén néhány építész kezdte megkérdőjelezni a hagyományos Beaux Arts és neoklasszikus stílusokat, amelyek Európában és az Egyesült Államokban uralták az építészetet. A Charles Rennie Mackintosh által tervezett Glasgow School of Art (1896-99) homlokzatát a nagy, függőleges ablakok uralták. A szecessziós stílust az 1890-es években Victor Horta Belgiumban és Hector Guimard Franciaországban indította el; új, növényi és virágos formákon alapuló díszítményeket vezettek be. Barcelonában Antonio Gaudí az építészetet a szobrászat egyik formájaként fogta fel, az általa tervezett barcelonai Casa Batlló (1904-1907) homlokzatán nem voltak egyenes vonalak, hanem színes kő- és kerámialapokból készült mozaikok borították.
Az építészek új anyagokkal és technikákkal is kísérletezni kezdtek, ami nagyobb szabadságot adott nekik új formák létrehozásában. 1903-1904-ben Párizsban Auguste Perret és Henri Sauvage a korábban csak ipari szerkezetekhez használt vasbetont kezdte el alkalmazni lakóházak építéséhez. Ezzel a vasbeton, amely bármilyen formájúra alakítható volt, és hatalmas tereket tudott áthidalni tartópillérek nélkül, felváltotta a követ és a téglát, mint a modern építészet elsődleges alapanyagát. Perret és Sauvage első beton lakóházait kerámiacsempékkel burkolták, de 1905-ben Perret megépítette az első beton parkolóházat a párizsi Rue de Ponthieu 51-ben: itt a betonfelületet csupaszon hagyták, és a beton közötti teret üvegablakokkal töltötték ki. Henri Sauvage egy másik építési újítással egészítette ki a párizsi Rue Vavin egyik lakóházát (1912-1914): a vasbetonépület lépcsőzetes volt, minden emelet visszahúzódott az alatta lévőhöz képest, így teraszok sorozata jött létre. Auguste Perret 1910 és 1913 között építette fel a Théâtre des Champs-Élysées-t, a vasbeton-építészet mesterművét, amelynek homlokzatán Antoine Bourdelle art déco bazaltreliefjei láthatóak. A betonszerkezetnek köszönhetően egyetlen oszlop sem akadályozta a nézők rálátását a színpadra.
Otto Wagner Bécsben volt a szecesszió másik úttörője. 1895-ben megjelent Moderne Architektur című könyve tekinthető a modern építészet kezdetének. Ebben egy racionalistább építészeti stílust sürgetett, amelynek alapja a „modern élet” volt. 1888-89-ben a bécsi Karlsplatzra tervezett egy stilizált díszítésű metróállomást, majd egy szecessziós díszítésű lakóházat, a Majolika-házat (1898), mielőtt az Osztrák Postatakarékpénztárban (1904-1906) áttért egy sokkal geometrikusabb és egyszerűbb, díszítés nélküli stílusra. Wagner kinyilvánította azt a szándékát, hogy az épület funkcióját a külsejében is kifejezze. A vasbeton külsőt márványtáblákkal borította, amelyeket csiszolt alumíniumból készült csavarokkal rögzített. A belső tér tisztán funkcionális és takarékos volt, acélból, üvegből és betonból készült nagy, nyitott tér, ahol az egyetlen díszítés maga a szerkezet volt.

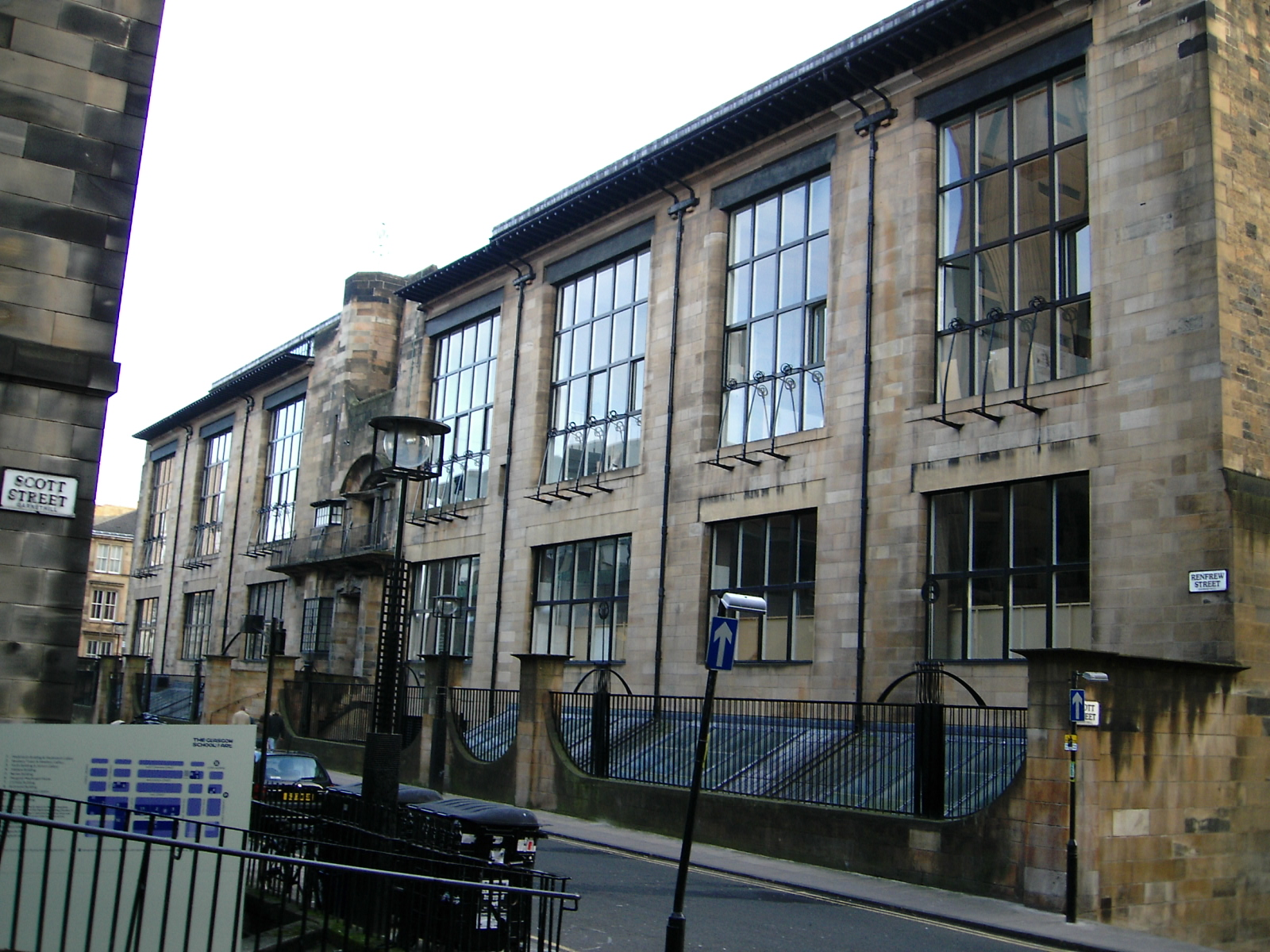
A Glasgow School of Art, Charles Rennie Mackintosh (1896–99)
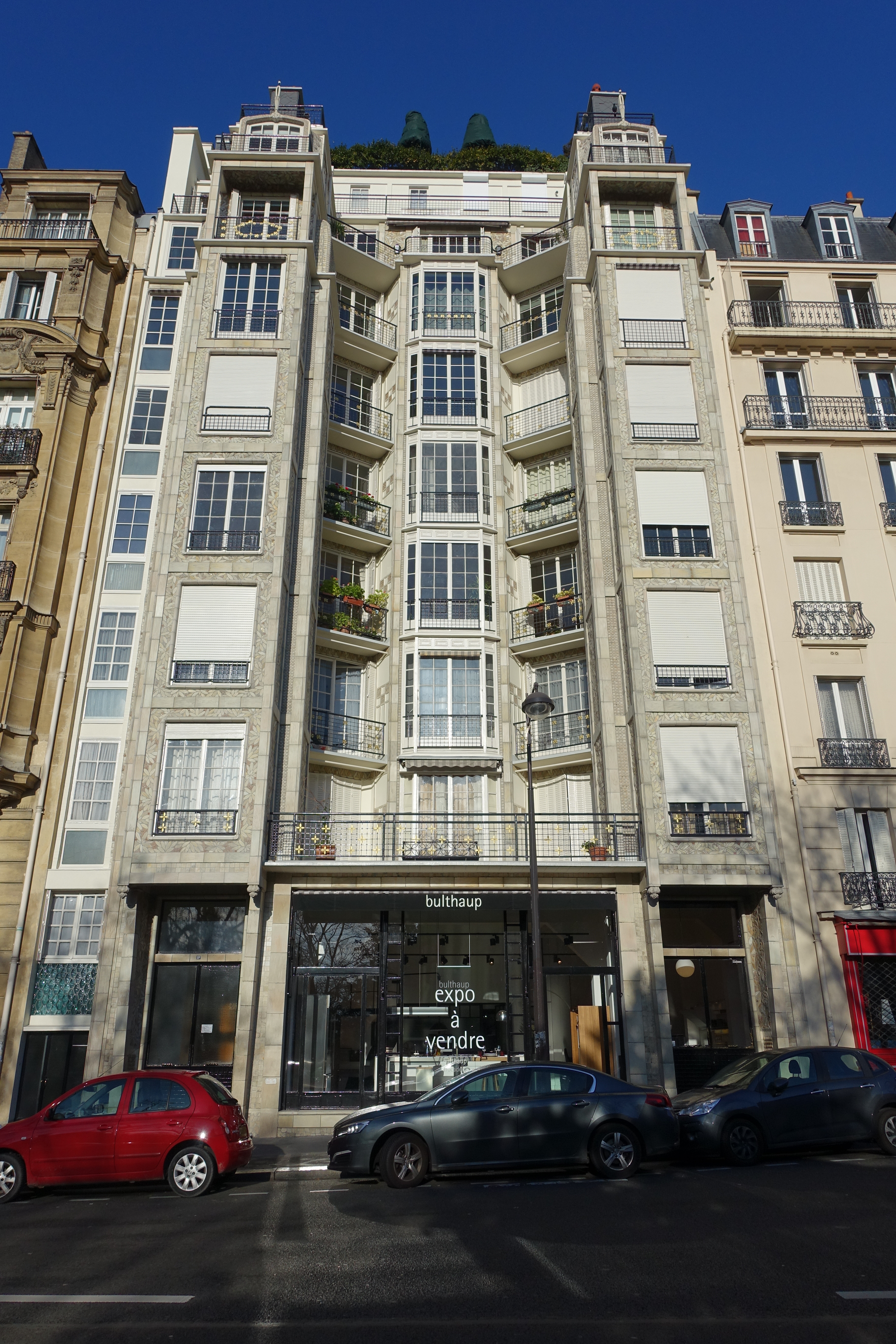
Auguste Perret párizsi vasbeton háza (1903)
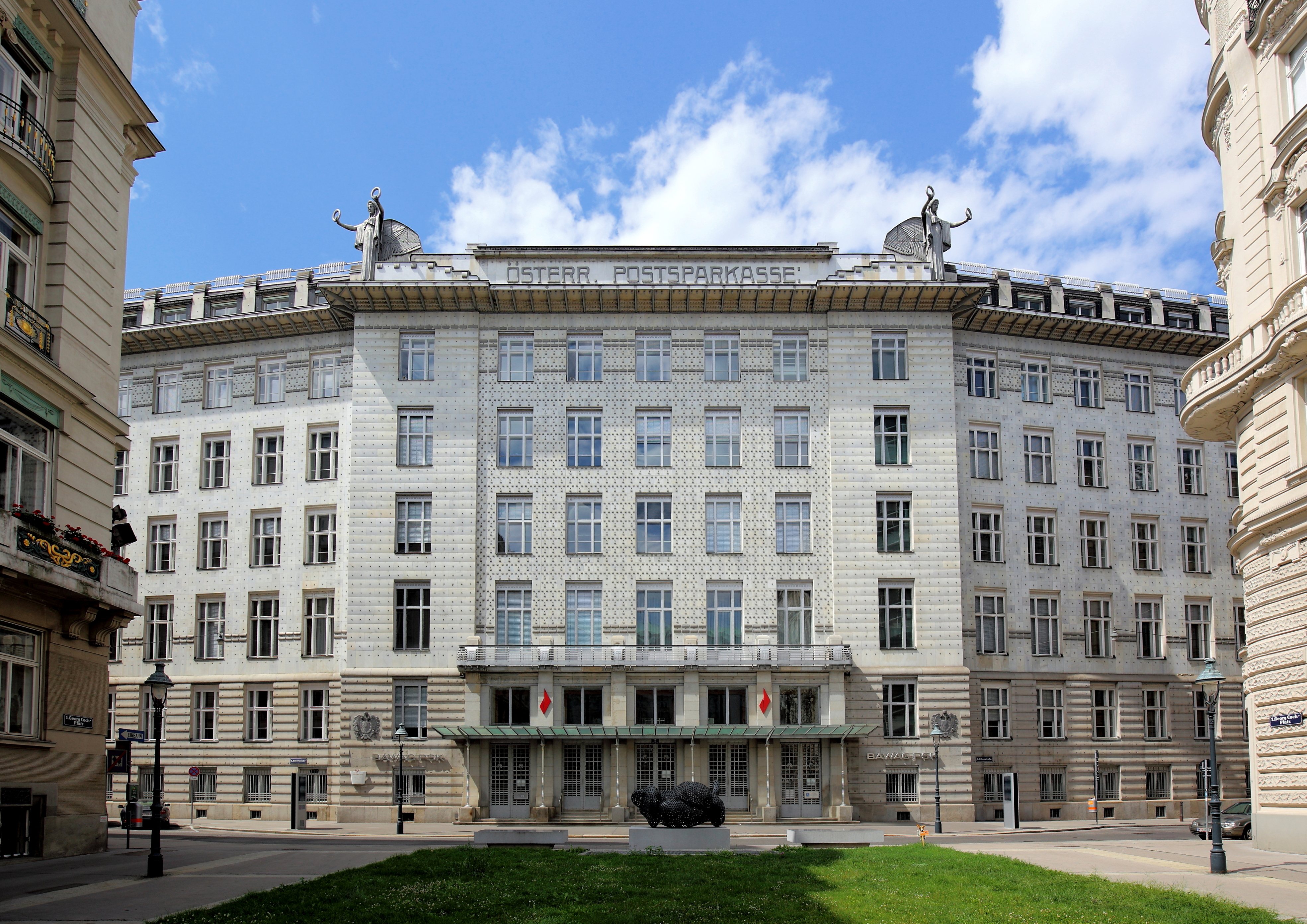
Osztrák Postatakarékpénztár, Otto Wagner (1904–1906)
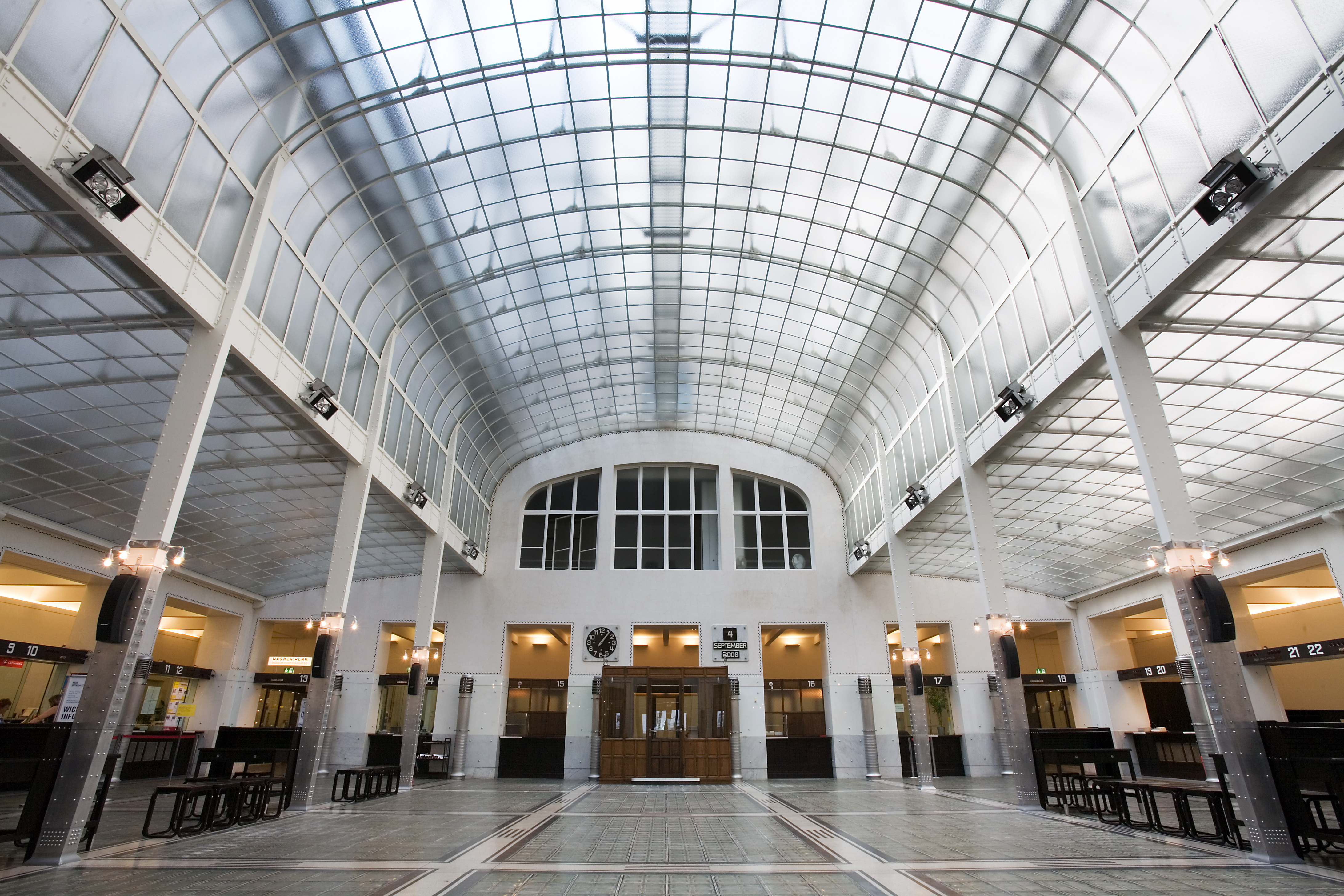
Osztrák Postatakarékpénztár, Otto Wagner (1904–1906)
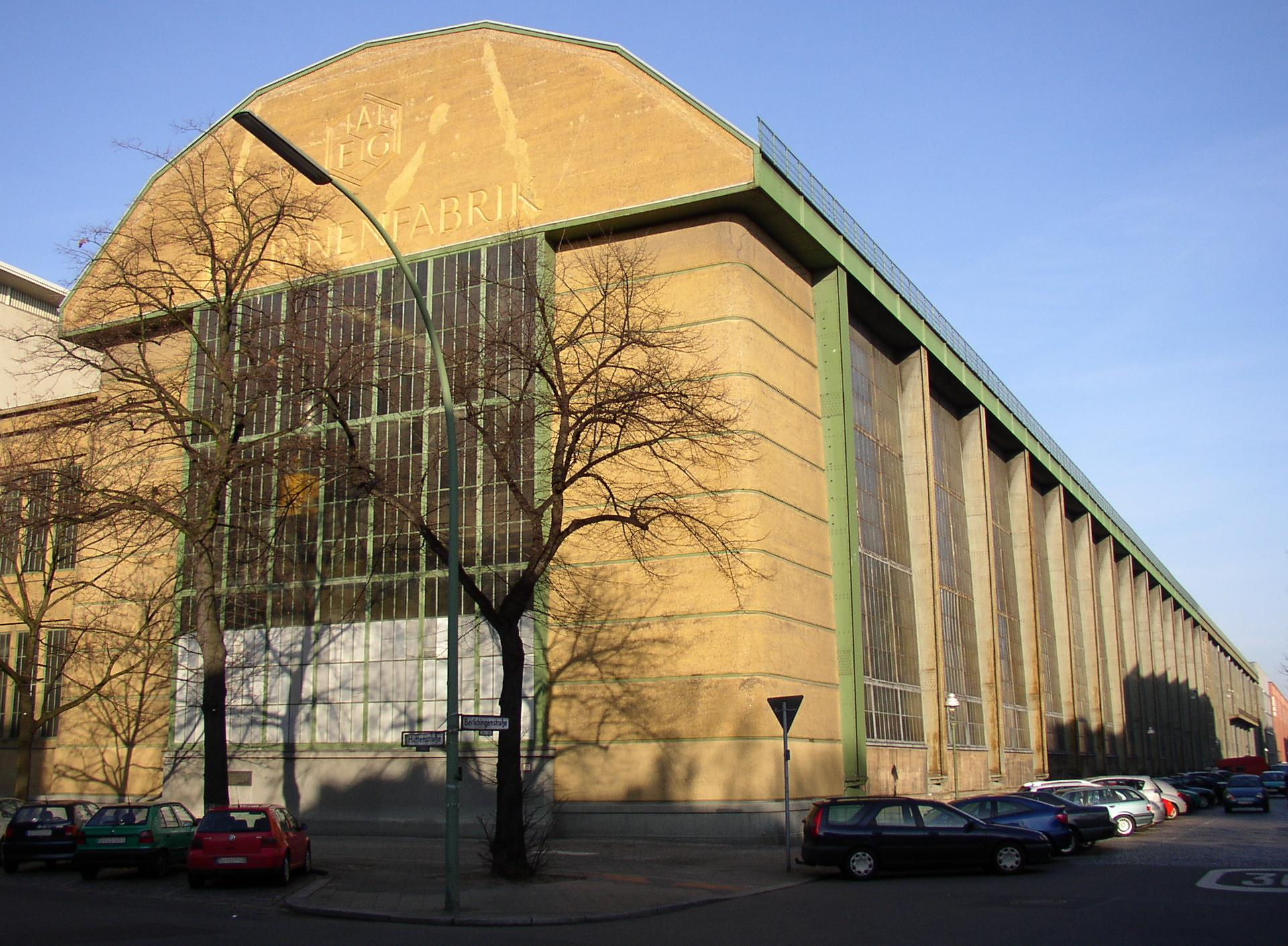
Az AEG berlini turbinagyára, Peter Behrens (1909)
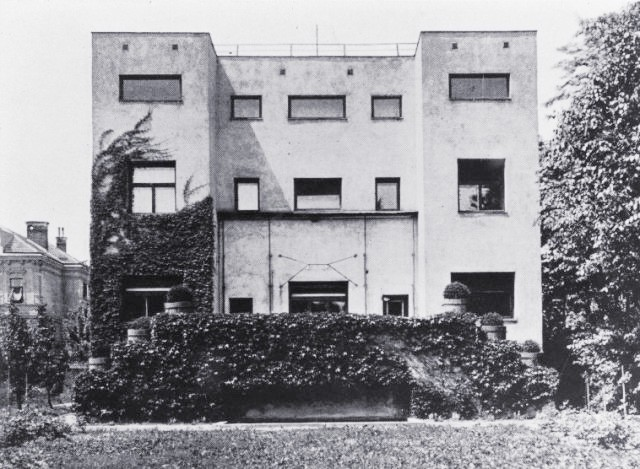
A bécsi Steiner-ház, Adolf Loos (1910)
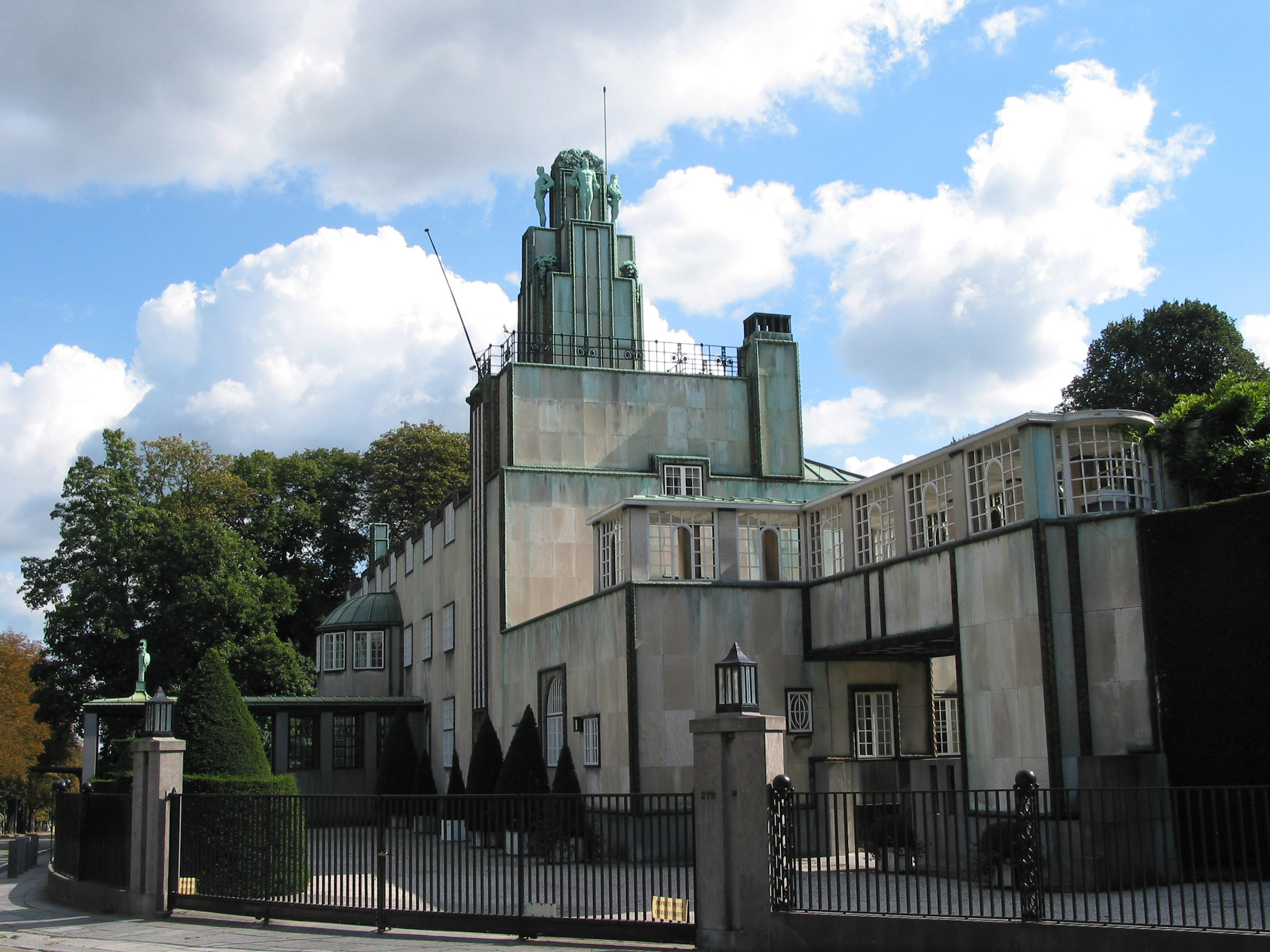
A brüsszeli Stoclet-ház, Josef Hoffmann (1906–1911)
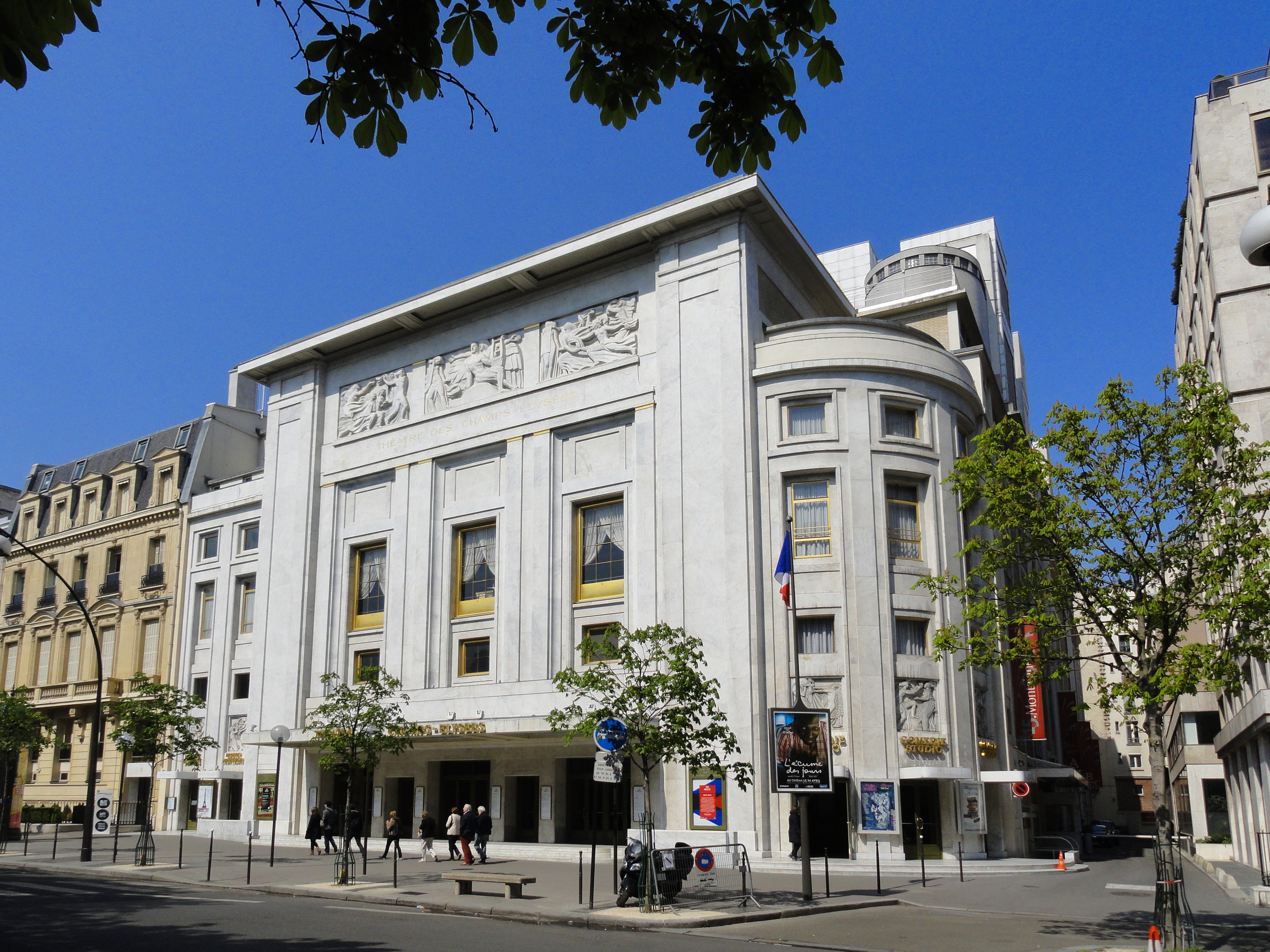
A Théâtre des Champs-Élysées, Auguste Perret (1911–1913)
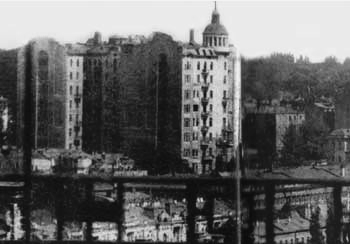
Adolf Minkus és Fjodor Troupijanszkij Ginzburg-felhőkarcolója Kijevben (1910–1912), Európa legmagasabb épülete tetőmagasság szerint 1925 előtt.
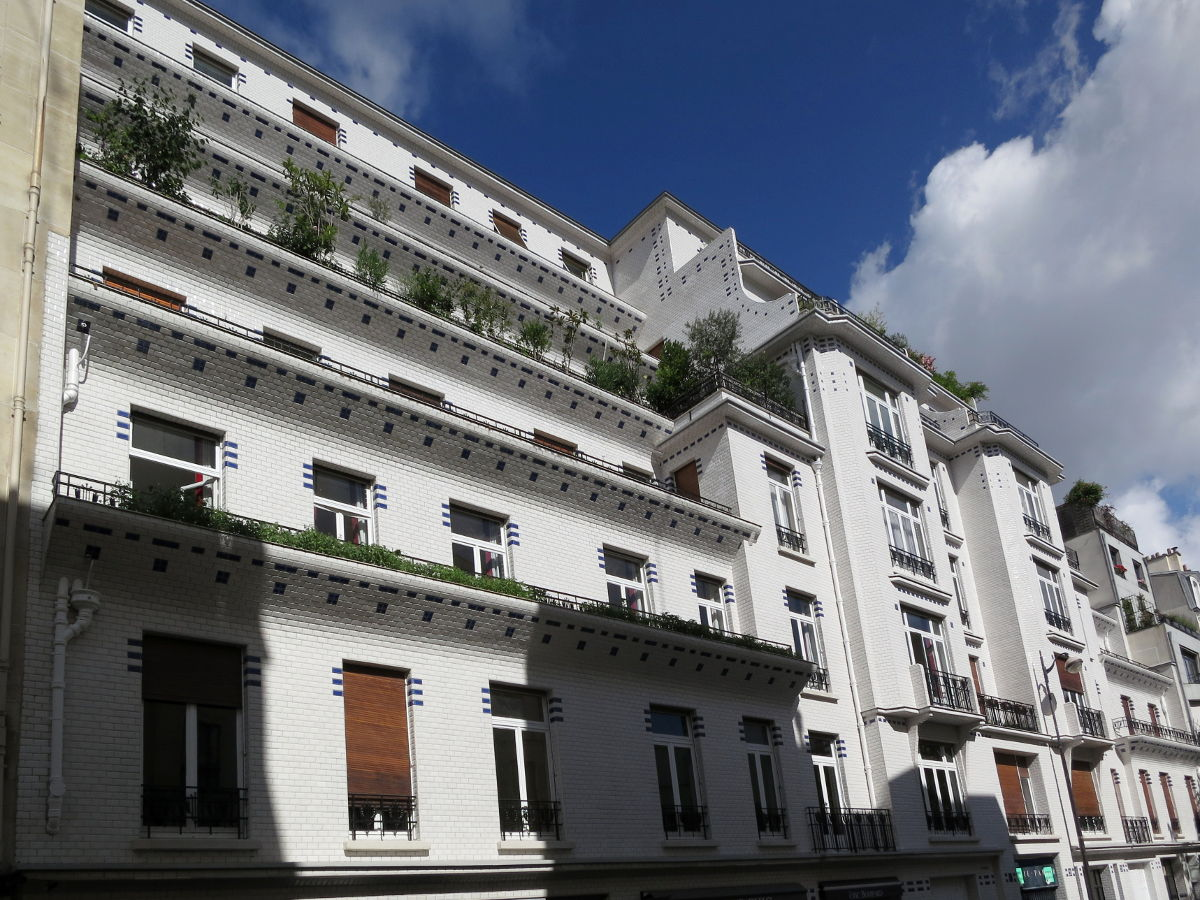
Lépcsőzetes beton bérház Párizsban, Henri Sauvage (1912–1914)
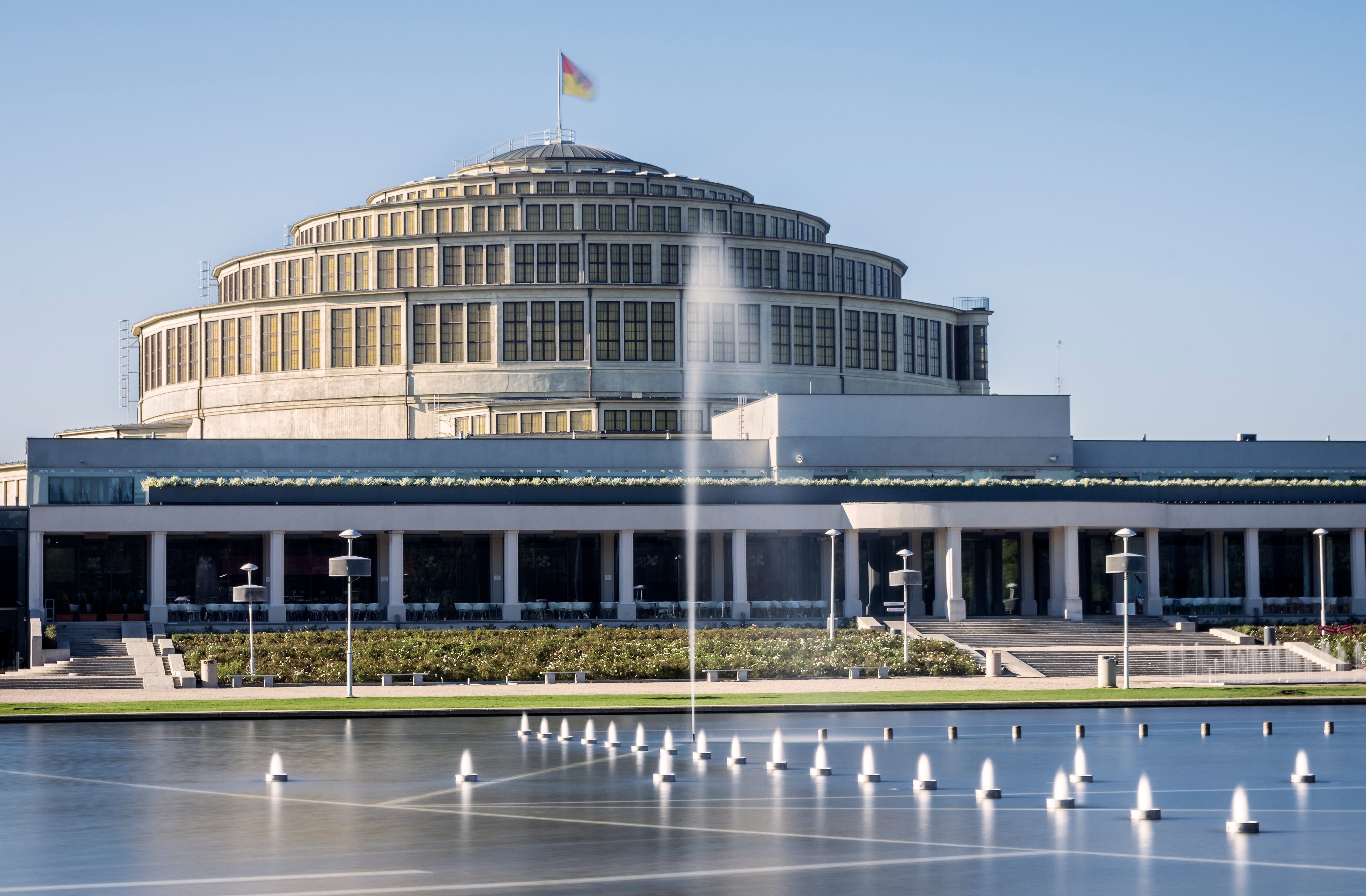
A Wrocławi Centenáriumi Csarnok, Max Berg (1911–1913)
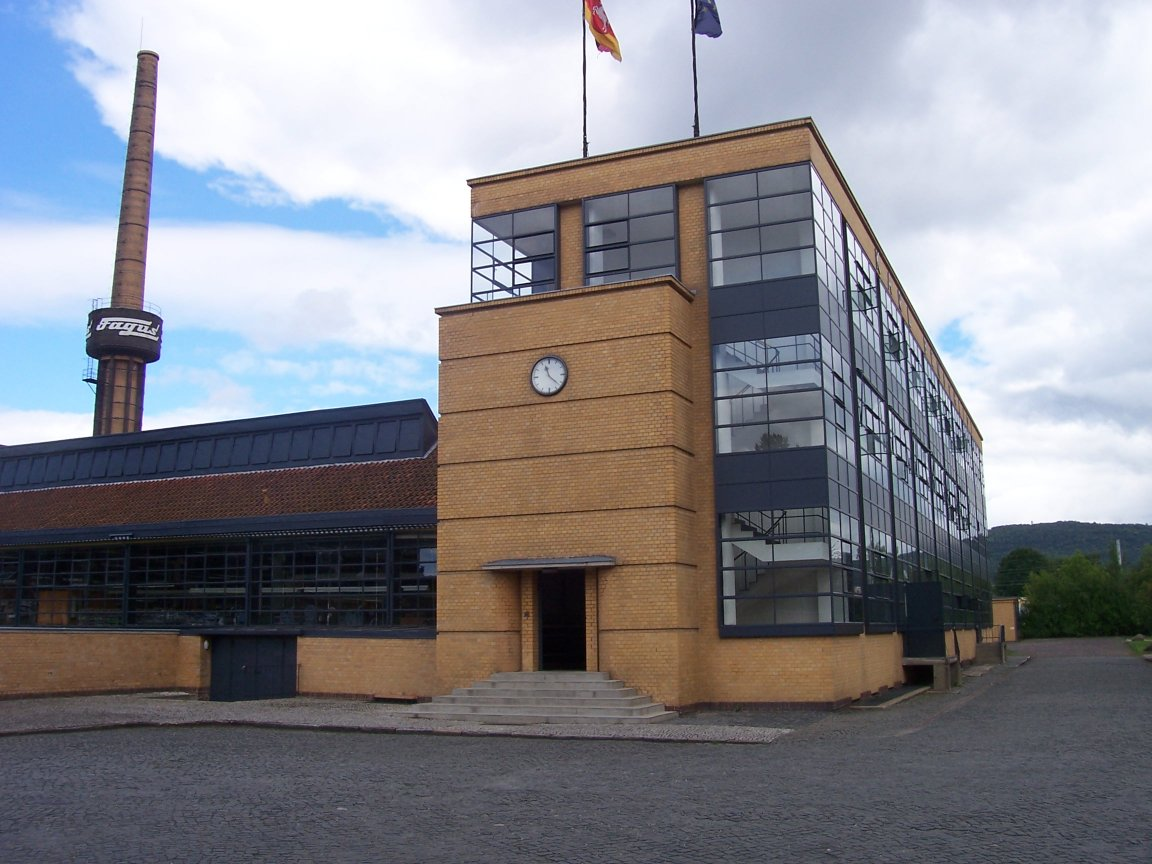
A Fagus Művek épülete, Walter Gropius és Adolf Meyer (1911–13)
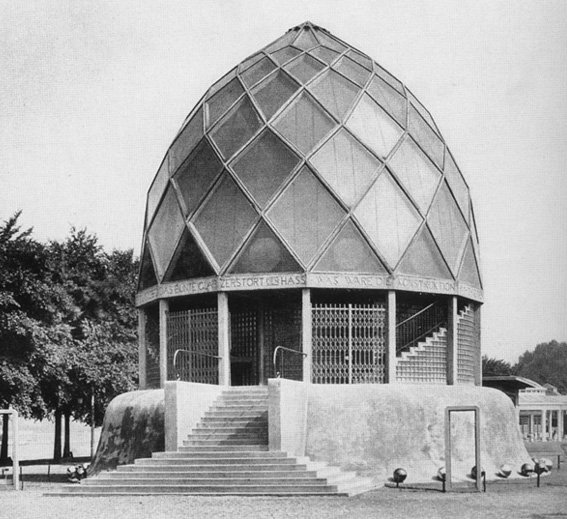
A Kölni Glasspavilon, Bruno Taut (1914)

## Korai amerikai modernizmus (1890-1914)
Frank Lloyd Wright rendkívül eredeti és független amerikai építész volt, aki nem volt hajlandó egyetlen építészeti irányzatba sem besorolni magát. Le Corbusier-hez és Ludwig Mies van der Rohéhoz hasonlóan nem rendelkezett hivatalos építészeti végzettséggel. 1887 és 1893 között Louis Sullivan chicagói irodájában dolgozott, aki az első magas acélvázas irodaházak úttörője volt, és elhíresült mondása szerint „a forma követi a funkciót.” Wright minden hagyományos szabályt felrúgott. Különösen híres volt a prériházairól, köztük az Illinois állambeli River Forestben található Winslow House-ról (1893-94), az Arthur Heurtley House-ról (1902) és a Robie House-ról (1909); ezek burjánzó, geometrikus, díszítés nélküli lakóházak, erős vízszintes vonalakkal, amelyek mintha a földből nőttek volna ki, és amelyek az amerikai préri tágas, sík tereit idézték. A New York állambeli Buffalóban épült Larkin Building (1904-1906), az Illinois állambeli Oak Parkban épült Unity Temple (1905) rendkívül eredeti formákkal rendelkeztek, és nem kapcsolódtak történelmi előzményekhez.

A 19. század végén kezdtek megjelenni az első felhőkarcolók az Egyesült Államokban. Ezek a gyorsan növekvő amerikai városok központjában a telekhiányra és a magas ingatlanárakra, valamint az új technológiák – többek között a tűzálló acélvázak és az Elisha Otis által 1852-ben feltalált biztonsági lift továbbfejlesztése – elérhetővé válására adott válaszok voltak. Az első acélvázas „felhőkarcoló”, a chicagói Home Insurance Building még mindössze tízemeletes volt. William Le Baron Jenney tervezte 1883-ban, és rövid ideig a világ legmagasabb háza volt. Louis Sullivan egy másik monumentális új építményt, a Carson, Pirie, Scott and Company Buildinget építette fel Chicago szívében 1904-1906-ban. Míg ezek az épületek acélvázuk és magasságuk miatt forradalmiak voltak, díszítésüket a neoreneszánsz, a neogótikus és a Beaux-Arts építészetből kölcsönözték. A Cass Gilbert által tervezett Woolworth Building 1912-ben készült el, és a Chrysler Building 1929-es elkészültéig a világ legmagasabb épülete volt. Az építmény tisztán modern stílusú volt, de a külsejét neogótikus díszítéssel, díszes támpillérekkel, boltívekkel és tornyokkal díszítették, ami miatt a „kereskedelem katedrálisának” nevezték.

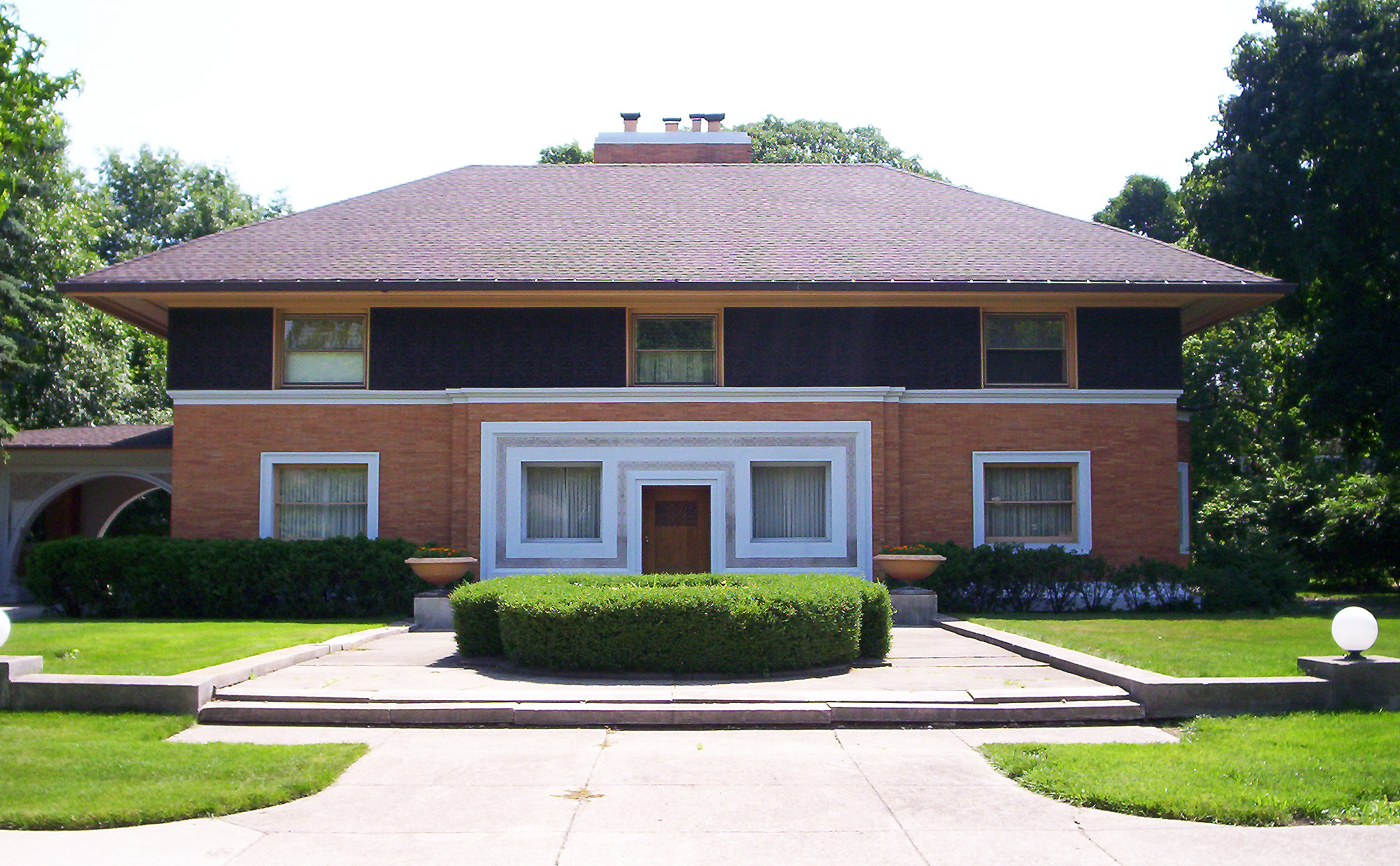
William H. Winslow House, Frank Lloyd Wright, River Forest, Illinois (1893–94)
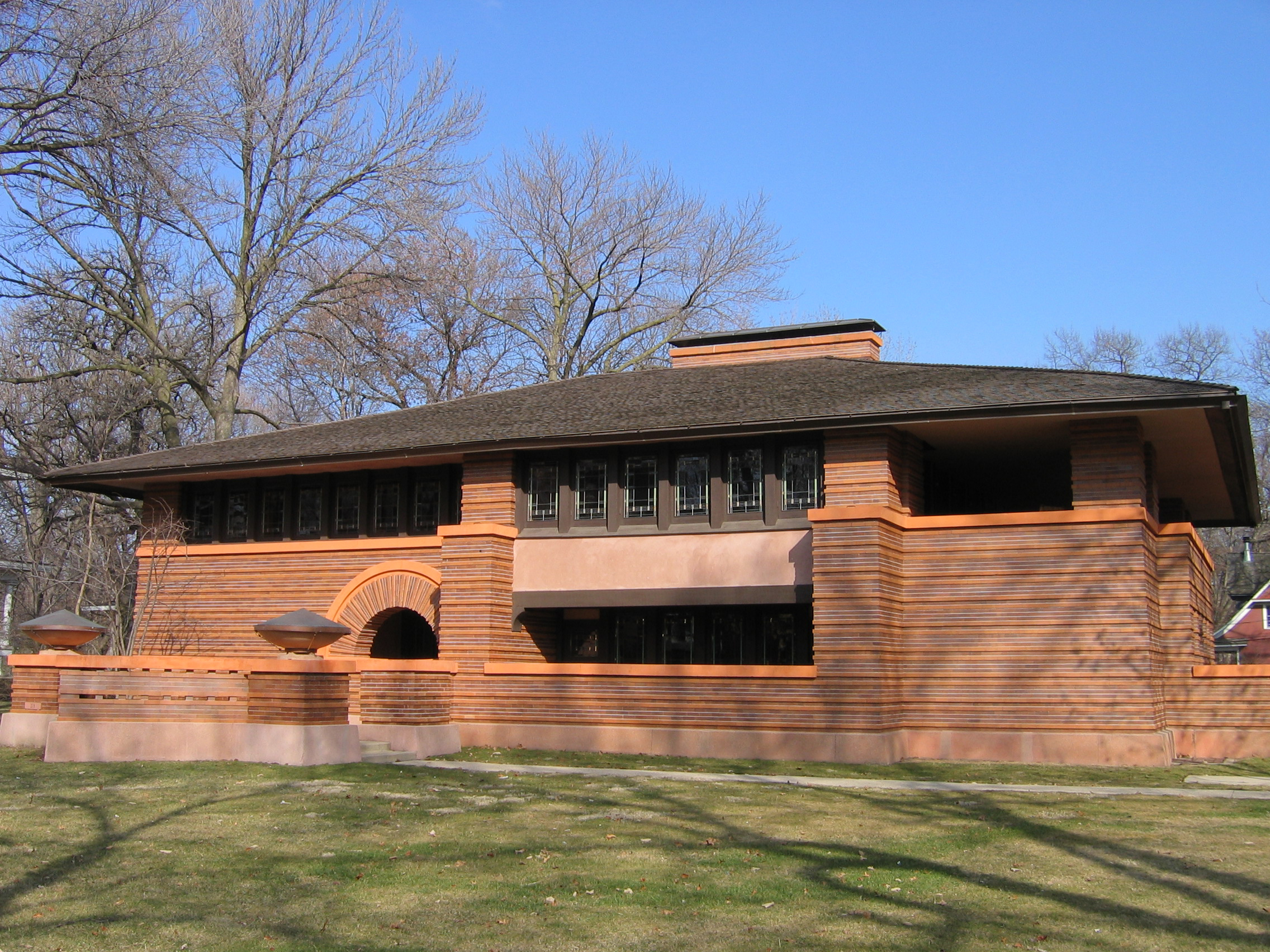
Arthur Heurtley House, Oak Park, Illinois (1902)
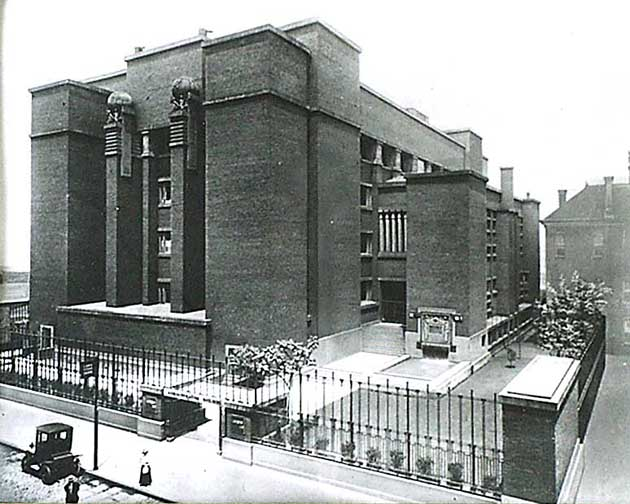
Larkin Administration Building, Frank Lloyd Wright, Buffalo, New York (1904–1906)
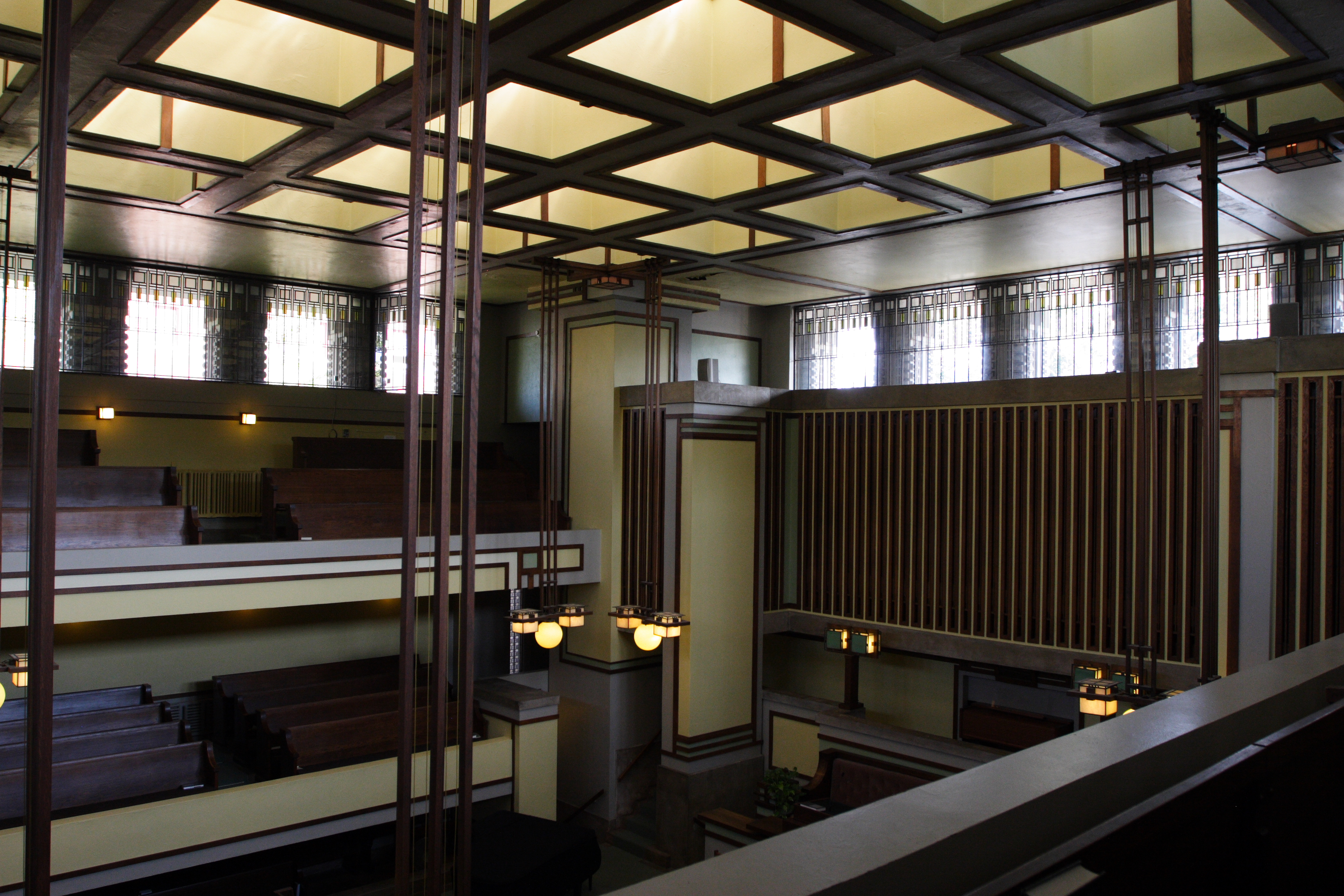
A Unity Temple belső tere, Frank Lloyd Wright, Oak Park, Illinois (1905–1908)
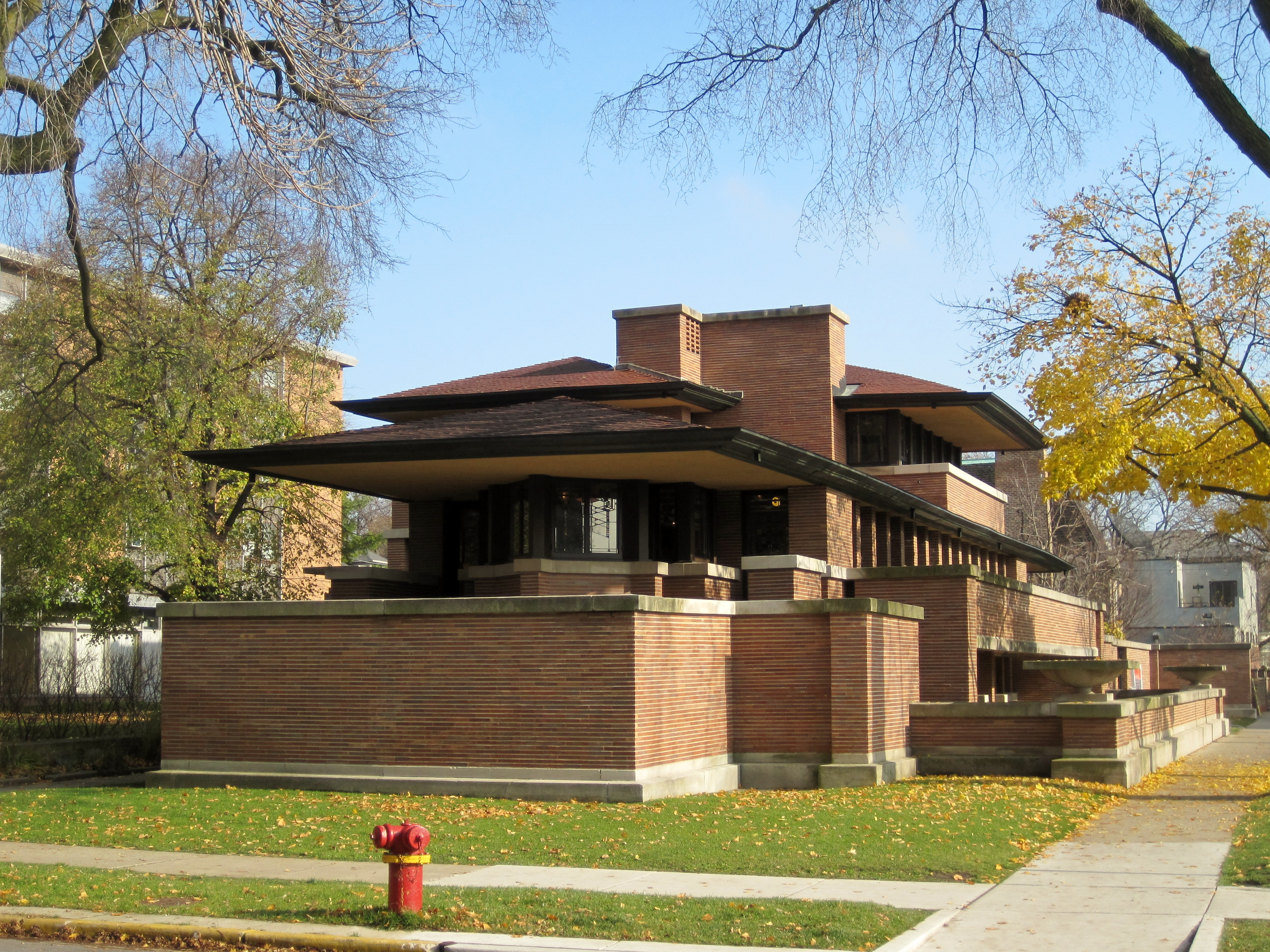
Robie House, Frank Lloyd Wright, Chicago (1909)

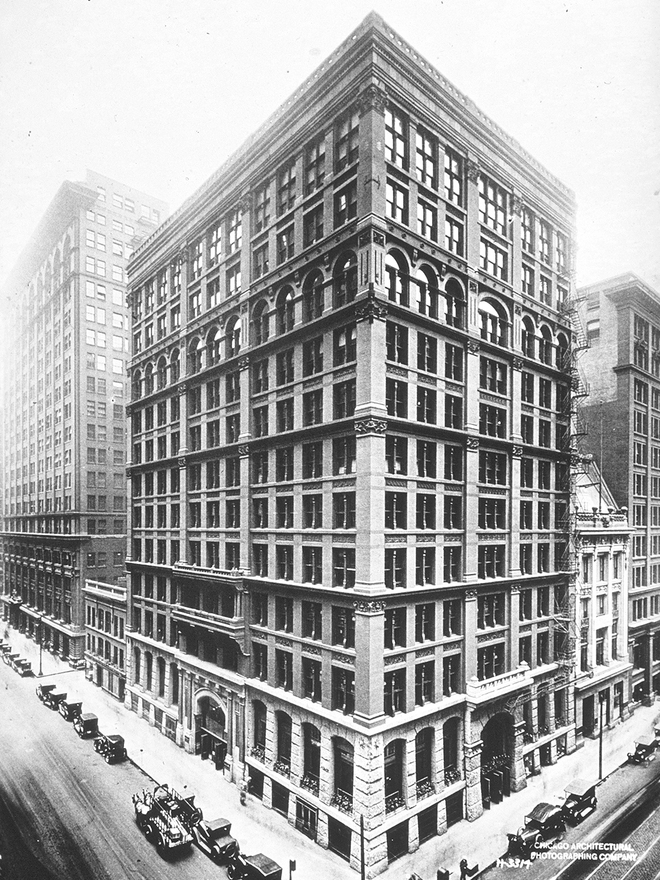
Home Insurance Building,Chicago, William Le Baron Jenney (1883)
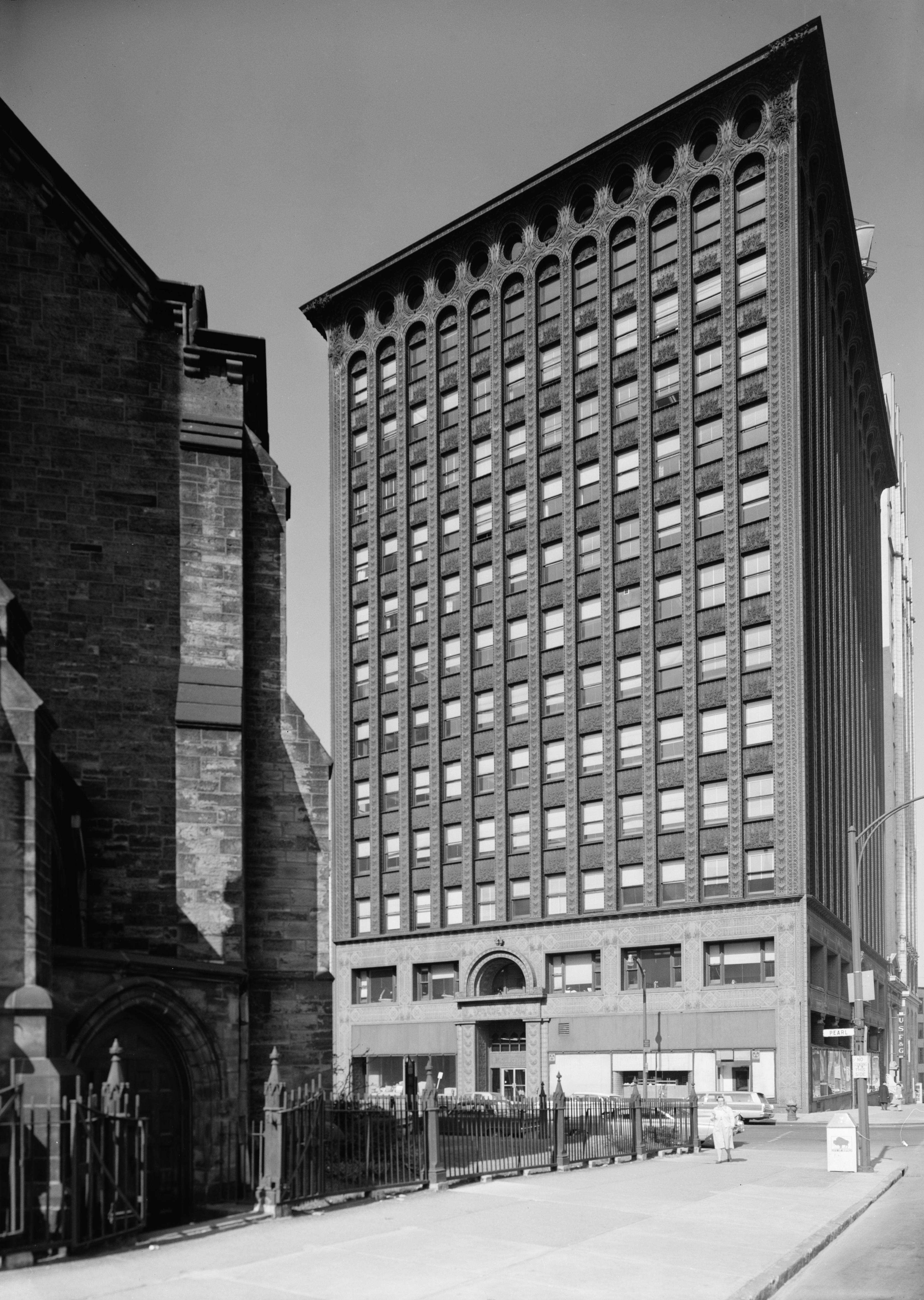
Prudential (Guaranty) Building, Buffalo, Louis Sullivan (1896)
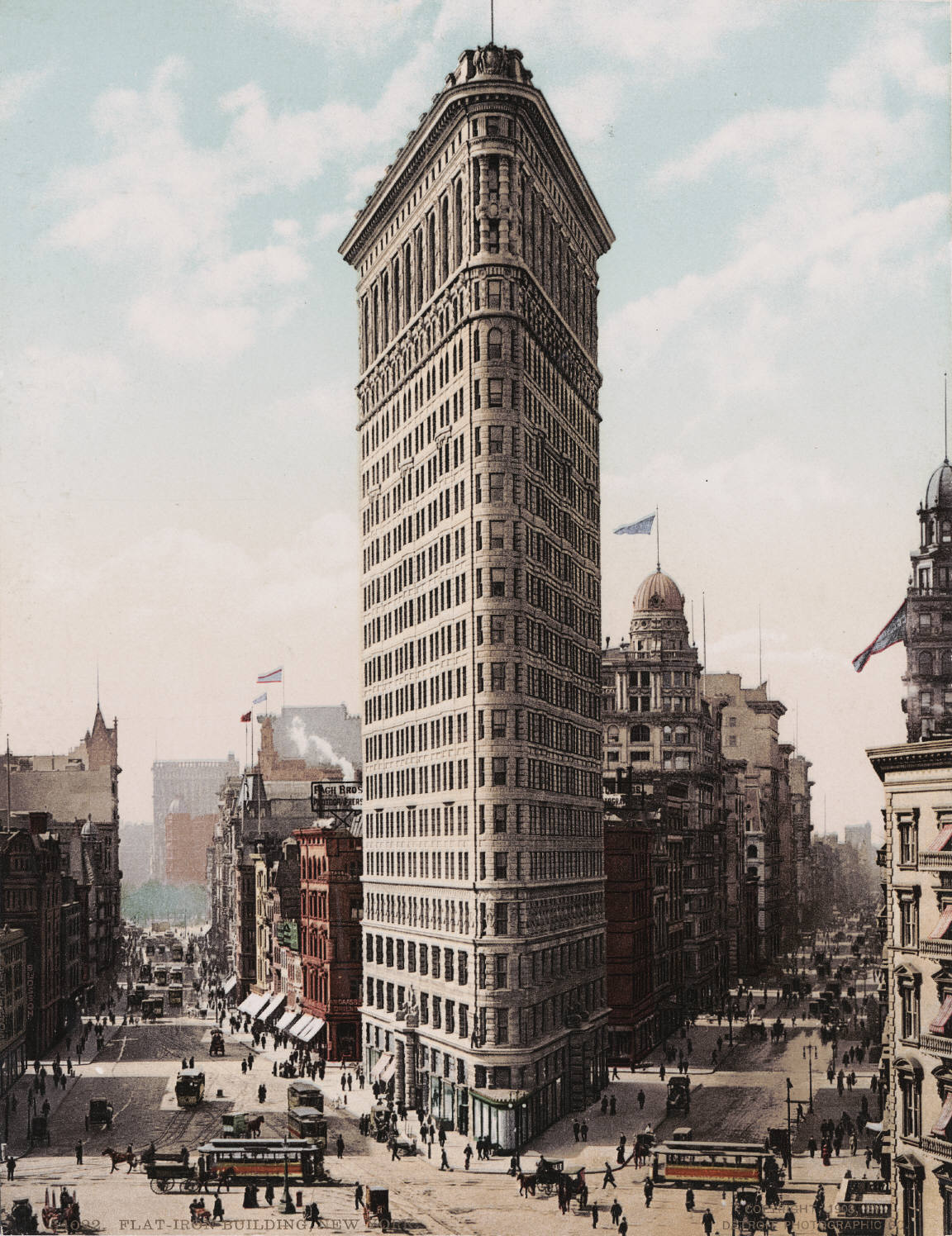
A Flatiron Building, New York (1903)
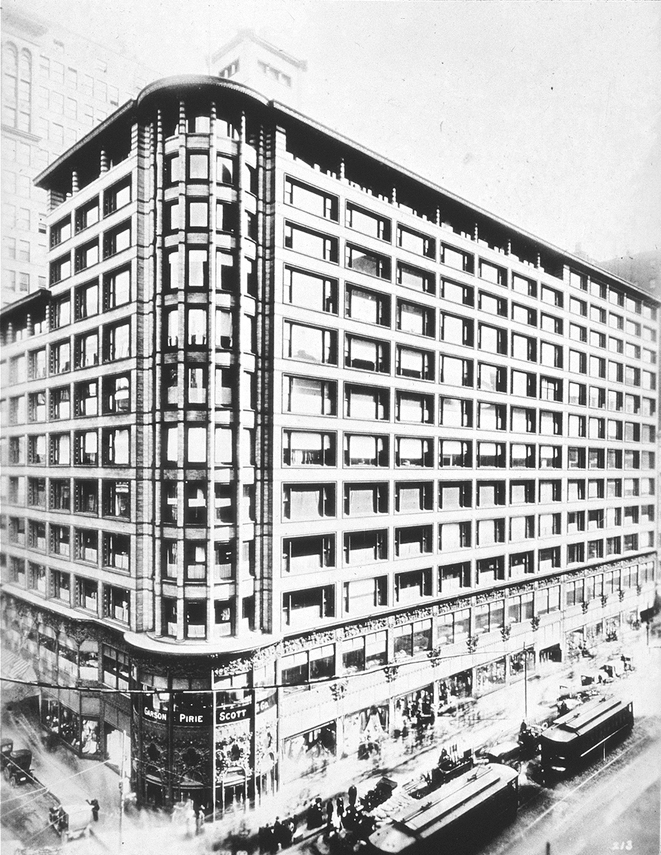
A Carson, Pirie, Scott and Company Building, Chicago, Louis Sullivan (1904–1906)
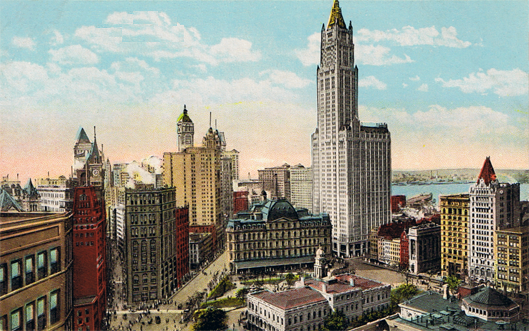
A Woolworth Building és New York látképe 1913-ban. Bár a torony alapvetően modern, teteje és belseje neogótikus.
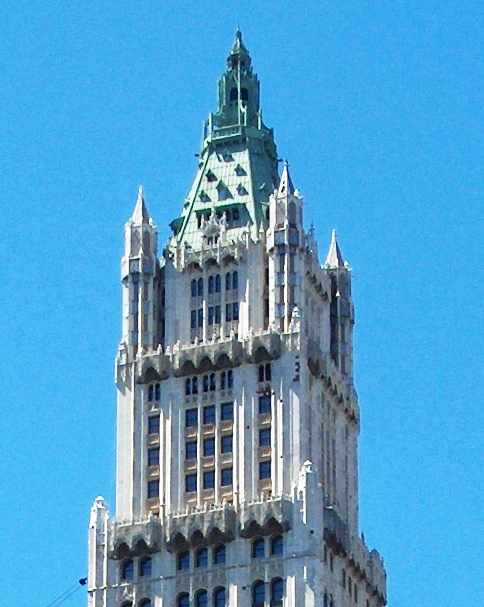
Woolworth Building, Cass Gilbert (1912)

## A modernizmus térnyerése Európában (1918-1931)
Az első világháború után hosszan tartó küzdelem kezdődött a neoklasszicizmus és a Beaux-Arts építészeti stílus hagyományosabb stílusát kedvelő építészek és a modernisták között, akik Le Corbusier és Robert Mallet-Stevens vezetésével Franciaországban, Walter Gropius és Ludwig Mies van der Rohe irányításával a Weimari Németországban, valamint Konsztantyin Sztyepanovics Melnyikov vezetésével az újonnan létrejövő Szovjetunióban csak a tiszta formákk használatát és minden díszítés elhagyását akarták elérni. Louis Sullivan népszerűsítette a Form follows function axiómát, hogy hangsúlyozza a modern építészetben a funkcionális egyszerűség fontosságát. Az art déco építészek, mint Auguste Perret és Henri Sauvage gyakran kompromisszumot kötöttek a kettő között, és a modernista formákat és a stilizált díszítést kombinálták.

### Nemzetközi stílus (1920-1970)
A franciaországi modernizmus felemelkedésének meghatározó alakja Charles-Édouard Jeanerette svájci-francia építész volt, aki 1920-ban vette fel a Le Corbusier nevet. 1920-ban társalapítója volt a „L'Espirit Nouveau” című folyóiratnak, és energikusan támogatta a funkcionális, tiszta, minden díszítéstől és történelmi asszociációtól mentes építészetet. A tervezett városokon alapuló új urbanizmus szenvedélyes szószólója is volt. 1922-ben bemutatta egy hárommillió lakosú város tervét, amelynek lakói egyforma, hatvanemeletes felhőkarcolókban élnek, amelyeket nyílt parkok vesznek körül. Moduláris házakat tervezett, amelyeket azonos terv alapján tömegesen gyártottak volna, és lakótömbökké, városnegyedekké és városokká állítottak volna össze. 1923-ban kiadta „Vers une architecture” című könyvét, híres szlogenjével: „A ház egy gép, amelyben élünk.” Fáradhatatlanul népszerűsítette elképzeléseit szlogenekkel, cikkekkel, könyvekkel, konferenciákkal és kiállításokon való részvétellel.

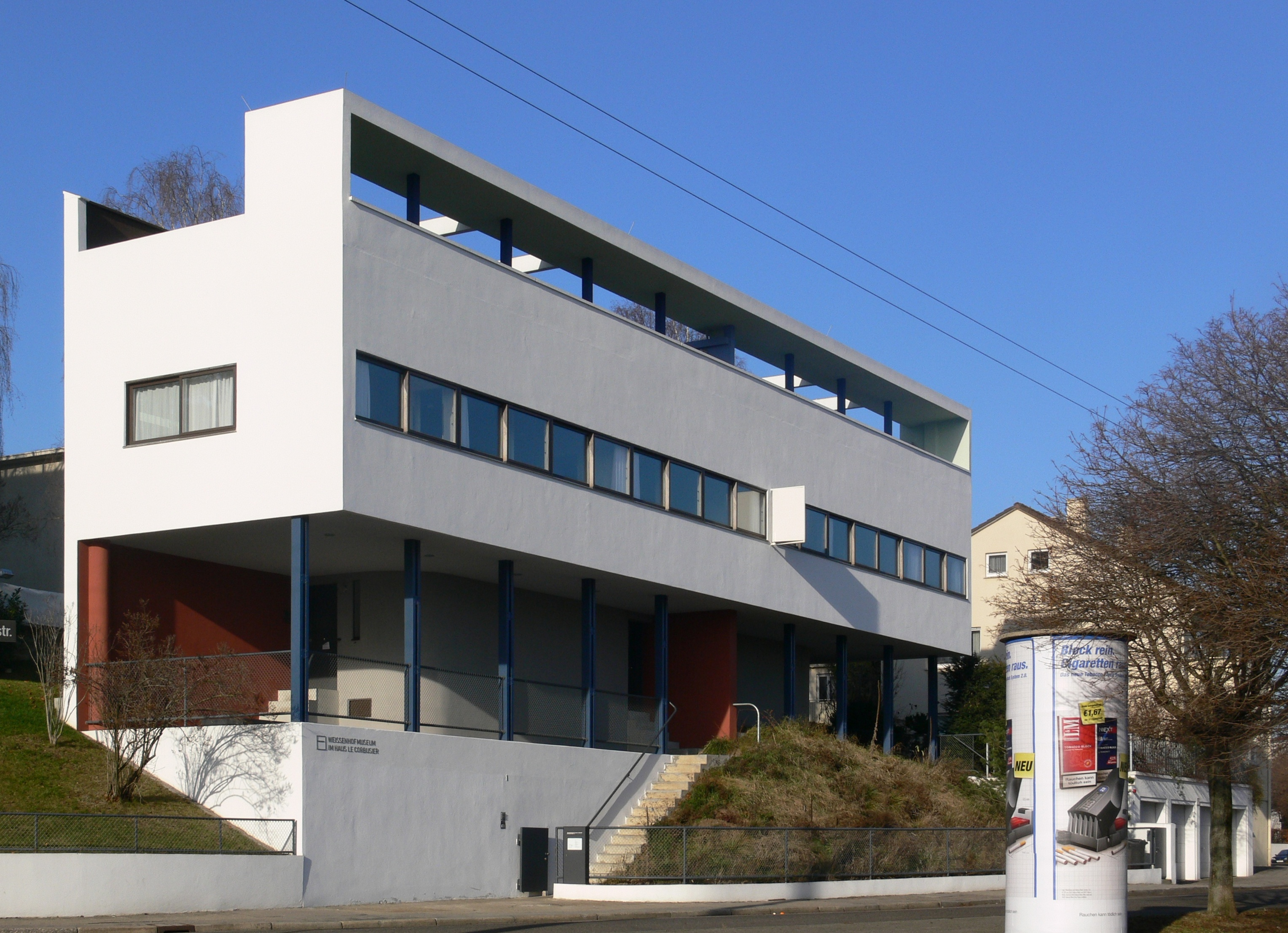
Corbusier Haus, Weissenhof Estate, Stuttgart, Le Corbusier (1927)
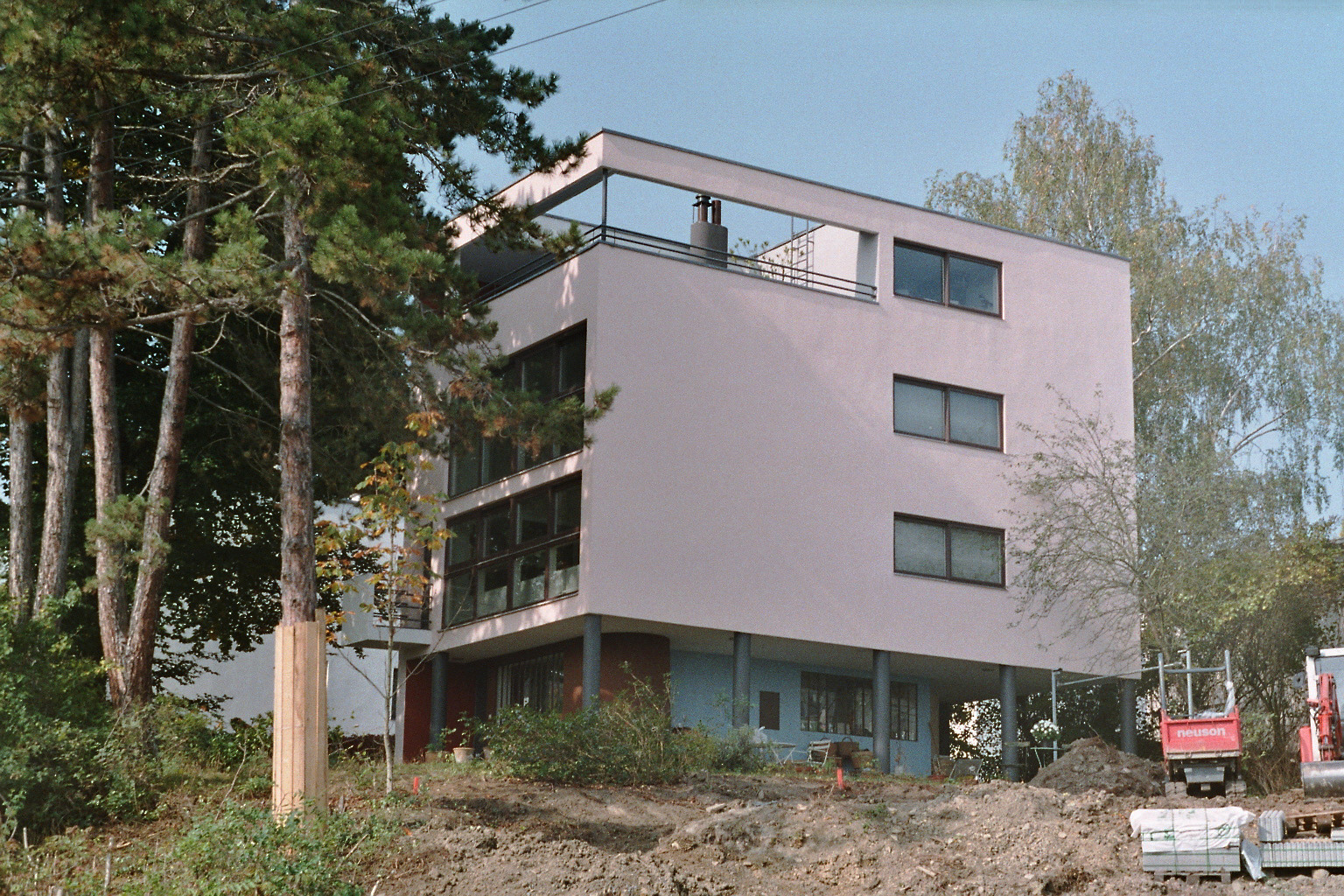
Citrohan Haus, Weissenhof Estate, Stuttgart, Le Corbusier(1927)
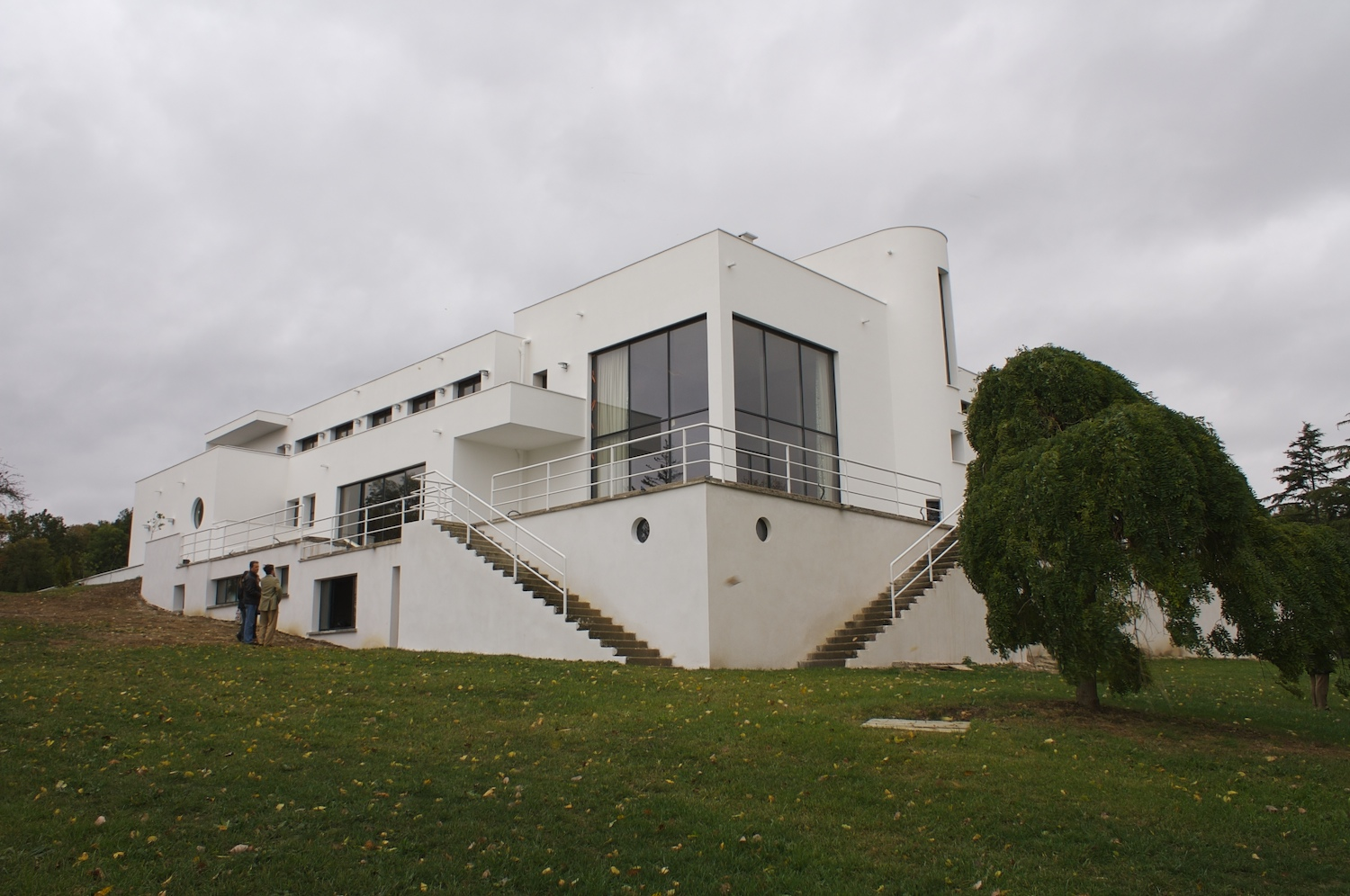
Villa Paul Poiret, Robert Mallet-Stevens (1921–1925)
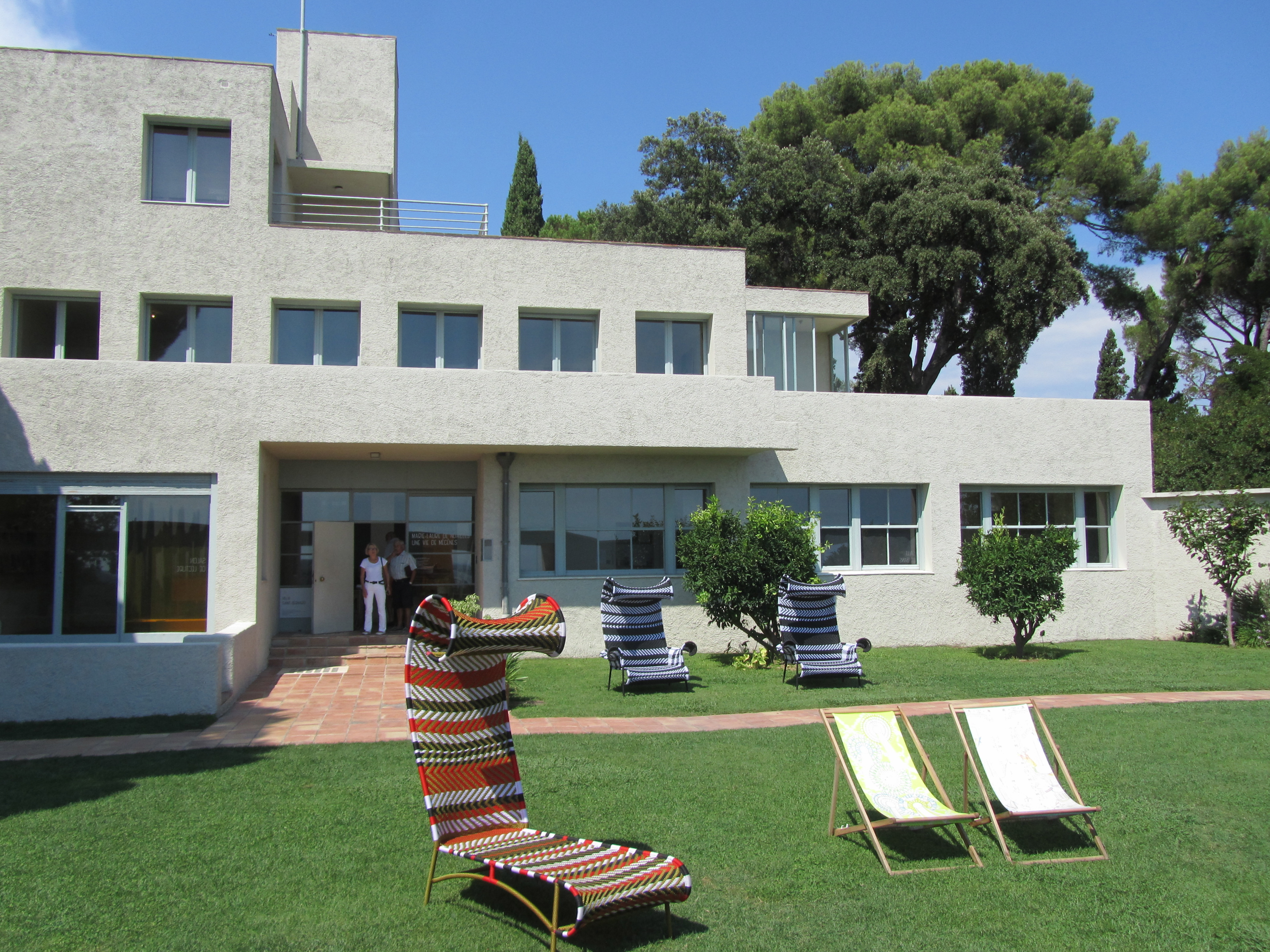
Villa Noailles, Hyères, Robert Mallet-Stevens (1923)
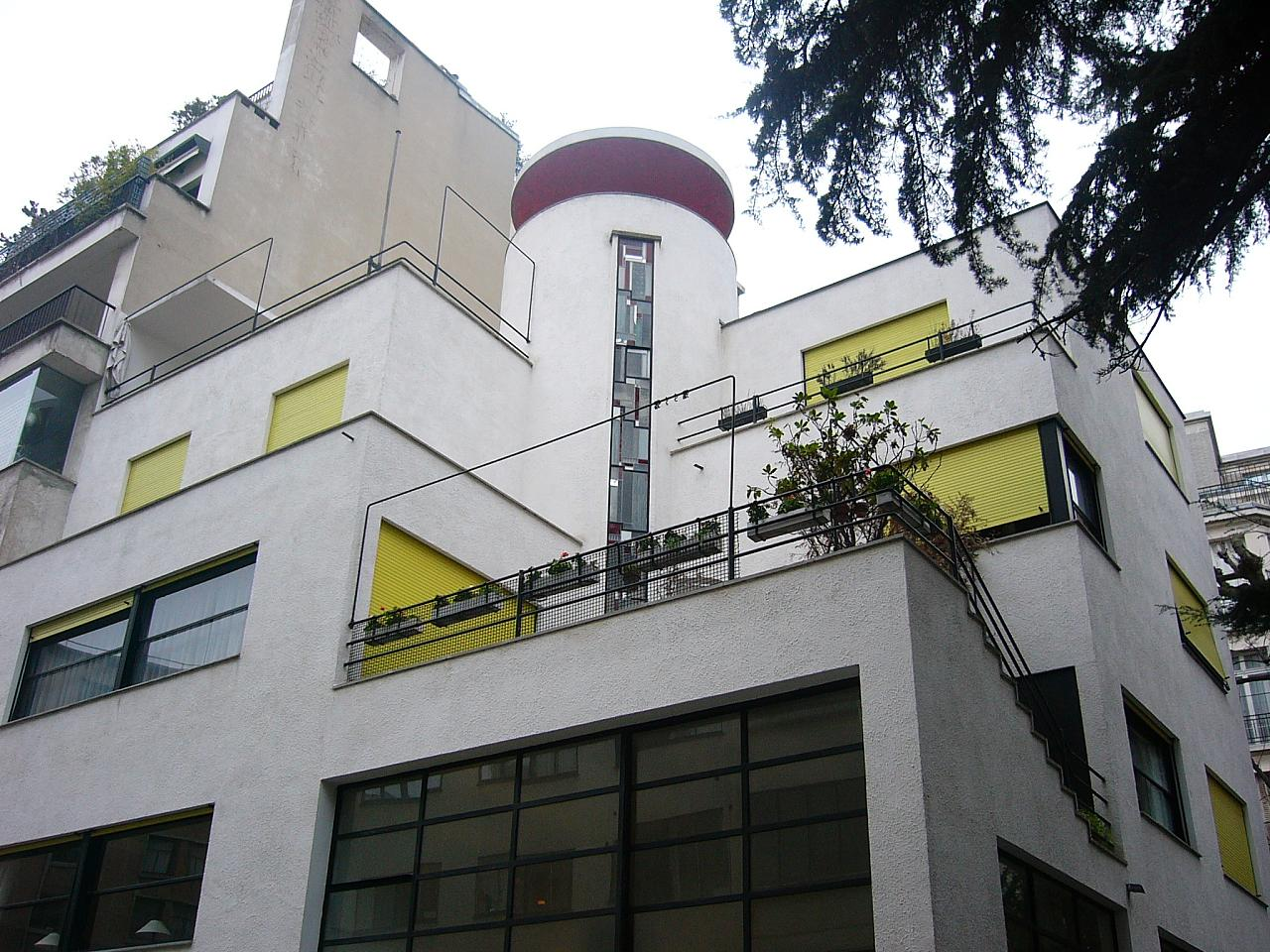
Hôtel Martel rue Mallet-Stevens (1926–1927)

### Bauhaus és Deutscher Werkbund (1919-1933)
Németországban az első világháború után két fontos modernista mozgalom jelent meg: a Bauhaus egy 1919-ben Weimarban Walter Gropius vezetésével alapított iskola volt. Gropius Berlin hivatalos állami építészének fia volt, aki a háború előtt Peter Behrensnél tanult, és ő tervezte a Fagus Művek kaptafagyárának modern épületét. A Bauhaus a háború előtti Művészeti Akadémia és a műszaki iskola fúziója volt. 1926-ban Weimarból Dessauba helyezték át; Gropius az új iskolát és a diákkollégiumokat az általa szorgalmazott új, tisztán funkcionális modernista stílusban tervezte. Az iskola minden területen modernistákat tömörített; a tantestületben ott voltak Vaszilij Kandinszkij, Joseph Albers és Paul Klee modernista festők, valamint a magyar származású Moholy-Nagy László és Breuer Marcel formatervező.
Gropius a modernizmus fontos teoretikusa lett, 1923-ban írta meg Az eszme és a konstrukció című művét. Az építészetben a szabványosítás, valamint a gyári munkások számára racionálisan megtervezett lakótömbök tömeges építésének szószólója volt. 1928-ban a Siemens vállalat megbízásából Berlin külvárosaiban épített lakásokat a munkások számára, 1929-ben pedig karcsú, nyolc-tízemeletes, magas lakótornyok csoportjainak építését javasolta a munkások számára.
Miközben Gropius a Bauhausban tevékenykedett, Ludwig Mies van der Rohe Berlinben a modernista építészeti mozgalom élére állt. A hollandiai De Stijl mozgalomtól inspirálva beton nyári házak csoportjait építette, és egy üveg irodatorony tervét javasolta. A Deutscher Werkbund alelnöke lett, majd 1930-tól 1933-ig a Bauhaus vezetője. 1930-ban a városok újjáépítésére sokféle modernista tervet javasolt. Leghíresebb modernista munkája az 1929-es barcelonai világkiállítás német pavilonja volt. Ez a pavilon a tiszta modernizmus műve volt, üveg- és betonfalakkal, letisztult, vízszintes vonalakkal. Bár csak ideiglenes építmény volt, és 1930-ban lebontották, Le Corbusier Villa Savoye-jával együtt a modernista építészet egyik legismertebb mérföldkövévé vált. Egy rekonstruált változata ma az eredeti helyén áll Barcelonában.
Amikor a nácik hatalomra kerültek Németországban, a Bauhausra úgy tekintettek, mint a kommunisták képzőhelyére, és 1933-ban bezártatták az iskolát. Gropius elhagyta Németországot és Angliába, majd az Egyesült Államokba emigrált, ahol Breuer Marcellel együtt a Harvard Graduate School of Design tanárai lettek, és a háború utáni amerikai építészek új generációjának tanárai lettek. Mies van der Rohe 1937-ben szintén az Egyesült Államokba költözött; ő lett a háború utáni amerikai felhőkarcolók egyik leghíresebb tervezője.

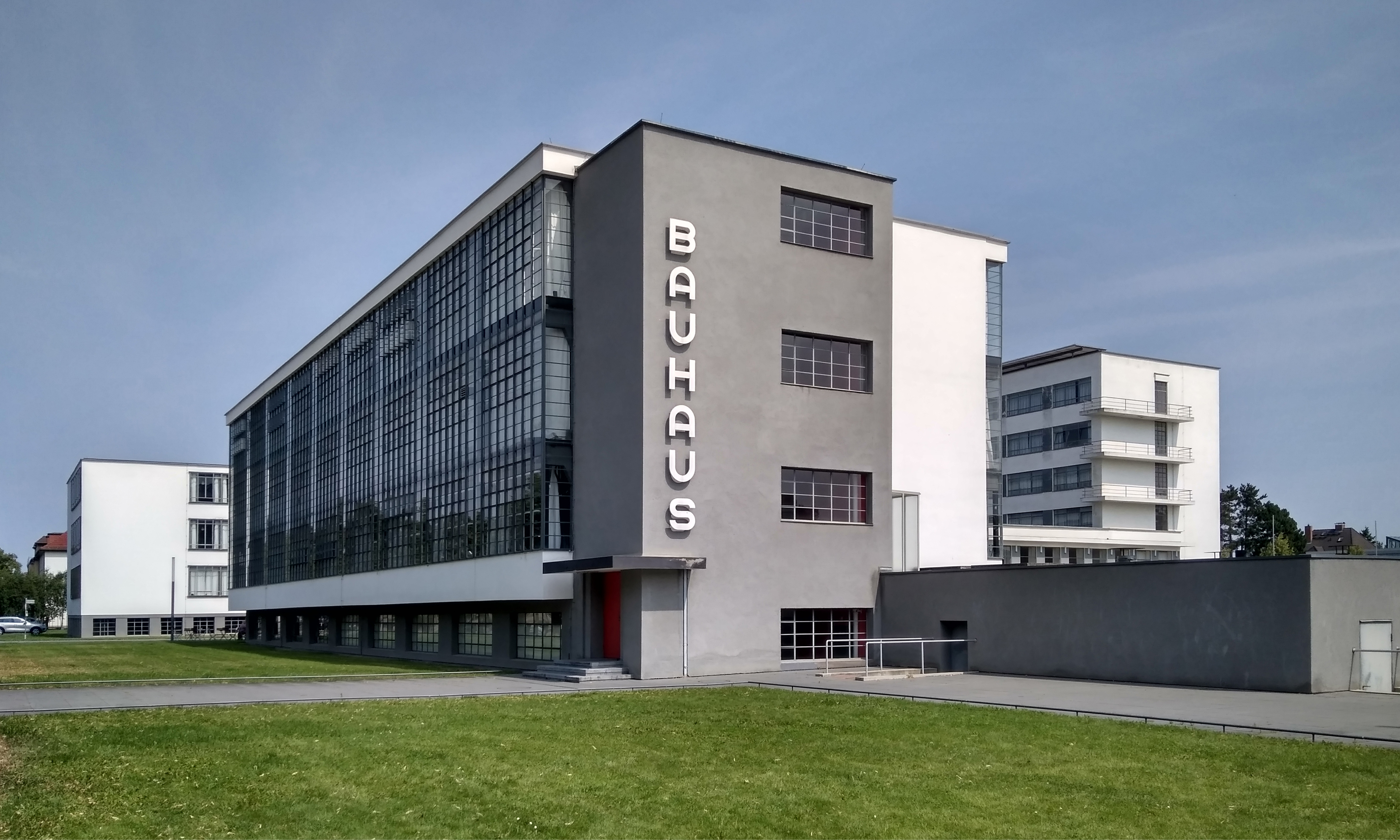
A Bauhaus főépülete, Dessau, Walter Gropius (1926)
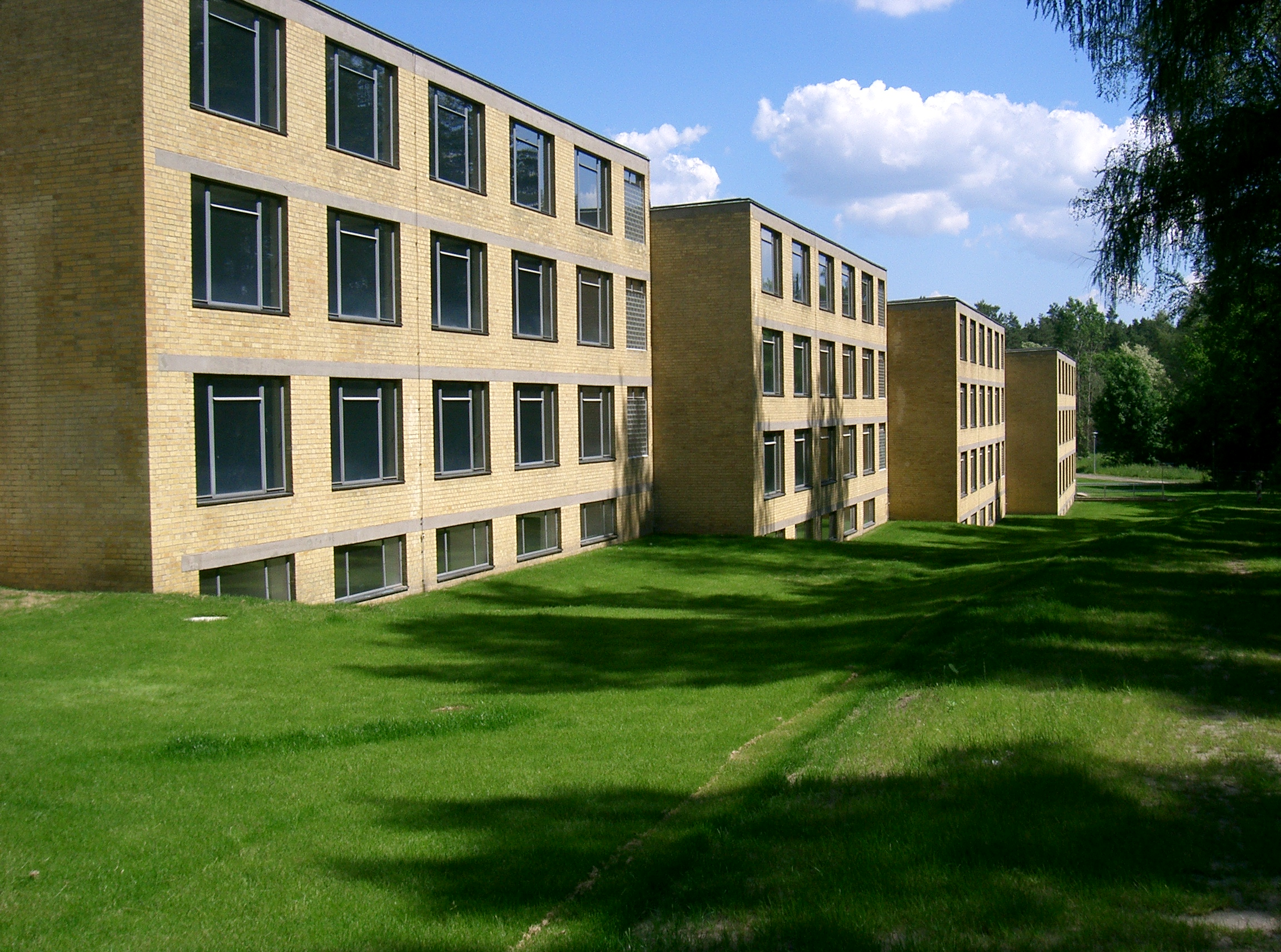
ADGB Iskola, Bernau bei Berlin, Hannes Meyer és Hans Wittwer (1928–30)
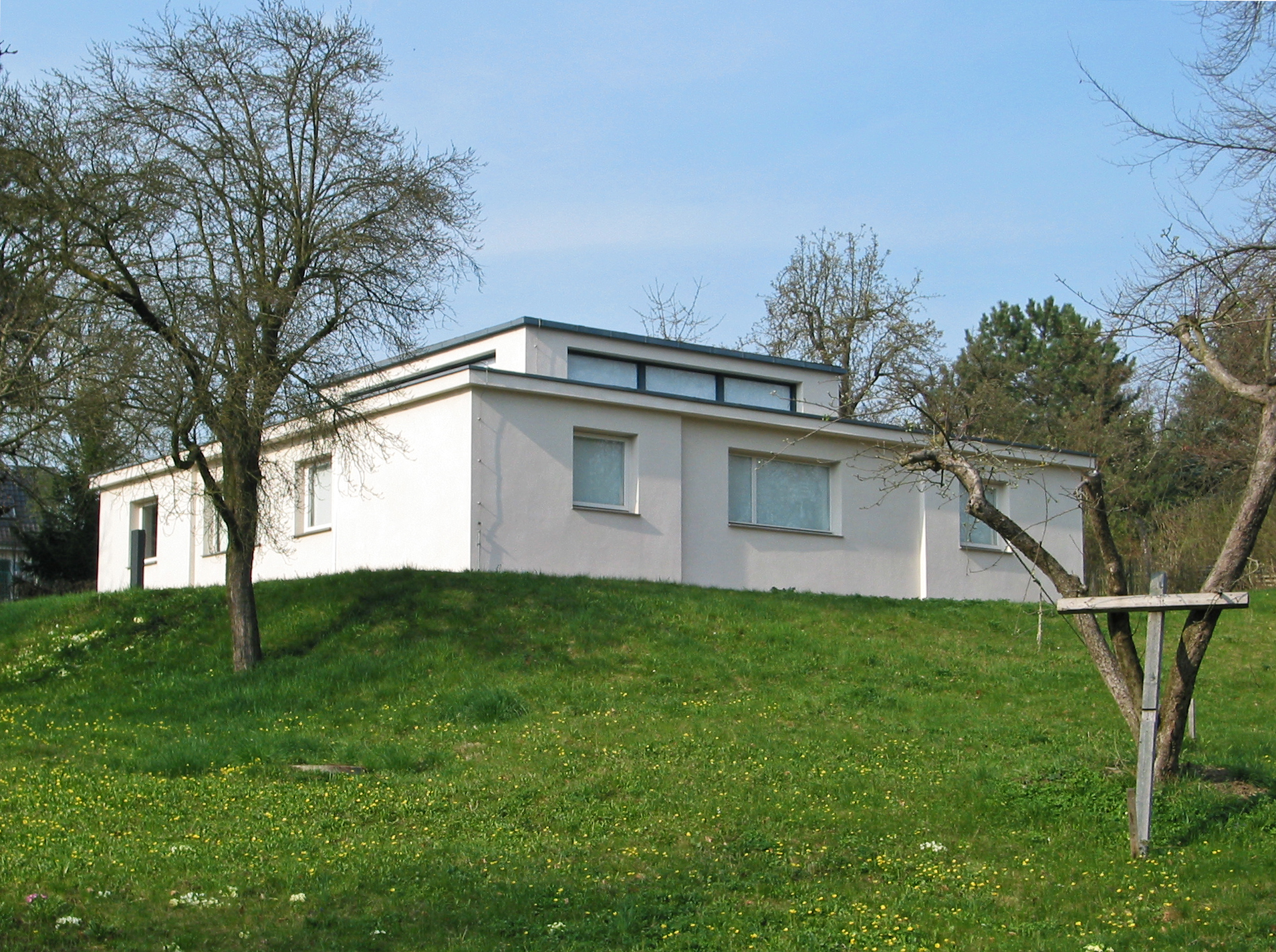
Haus am Horn, Weimar, Georg Muche (1923)
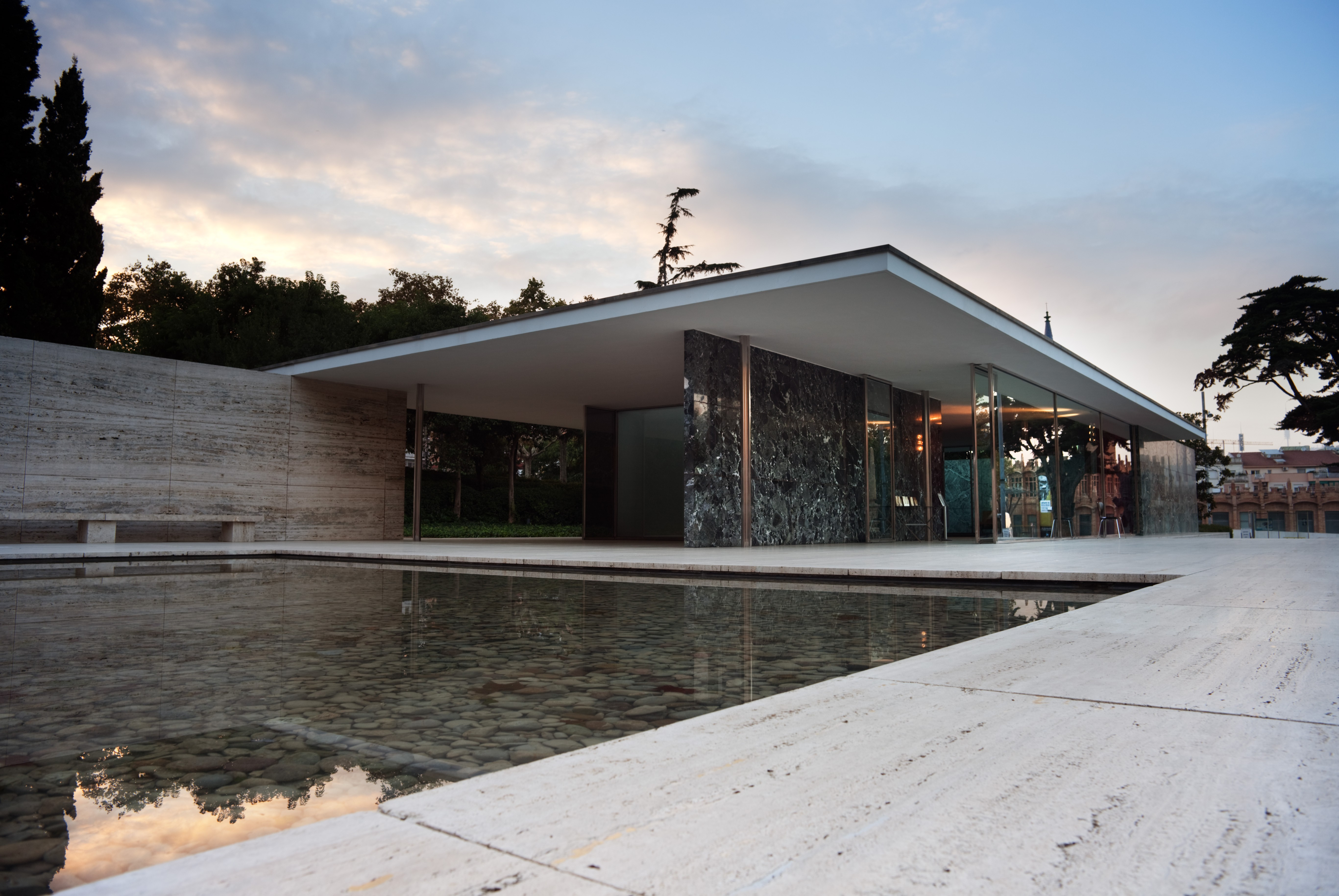
A Barcelonai Német Pavilion (modern rekonstrukció), Ludwig Mies van der Rohe (1929)
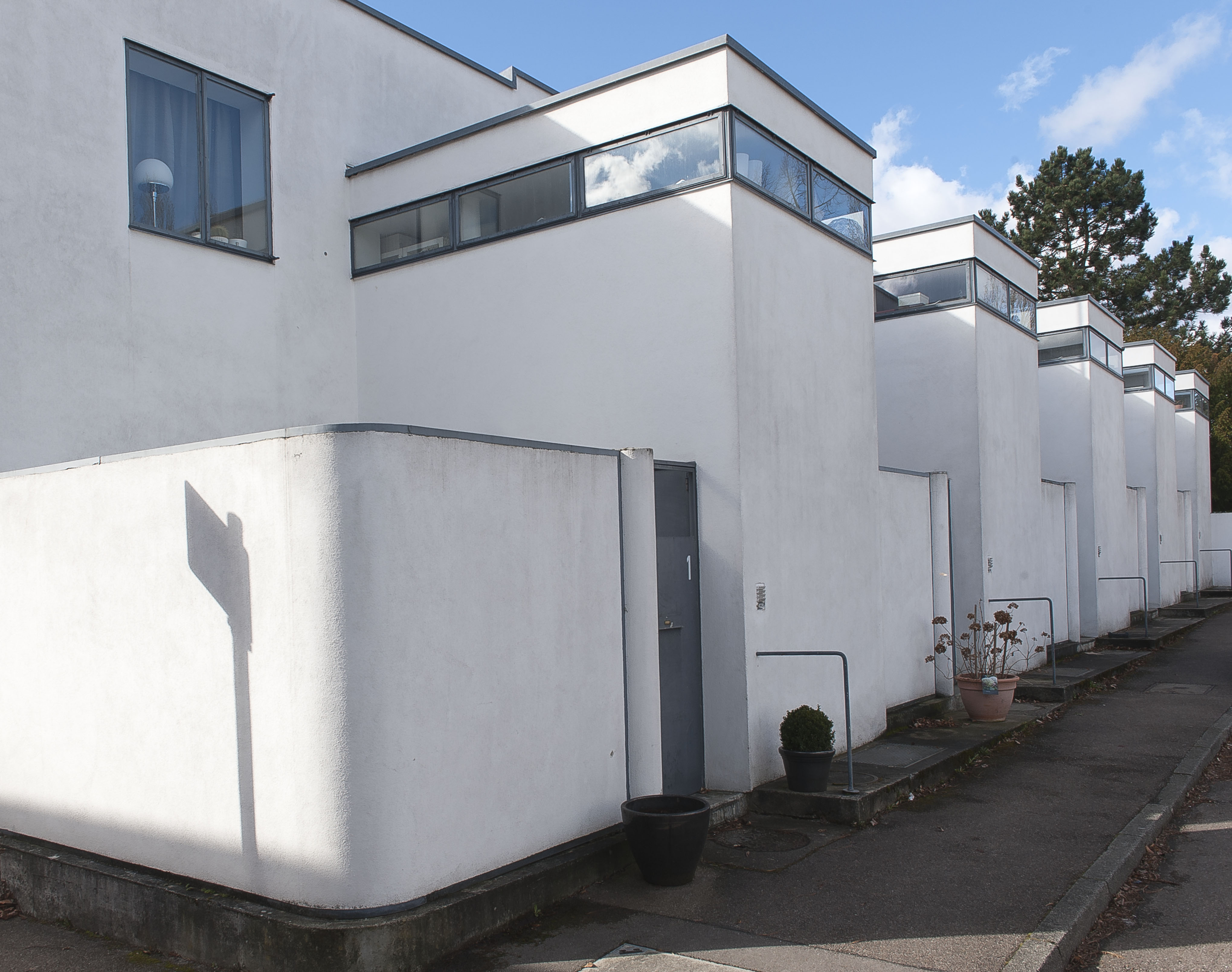
A Weissenhof lakótelep, Stuttgart, Deutsches Werkbund (1927)

### Expresszionizmus (1918–1931)
Az expresszionizmus, amely 1910 és 1925 között jelent meg Németországban, a Bauhaus és a Werkbund szigorúan funkcionális építészetével szembeni ellenmozgalom volt. Szószólói, köztük Bruno Taut, Hans Poelzig, Fritz Hoger és Erich Mendelsohn, költői, expresszív és optimista építészetet akartak létrehozni. Sok expresszionista építész harcolt az első világháborúban, és tapasztalataik, valamint az 1918–19-es németországi forradalmat követő politikai zűrzavar és társadalmi felfordulás utópisztikus szemléletet és romantikus szocialista programot eredményeztek. 1914 és az 1920-as évek közepe között a gazdasági körülmények erősen korlátozták az építési megbízások számát, ennek következtében a leginnovatívabb expresszionista projektek közül sok, köztük Bruno Taut Alpine Architecture és Hermann Finsterlin Formspiels című munkája a tervezőasztalon maradt. A színházi és filmszínházi díszletek egy másik lehetőséget nyújtottak az expresszionista képzeletnek, és kiegészítő jövedelmet biztosítottak a konvenciókat a kemény gazdasági helyzetben megkérdőjelezni próbáló tervezőknek. Egy sajátos típus, amely téglákat használ a formák létrehozásához a beton helyett, tégla-expresszionizmus néven lett ismert.
Erich Mendelsohn (aki nem szerette az expresszionizmus kifejezést a munkáira) olyan templomok, silók és gyárak tervezésével kezdte pályafutását, amelyek rendkívül fantáziadúsak voltak, de források hiányában soha nem épültek meg. 1920-ban végre megépíthette egyik művét Potsdam városában: az Einstein-torony nevű csillagvizsgálót és kutatóközpontot, mely aztán 1922-es befejezésekor a frissen Nobel-díjat nyert Albert Einstein nevét kapta. Az eredeti tervek szerint vasbetonból épült volna, de műszaki problémák miatt végül vakolattal fedett hagyományos anyagokból épült. A Bauhaus szigorú, téglalap alakú formáitól nagyon eltérő szobrászati formája először Stuttgartban, Nürnbergben és Berlinben nyert neki megbízásokat filmszínházak és kiskereskedelmi üzletek építésére. A berlini Mossehaus a streamline modern stílus korai példájának tekinthető. A berlini Potsdamer Platzon épített Columbushaus (1931) a későbbi modernista irodaházak prototípusa lett. (1957-ben lebontották, mert a Kelet- és Nyugat-Berlin közötti határzónában állt, ahol 4 évvel később a berlini fal épült fel). A nácik hatalomra kerülését követően 1933-ban Angliába, majd 1941-ben az Egyesült Államokba emigrált.
Fritz Höger volt a korszak másik jelentős expresszionista építésze. Chilehaus nevű épületét egy hajózási társaság székházának tervezte, és egy óriási gőzhajó mintájára készült, háromszög alakú épület, élesen kihegyezett orral. Sötét téglából épült, és külső pillérekkel fejezte ki függőleges szerkezetét. Külső díszítése a gótikus katedrálisoktól kölcsönzött, akárcsak belső árkádjai. Hans Poelzig szintén fontos expresszionista építész volt. Ő építette 1919-ben a Großes Schauspielhausot, egy hatalmas, ötezer néző befogadására alkalmas színházat Berlinben Max Reinhardt számára. A hatalmas kupoláról hosszúkás, cseppkövekhez hasonló formák lógtak le, az előcsarnokban pedig masszív oszlopokon elhelyezett lámpák világítottak. Ő építette az IG Farben épületét is, egy hatalmas vállalati székházat, amely ma a frankfurti Johann Wolfgang Goethe Egyetem főépülete. Bruno Taut a berlini munkásosztály számára épített nagy méretű lakótelepek építésére specializálódott. Tizenkétezer egyedi egységet épített, néha szokatlan formájú épületek formájában, mint amilyen például a patkó alakú Britz Nagytelep. A legtöbb más modernistától eltérően élénk külső színeket használt, hogy élettel telibbé tegye épületeit. A sötét tégla használata a német projektekben ennek a sajátos stílusnak a tégla-expresszionizmus nevet adta.
Az osztrák filozófus, építész és társadalomkritikus Rudolf Steiner is a lehető legtávolabb állt a hagyományos építészeti formáktól. Az 1926-tól a svájci Bázel közelében épített második Goetheanum a Mendelsohn-féle Einstein-toronyhoz hasonlóan nem a hagyományos mintákon alapult, hanem teljesen eredeti formákkal rendelkezett.

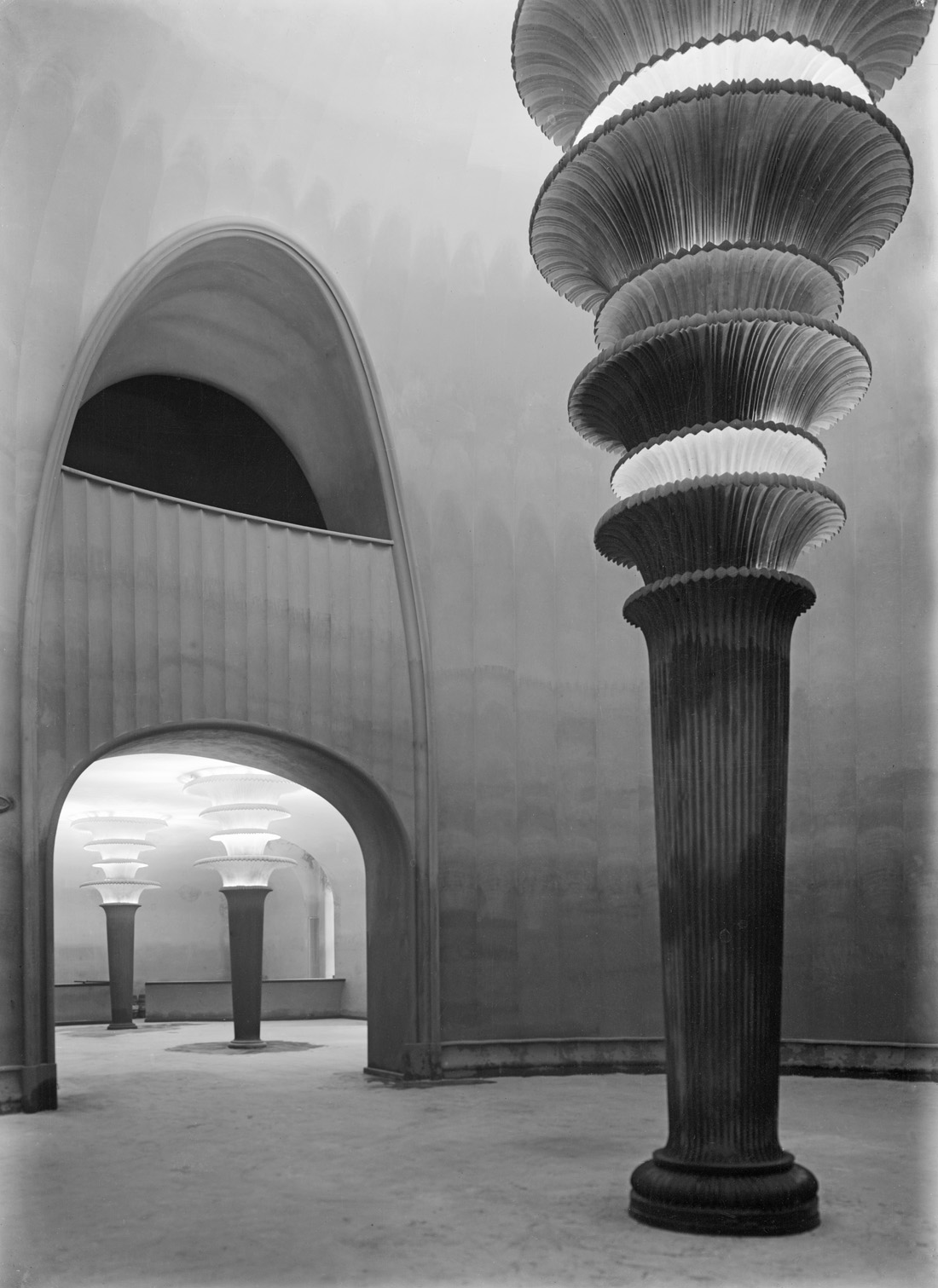
Großes Schauspielhaus, Berlin, Hans Poelzig (1919)
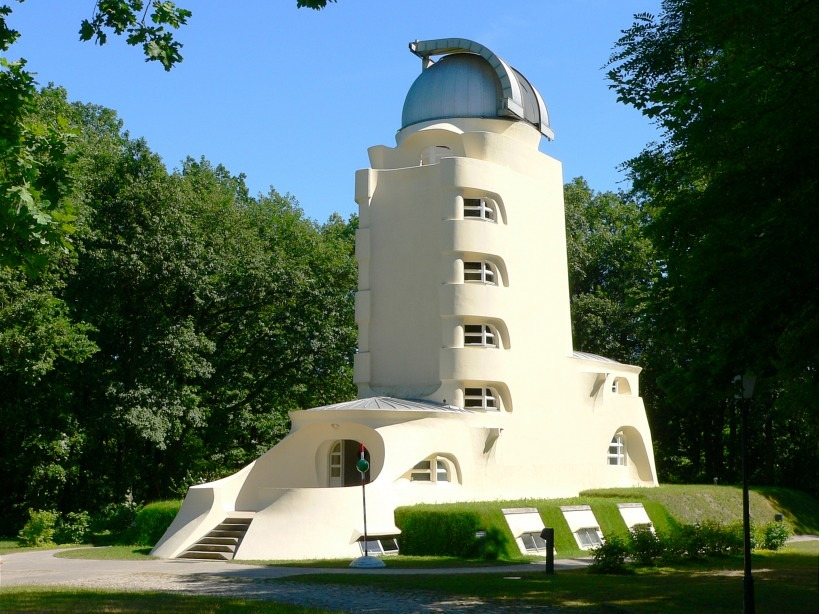
Az Einstein-torony, Berlin, Erich Mendelsohn (1920–24)
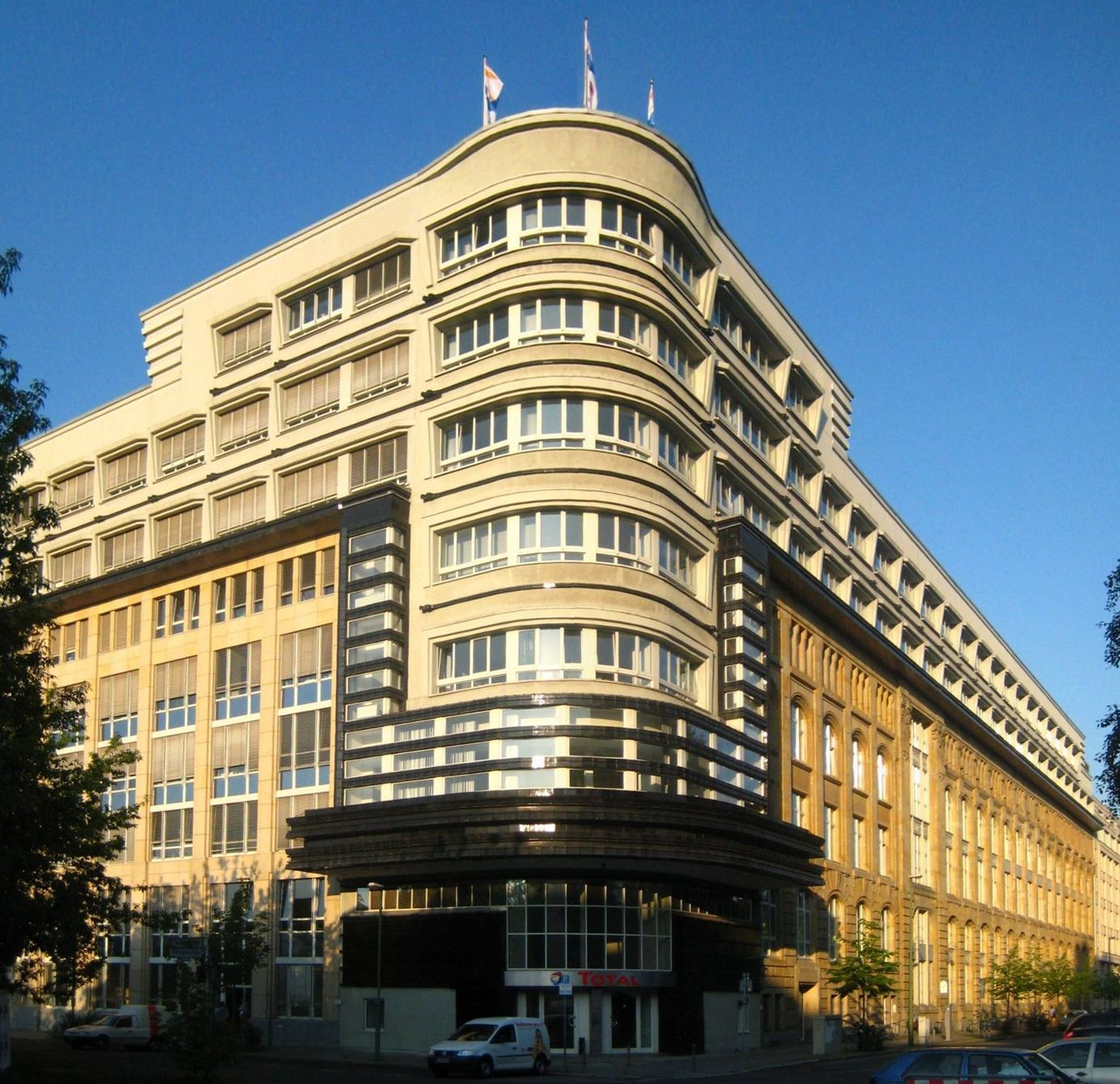
A Mossehaus, az áramvonalas modern egyik korai példája, Berlin, Erich Mendelsohn(1921–23)
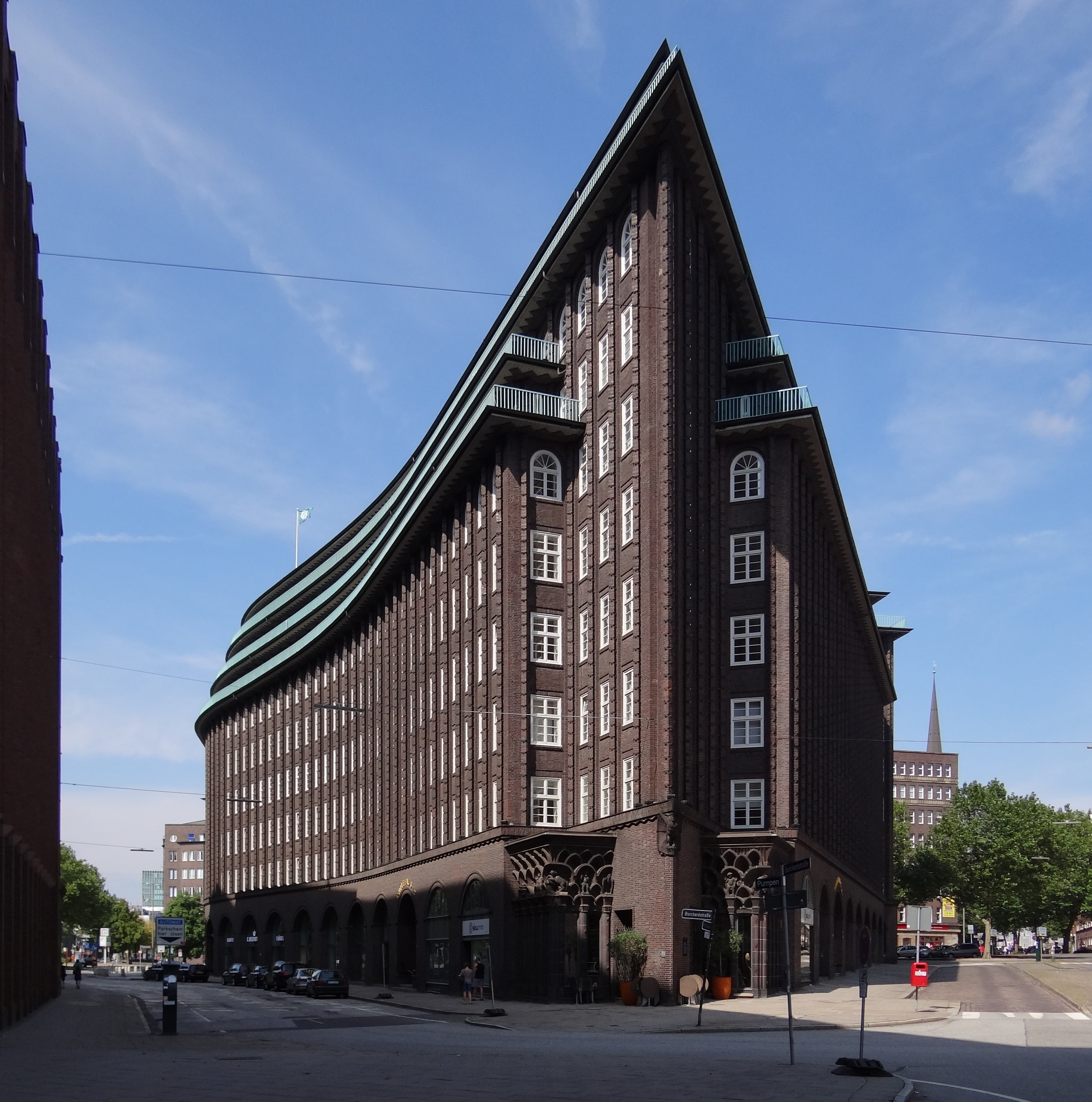
Chilehaus, Hamburg, Fritz Höger (1921–24)
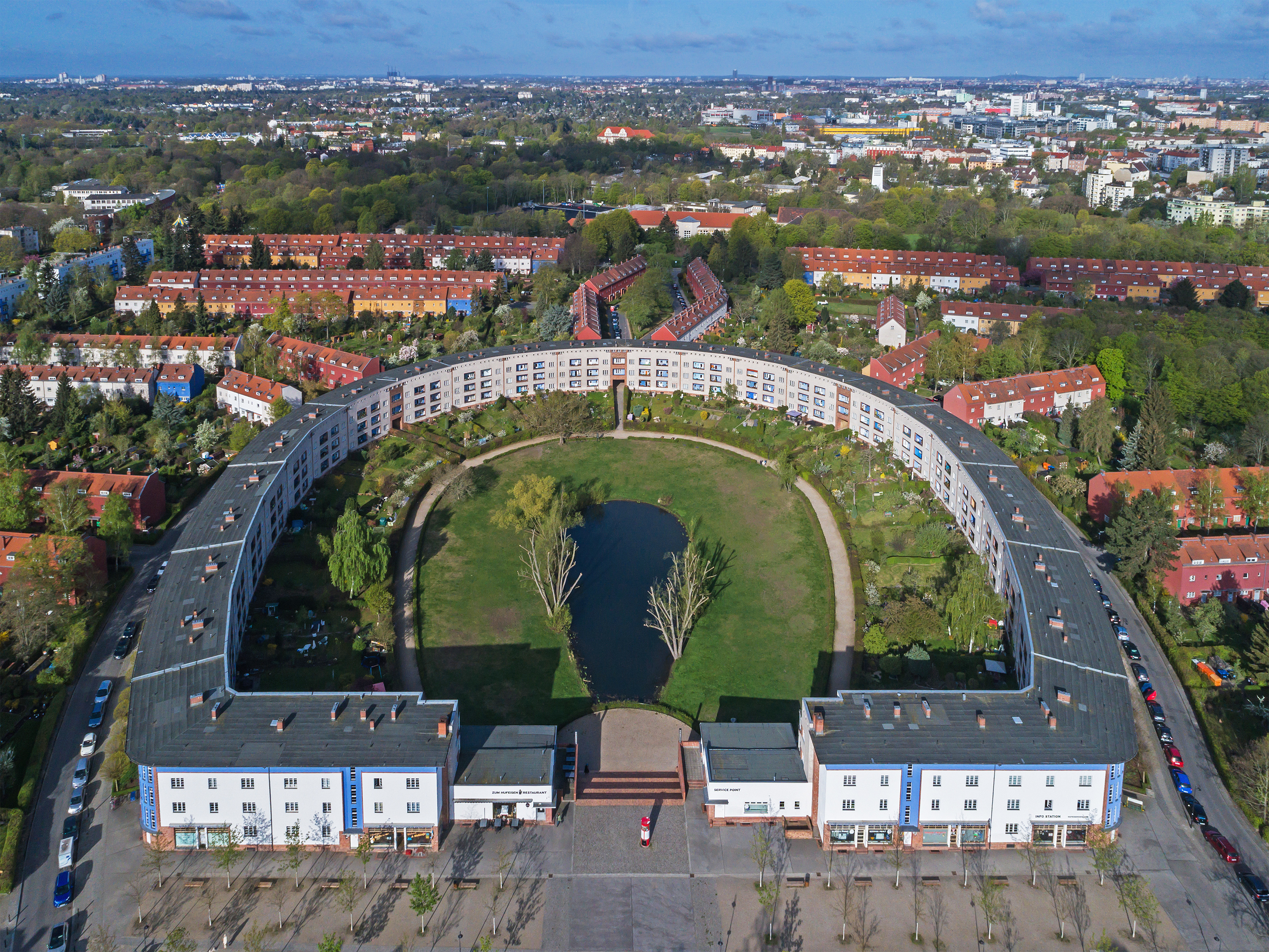
Britz Nagytelep, Bruno Taut (1925)
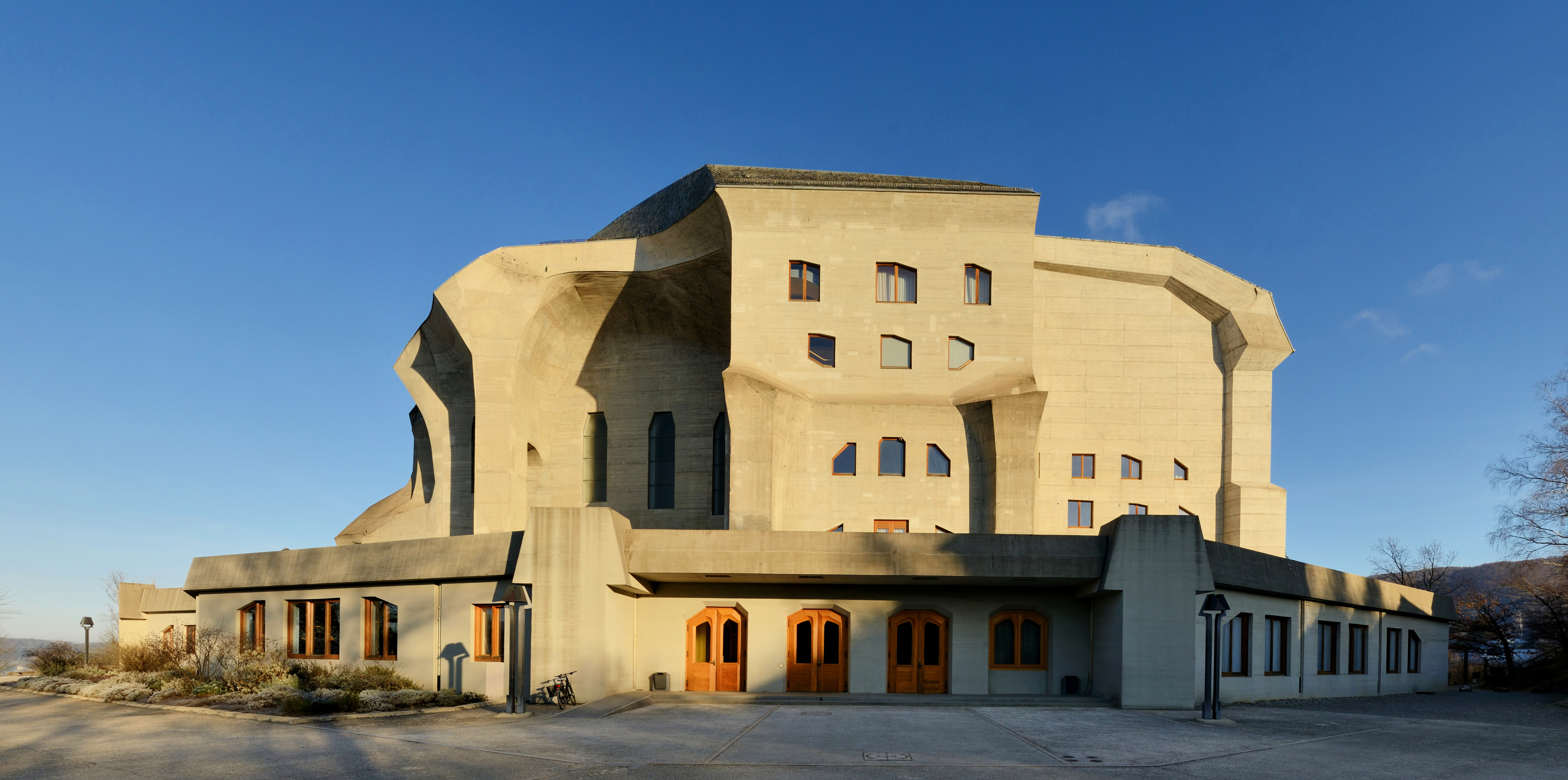
A Második Goetheanum, Dornach, Rudolf Steiner (1924–1928)
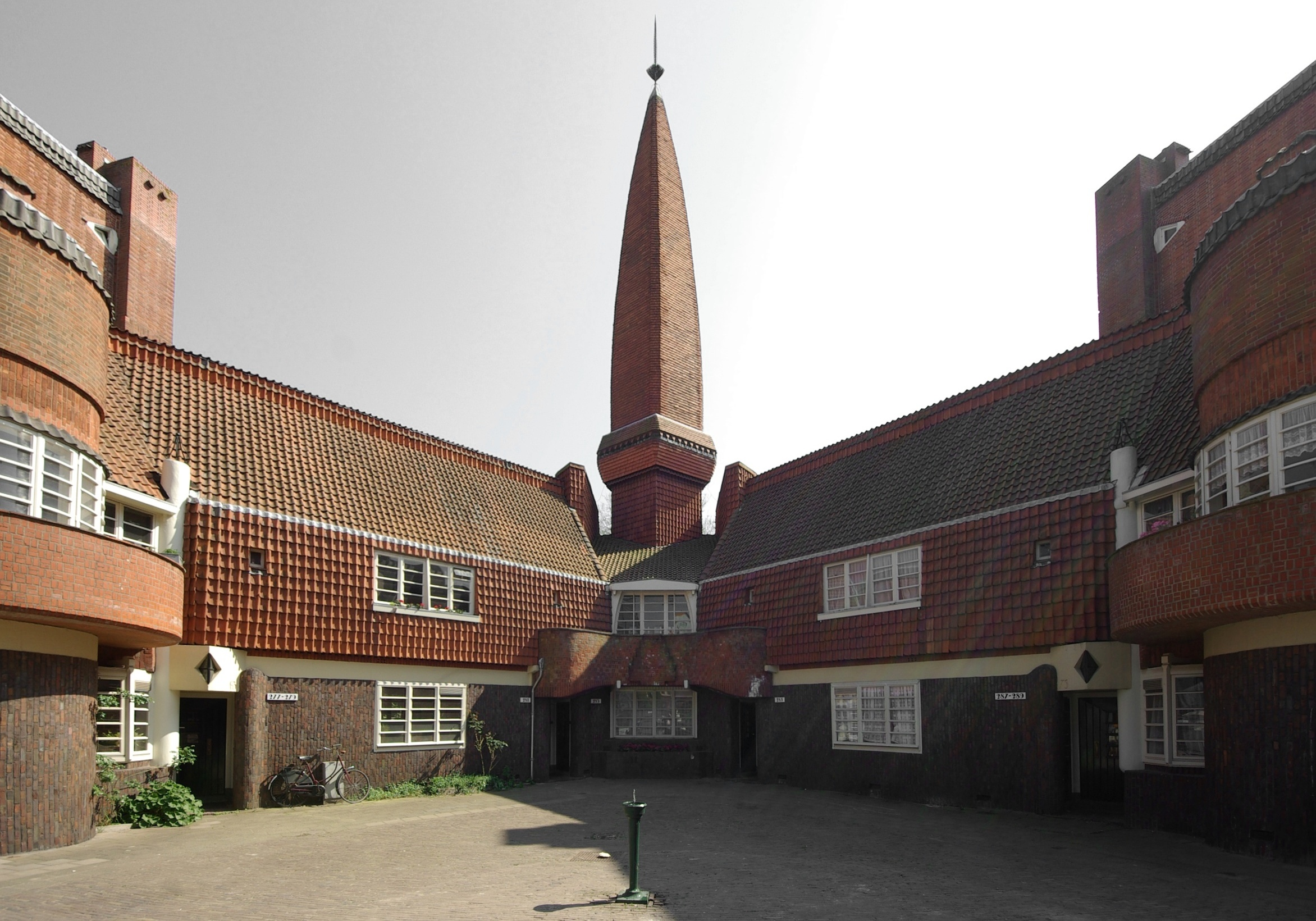
Het Schip lakóépület, Amszterdam, Michel de Klerk (1917–1920)
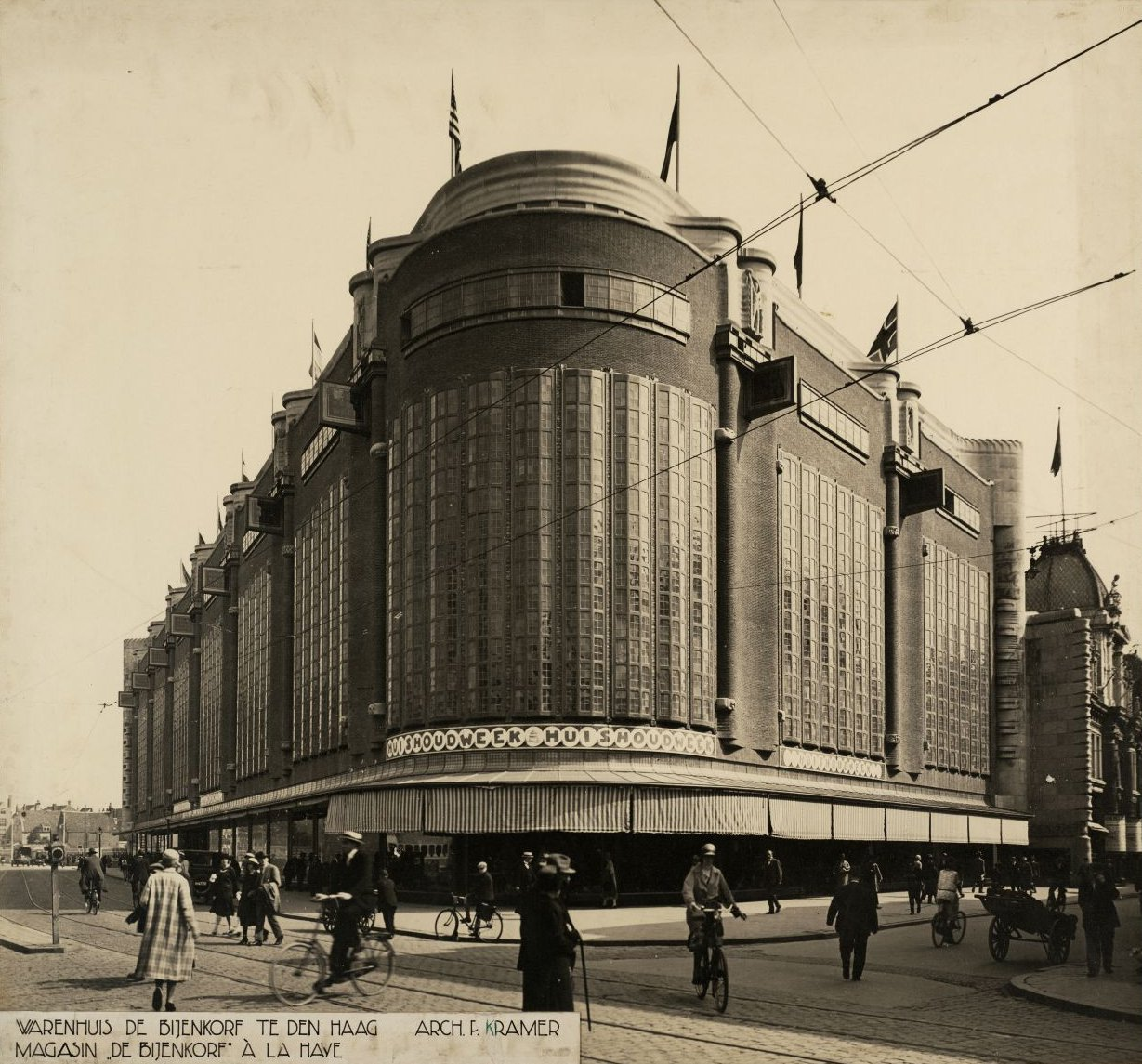
De Bijenkorf áruház, Hága, Piet Kramer (1924–1926)

### Konstruktivizmus (1917-1931)
Az 1917-es oroszországi forradalmak után az orosz avantgárd művészek és építészek egy új szovjet stílust kezdtek keresni, amely a hagyományos neoklasszicizmus helyébe léphetne. Az új építészeti irányzatok szorosan kapcsolódtak a korszak irodalmi és művészeti mozgalmaihoz, Vlagyimir Vlagyimirovics Majakovszkij költő futurizmusához, Kazimir Szeverinovics Malevics festőművész szuprematizmusához és Mihail Fjodorovics Larionov színes rayonizmusához. A legmegdöbbentőbb terv a Vlagyimir Jevgrafovics Tatlin festő- és szobrászművész által a Harmadik Kommunista Internacionálé 1920-as moszkvai találkozójára javasolt torony volt: két egymásba kapcsolódó, négyszáz méter magas geometrikus fémtornyot javasolt. Az orosz konstruktivista építészet mozgalmát 1921-ben indította útjára egy Alekszandr Mihajlovics Rodcsenko vezette művészcsoport. Kiáltványukban azt hirdették, hogy céljuk „az anyagi struktúrák kommunista kifejezésének” megtalálása. A szovjet építészek munkásklubokat, közösségi bérházakat és egész városrészek élelmezésére szolgáló közösségi konyhákat kezdtek építeni.
Az egyik első kiemelkedő konstruktivista építész Moszkvában Konsztantyin Melnyikov volt, aki számos munkásklubot – köztük a Ruszakov Munkásklubot (1928) – és saját lakóházát, a Melnyikov-házat (1929) építette a moszkvai Arbat utca közelében. Melnyikov 1925-ben Párizsba utazott, ahol megépítette a szovjet pavilont az 1925-ös párizsi Nemzetközi Modern Dekorációs és Iparművészeti Kiállításra; ez egy erősen geometrikus, függőleges szerkezetű, üvegből és acélból készült, átlós lépcsővel keresztezett épület volt, melyet sarló és kalapács koronázott. A konstruktivista építészek vezető csoportja a Vesznyin testvérek és Mojszej Ginzburg vezetésével kiadta a „Kortárs építészet” című folyóiratot. Ez a csoport az első ötéves terv nyomán több nagy konstruktivista projektet is létrehozott – köztük a kolosszális Dnyeperi vízerőművet (1932) – és Ginzburg a Narkomfin épületével kísérletet tett a lakótömbök szabványosításának elindítására. A konstruktivista stílust a szovjet korszak előtti időszak számos építésze is felvette. A leghíresebb példa Alekszej Viktorovics Szusev moszkvai Lenin-mauzóleuma (1924) volt.
A konstruktivista építészet fő központjai Moszkva és Leningrád voltak, azonban az iparosítás során számos konstruktivista épületet emeltek a vidéki városokban. A regionális ipari központokat, köztük Jekatyerinburgot, Harkovot vagy Ivanovót konstruktivista módon építették újjá; az újonnan születő iparvárosok, mint Magnyitogorszk vagy Zaporozsje, eleve konstruktivista stílusban épültek fel az úgynevezett szocgorod („szocialista város”) elve alapján.
A stílus az 1930-as években jelentősen vesztett a népszerűségből, helyét a Sztálin által kedvelt grandiózusabb nacionalista stílus, az úgynevezett Sztálin-barokk vette át. A konstruktivista építészek ország- és világszerte – sőt maga Le Corbusier is – készítettek terveket a Szovjetek palotájának, a világ leendő legmagasabb épületének tervpályázatára 1931 és 1933 között, de a győztes végül egy korai sztálinista épület lett a posztkonstruktivizmusnak nevezett stílusban. Az utolsó nagy orosz konstruktivista épületet Borisz Iofan tervezte, és az 1937-es párizsi világkiállításra épült, tetejét pedig Vera Ignatyjevna Muhina világhírűvé váló óriási szobra, a Munkás és kolhozparasztnő koronázta meg. A monumentális épület éppen a náci Németország szintén megalomán pavilonjával szemben kapott helyet, amelyet Albert Speer, Hitler építész tervei alapján építettek, és a két ország közti versengésnek ezen pavilonok is a szimbólumává váltak.

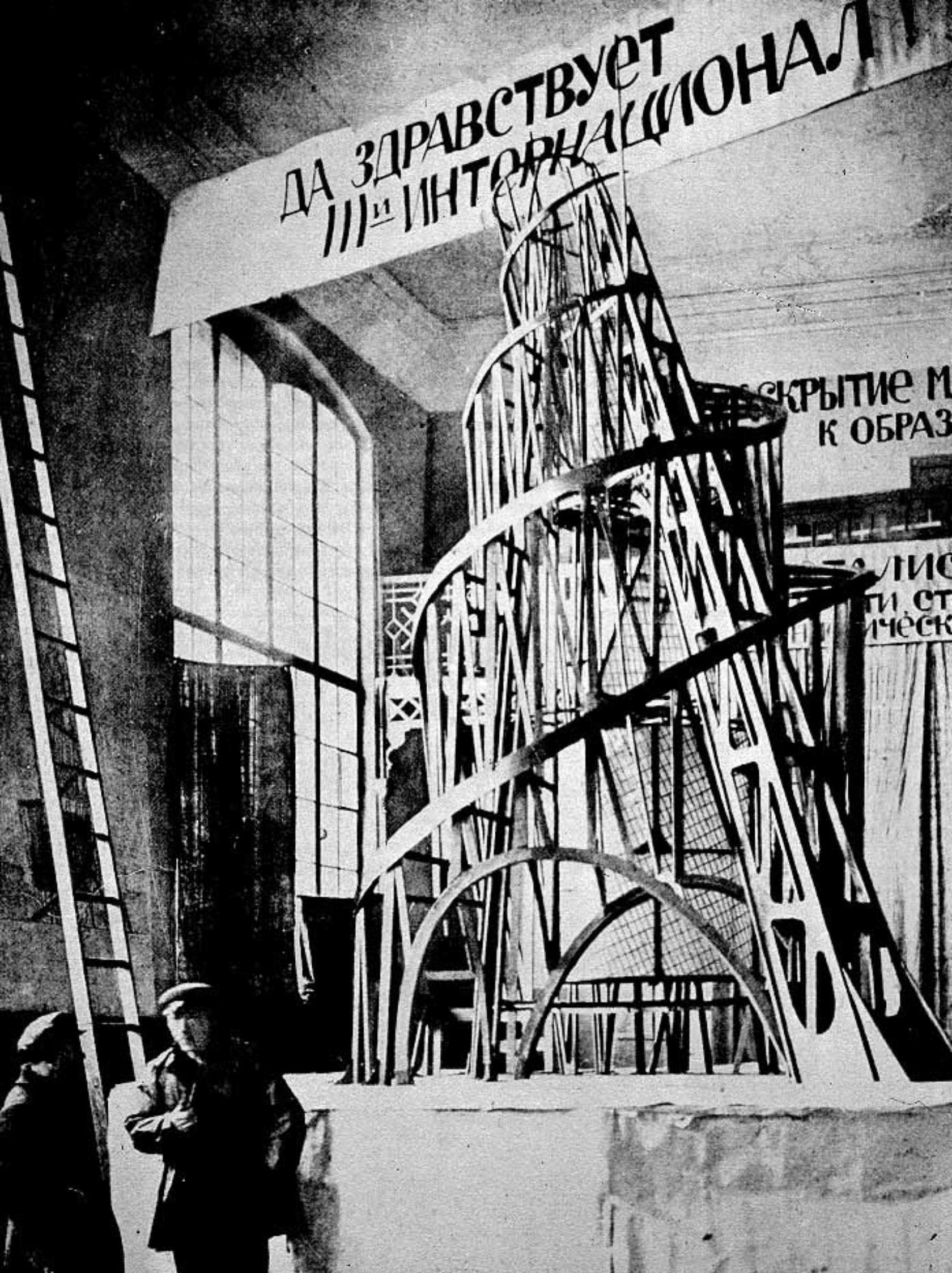
A Harmadik Internacionálé tervezett tornyának makettje, Vlagyimir Tatlin (1919)
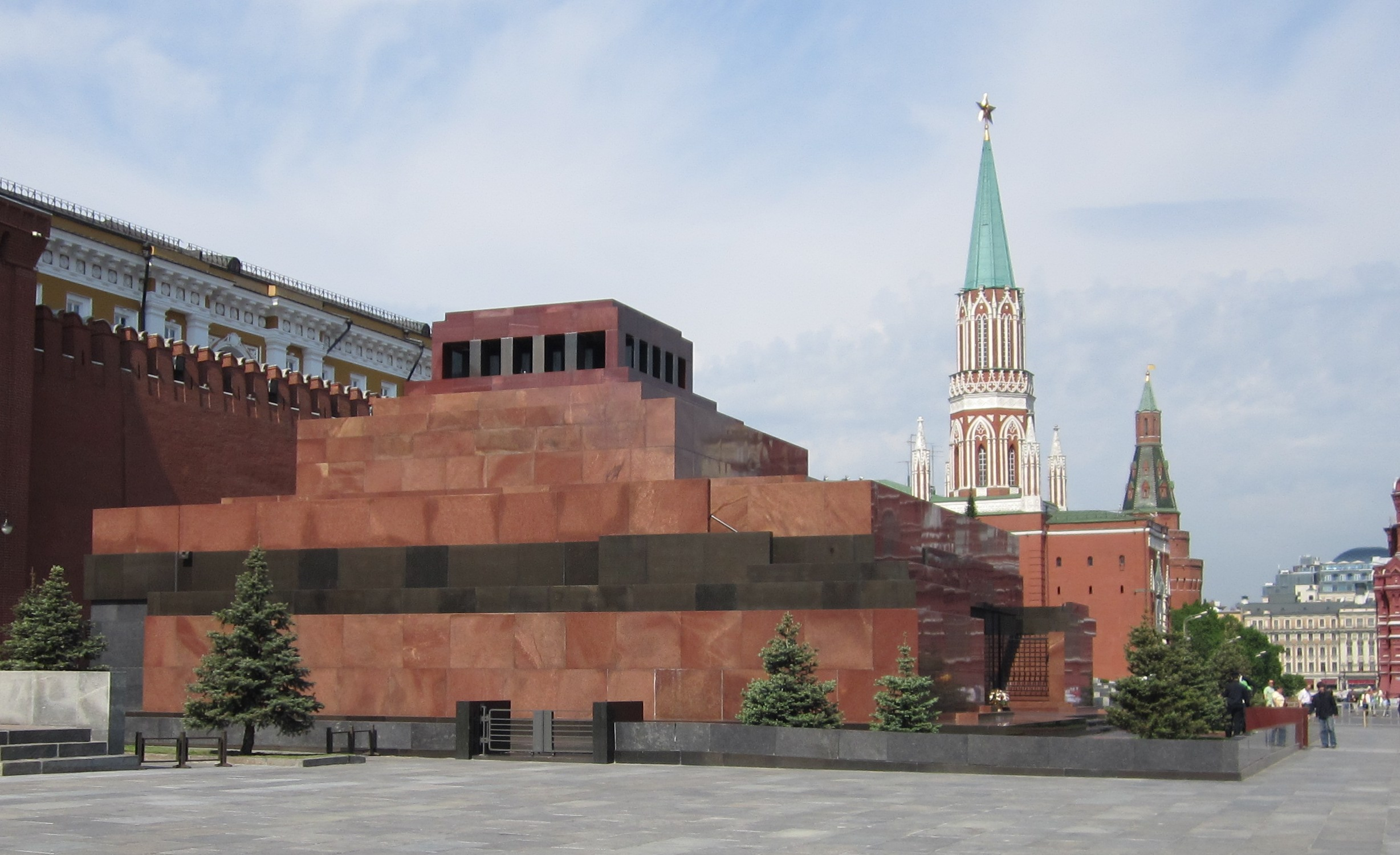
Lenin-mauzóleum, Moszkva, Alekszej Viktorovics Szusev (1924)
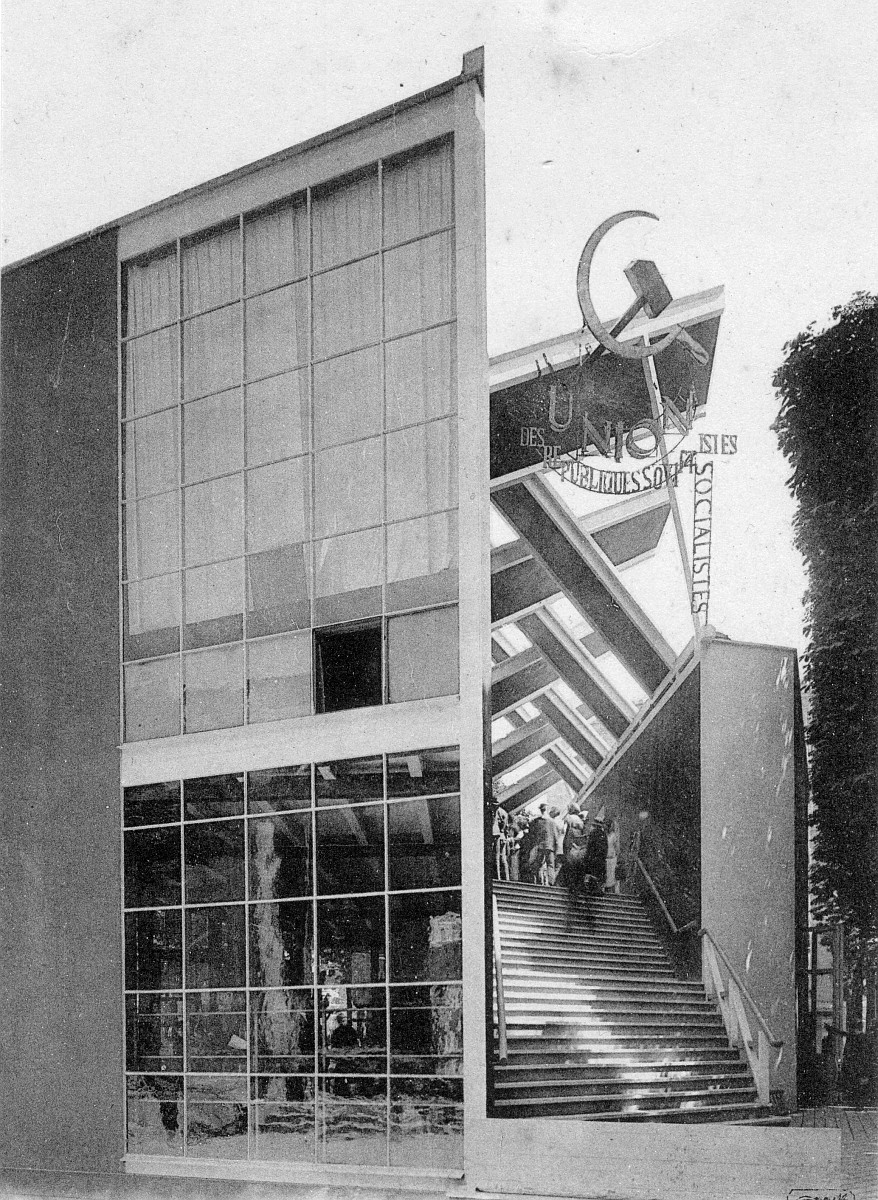
Szovjet pavilon az 1925-ös párizsi világkiállításon, Konstantin Melnyikov (1925)
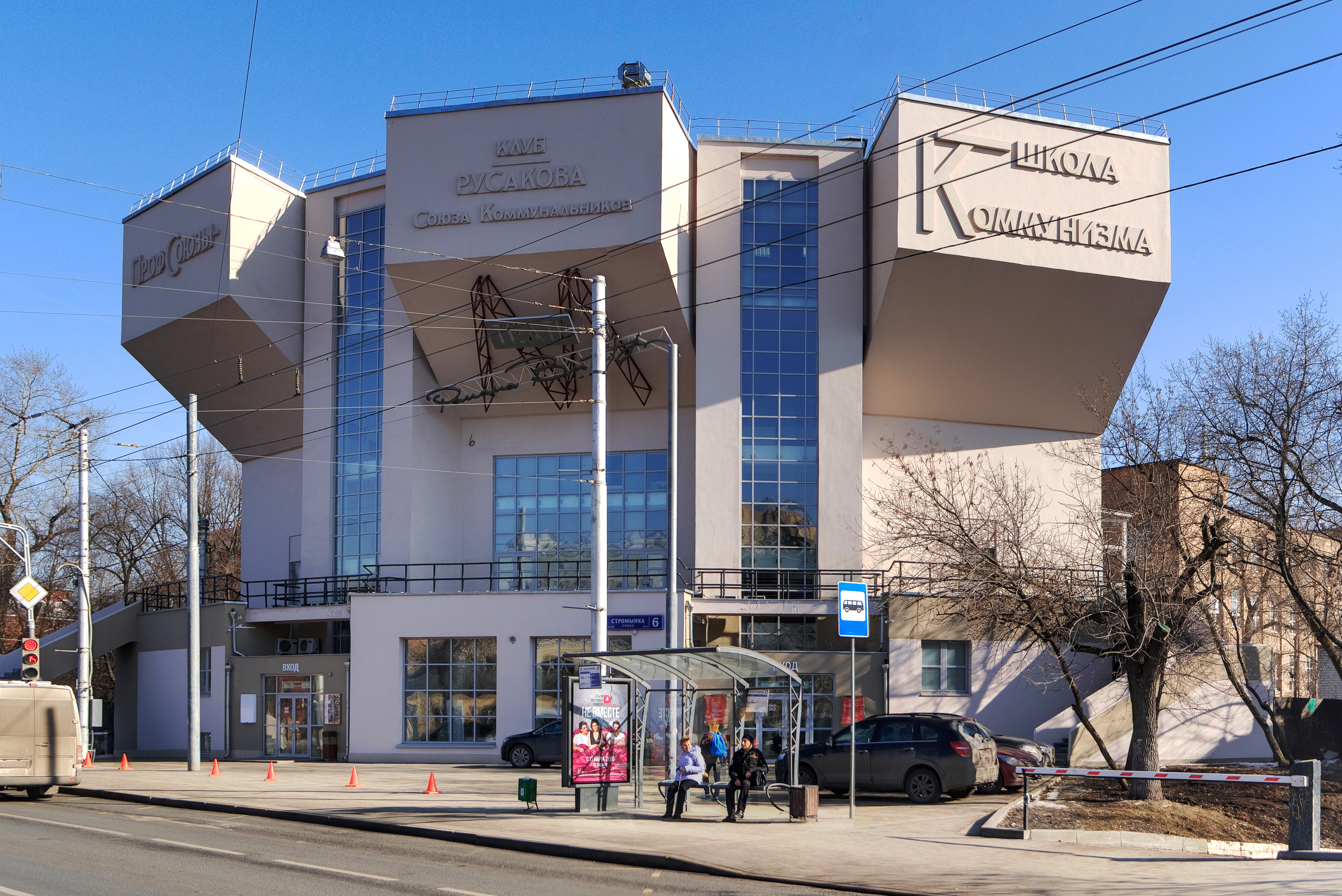
Ruszakov Munkásklub, Moszkva, Konstantin Melnyikov (1928)
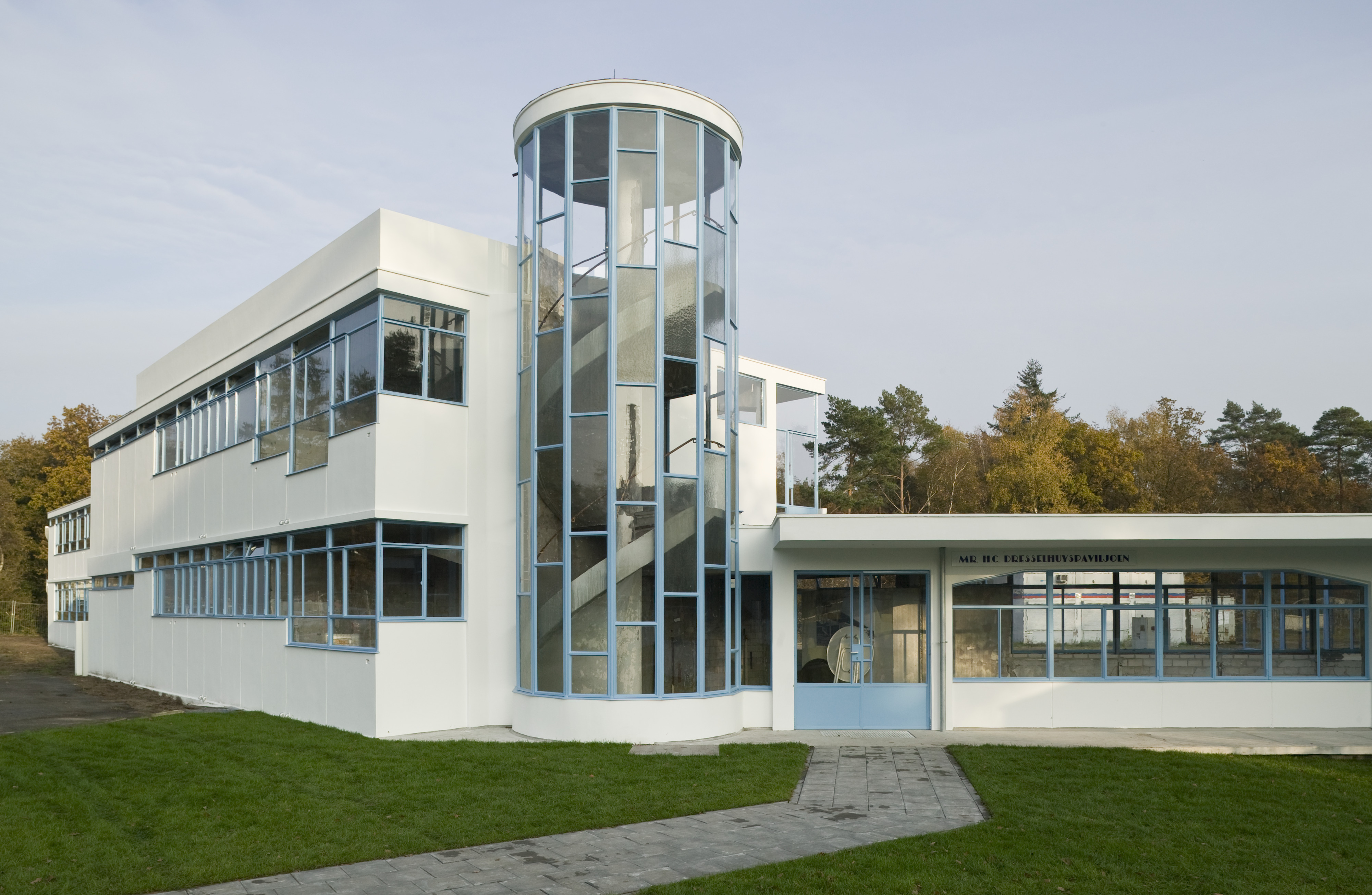
Zonnestraal Szanatórium, Hilversum, Jan Duiker és Bernard Bijvoet (1926–1928)
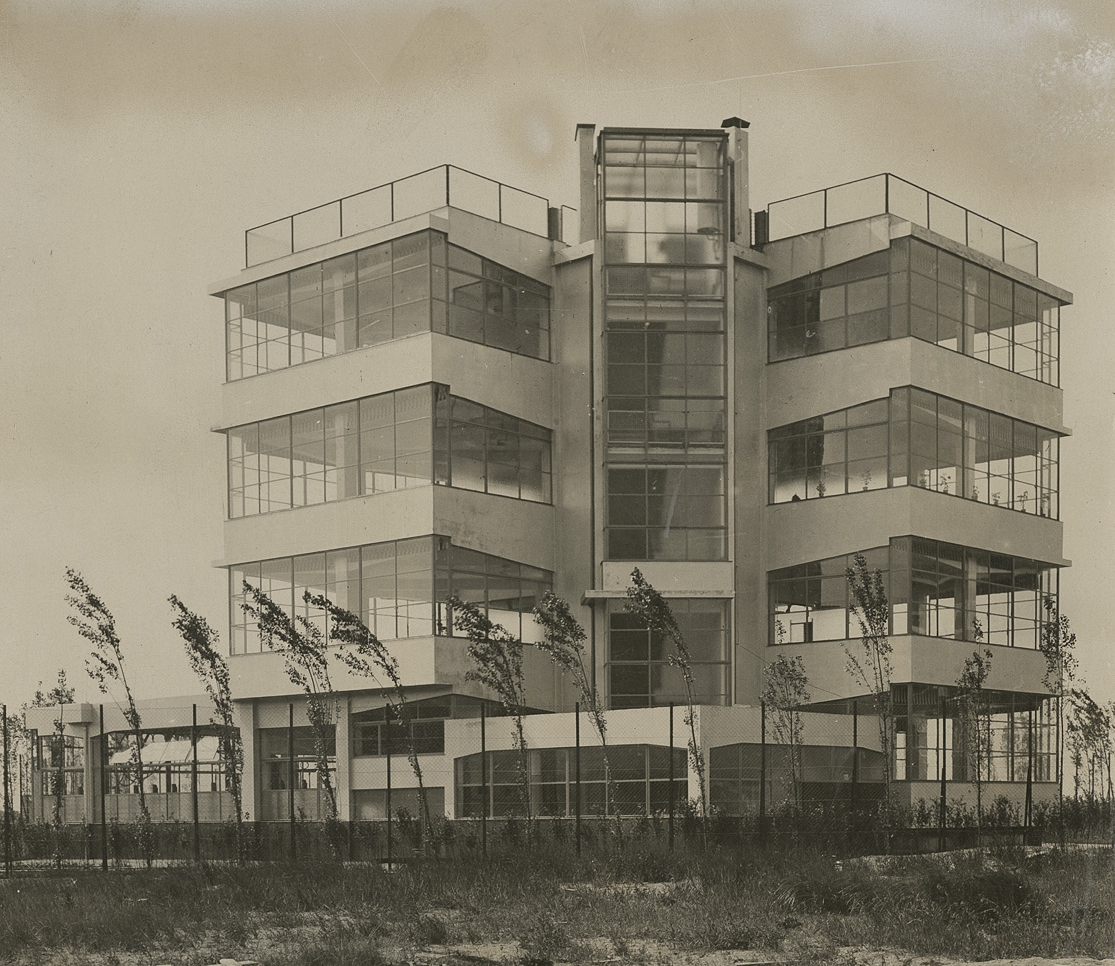
Open air iskola, Amszterdam, Jan Duiker (1929–1930)
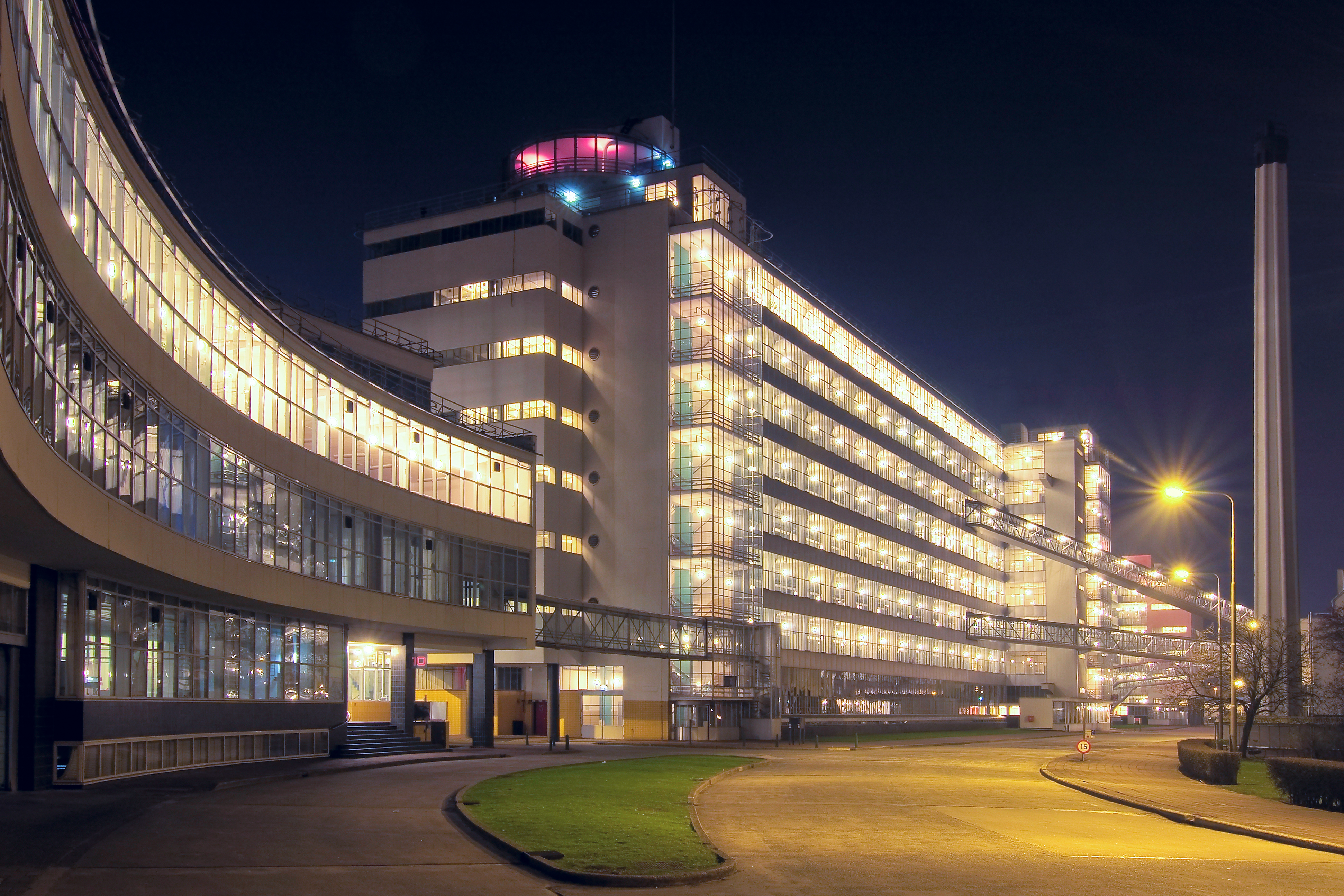
Van Nelle-gyár, Rotterdam Leendert van der Vlugt és Mart Stam (1927–1931)

### Neue Sachlichkeit (1920-1933)
Az új tárgyiasság (németül Neue Sachlichkeit) az 1920-as és 30-as években Európában, elsősorban német nyelvterületen kialakult modern építészet gyakori elnevezése. Gyakran Neues Bauen (Új építés) néven is emlegetik. Az új tárgyiasság döntően az ebben az időszakban számos német városban zajló lakótelep-építéseknél jutott szerephez, például Frankfurtban a Neues Frankfurt városfejlesztési projektnél.

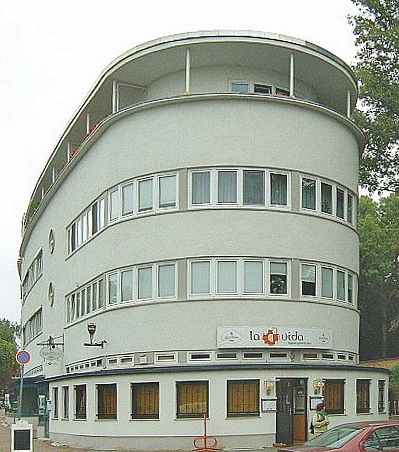
Römerstadt, Frankfurt am Main, Ernst May (1927–1929)
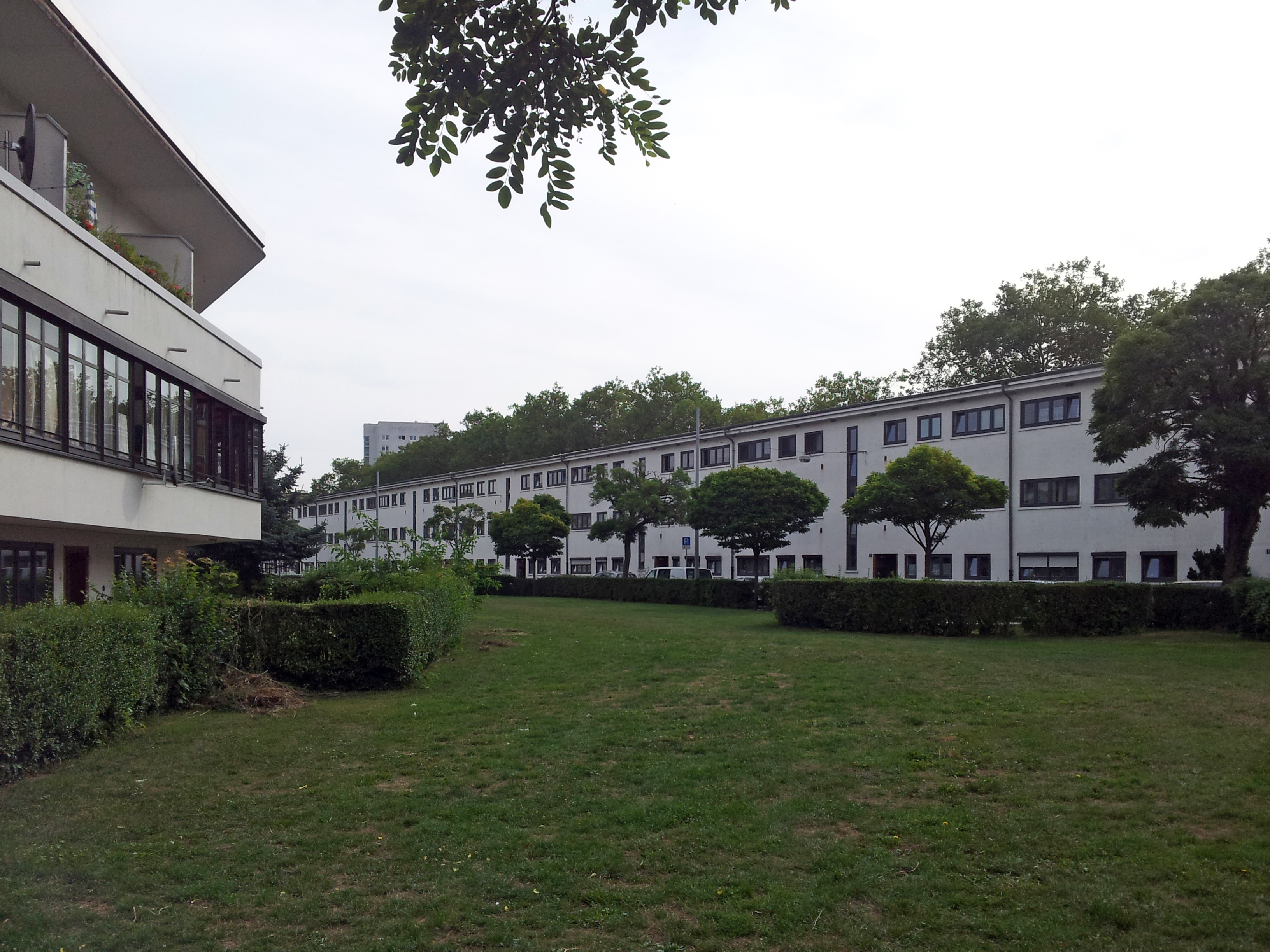
Heimatsiedlung, Frankfurt an Main, Franz Roeckle (1927–1934)
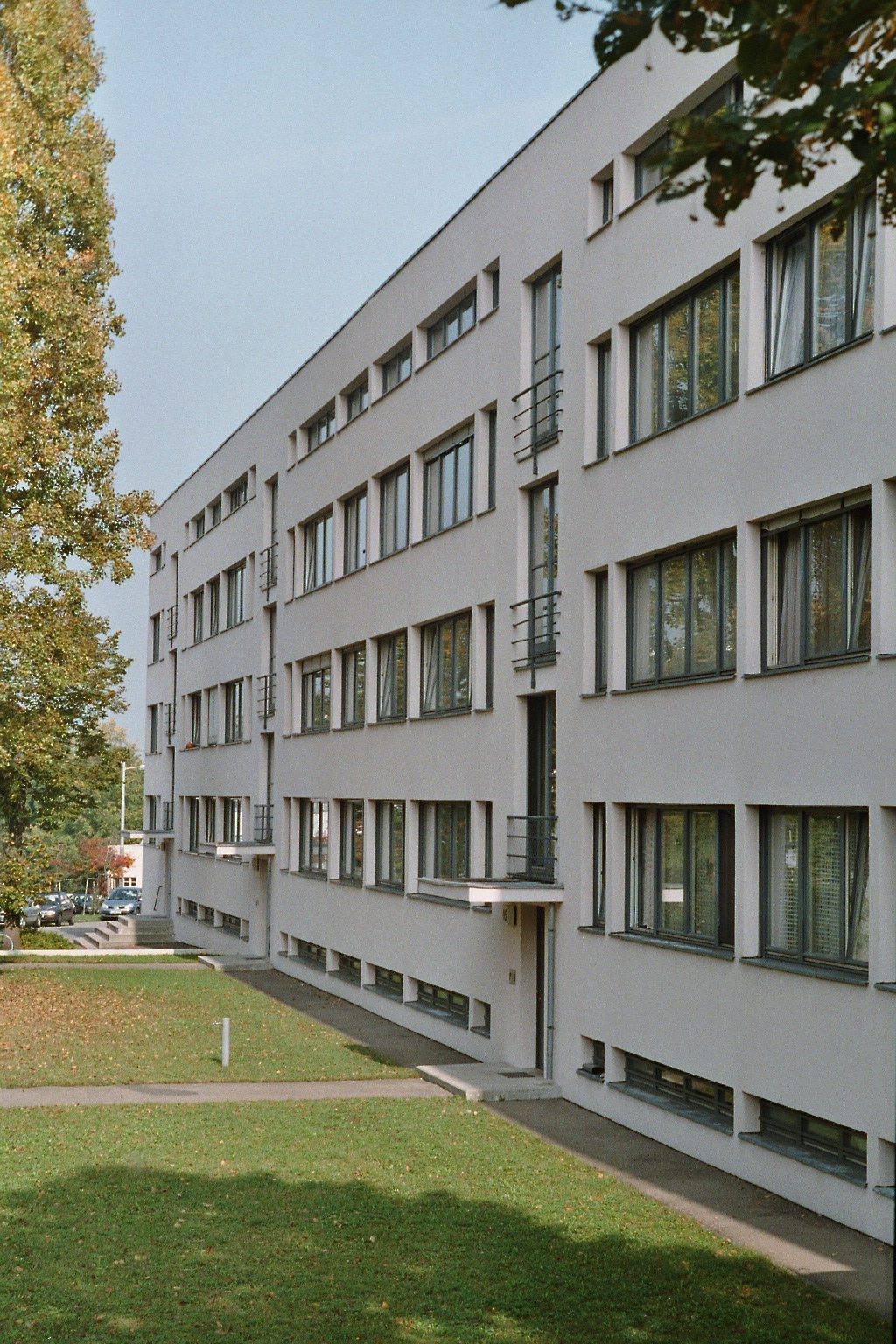
Lakóház, Stuttgart, Mies van der Rohe (1927)
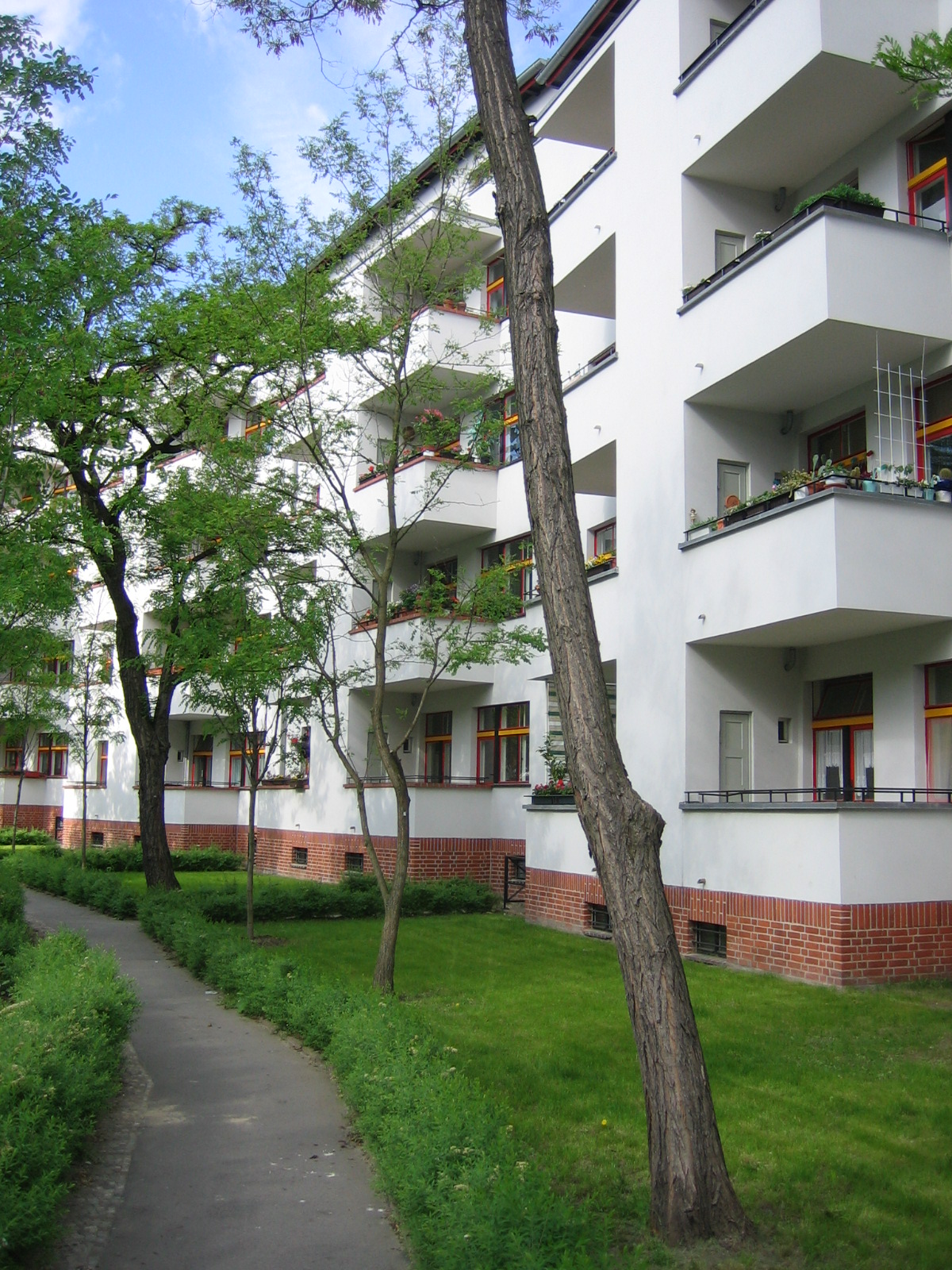
Lakóházak, Berlin Prenzlauer Berg kerület, Bruno Taut (1920s)
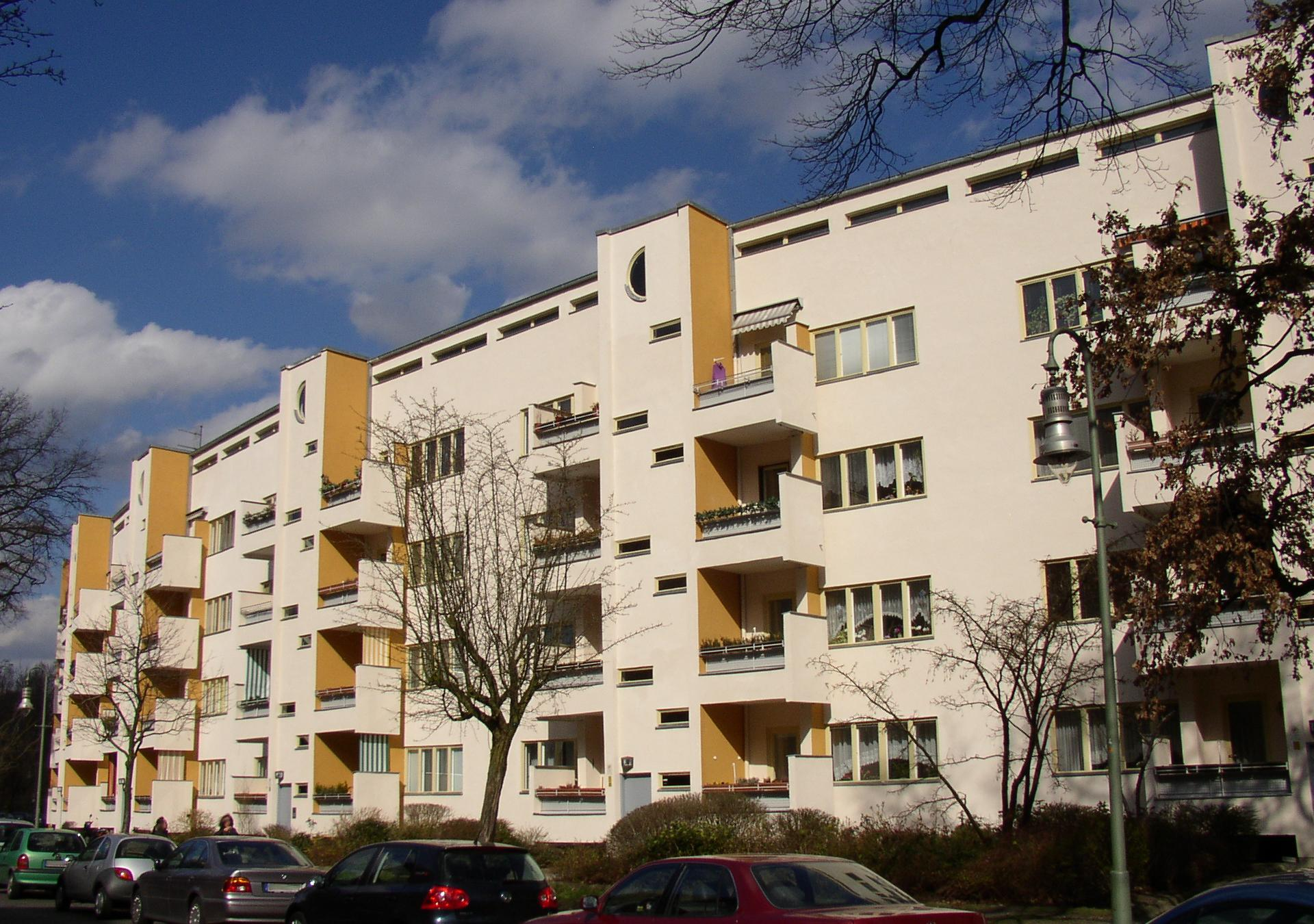
Lakások, Siemensstadt, Berlin, Hans Scharoun (1930-as évek eleje)
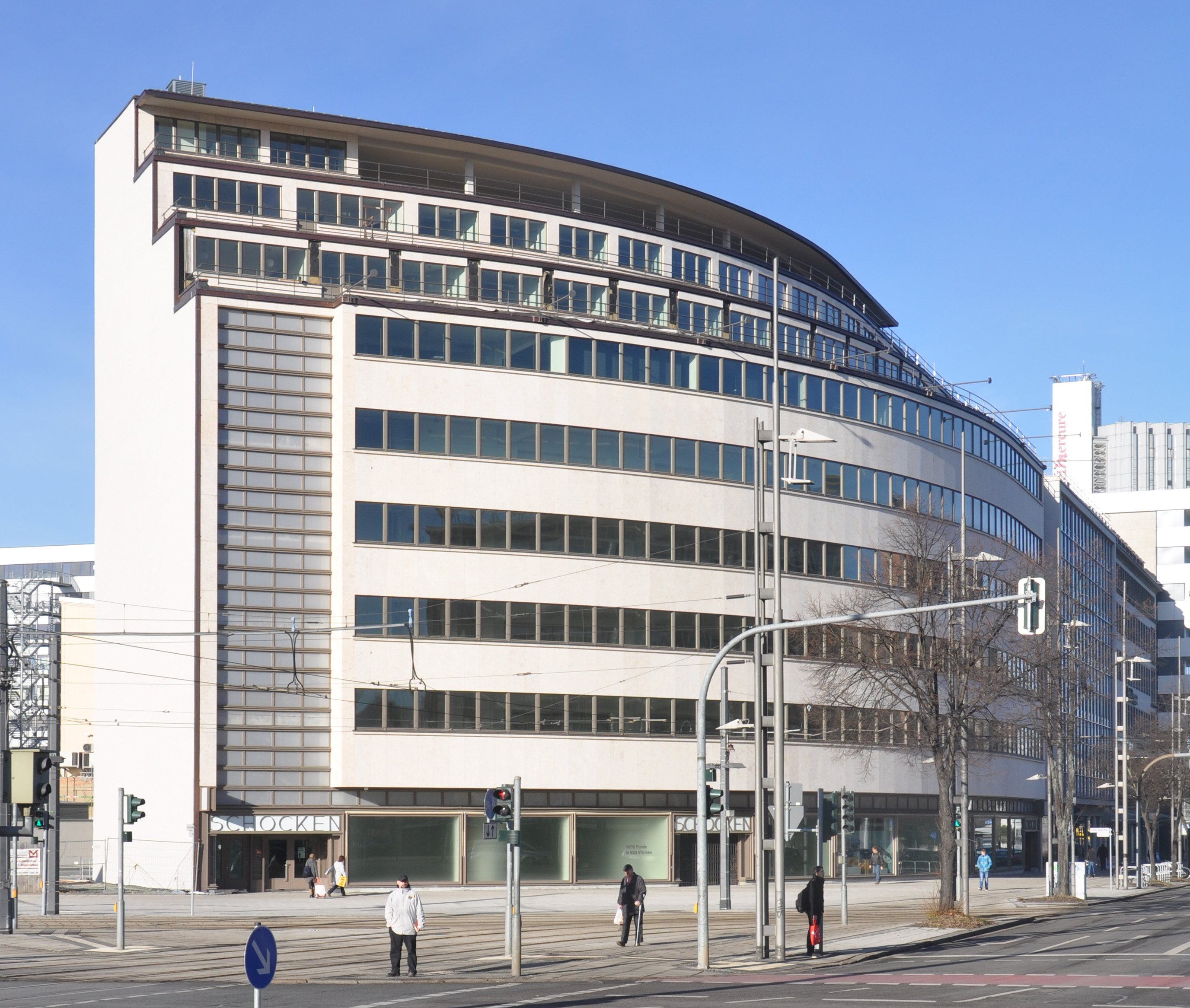
A korábbi Schocken áruház, Chemnitz, Erich Mendelsohn (1927-1930)

### A modernizmus mozgalommá válik: CIAM (1928)
Az 1920-as évek végére a modernizmus fontos mozgalommá vált Európában. Az építészet, amely korábban túlnyomórészt nemzeti jellegű volt, elkezdett nemzetközivé válni. Az építészek utaztak, találkoztak egymással, és megosztották egymással az ötleteiket. Több modernista, köztük Le Corbusier is részt vett a Nemzetek Szövetsége (Népszövetség) új székhelyére 1927-ben kiírt pályázaton. Ugyanebben az évben a Werkbund építészeti kiállítást szervezett a stuttgarti Weissenhof-birtokon. Európa tizenhét vezető modernista építészét kérték fel huszonegy ház tervezésére; ebben Le Corbusier és Ludwig Mies van der Rohe jelentős szerepet játszott. 1927-ben Le Corbusier, Pierre Chareau és mások egy nemzetközi konferencia megalapítását javasolták egy közös stílus megalapozására. A Congrès Internationaux d'Architecture Moderne, azaz a Modern Építészek Nemzetközi Kongresszusa (CIAM) első ülését 1928. június 26-28. között tartották La Sarrazban, egy svájci Genfi-tó melletti kastélyban. A résztvevők között volt Le Corbusier, Robert Mallet-Stevens, Auguste Perret, Pierre Chareau és Tony Garnier Franciaországból; Victor Bourgeois Belgiumból; Walter Gropius, Erich Mendelsohn, Ernst May és Ludwig Mies van der Rohe Németországból; Josef Frank Ausztriából; Mart Stam és Gerrit Rietveld Hollandiából, valamint Adolf Loos Csehszlovákiából. Egy szovjet építészekből álló küldöttséget is meghívtak, de ők nem kaptak vízumot. A későbbi tagok között volt a spanyol Josep Lluís Sert és a finn Alvar Aalto. Az Egyesült Államokból senki sem vett részt az eseményen. A magyar nemzeti csoport 1929-ben alakult meg Molnár Farkas és Fischer József vezetésével, tagjai a Tér és Forma folyóirat körül csoportosultak, melynek főszerkesztője Bierbauer (Borbiró) Virgill lett.
A második találkozót 1930-ban Victor Bourgeois szervezte Brüsszelben „Racionális módszerek a lakóépület-csoportok számára” címmel. A harmadik találkozót „A funkcionális város” témájában 1932-ben Moszkvába tervezték, de az utolsó pillanatban lemondták. Ehelyett a küldöttek egy Marseille és Athén között közlekedő tengerjáró hajón tartották a találkozót. A fedélzeten közösen fogalmaztak meg egy szöveget arról, hogyan kellene megszervezni a modern városokat. Az Athéni Charta elnevezésű szöveget Le Corbusier és mások jelentős szerkesztése után végül 1957-ben adták ki, és az 1950-es és 1960-as évek várostervezőinek egyik legfontosabb irodalmává vált. A csoport 1937-ben még egyszer találkozott Párizsban, hogy megvitassák a közművesített lakások kérdését, és 1939-ben az Egyesült Államokban is találkoztak volna, de a találkozót a kitörő második világháború miatt lemondták. A CIAM öröksége egy nagyjából közös stílus és doktrína volt, amely segített meghatározni a modern építészetet Európában és az Egyesült Államokban a második világháború után.

## Amerikai modernizmus (1919-1939)
Az 1920-as és 1930-as években Frank Lloyd Wright határozottan elutasította, hogy bármilyen építészeti mozgalomhoz csatlakozzon, építészetét teljesen egyedinek és sajátjának tekintette. 1916 és 1922 között szakított korábbi prériház-stílusával, és helyette texturált cementtömbökkel díszített házakon dolgozott; ez az ősi maja civilizáció piramisai után „maja stílus” néven vált ismertté. Egy ideig kísérletezett a moduláris tömegházakkal is. Építészeti stílusát „usonian”-nek nevezte el, az USA, az „utópia” és az „organikus társadalmi rend” (organic social order) kombinációjaként. Üzletét súlyosan érintette az 1929-ben kezdődő nagy gazdasági világválság, mivel kevesebb gazdag, kísérletezni vágyó ügyfele maradt. 1928 és 1935 között mindössze két épületet épített: egy szállodát az arizonai Chandler közelében, és a leghíresebb rezidenciáját, a Fallingwatert (1934-37), egy pennsylvaniai nyaralót Edgar J. Kaufman számára. A Fallingwater egy vízesés fölé függesztett betonlapokból álló figyelemre méltó építmény, amely tökéletesen egyesíti az építészetet és a természetet, megnyitva ezzel az utat az organikus építészethez.
Rudolph Schindler osztrák építész 1922-ben tervezte meg az első modern stílusúnak mondható házat, a Schindler-házat. Schindler az amerikai modernizmushoz is hozzájárult a Newport Beach-i Lovell Beach House tervével. Az osztrák építész, Richard Neutra 1923-ban költözött az Egyesült Államokba, rövid ideig Frank Lloyd Wrighttal dolgozott együtt, és ugyanennek a megrendelőnek, a Los Angeles-i Lovell Health House-nak készített modernista tervei révén hamarosan az amerikai építészet egyik meghatározó alakjává vált. Neutra legjelentősebb építészeti munkája a később felépített Kaufmann Desert House volt 1946-ban, ezen kívül még további több száz projektet tervezett.

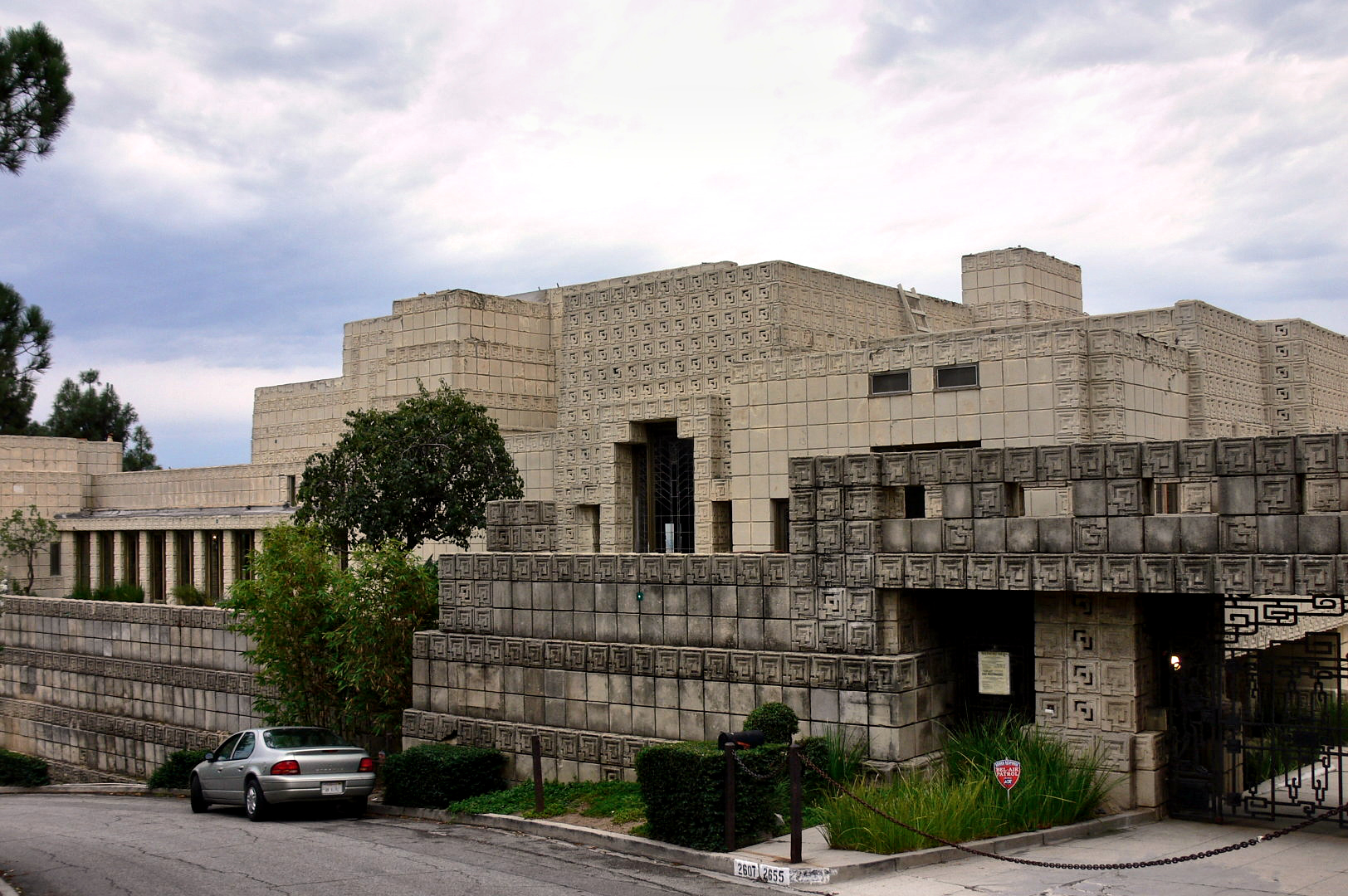
Ennis House, Los Angeles, Frank Lloyd Wright (1924)
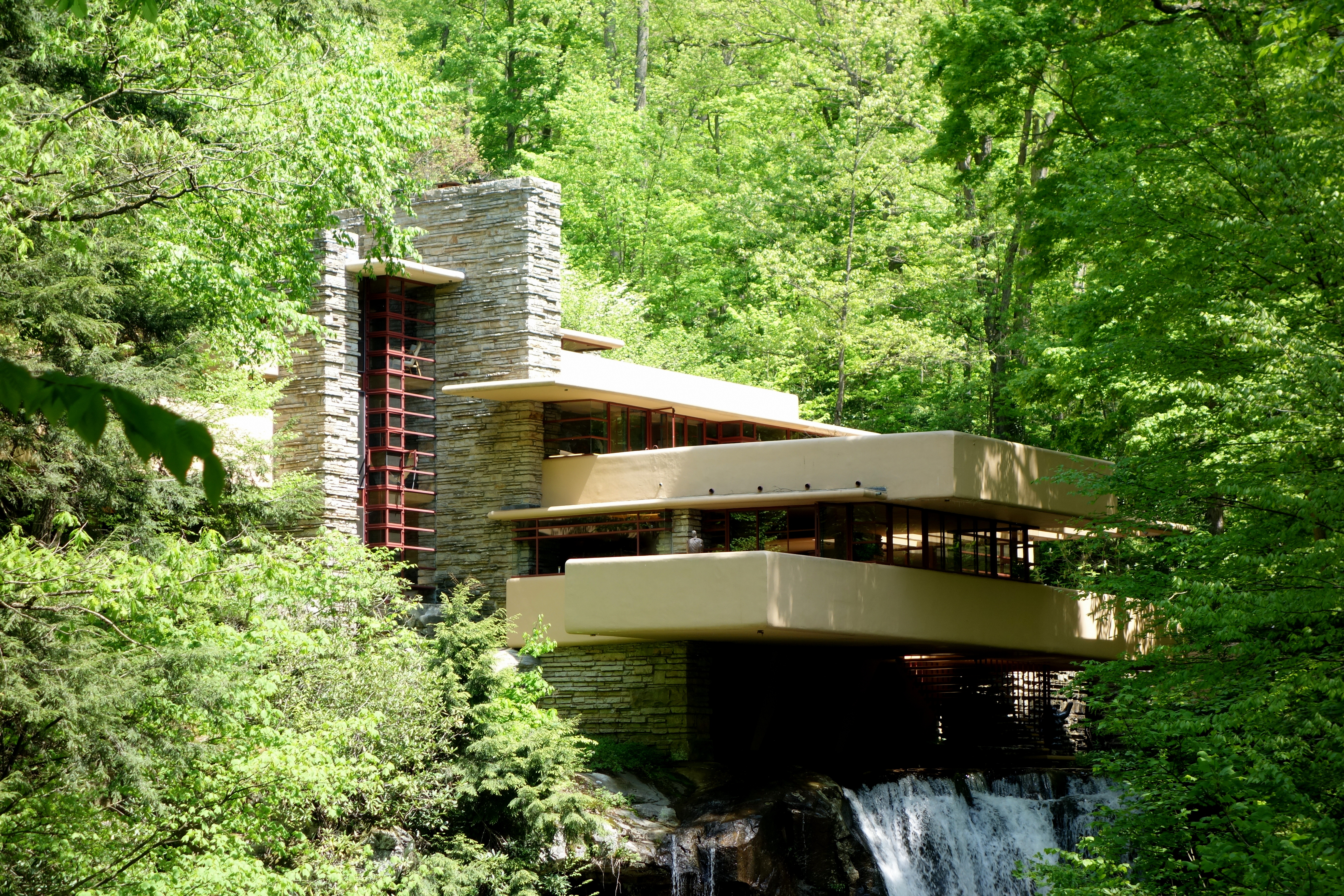
Fallingwater, Frank Lloyd Wright (1928–34)
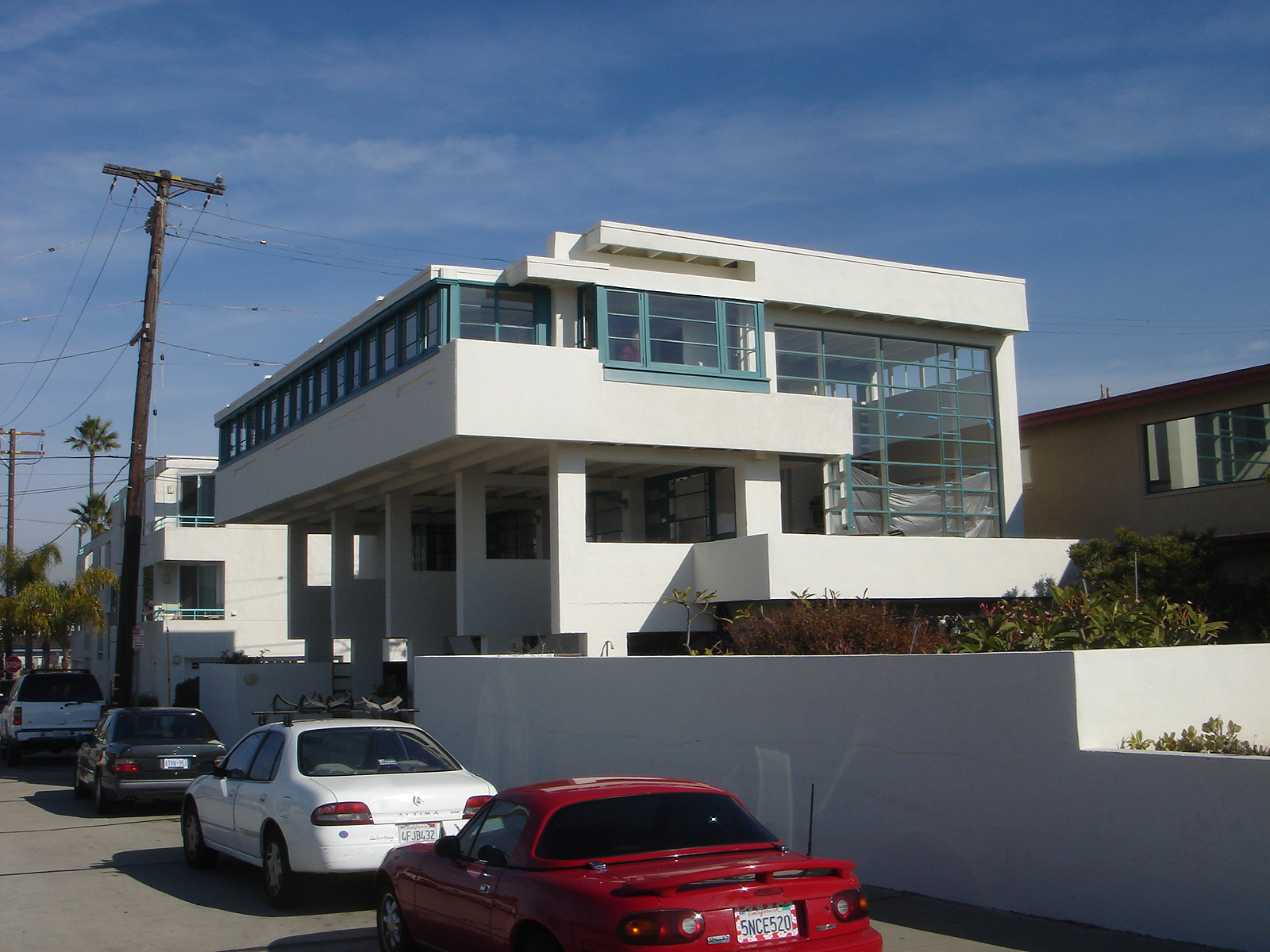
Lovell Beach House, Newport Beach, Rudolph Schindler (1926)
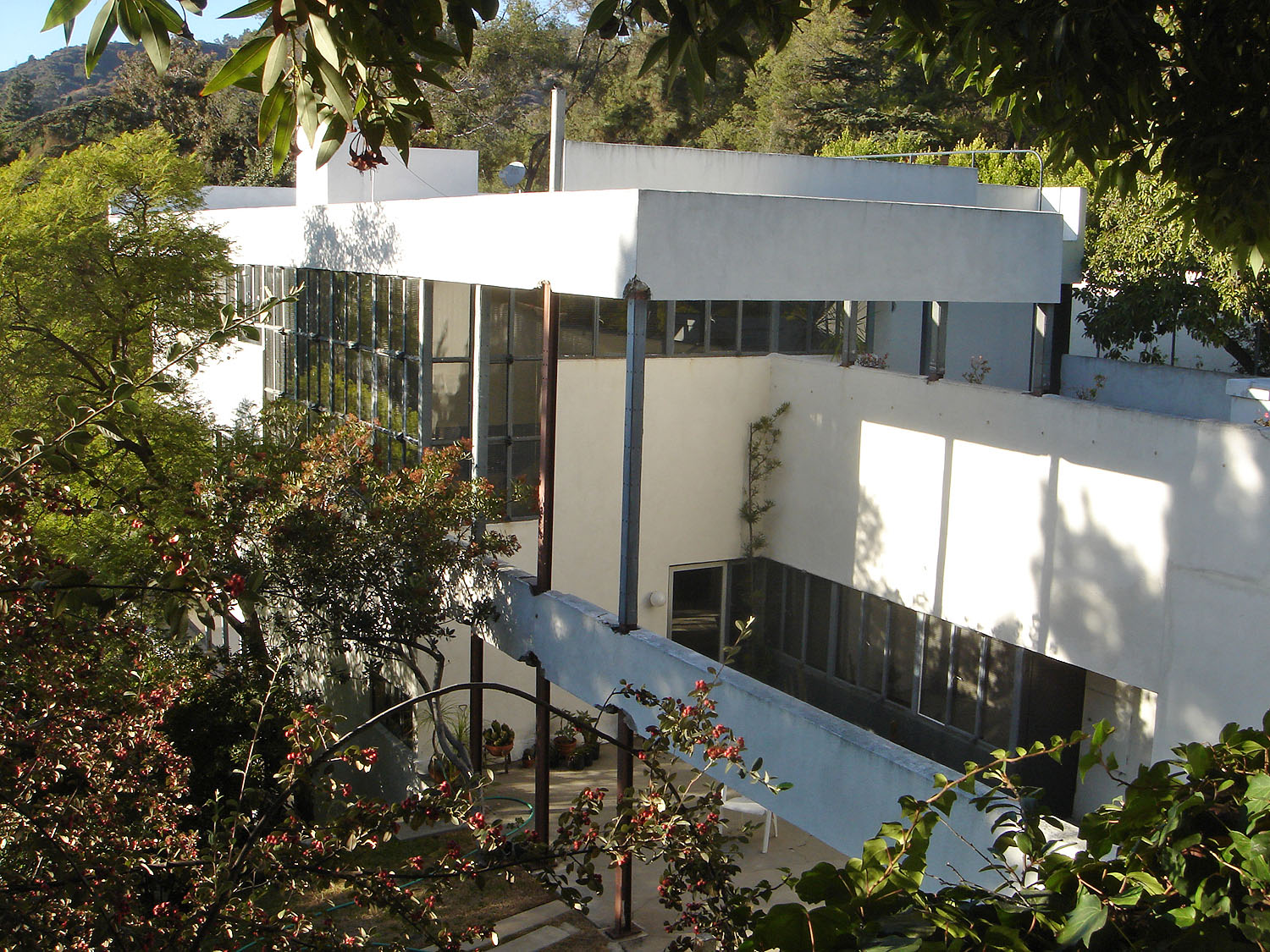
Lovell Health House, Los Angeles, Richard Neutra (1927–29)

## Art déco
Az art déco építészeti stílus (Franciaországban Style Moderne-nek nevezték) modern volt, de nem volt modernista; a modernizmus számos jellegzetességét hordozta, beleértve a vasbeton, az üveg, az acél és a króm használatát, és elutasította a hagyományos történelmi modelleket, mint például a Beaux-Arts stílust és a neoklasszicizmust, viszont Le Corbusier és Mies van der Rohe modernista stílusától eltérően pazarul használta a díszítést és a színeket. A modernitás szimbólumait gyakran használta, mint a villámok, napfelkelték és cikk-cakkok. Az art déco az első világháború előtti Franciaországban jött létre, aztán elterjedt egész Európában; az 1920-as és 1930-as években rendkívül népszerű stílus lett az Egyesült Államokban, Dél-Amerikában, Indiában, Kínában, Ausztráliában és Japánban. Európában az art déco különösen az áruházak és a mozik esetében volt népszerű. A stílus Európában az 1925-ös Nemzetközi Modern Dekorációs és Iparművészeti Kiállításon érte el csúcspontját, amelyen húsz ország art déco pavilonjai és dekorációi szerepeltek. Csak két pavilon volt tisztán modernista: Le Corbusier Esprit Nouveau pavilonja, amely Le Corbusier tömegtermelésű lakóegységre vonatkozó elképzelését képviselte, és a Szovjetunió pavilonja, Konsztantyin Melnyikov kirívóan futurista stílusában.
Az art déco stílus későbbi francia nevezetességei közé tartozott a Grand Rex mozi Párizsban, Henri Sauvage La Samaritaine áruháza (1926-28) és Auguste Perret párizsi Szociális és Gazdasági Tanácsának épülete (1937-38), valamint a Palais de Tokyo és a Palais de Chaillot, amelyeket építészkollektívák építettek az 1937-es párizsi Exposition Internationale des Arts et Techniques dans la Vie Moderne (Nemzetközi Művészeti és Technikai Kiállítás a modern életben) számára.

### Amerikai art déco és a felhőkarcoló stílus (1919–1939)
Az 1920-as évek végén és az 1930-as évek elején az art déco egy túlburjánzó amerikai változata jelent meg a Chrysler Building, az Empire State Building és a Rockefeller Center képében New Yorkban, valamint a Guardian Building épületével Detroitban. Az első felhőkarcolókat Chicagóban és New Yorkban neogótikus vagy neoklasszicista stílusban tervezték, de ezek az épületek egészen mások voltak: modern anyagokat és technológiát (rozsdamentes acél, beton, alumínium, krómozott acél) kombináltak az art déco geometriával; stilizált cikk-cakkok, villámok, szökőkutak, napfelkelték, és a Chrysler Building tetején art déco „vízköpők” rozsdamentes acél radiátor díszek formájában. Ezeknek az új épületeknek a belső tereit, amelyeket néha a kereskedelem katedrálisainak is neveztek, fényes, kontrasztos színekkel, geometrikus mintákkal díszítették, amelyeket az egyiptomi és maja piramisok, az afrikai textilminták és az európai katedrálisok különböző módon befolyásoltak. Frank Lloyd Wright maga is kísérletezett a maja stílussal, az 1924-es Los Angeles-i betonkocka alapú Ennis-háznál. A stílus az 1920-as évek végén és az 1930-as években jelent meg az összes amerikai nagyvárosban. A stílust leggyakrabban irodaházakban alkalmazták, de megjelent a hatalmas mozipalotákban is, amelyeket a hangosfilmek megjelenésekor építettek a nagyvárosokban.

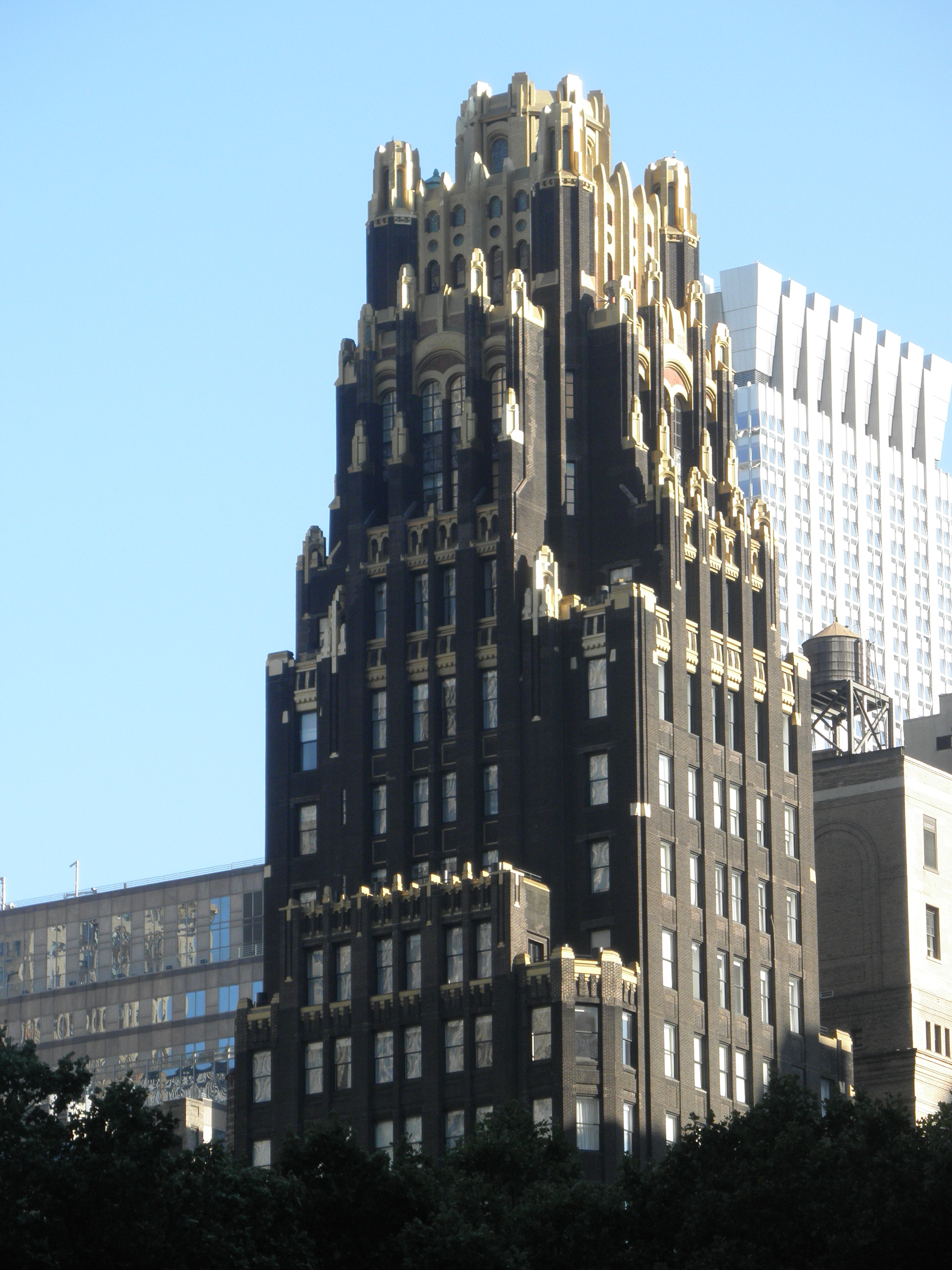
American Radiator Building, New York City, Raymond Hood (1924)
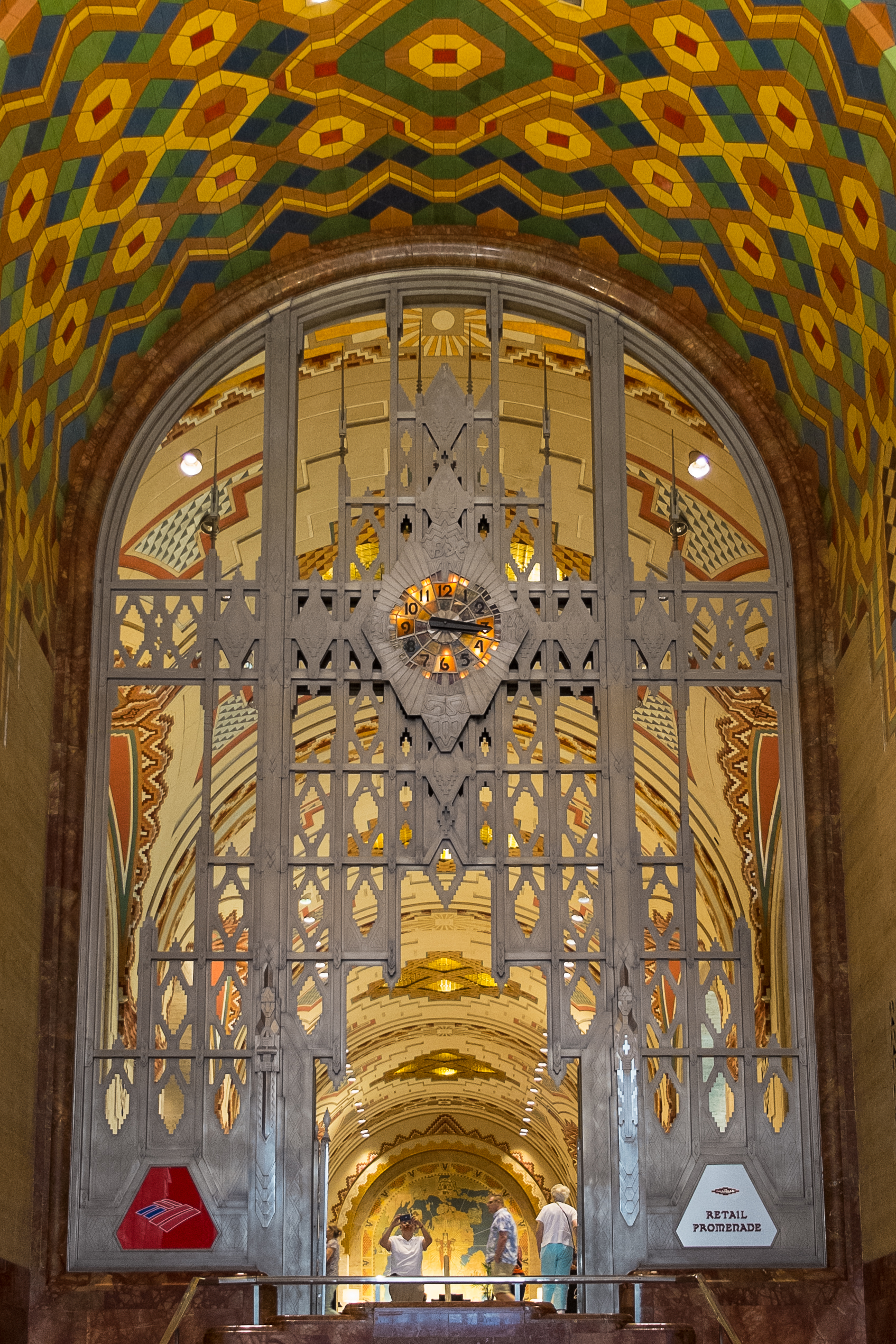
Guardian Building, Detroit, Wirt C. Rowland (1927–29)
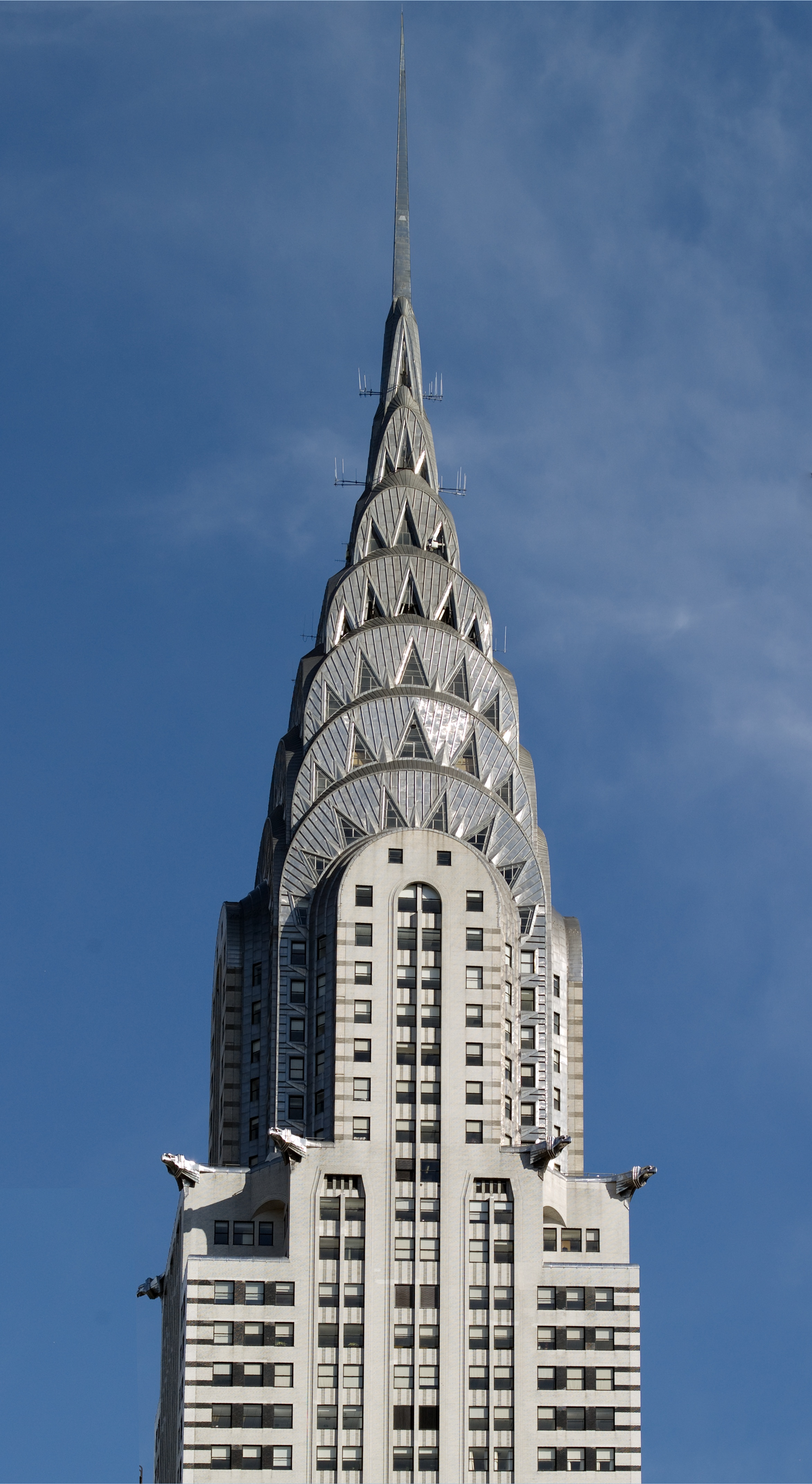
Chrysler Building New York City, William Van Alen (1928–30)
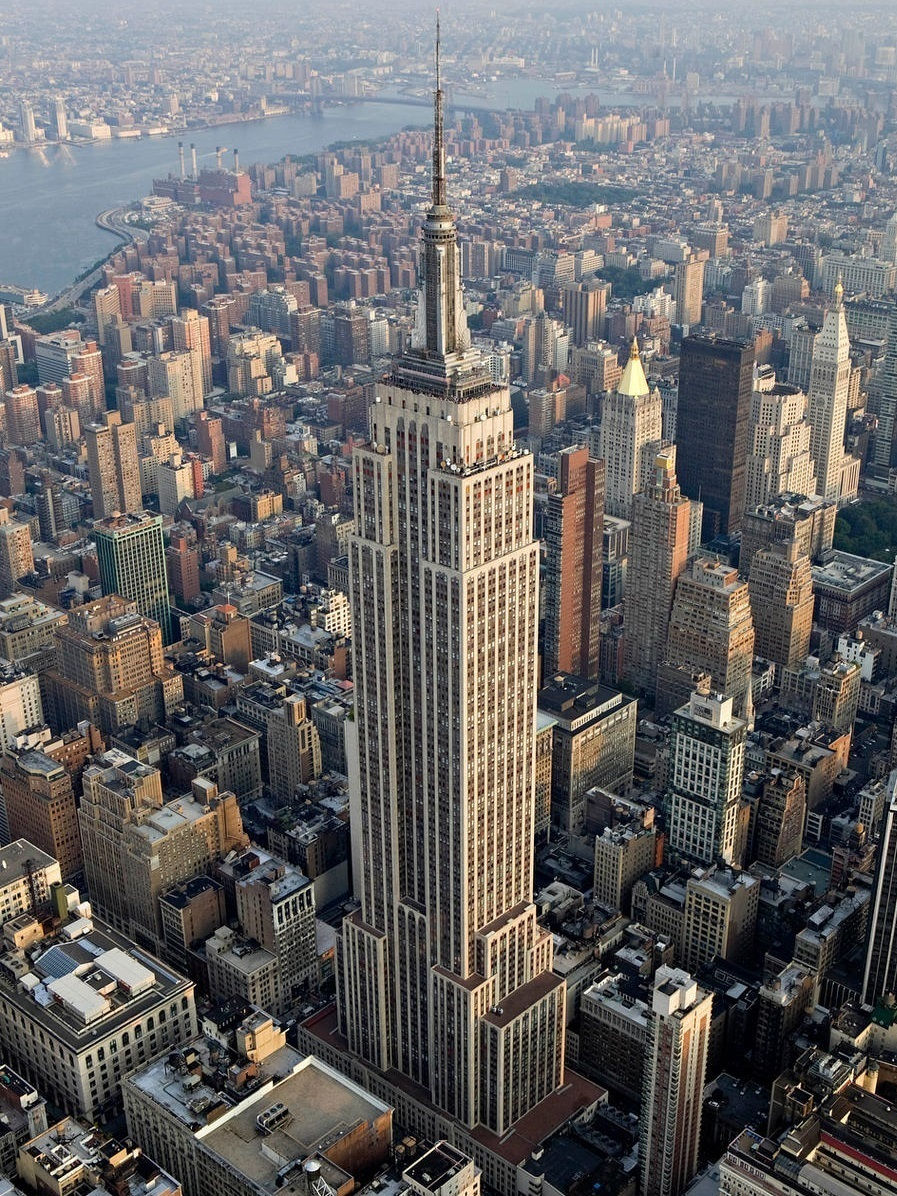
Empire State Building, New York, Shreve, Lamb and Harmon (1930–1931)
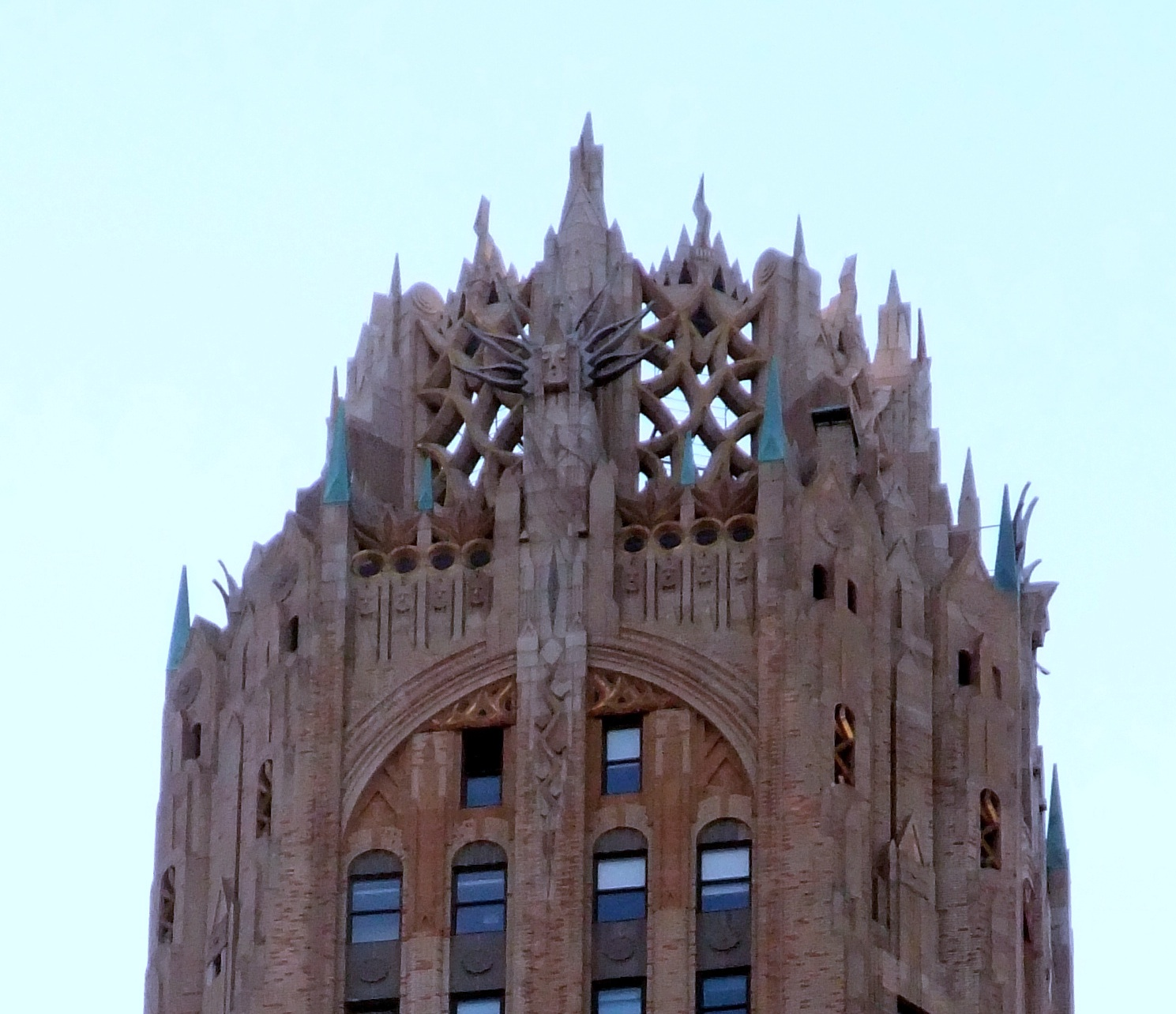
A General Electric Building (más néven 570 Lexington Avenue) teteje, Cross & Cross (1933)
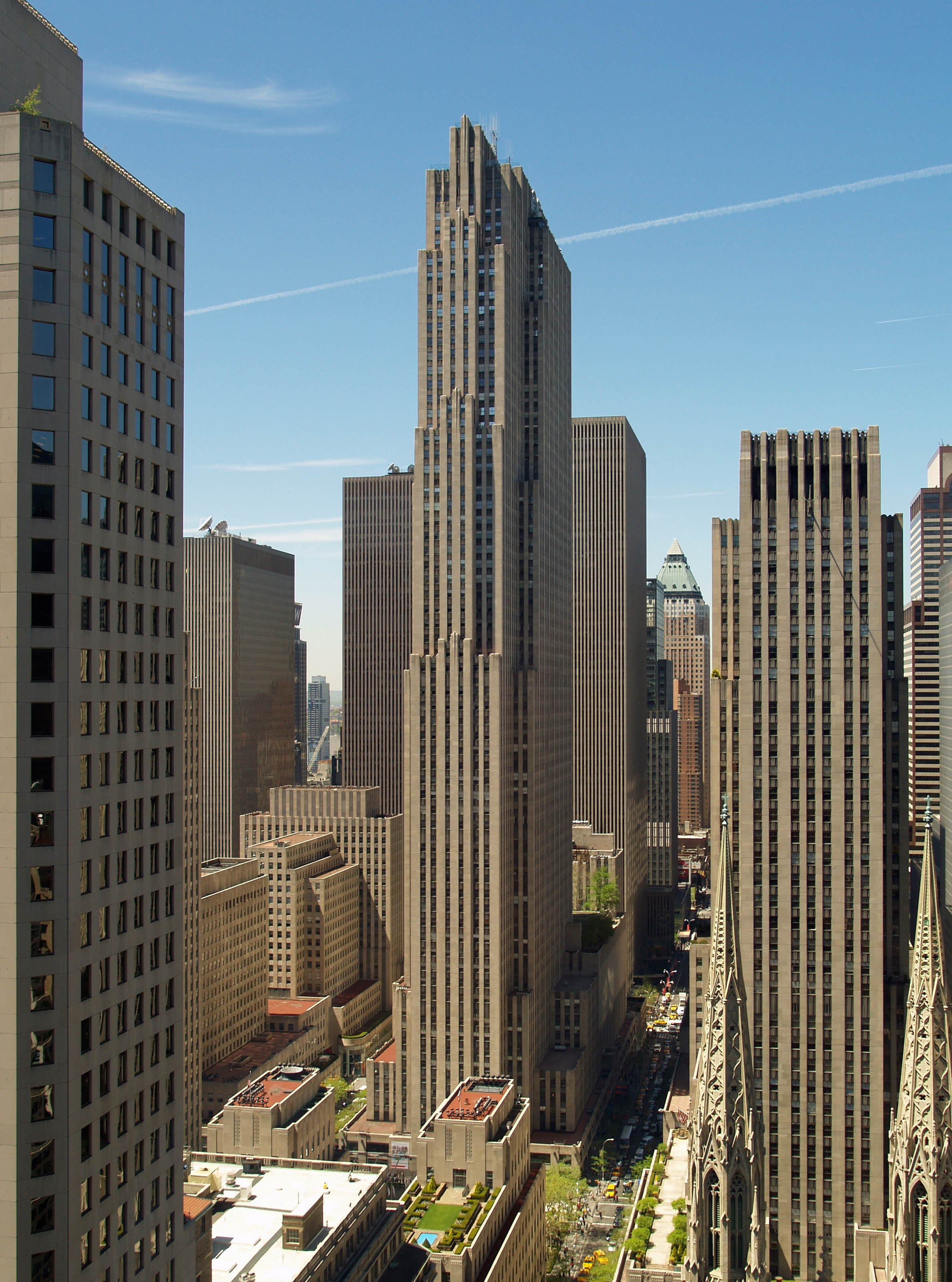
30 Rockefeller Plaza, (jelenleg Comcast Building), Rockefeller Center, New York City, Raymond Hood (1933)

### Áramvonalas stílus és a Public Works Administration (1933–1939)
A nagy gazdasági világválság kezdete 1929-ben véget vetett a pazarul díszített art déco építészetnek, és ideiglenesen leállította az új felhőkarcolók építését. Ez egy új stílust is magával hozott, amely „streamline modern” vagy áramvonalas stílus néven lett ismert. Jellegzetességei az óceánjárók formájáról mintázott, lekerekített sarkok, az erős vízszintes vonalak, és hogy gyakran a hajózásból származó elemeket, például felépítményeket és acélkorlátokat tartalmazott. A modernitással és különösen a közlekedéssel társították; a stílust gyakran használták az új repülőtéri terminálok, vonat- és buszpályaudvarok, valamint a növekvő amerikai autópálya-rendszer mentén épült benzinkutak és éttermek esetében. Az 1930-as években a stílust nemcsak épületeknél, hanem vasúti mozdonyoknál, sőt hűtőszekrényeknél és porszívóknál is alkalmazták, egyszerre kölcsönzött az ipari formatervezésből és befolyásolta azt.

Az Egyesült Államokban a nagy gazdasági világválság hatására új stílus jelent meg a kormányzati épületek számára, amelyet PWA Moderne-nek neveztek el, a Public Works Administration (Közmunkaügyi Hivatal) számára, amely gigantikus építési programokat indított országszerte a foglalkoztatás növelése érdekében. Ez lényegében a díszítésektől megfosztott klasszikus építészet volt, és állami és szövetségi épületeken alkalmazták, a postahivataloktól kezdve a világ akkori legnagyobb irodaházáig, a Pentagonig (1941-43), amelyet közvetlenül a Pearl Harbor elleni japán támadás és az USA második világháborúba való belépése előtt kezdtek el építeni. A stílus az ipari létesítményeken is visszaköszön, közülük a leghíresebb a Hoover-gát (1931-1936).

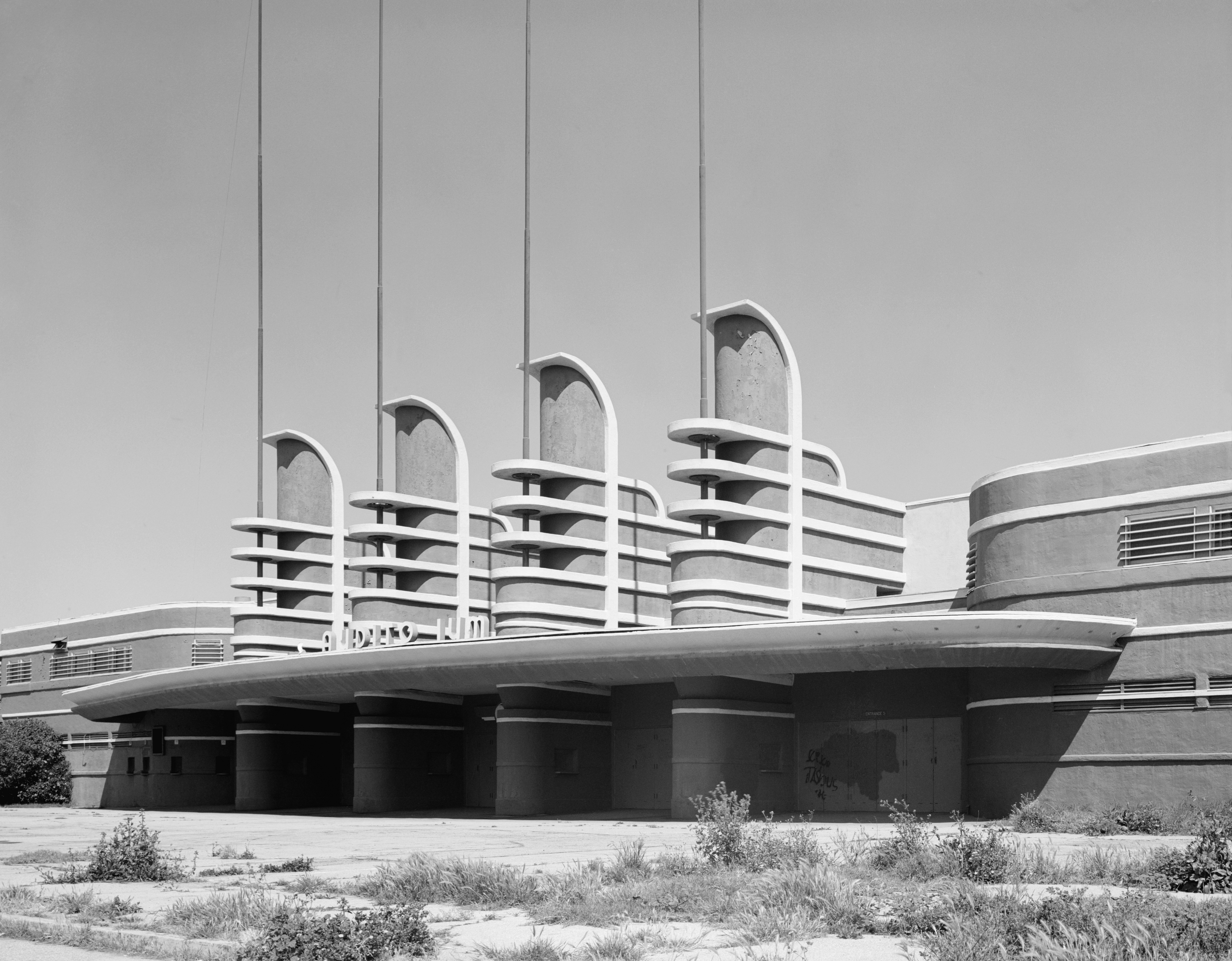
Pan-Pacific Auditorium, Los Angeles (1936)
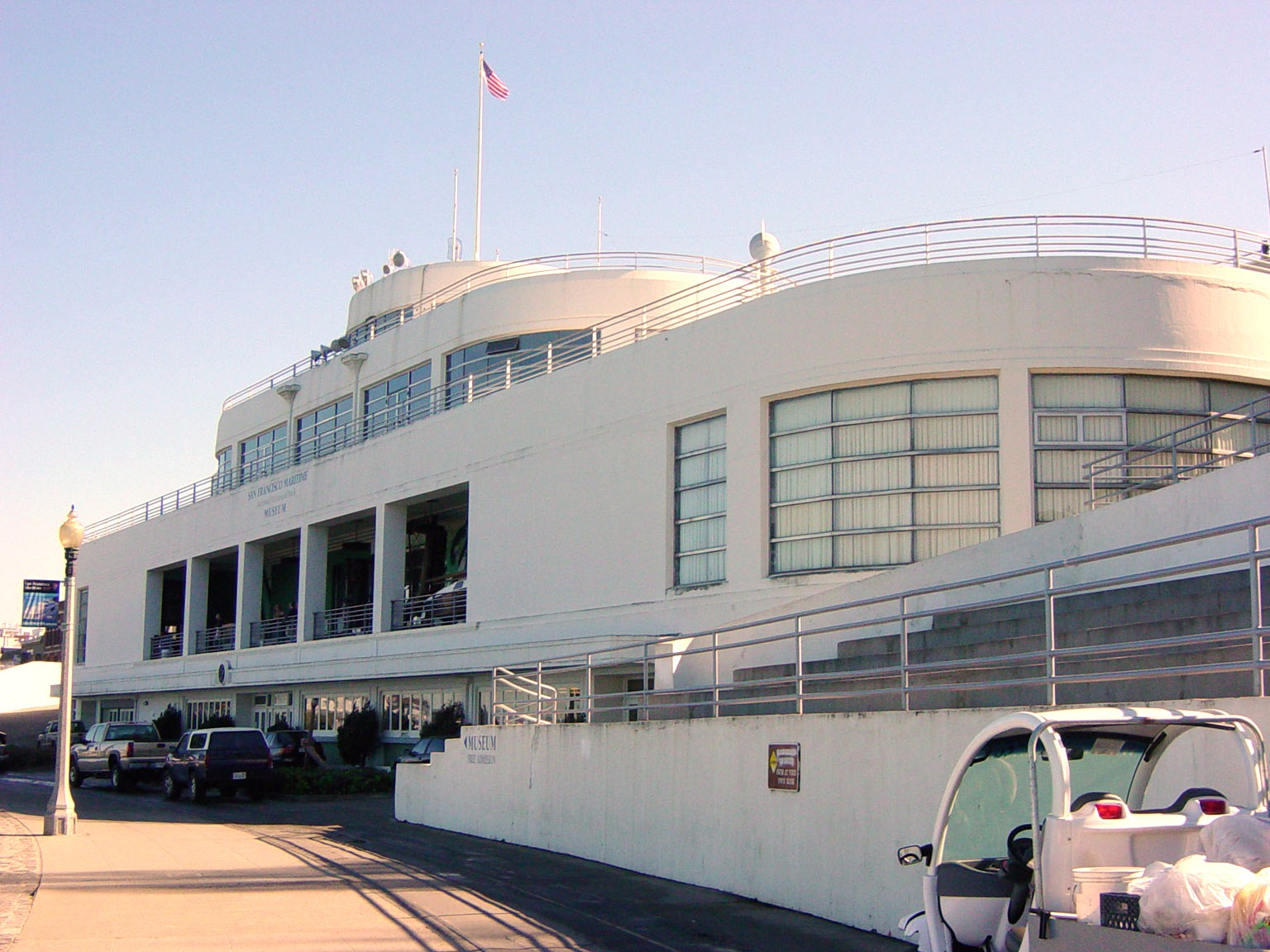
A San Francisco-i Tengerészeti Múzeum, eredetileg nyilvános fürdőház (1936)
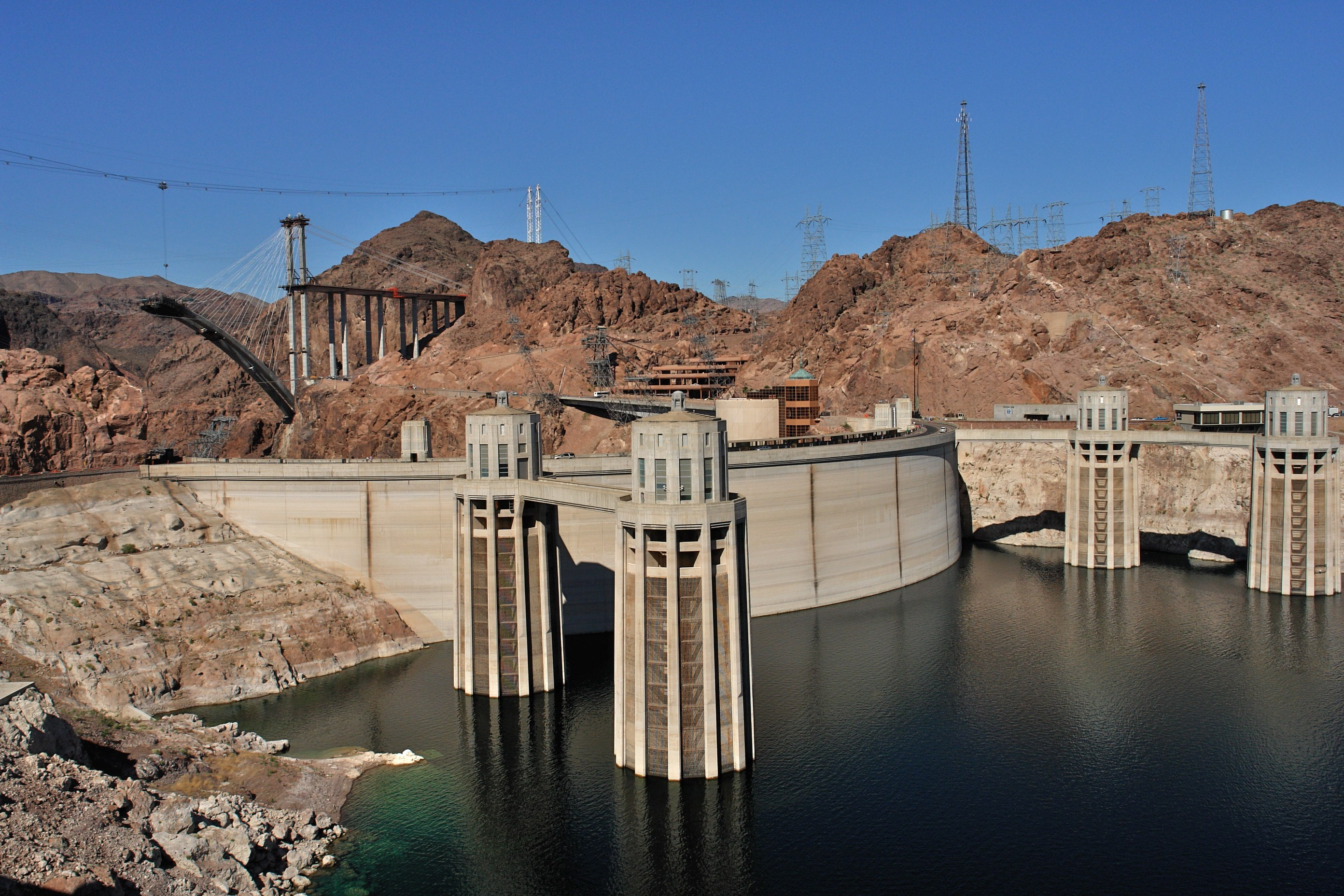
A Hoover-gát beömlő tornyai (1931–36)
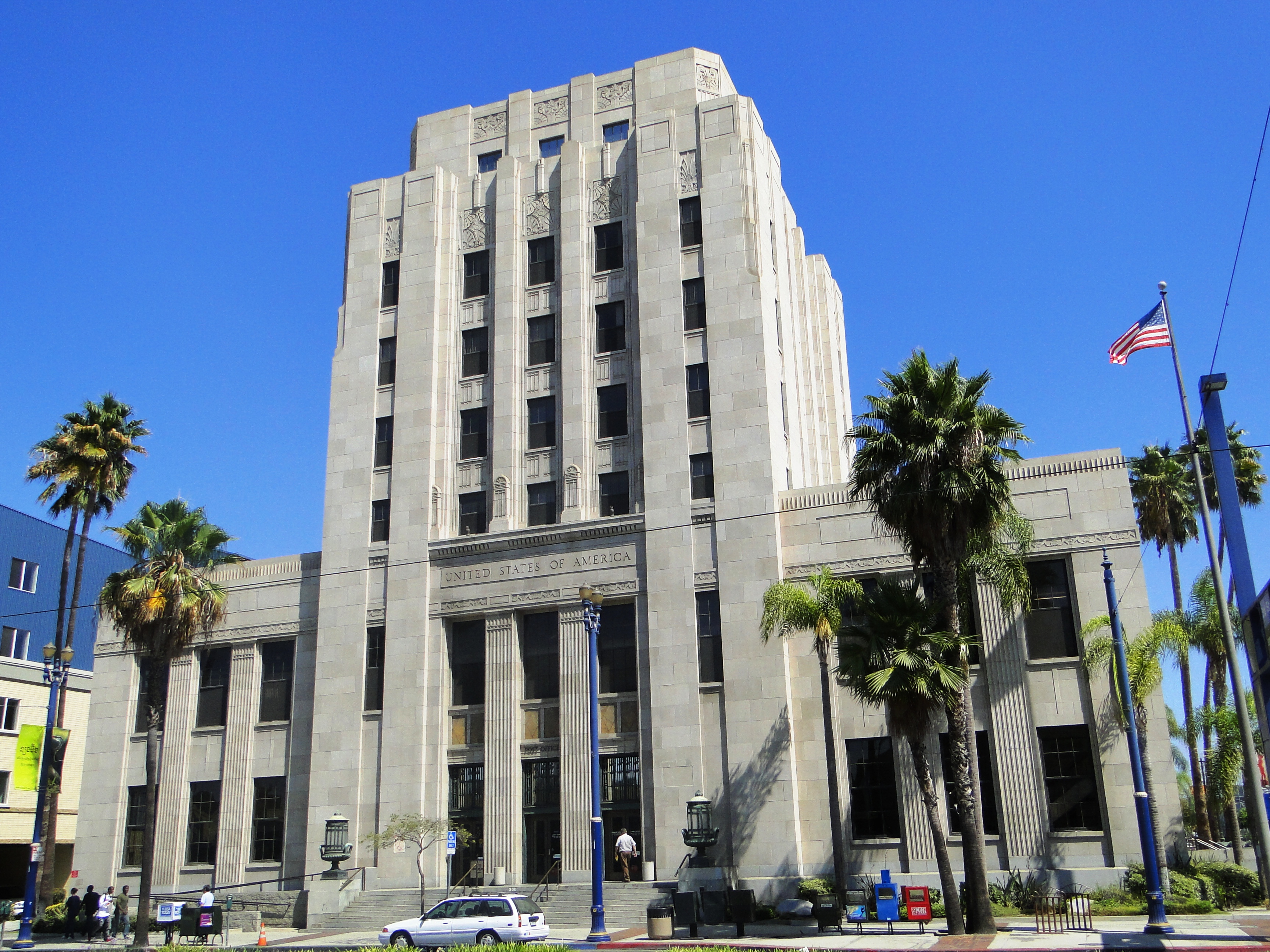
Főposta, Long Beach (1933–34)

## Második világháború: háborús innováció és háború utáni újjáépítés (1939-1945)
A második világháború (1939-1945) és az azt követő időszak nagyban hozzájárult az építési technológia innovációjához, és ezzel együtt az építészeti lehetőségek bővüléséhez. Az országok hadigazdálkodása kulcsfontosságúvá vált, így felpörögtek a gyárépítések, illetve a különböző bunkerek és védművek területén is dominánssá vált a vasbeton. A háborús ipari igények az acél és más építőanyagok hiányát eredményezték, ami új anyagok, például az alumínium alkalmazásához vezetett. A háború és az azutáni időszak az előregyártott épületek nagymértékben elterjedő használatát hozta, döntően a hadseregek és a kormányzat számára. Az első világháború fémből készült félköríves Nissen-kunyhót Quonset-kunyhóként élesztették újjá. Az innováció a háborút is befolyásoló döntő tényező lett: a normandiai partraszállás kulcsfontosságú elemei voltak az előre legyártott, moduláris, úsztatható vasbeton Mulberry kikötők, melyek biztosították a kialakított hídfőállások utánpótlását, enélkül mindenképpen egy nagy kikötőváros közelében kellett volna a hadműveletet végrehajtani. A háborút közvetlenül követő években radikális kísérleti házak születtek, köztük a zománcozott acél Lustron-ház (1947-1950) és Buckminster Fuller kísérleti alumínium Dymaxion-háza.
A háború okozta példátlan pusztítás egy másik tényező volt a modern építészet felemelkedésében. A nagyvárosok jelentős részei Berlintől, Tokiótól és Drezdától Rotterdamig és Kelet-Londonig; Franciaország összes kikötővárosa, különösen is Le Havre, Brest, Marseille, Cherbourg bombázásokban pusztultak el. Az Egyesült Államokban az 1920-as évek óta kevés polgári építkezés folyt, utána viszont a háborúból hazatérő amerikai katonák millióinak kellett lakhatást biztosítani. A háború utáni lakáshiány Európában és az Egyesült Államokban hatalmas, államilag finanszírozott lakásprojektek tervezéséhez és építéséhez vezetett, általában az amerikai városok lepusztult központjában, valamint Párizs és más európai városok külvárosaiban, ahol volt elég szabad terület.
Az egyik legnagyobb újjáépítési projekt Le Havre városközpontjának újjáépítése volt, amelyet 1944-ben a németek és a szövetségesek bombázásai romboltak le, ennek során a központban 133 hektárt tettek a földdel egyenlővé, 12 500 épületet pusztítottak el, és 40 000 ember földönfutóvá vált. Auguste Perret építész, a vasbeton és az előregyártott anyagok használatának úttörője egy teljesen új városközpontot tervezett és épített, lakóházakkal, kulturális, kereskedelmi és kormányzati épületekkel. Lehetőség szerint helyreállította a történelmi műemlékeket, és új templomot épített, a Szent József-templomot, amelynek központjában egy világítótorony-szerű harangtorony áll, hogy reményt ébresszen az emberekben. Le Havre újjáépített városát 2005-ben az UNESCO a világörökség részévé nyilvánította.

## A háború utáni modernizmus Amerikában (1945-1985)
A nemzetközi stílus az 1920-as évek végén jelent meg Európában, különösen a Bauhaus mozgalomban. Maga a stílus 1932-ben Philip Johnson építész és Henry-Russell Hitchcock építészkritikus által szervezett New York-i Museum of Modern Art kiállításon tűnt fel a tengerentúlon, és a nevét is ekkor kapta meg. 1937 és 1941 között, Hitler és a nácik németországi hatalomra jutását követően a német Bauhaus-mozgalom vezetőinek többsége az Egyesült Államokban talált új otthonra, és fontos szerepet játszott az amerikai modern építészet fejlődésében.

### Frank Lloyd Wright késői munkái
Frank Lloyd Wright 1947-ben már 80 éves volt: addigi élete során jelen volt az amerikai modernizmus kezdetén, és bár nem volt hajlandó elfogadni, hogy bármelyik mozgalomhoz is tartozzon, szinte annak végéig vezető szerepet játszott. Egyik legeredetibb kései projektje a floridai Lakelandben 1941-ben elkezdett és 1943-ban befejezett Florida Southern College kampusza volt. Kilenc új épületet tervezett egy olyan stílusban, amelyet ő „A Nap gyermeke” néven jellemzett. Azt írta, hogy olyan campust szeretne, amely „a földből nő ki a fénybe, és a Nap gyermeke”.
Az 1940-es években több figyelemre méltó projektet is megvalósított, köztük a Johnson Wax székházát és a Price Tower-t Bartlesville-ben, Oklahomában (1956). Az épület szokatlansága, hogy az emeleteket a négy liftaknából álló központi mag tartja, az épület többi része erre a magra támaszkodik, mint egy fa ágai. Wright eredetileg egy New York-i lakóháznak tervezte a szerkezetet. Azt a projektet a nagy gazdasági világválság miatt törölték, és a tervet egy oklahomai olajvezeték- és felszerelési vállalat számára alakította át. Azt írta, hogy New Yorkban az ő épülete elveszett volna a magas épületek erdejében, de Oklahomában egyedülálló lett. Az épület aszimmetrikus, minden oldala máshogyan néz ki.
1943-ban Solomon R. Guggenheim műgyűjtő megbízást kapott, hogy tervezzen egy addig páratlan múzeumot a modern művészeti gyűjteménye számára. Wright terve teljesen eredeti volt: egy tál alakú épület, amelynek belsejében spirális rámpa vezette felfelé a múzeum látogatóit a 20. század művészetének bemutatására. A munkálatok 1946-ban kezdődtek, de csak 1959-ben, az építész halálának évében fejeződtek be. A Solomon R. Guggenheim Múzeum később a modern művészet és építészet egyik legfontosabb példája lett, és Wright több munkájával együtt világörökséggé nyilvánították.

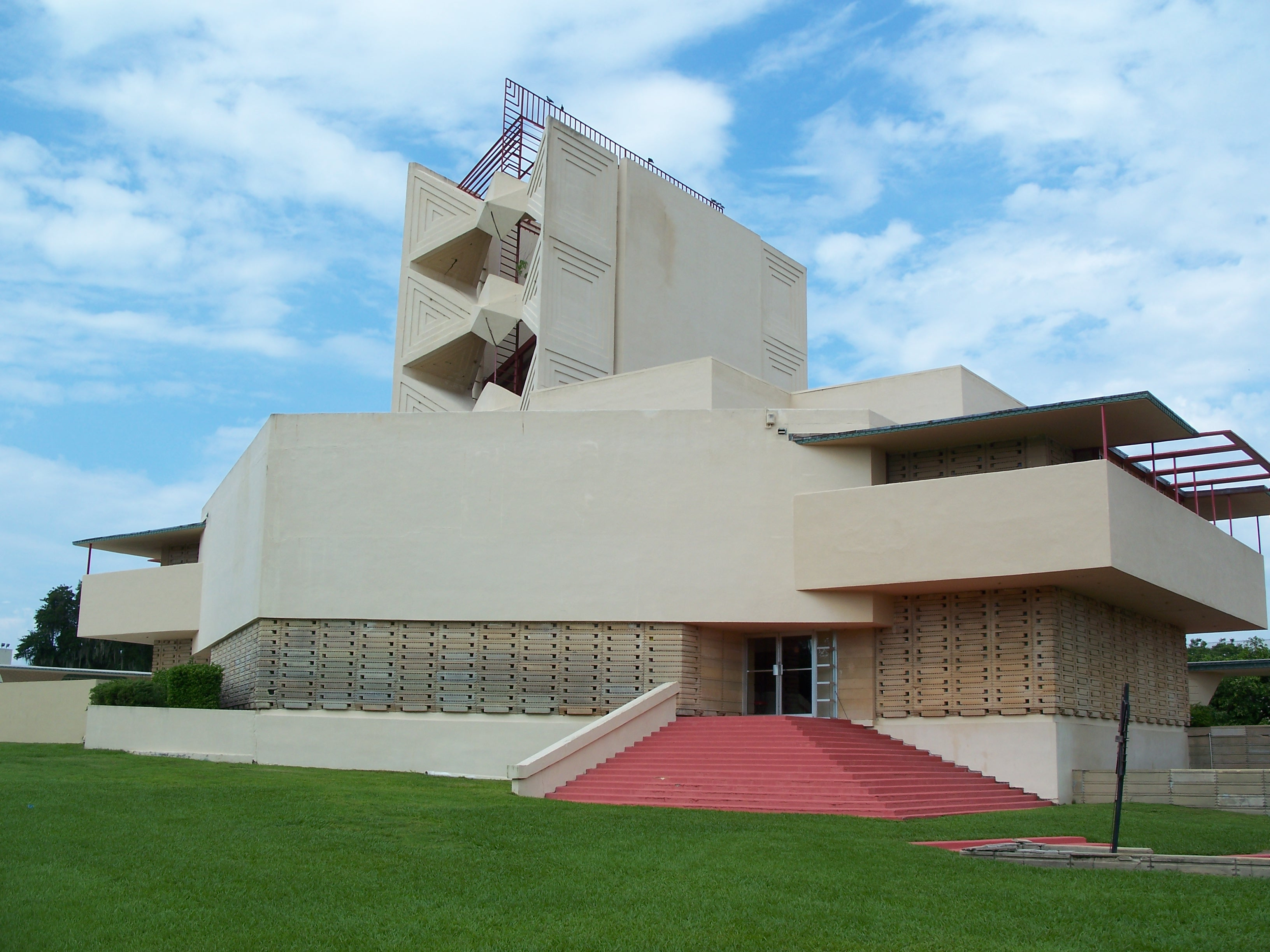
A Florida Southern College Pfeiffer-kápolnája (1941–1958)
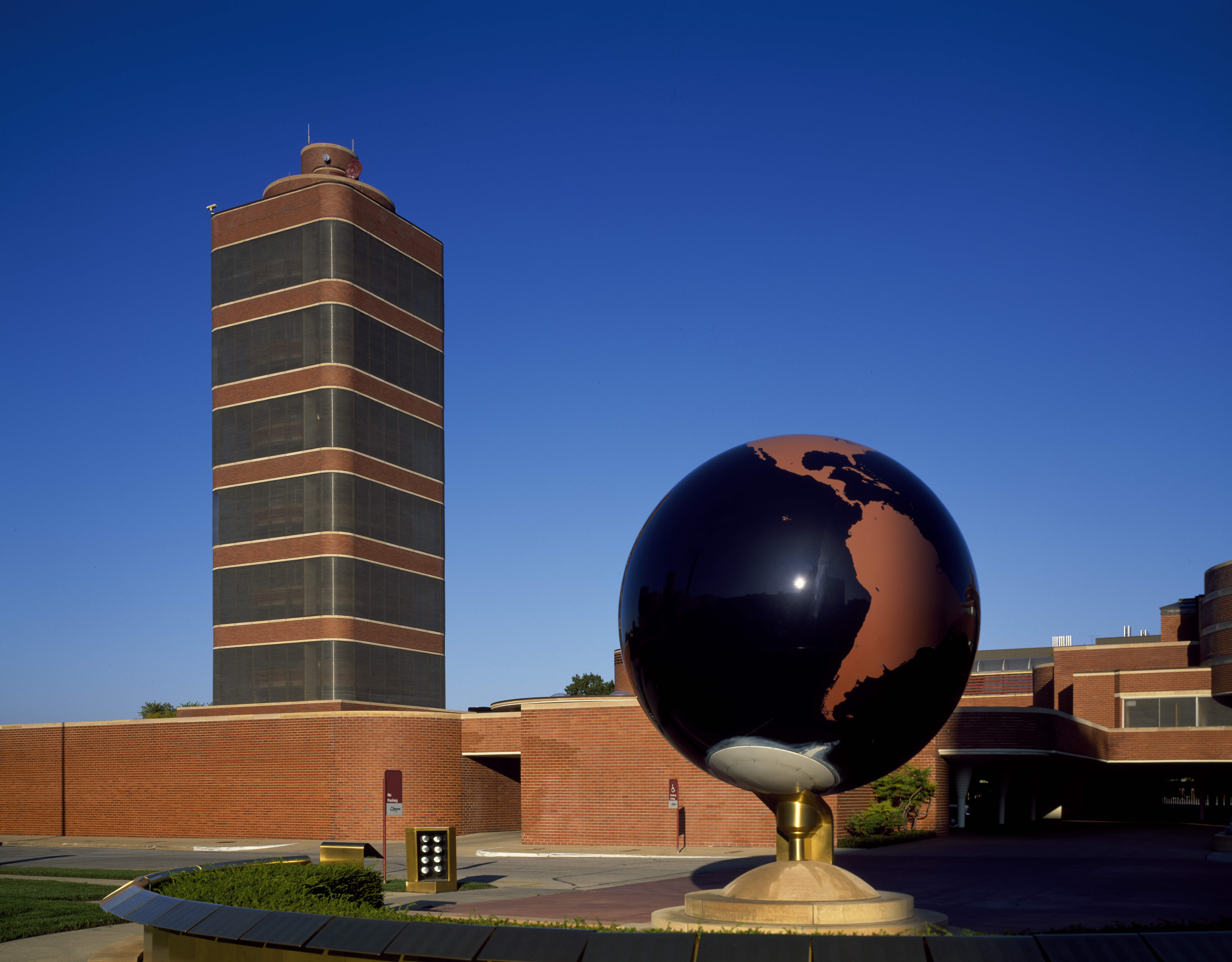
Johnson Wax Headquarters and Research Center (1944–50)
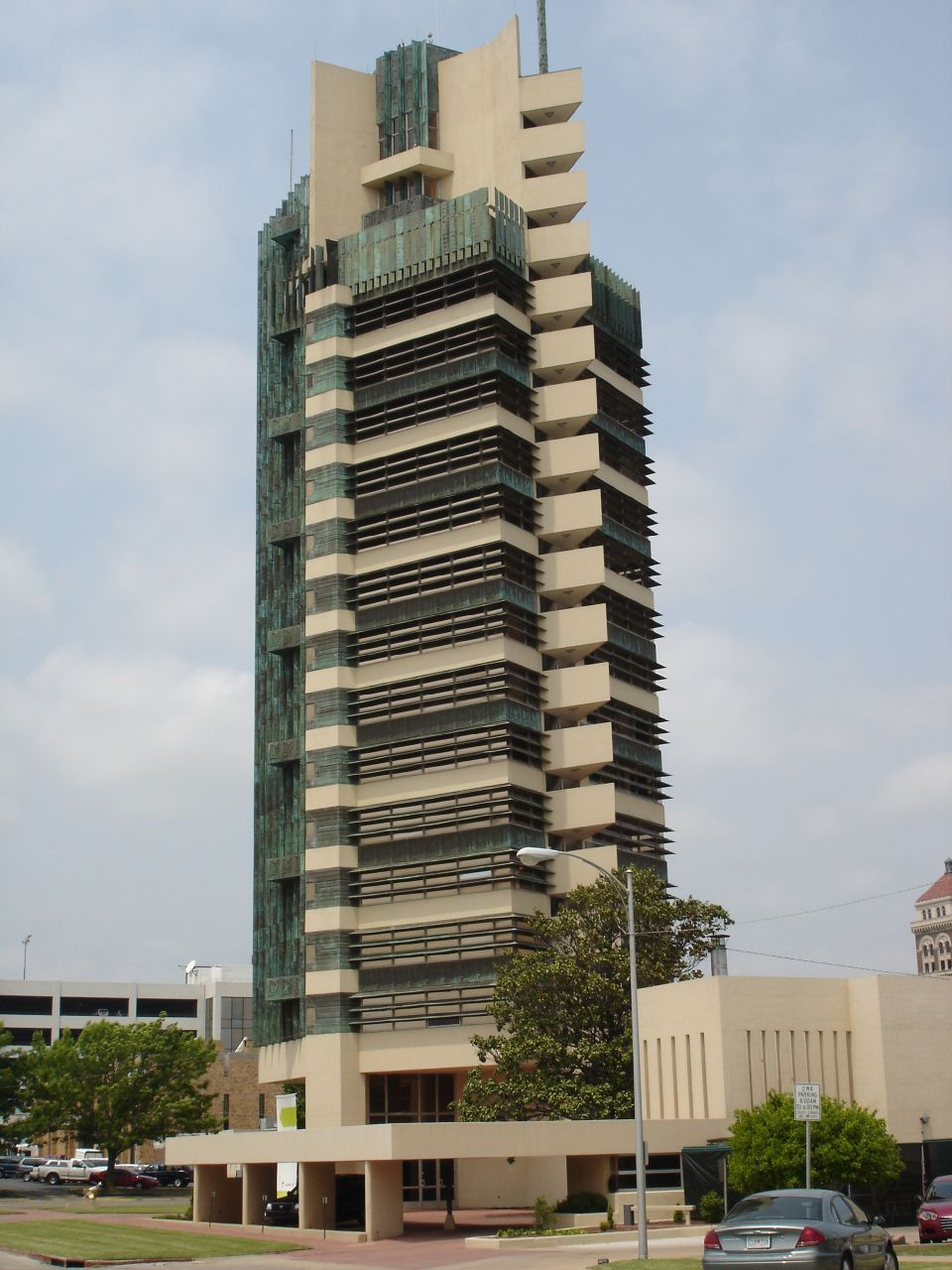
The Price Tower, Bartlesville (1956)
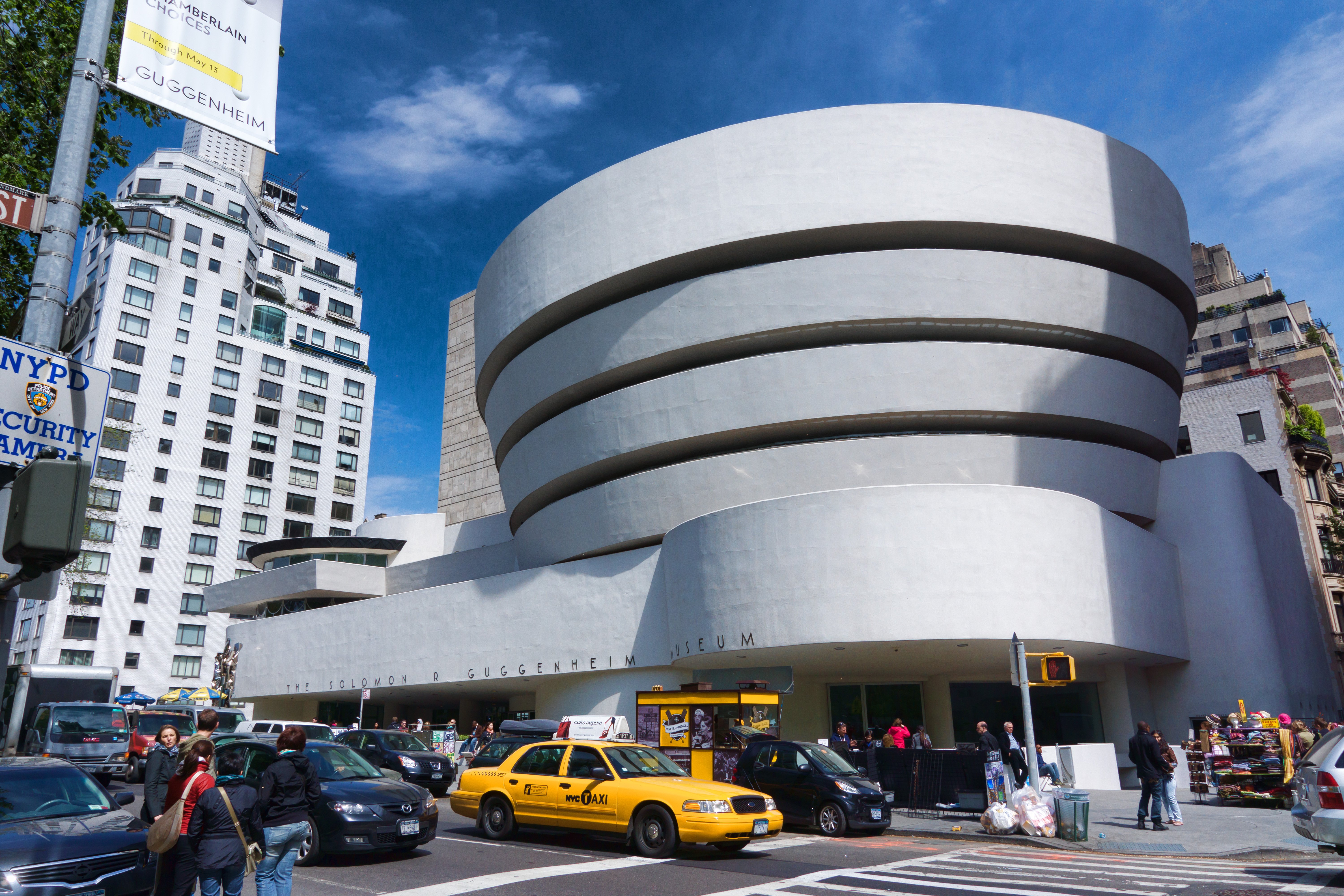
Solomon R. Guggenheim Múzeum, New York City (1946–1959)

### Walter Gropius és Breuer Marcel
Walter Gropius, a Bauhaus alapítója 1934-ben Angliába emigrált, ahol három évet töltött, majd Walter Hudnut, a Harvard Graduate School of Design vezetője meghívta az Egyesült Államokba, ott pedig Gropius az építészeti kar vezetője lett. Breuer Marcel, aki a Bauhausban együtt dolgozott vele, csatlakozott hozzá, és vele együtt tervezőirodát nyitott Cambridge-ben. Gropius és Breuer hírneve számos diákot vonzott, akik aztán maguk is híres építészekké váltak, például a később Pritzker-díjat is elnyerő Philip Johnson és I. M. Pei. Csak 1941-ben kaptak fontos megbízást, amikor munkáslakásokat terveztek a pennsylvaniai Kensingtonban, Pittsburgh közelében. 1945-ben Gropius és Breuer fiatalabb építészek egy csoportjával társult TAC (The Architects Collaborative) néven. Nevezetes munkáik közé tartozott a Harvard Graduate School of Design épülete, az athéni amerikai nagykövetség (1956-57) és a Pan American Airways New York-i székháza, a jelenlegi MetLife Building (1958-63).

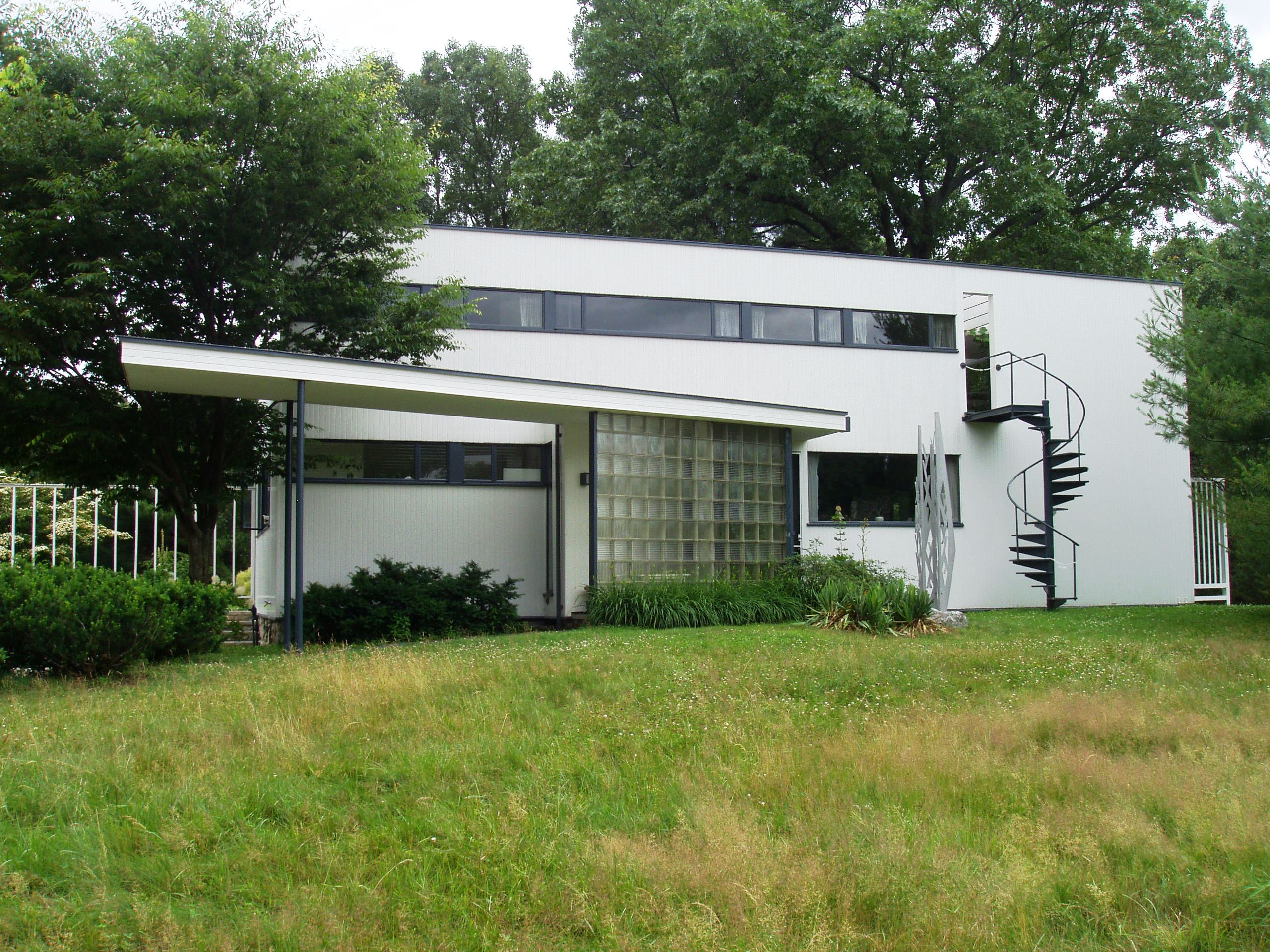
Gropius House, az építész saját családi háza, Lincoln (1937-1938)
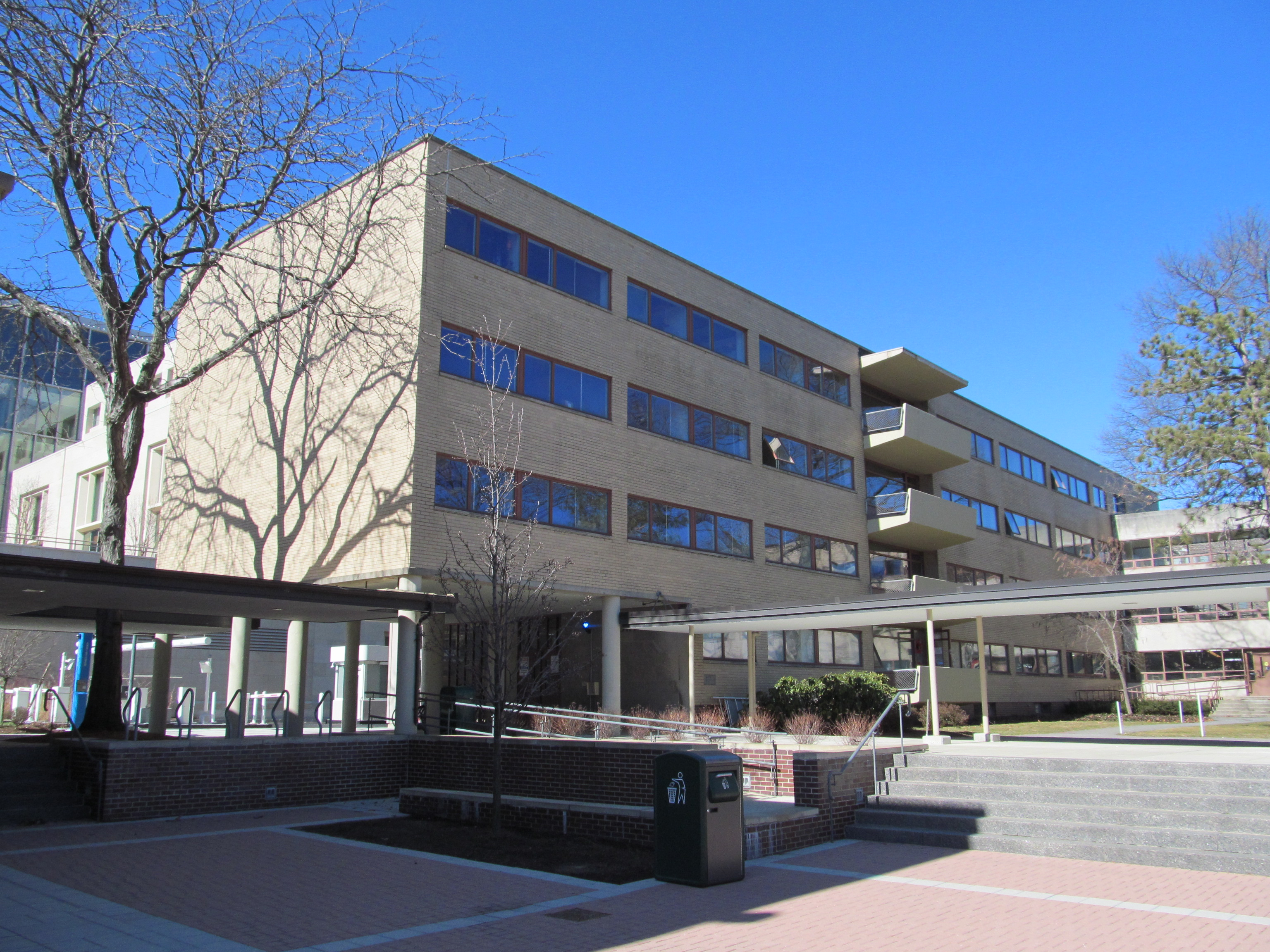
A Harvard Law School emeletes hallja, Walter Gropius és a The Architects Collaborative (TAC)
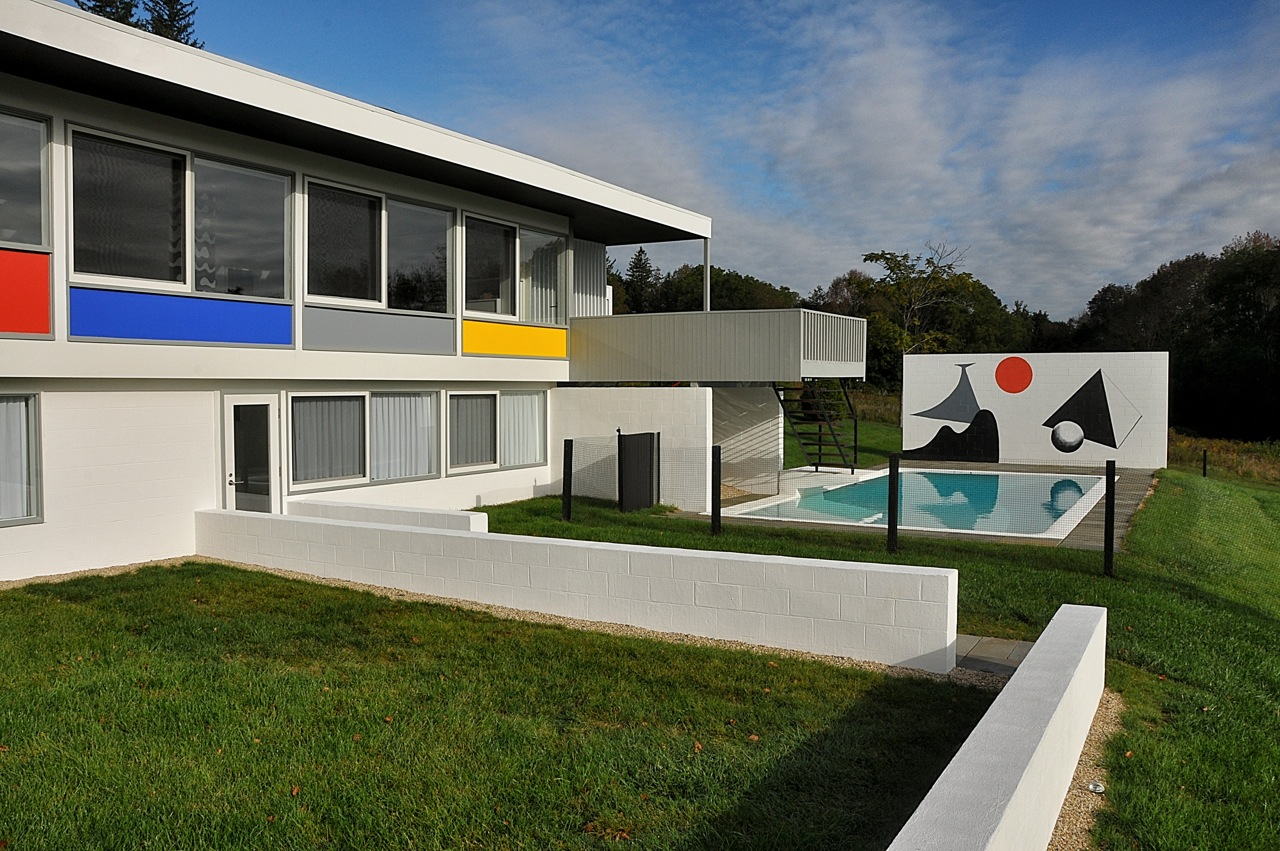
Stillman House, Litchfield, Breuer Marcel (1950). A medence muráliái Alexander Calder alkotásai
Az UNESCO párizsi székházának makettje, Breuer, Nevi és Zehrfuss (1958)
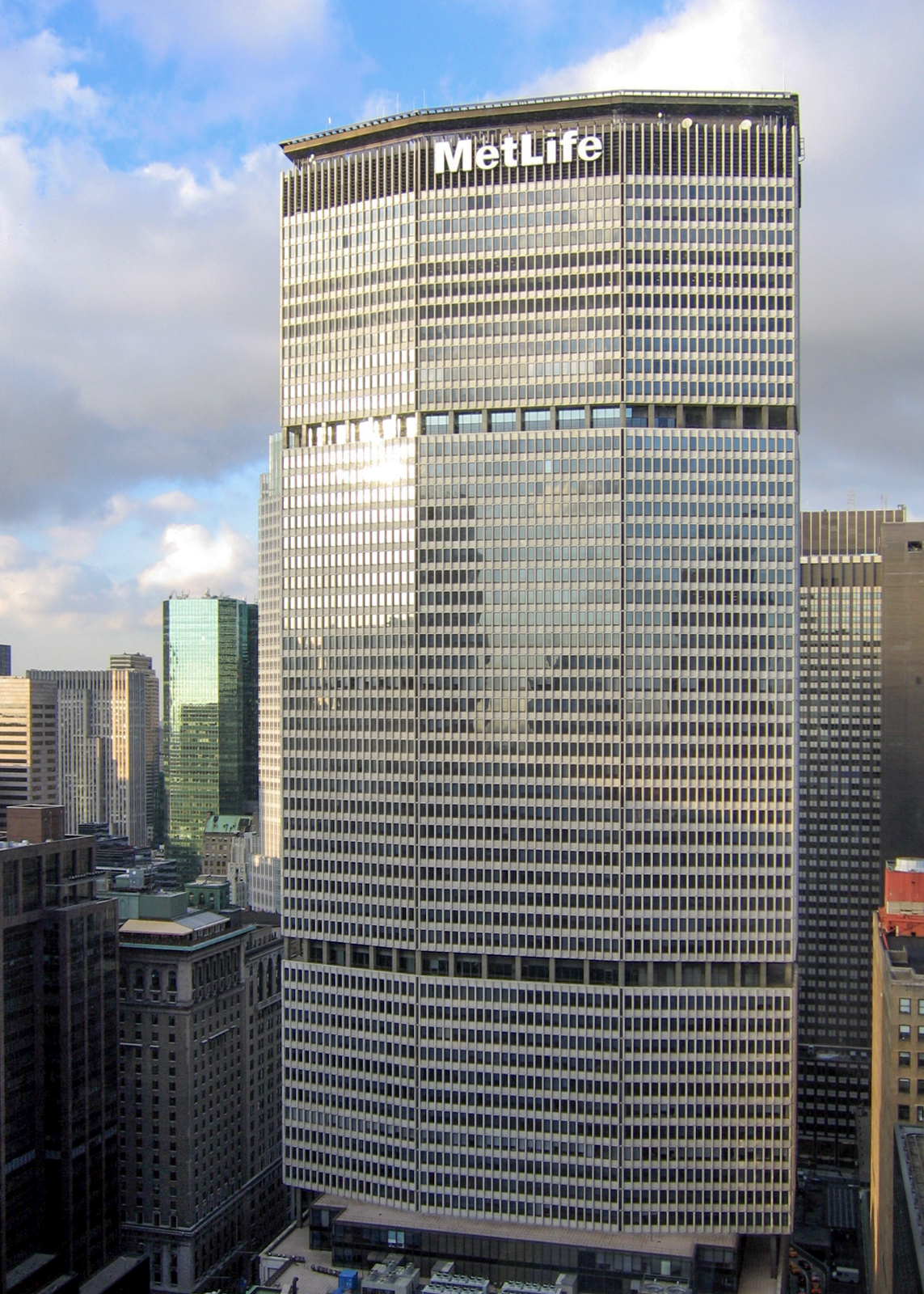
A PanAm Building (jelenleg MetLife Building) New York, Walter Gropius és a TAC (1958–63)

### Ludwig Mies van der Rohe
Mies van der Rohe az építészetét a híres mondással jellemezte: „A kevesebb több”. A mai Illinois Institute of Technology építészeti iskolájának igazgatójaként 1939 és 1956 között Mies (ahogyan általában ismerték) Chicagót a háború utáni évek amerikai modernizmusának vezető városává tette. Az intézet számára új épületeket épített modernista stílusban, két magas lakóházat a Lakeshore Drive-on (1948-51), amelyek aztán az egész országban a magasházak mintájává váltak. További jelentős munkái közé tartozott az Illinois állambeli Planóban található Farnsworth House (1945-1951), egy egyszerű, vízszintes üvegdoboz, amely óriási hatással volt az amerikai lakásépítészetre. A Chicagói Kongresszusi Központ (1952-54) és a Crown Hall az Illinois-i Technológiai Intézetben (1950-56), valamint a New York-i Seagram Building (1954-58) szintén új mércét állított fel a tisztaság és az elegancia terén. A gránitoszlopokra épülő, sima üveg- és acélfalakat a szerkezetben bronzszínű I-gerendák alkalmazása színesítette. 1962-68-ban visszatért Németországba, hogy megépítse az új berlini Neue Nationalgallerie-t. Tanítványai és követői közé tartozott Philip Johnson, és Eero Saarinen, akinek munkásságára jelentősen hatottak az elképzelései.

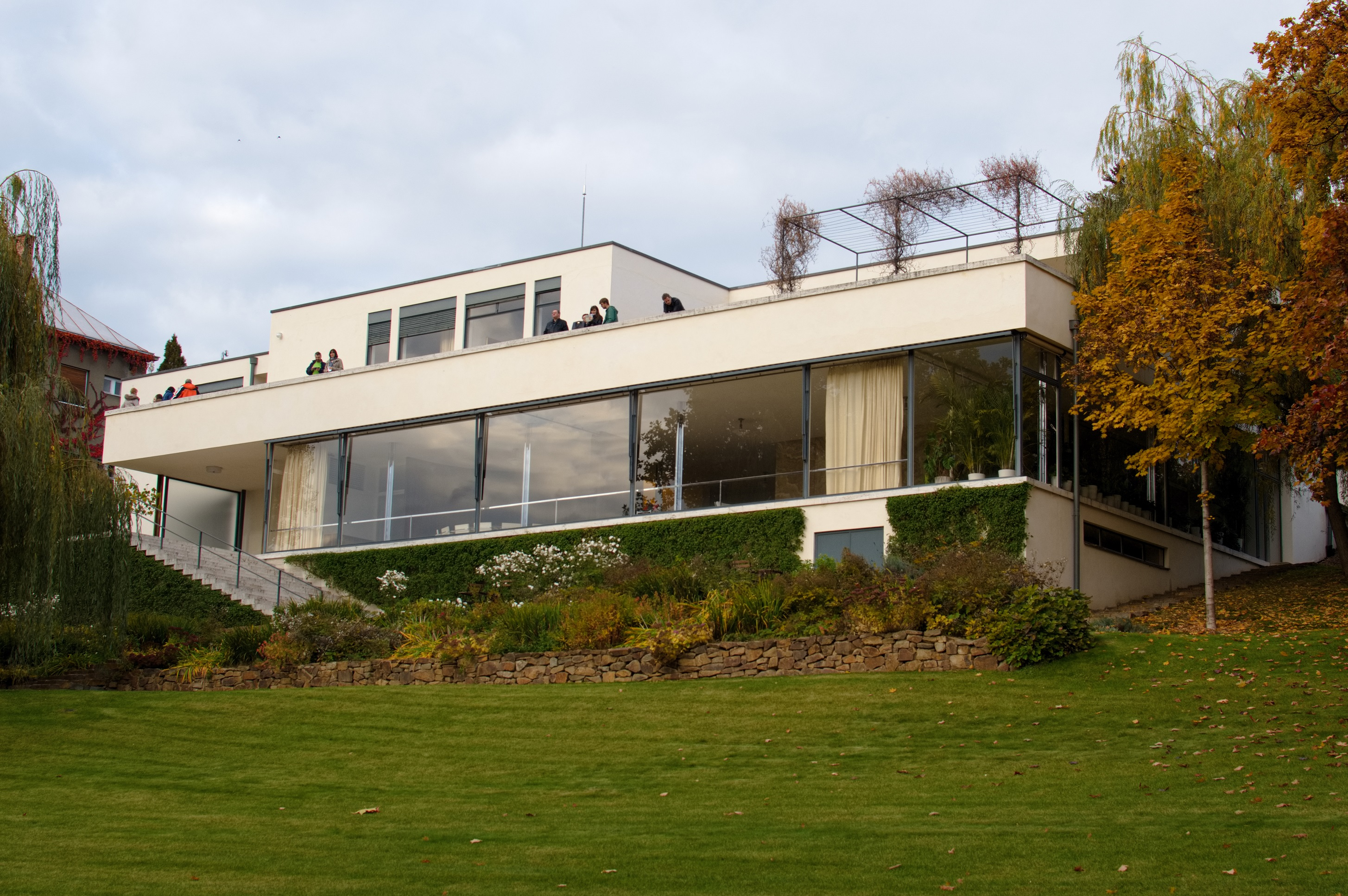
Villa Tugendhat, Brno, (1928–30)
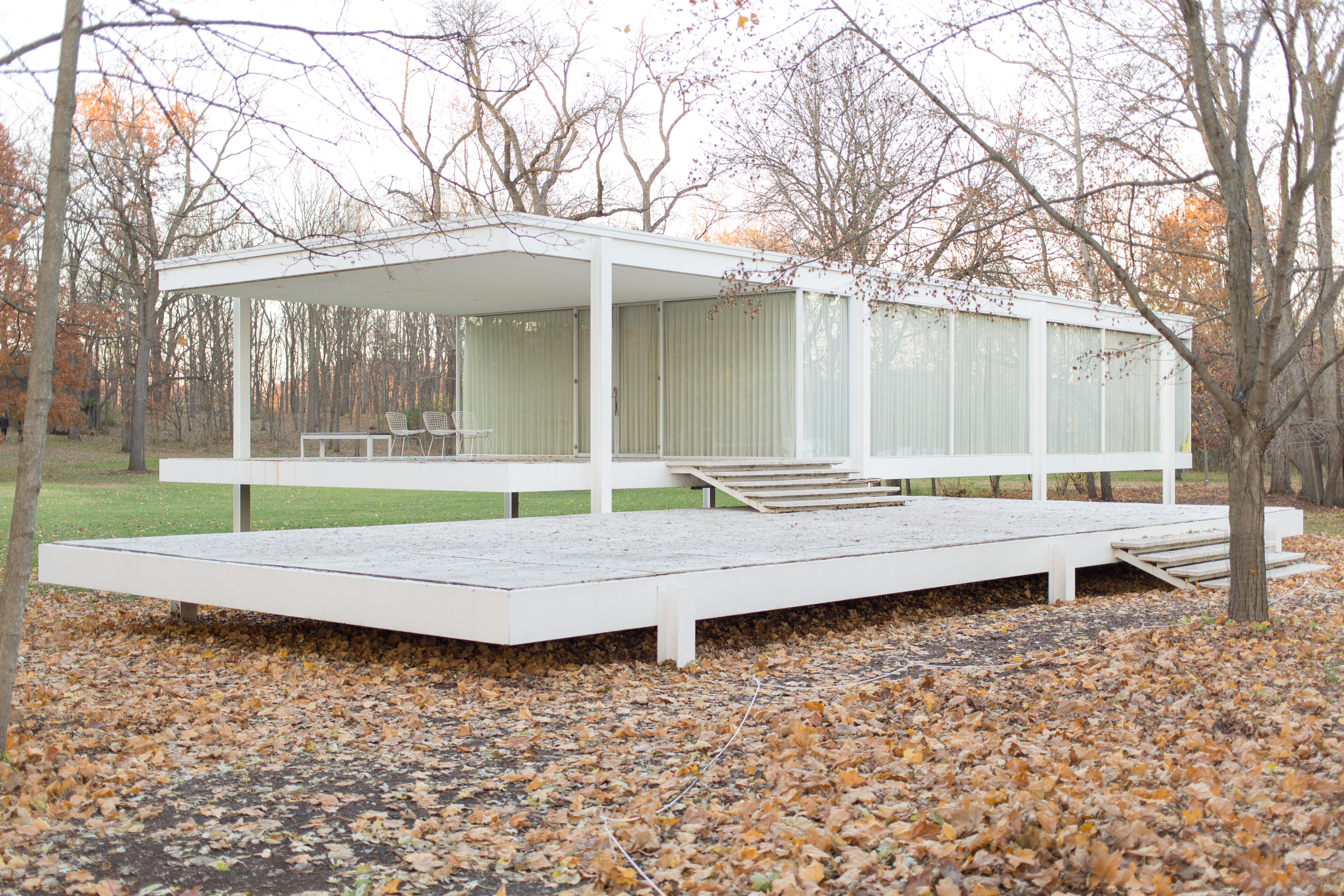
Farnsworth House, Plano, Illinois (1945–51)
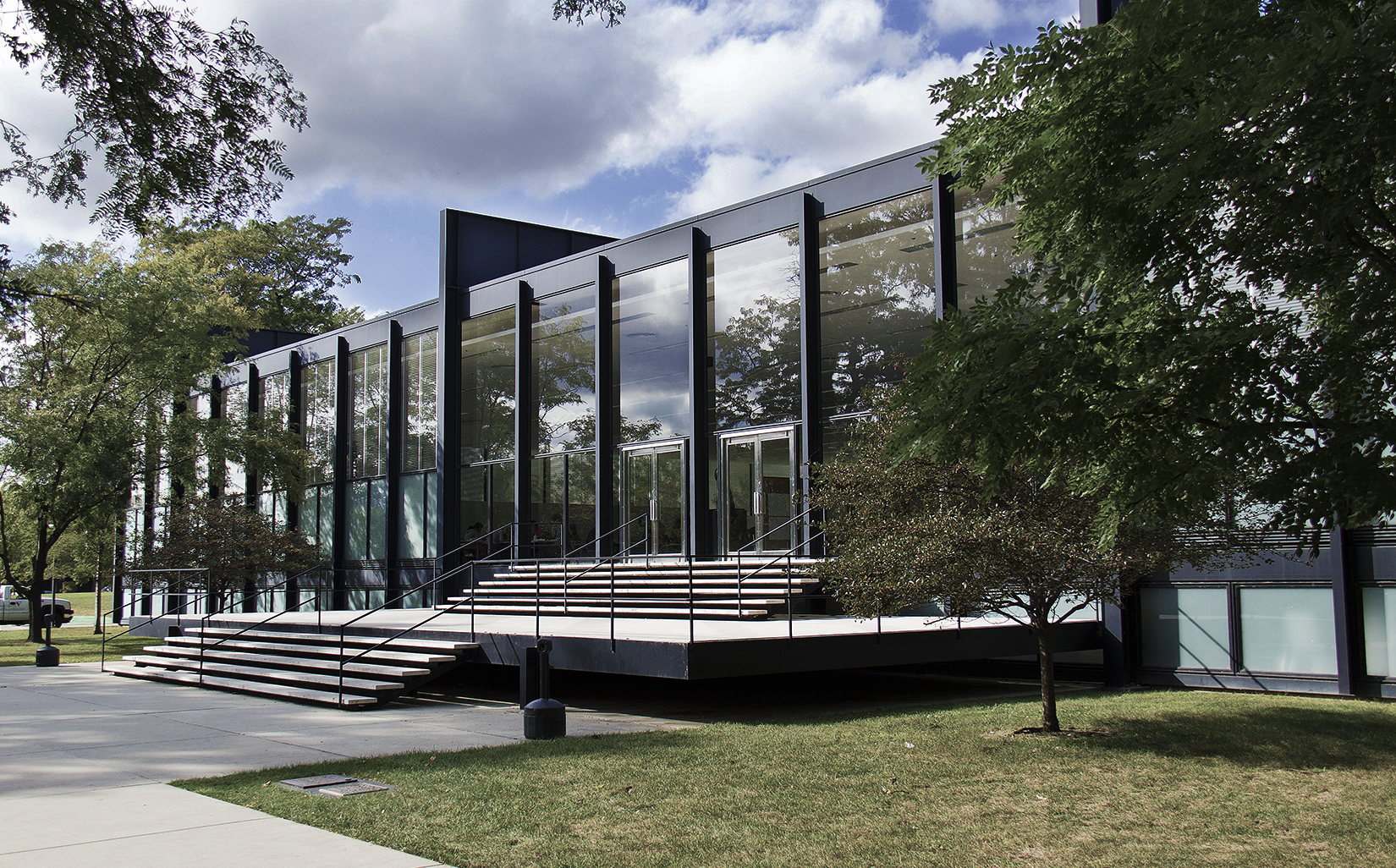
Crown Hall, Illinois Institute of Technology, Chicago (1956)
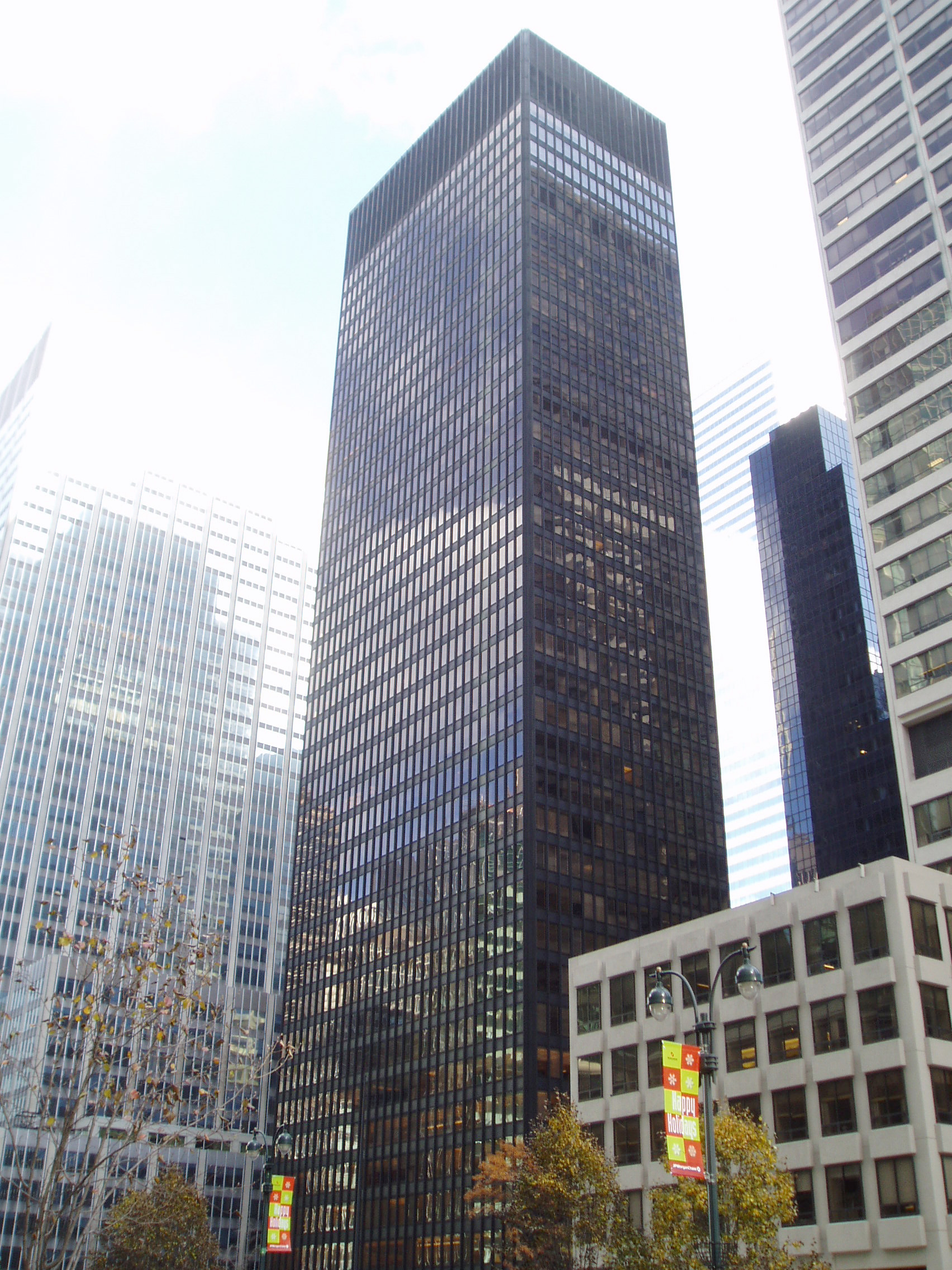
Seagram Building, New York City (1958)
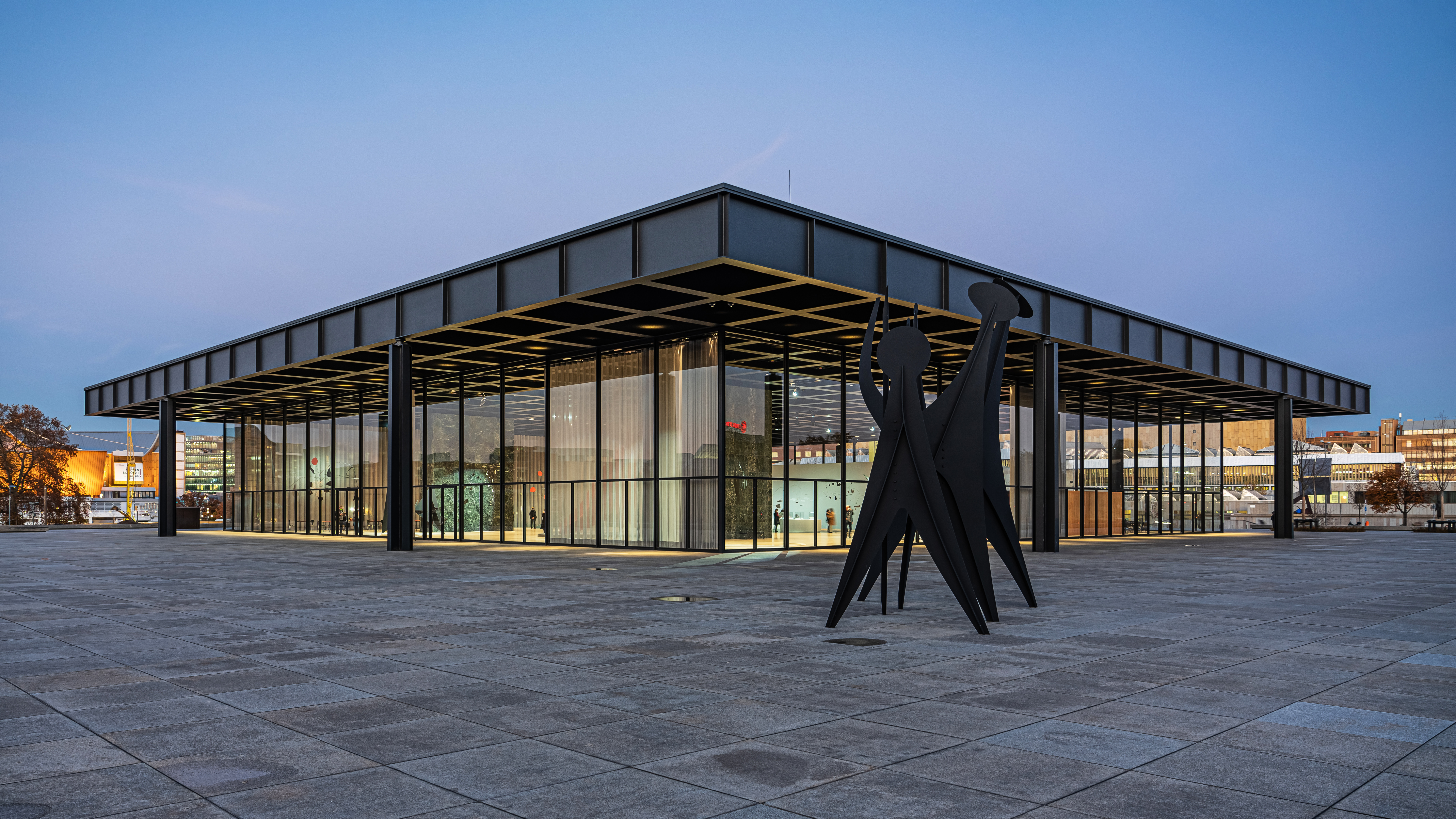
Neue Nationalgalerie, Nyugat-Berlin (1968)

### Richard Neutra és az Eames házaspár
Az Egyesült Államokban az új stílus befolyásos lakóépület-építészei közé tartozott Richard Neutra, valamint Charles és Ray Eames. Eamesék leghíresebb műve a kaliforniai Pacific Palisadesben található Eames House (1949) Charles Eames és Eero Saarinen együttműködésében. Két épületből áll, egy építészlakásból és a hozzá tartozó műteremből, amelyeket L alakban kapcsoltak össze. A japán építészet által befolyásolt ház áttetsző és átlátszó panelekből áll, amelyek egyszerű tömbökbe szerveződnek, gyakran természetes anyagok felhasználásával, acélvázra támaszkodva. A ház vázát tizenhat óra alatt öt munkás szerelte össze. Épületeit tiszta színekből készült panelekkel élénkítették. Az Eames házaspár az építészet mellett a bútortervezésben alkotott maradandót, de filmes pályafutásuk is sikeres, Charles legismertebb, később kultikus ismeretterjesztő kisfilmje a Powers of Ten.

Richard Neutra továbbra is korszakalkotó házakat épített Los Angelesben, az egyszerű doboz témáját felhasználva. E házak közül sok eltörölte a beltéri és kültéri terek közötti határvonalakat a lemezüvegfalaival. Neutra Constance Perkins-háza a kaliforniai Pasadenában (1962) a szerény egylakásos lakóházak újragondolása volt. Olcsó anyagokból – fából, vakolatból és üvegből – épült, és alig 18 000 dollárból készült el. Neutra a házat tulajdonosa, egy kis termetű nő fizikai méreteihez méretezte. A ház üvegfalai alatt tükröződő medence kanyarog. Neutra egyik legszokatlanabb épülete a kaliforniai Garden Grove-ban található Shepherd's Grove volt, amelyhez egy szomszédos parkoló is tartozott, ahol az istentiszteletet a hívők autójuk elhagyása nélkül követhették.

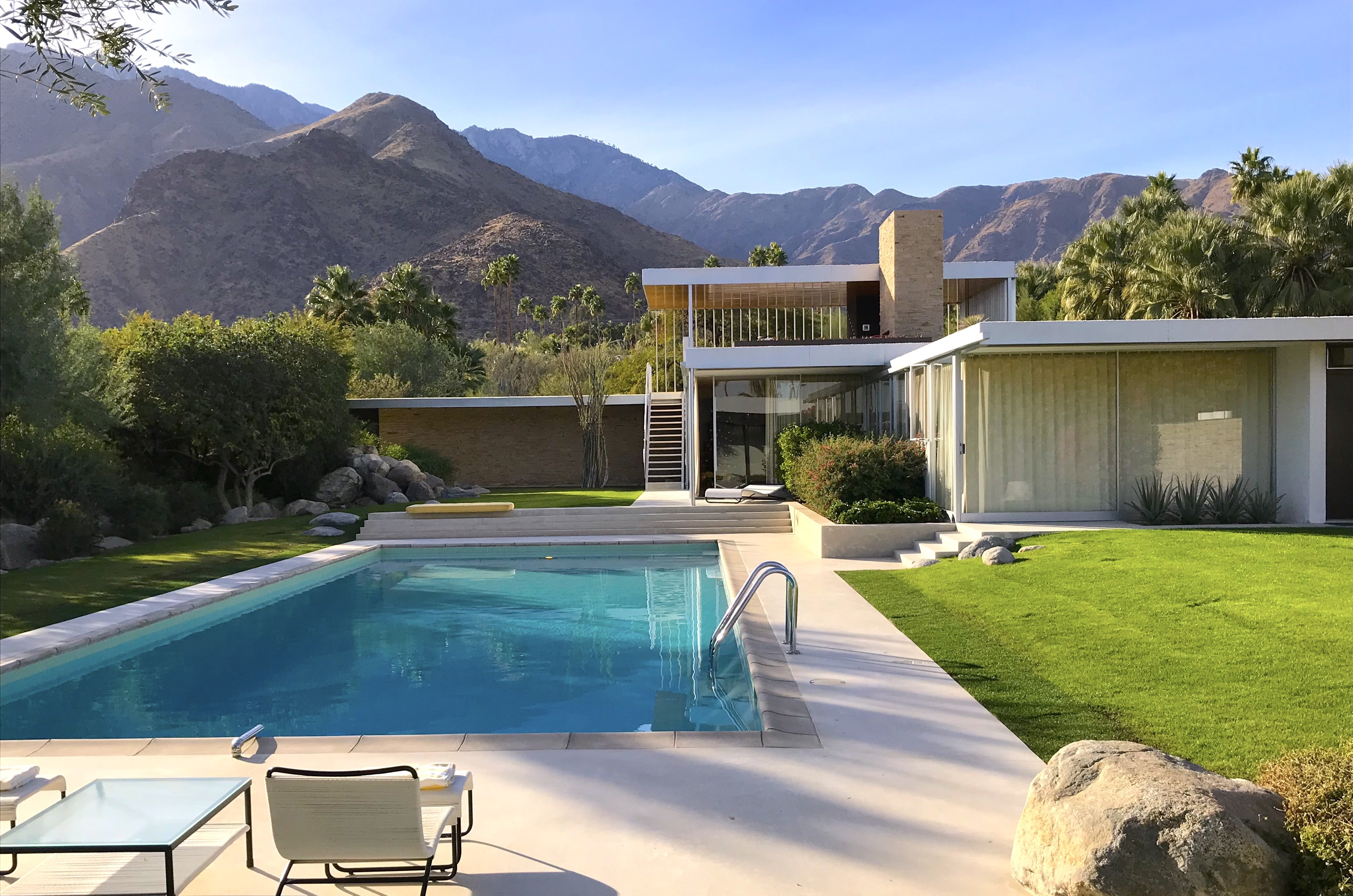
Kaufmann Desert House, Palm Springs, Richard Neutra (1946)
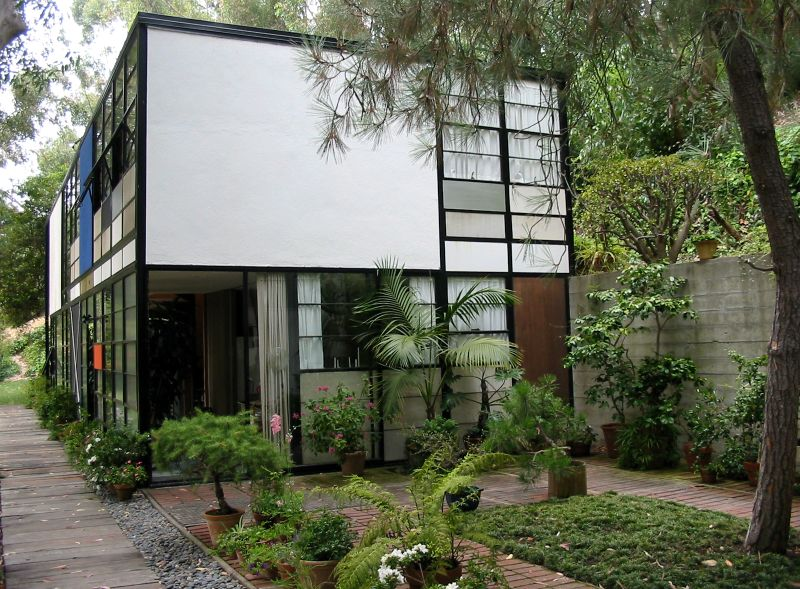
Eames House, Charles és Ray Eames, Pacific Palisades (1949)
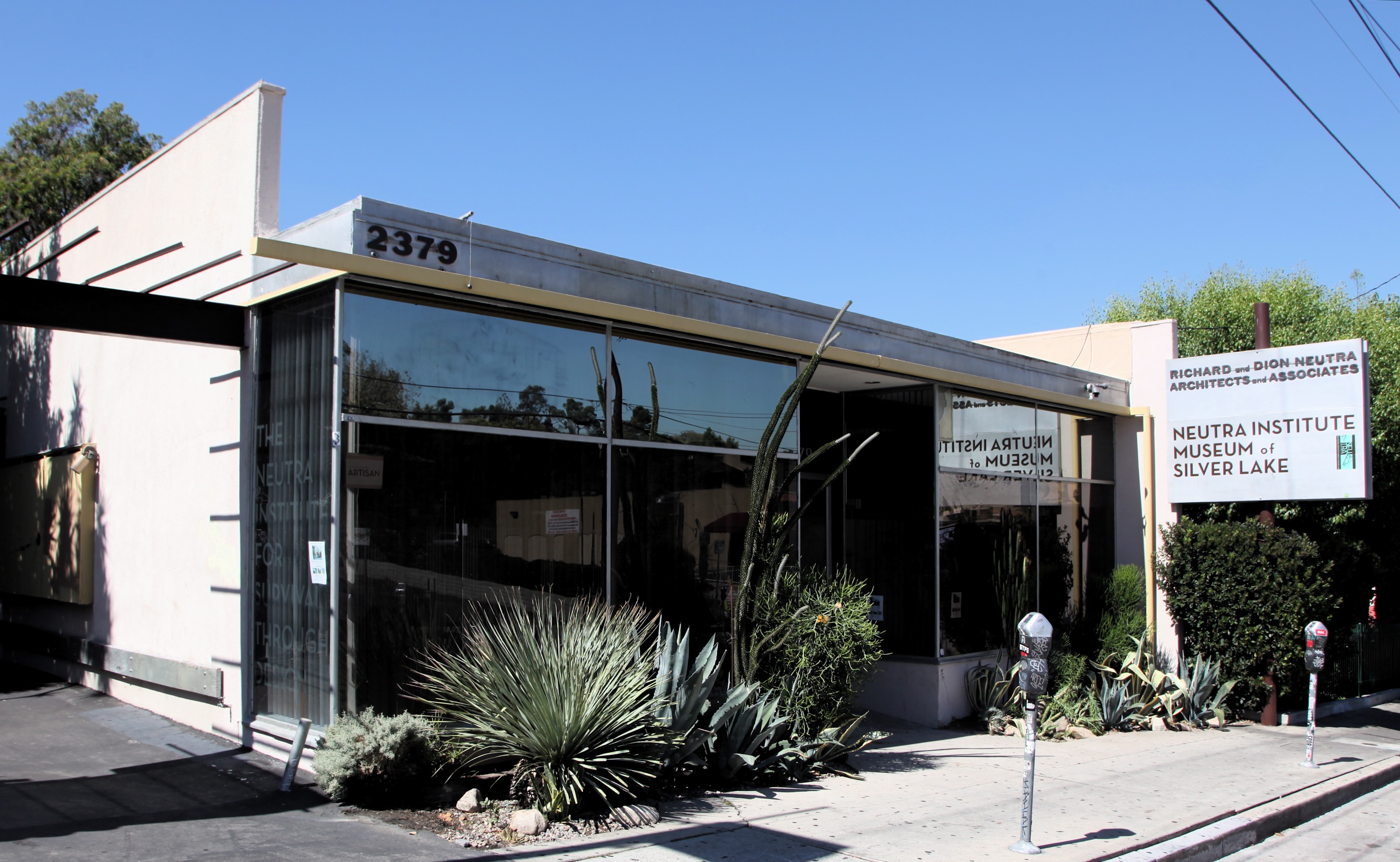
Neutra Office Building, Los Angeles, Richard Neutra (1950)
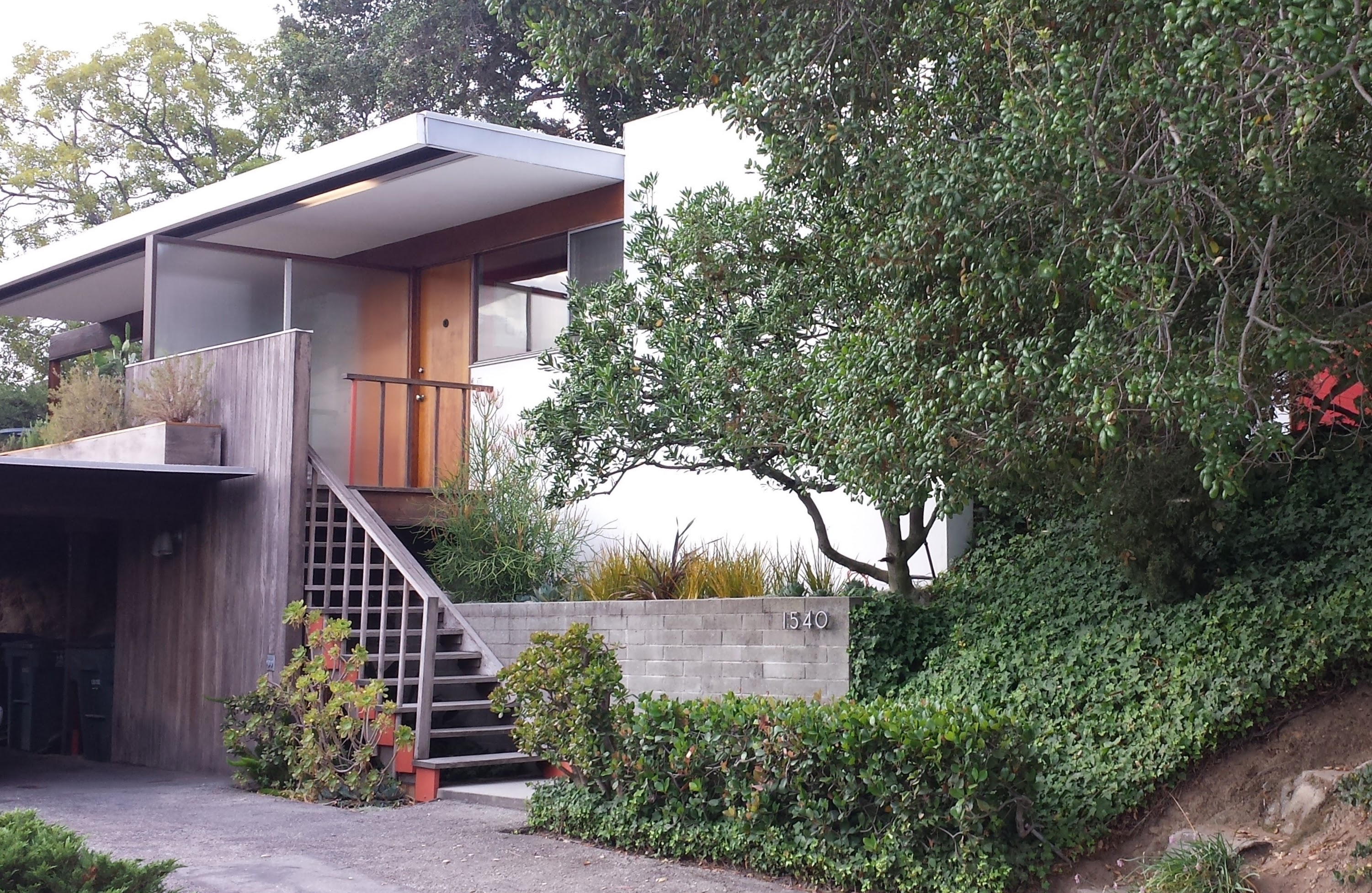
Constance Perkins House, Los Angeles, Richard Neutra, (1962)

### Skidmore, Owings & Merrill és Wallace K. Harrison
A háború utáni évek számos figyelemre méltó modern épületét két építészeti megaügynökség hozta létre, amelyek nagy tervezőcsapatokat fogtak össze igen összetett projektekhez. A Skidmore, Owings & Merrill céget Louis Skidmore és Nathaniel Owings alapította Chicagóban 1936-ban, és 1939-ben csatlakozott hozzá John Merrill mérnök. A cég elnevezése 1936-ban a SOM alakra változott. Első nagy projektje az Oak Ridge National Laboratory volt a Tennessee állambeli Oak Ridge-ben, az a gigantikus kormányzati létesítmény, amely a Manhattan terv keretében plutóniumot gyártott az első nukleáris fegyverekhez. 1964-ben a cégnek tizennyolc „tulajdonostársa”, 54 „társult résztvevője” és 750 építésze, technikusa, tervezője, dekoratőre és tájépítésze volt, köztük a később önállósuló Fazlur Rahman Khan. Stílusukat döntően Ludwig Mies van der Rohe munkássága ihlette, és épületeik hamarosan nagy helyet foglaltak el New York látképében, köztük a Manhattan House (1950-51), a Lever House (1951-52) és a Manufacturers Trust Company Building (1954). A cég későbbi épületei közé tartozik a Yale Egyetem Beinecke Könyvtára (1963), a Willis Tower, korábban Sears Tower Chicagóban (1973) és a One World Trade Center New Yorkban (2013), amely a 2001. szeptember 11-i terrortámadásban megsemmisült ikertornyok helyébe lépett. A SOM napjainkban is a világ egyik legjelentősebb tervezőirodája maradt, és számos ország jelképpé váló épületeit tervezték meg, leghíresebb munkájuk a vala épült legmagasabb épület, a dubaji Burdzs Kalifa.
Wallace Harrison jelentős szerepet játszott New York modern építészettörténetében; a Rockefeller család építészeti tanácsadójaként részt vett a Rockefeller Center, az 1930-as évek legnagyobb art deco építészeti projektjének megtervezésében. Ő volt az 1939-es New York-i világkiállítás felügyelő építésze, és társával, Max Abramowitz-cal együtt ő volt az Egyesült Nemzetek Szervezete székházának főépítésze; Harrison vezette a nemzetközi építészekből álló bizottságot, amelyben Oscar Niemeyer (aki a bizottság által jóváhagyott eredeti tervet készítette) és Le Corbusier is részt vett. A Harrison és irodája által tervezett egyéb New York-i mérföldkőnek számító épületek közé tartozott a Metropolitan Operaház, a Lincoln Center fő terve és a John F. Kennedy nemzetközi repülőtér.

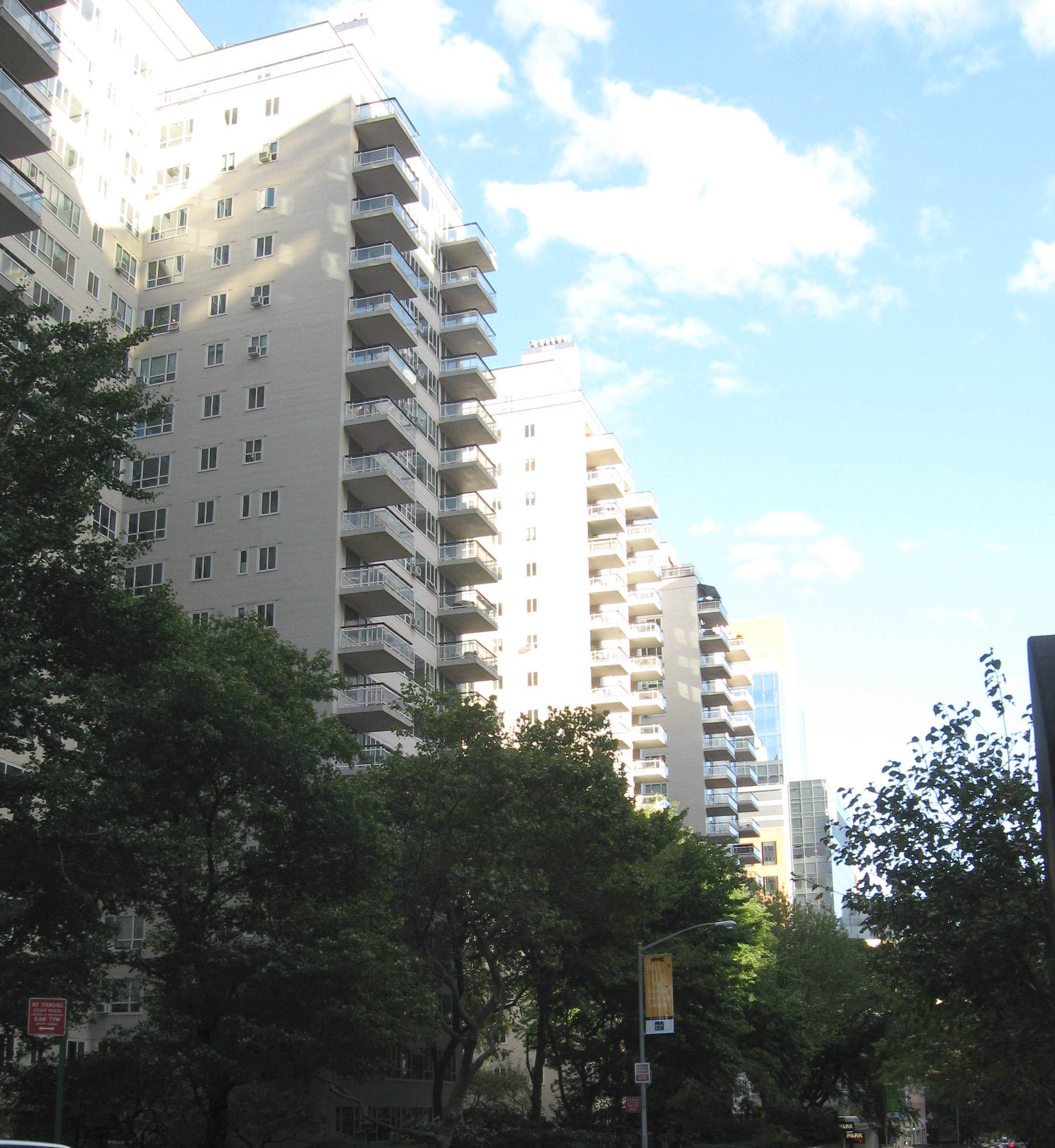
Manhattan House,Skidmore, Owings & Merrill (1950–51)
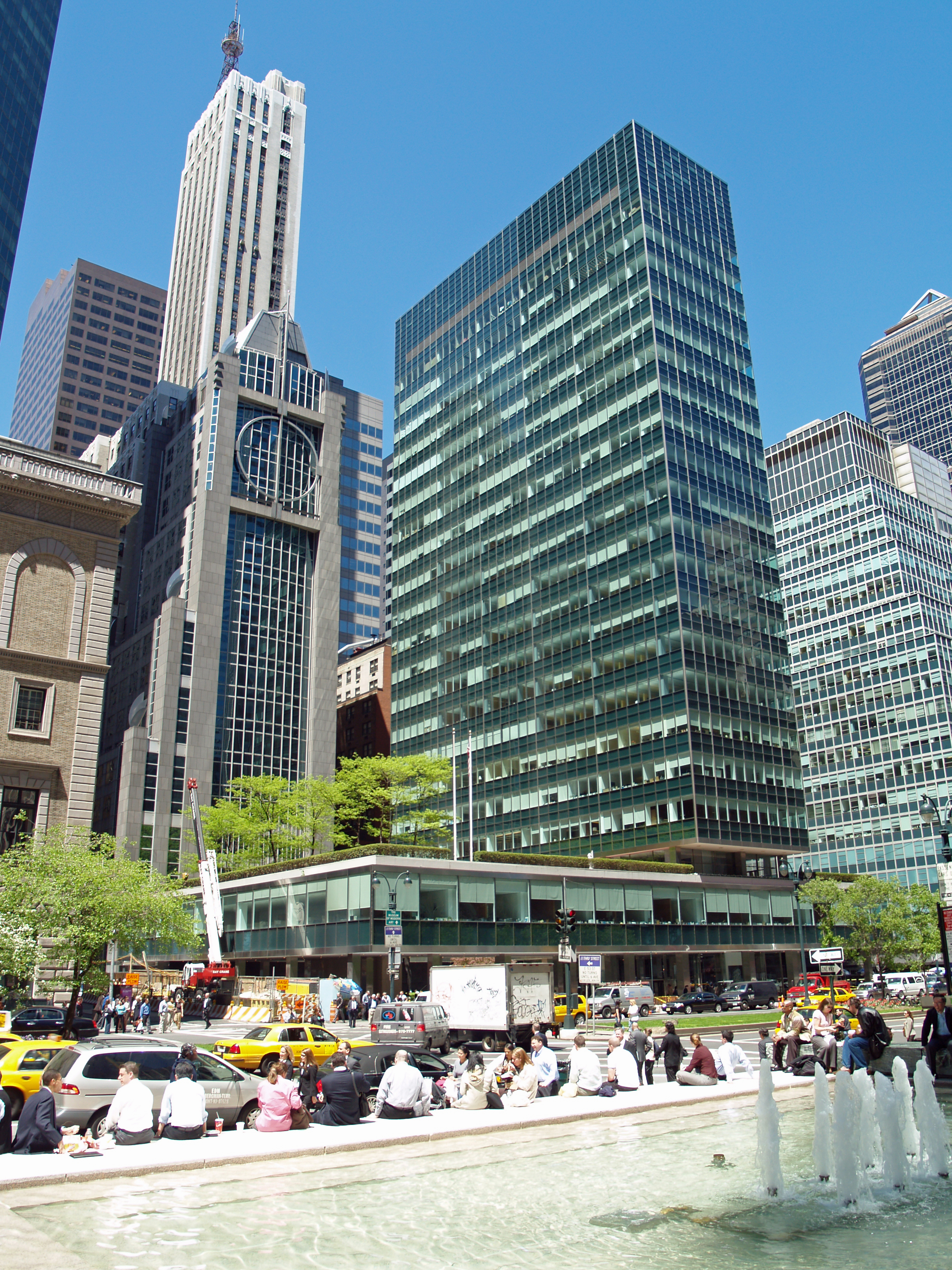
Lever House, (1951–52)
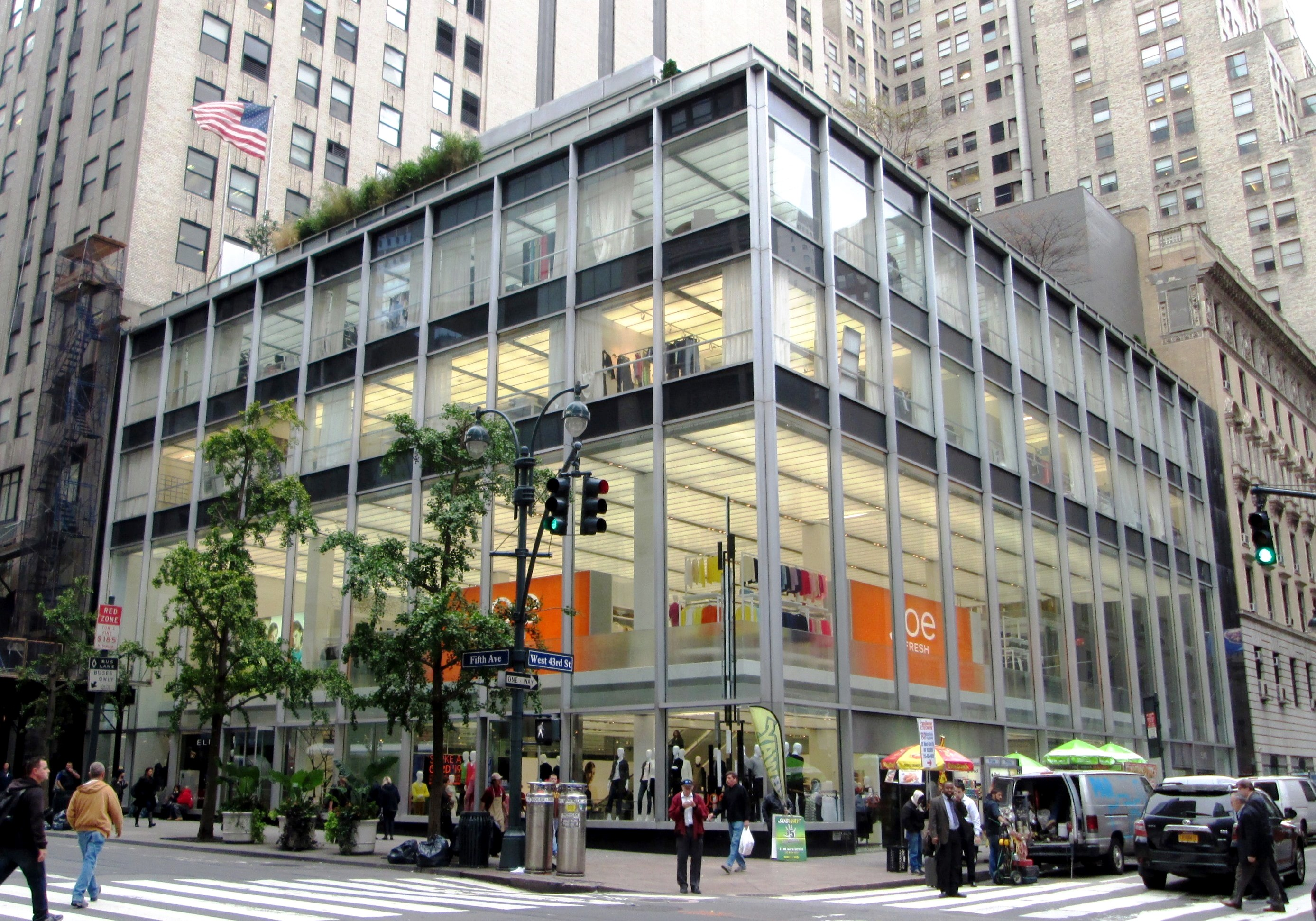
Manufacturers Trust Company Building, New York City (1954)
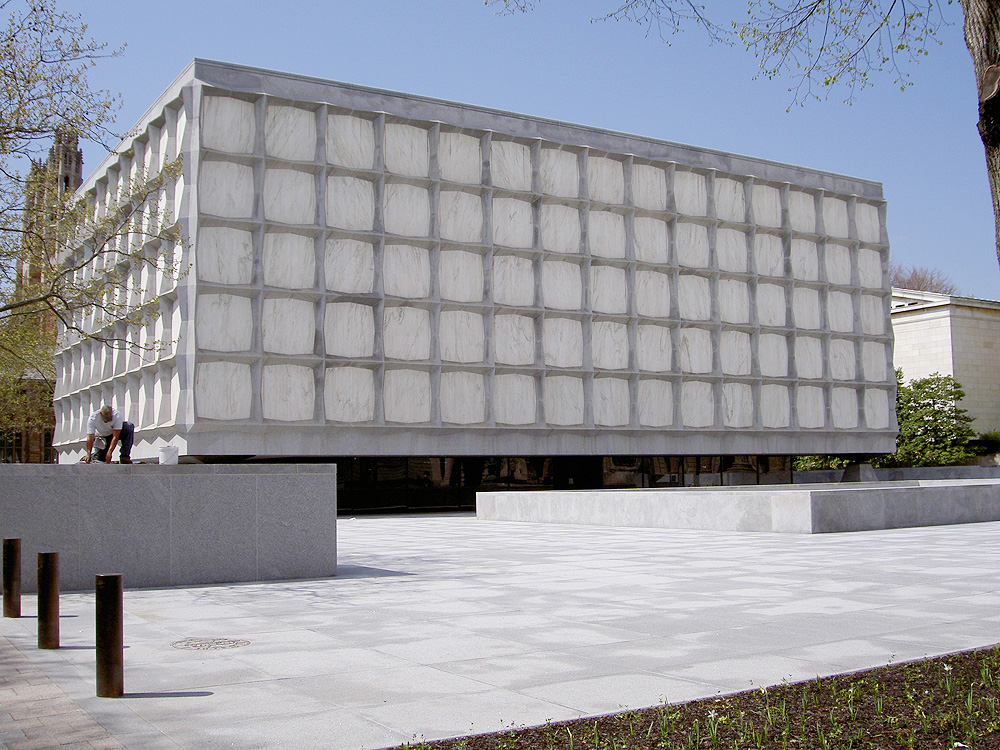
Beinecke Library, Yale Egyetem (1963)
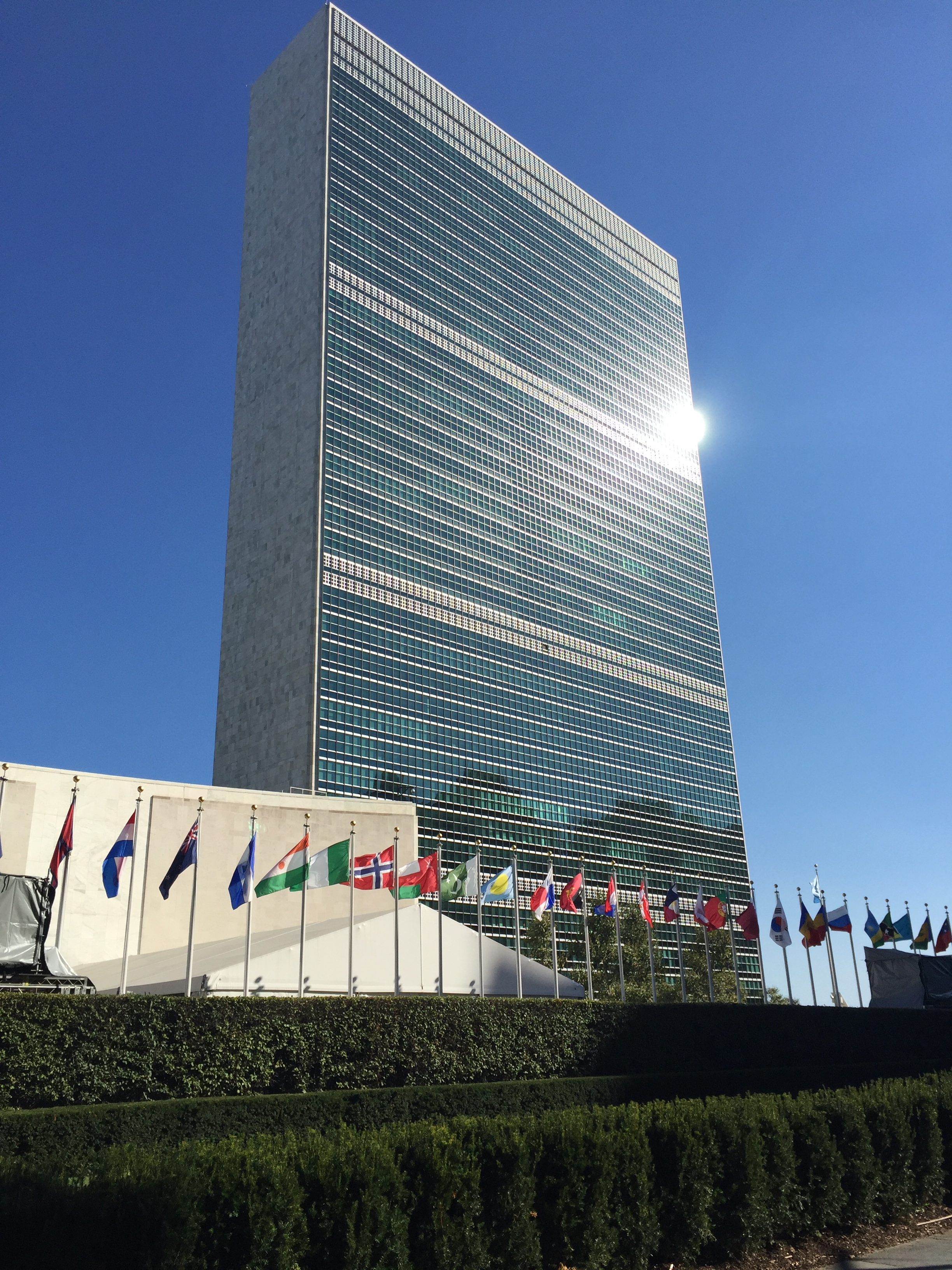
Az ENSZ székháza, New York, Wallace Harrison, Oscar Niemeyer és Le Corbusier (1952)
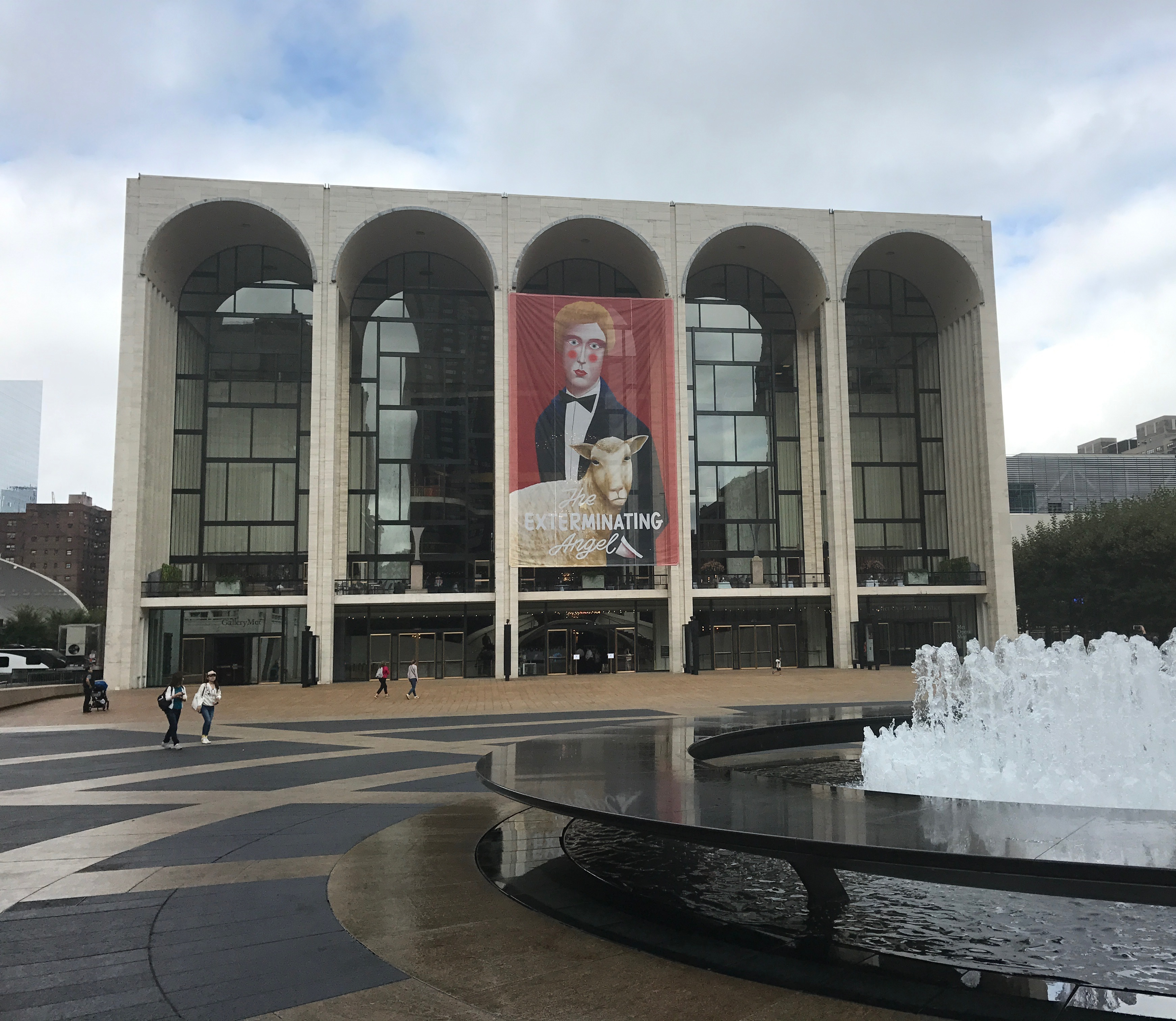
Metropolitan Opera a Lincoln Centerben, New York City, Wallace Harrison (1966)

### Philip Johnson
Philip Johnson (1906-2005) az amerikai modern építészet egyik legfiatalabb és utolsó jelentős alakja volt. A Harvardon Walter Gropiusnál tanult, majd 1946-tól 1954-ig a Metropolitan Művészeti Múzeum építészeti és modern design részlegének igazgatója volt. 1947-ben könyvet adott ki Ludwig Mies van der Rohéról, 1953-ban pedig saját lakóházát, a Glass House-t tervezte a Connecticut állambeli New Canaanban, Mies Farnsworth House-ának mintájára. 1955-től kezdődően saját irányt kezdett követni, fokozatosan az expresszionizmus felé mozdult el olyan tervekkel, amelyek egyre inkább eltértek a modern építészet ortodoxiaitól. A modern építészettel való végső és döntő szakítása az AT&T Building (később Sony Tower néven ismert), jelenleg a New York-i Madison Avenue 550. (1979), egy alapvetően modernista felhőkarcoló volt, amelyet teljesen megváltoztatott a kör alakú nyílással ellátott, áttört tető hozzáadásával. Ezt az épületet általában a posztmodern építészet kezdetének tekintik az Egyesült Államokban. Ettől kezdve Johnson inkább ebben a stílusban alkotott, és később a világ egyik leghíresebb építésze lett, akit elsőként jutalmaztak a Pritzker-díjjal.

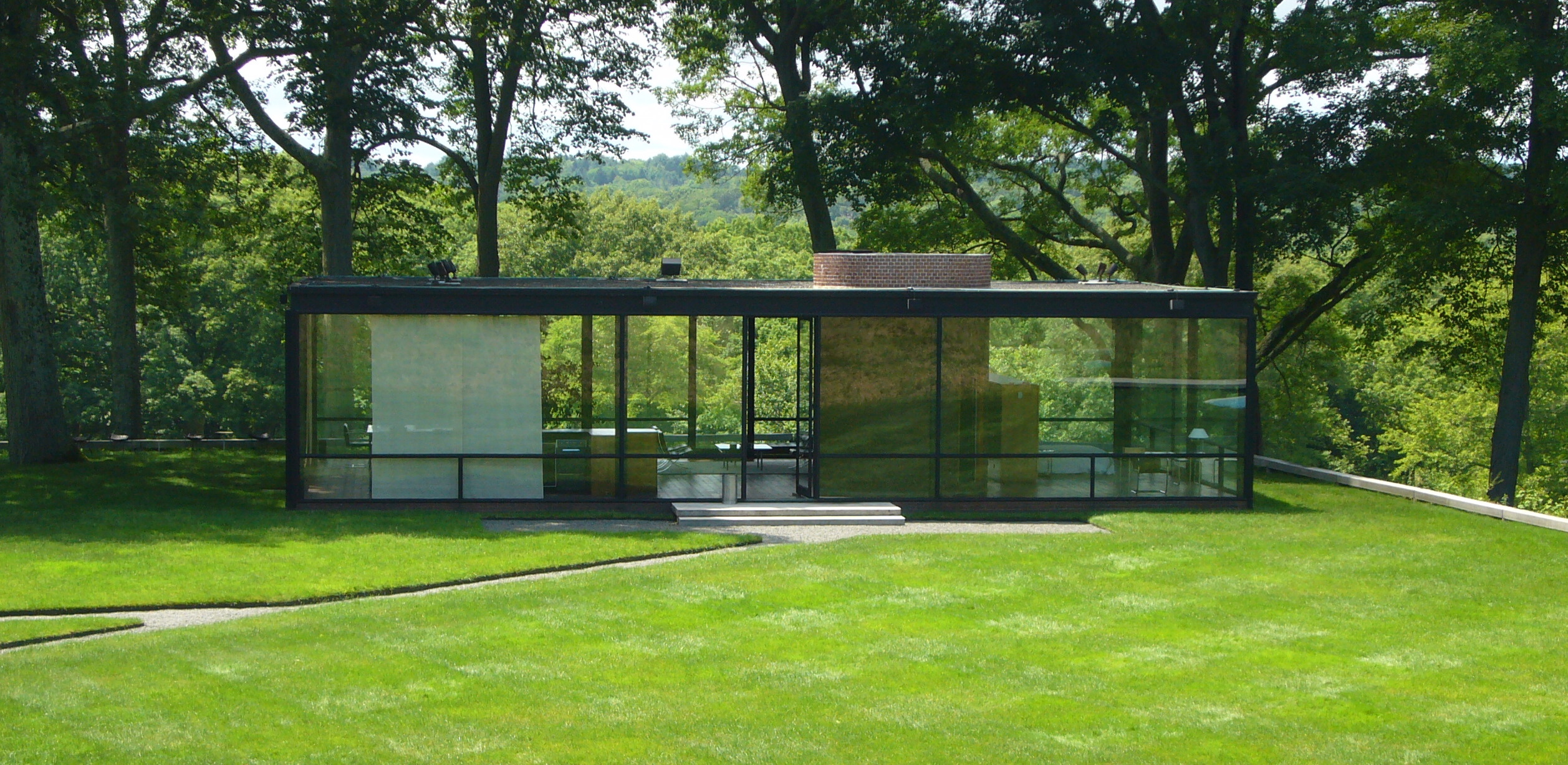
Glass House, New Canaan (1953)
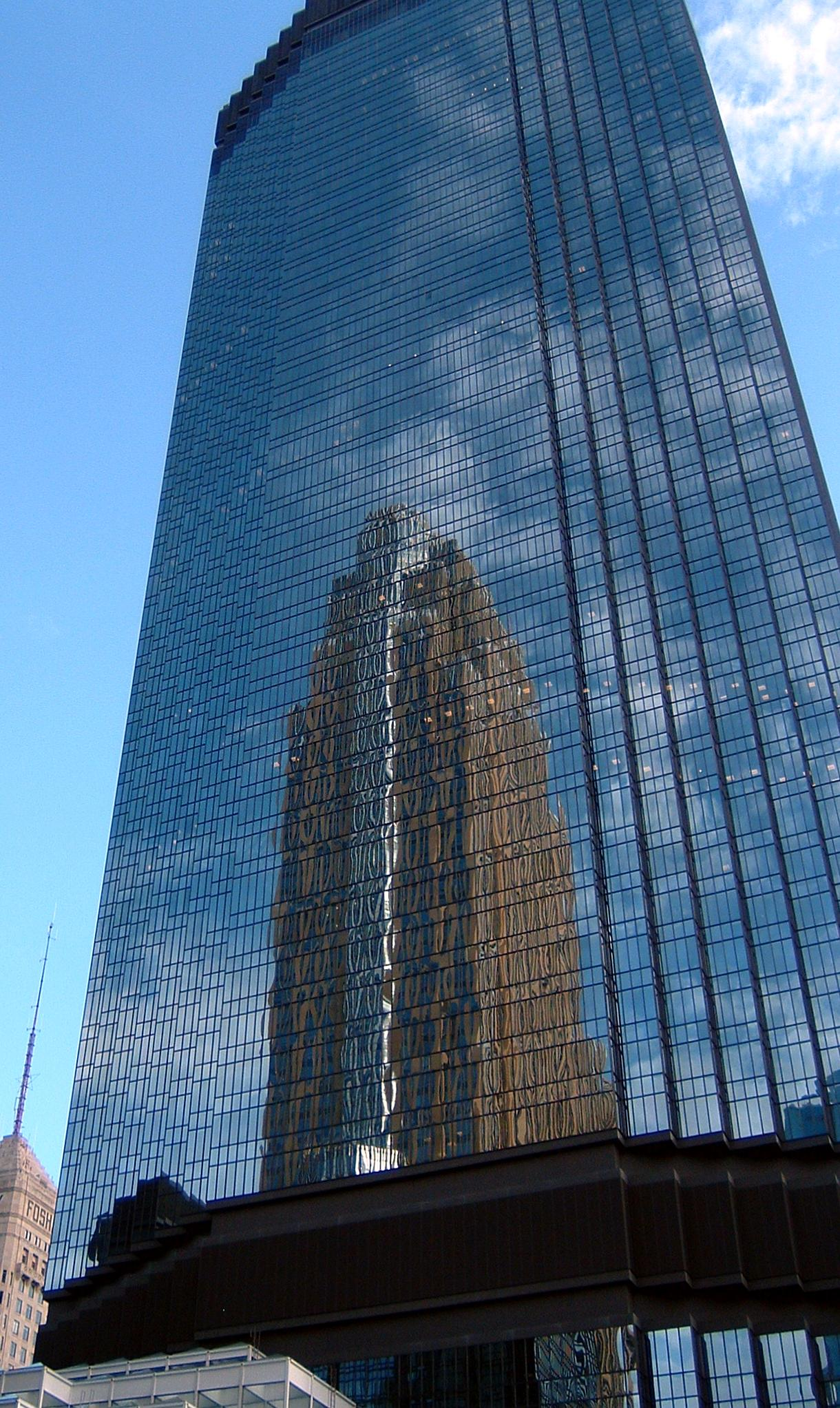
IDS Center, Minneapolis, (1969–1972)
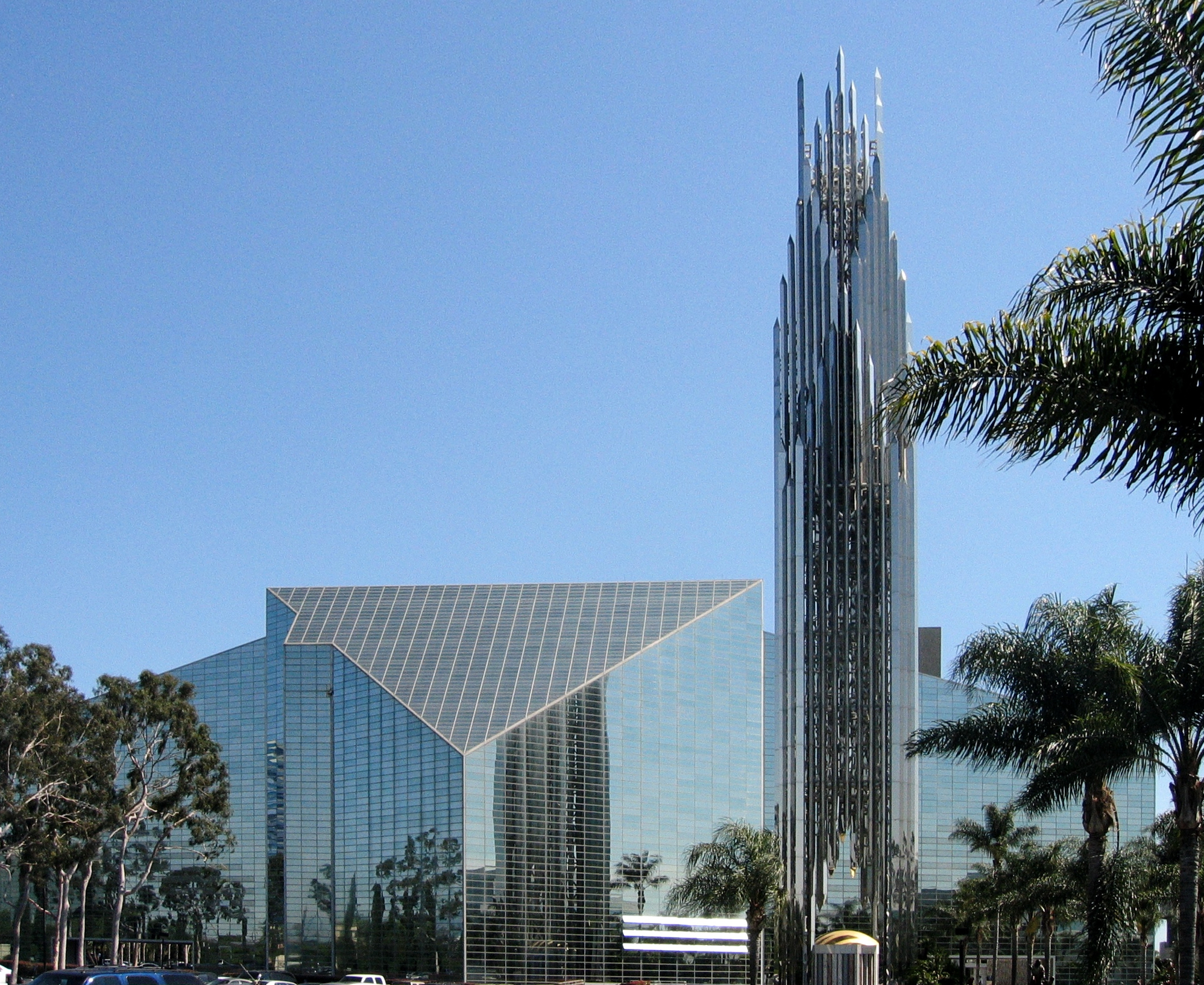
Crystal Cathedral (1977–1980)
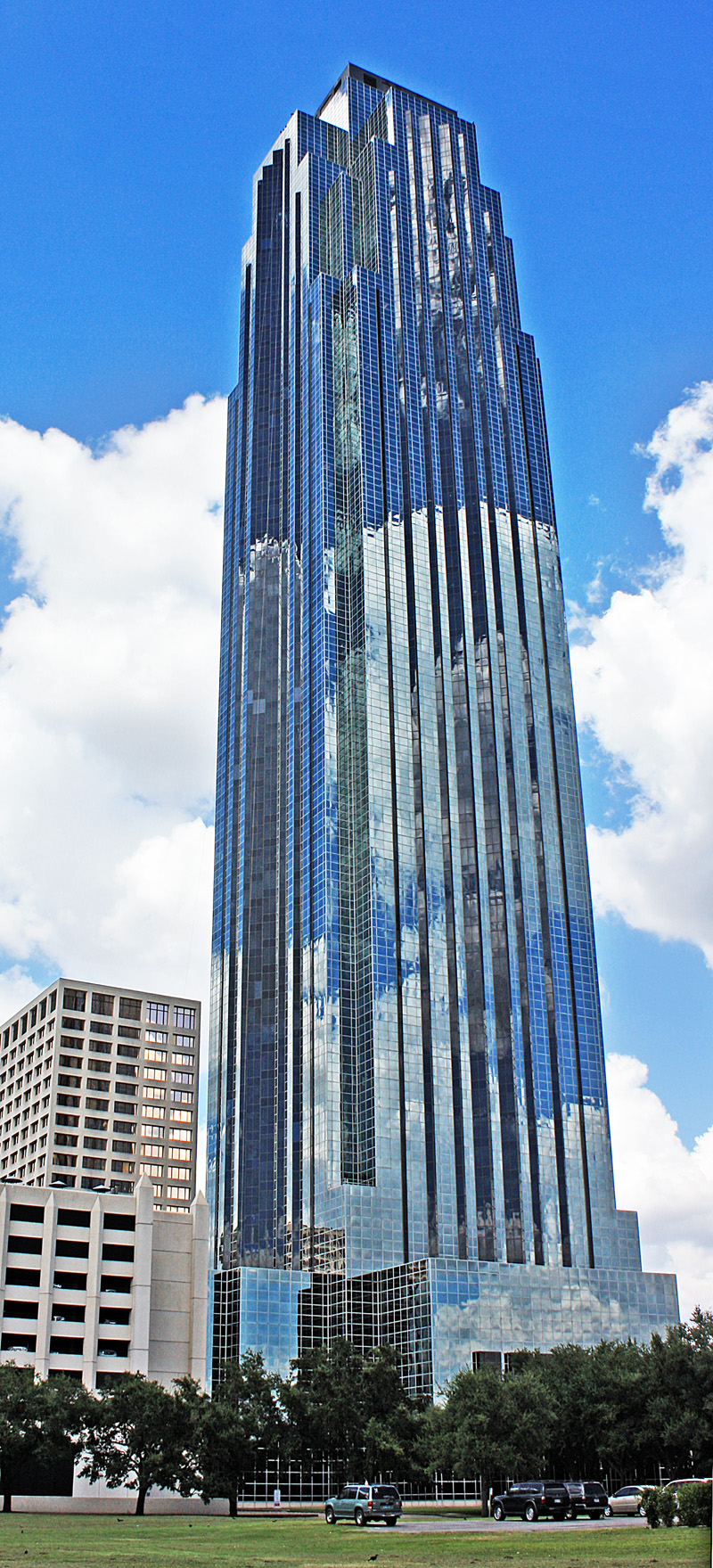
Williams Tower in Houston, (1981–1983)
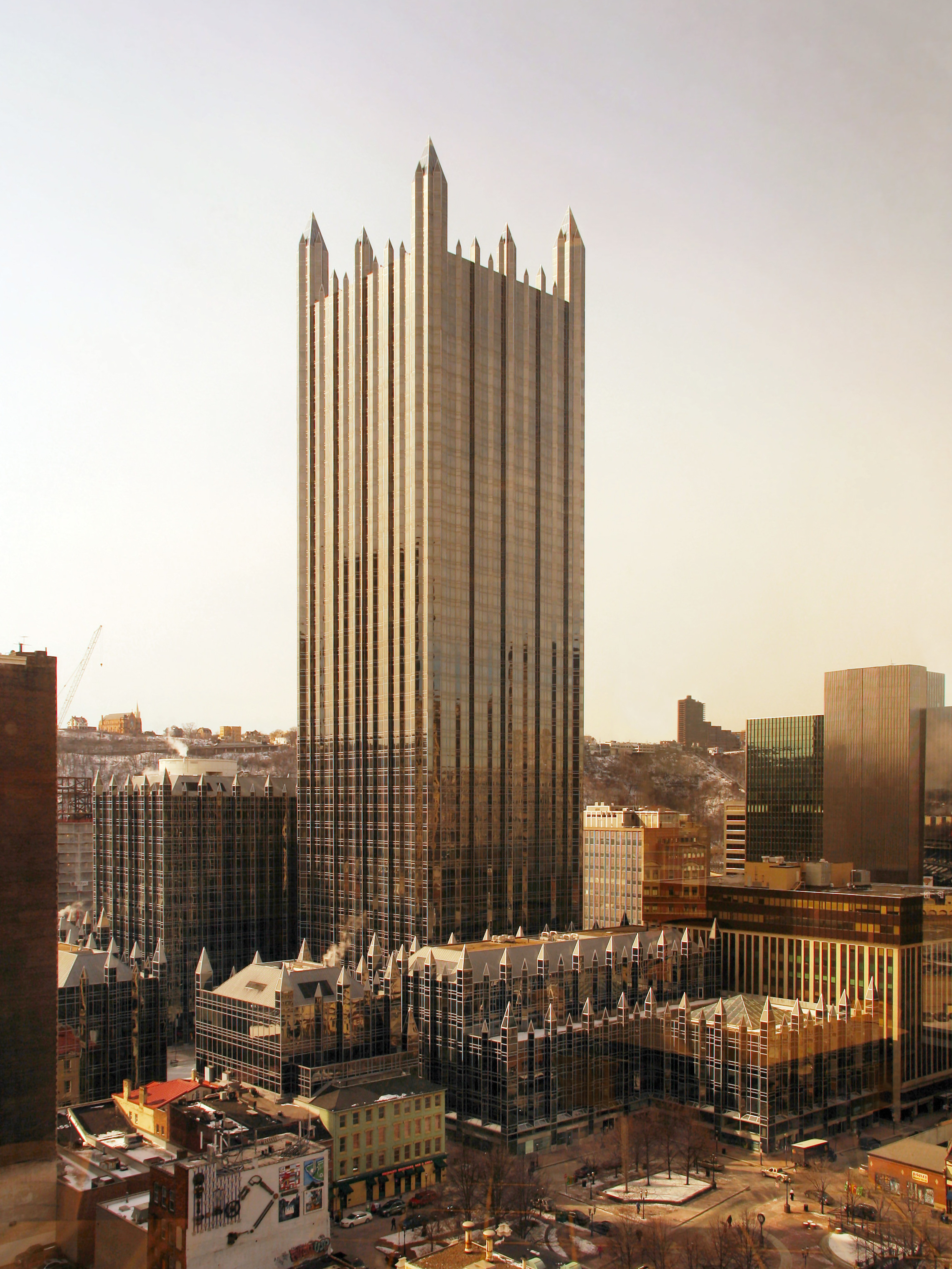
PPG Place, Pittsburgh, (1981–1984)

### Eero Saarinen
Eero Saarinen (1910-1961) a szecesszió leghíresebb finn építészének, Eliel Saarinennek a fia volt, és mindössze tizenhárom éves korában vándorolt ki az Egyesült Államokba 1923-ban. Művészetet és szobrászatot tanult azon az akadémián, ahol apja tanított, majd a párizsi Académie de la Grande Chaumière-en, mielőtt építészetet tanult volna a Yale Egyetemen. Építészeti tervei inkább hasonlítottak hatalmas szobrokhoz, mint hagyományos modern épületekhez: szakított a Mies van der Rohe által inspirált elegáns dobozokkal, és helyette a madarak szárnyaihoz hasonló, lendületes íveket és parabolákat használt. 1948-ban a Missouri állambeli St. Louisban egy 192 méter magas, rozsdamentes acélból készült parabolaív alakú emlékmű ötlete fogalmazódott meg benne. Ezután ő tervezte a General Motors műszaki központját a Michigan állambeli Warrenben (1949-55), egy Mies van der Rohe stílusában készült üveg modernista dobozt, majd az IBM kutatóközpontját a virginiai Yorktownban (1957-61). Következő munkái jelentős stílusbeli elmozdulást jelentettek: különösen feltűnő szobrászati tervet készített a Connecticut állambeli New Havenben található Ingalls pálya számára (1956-59), ez a jégpálya, amelynek parabolikus teteje kábelekről függött, a következő és leghíresebb munkája, a John Fitzgerald Kennedy nemzetközi repülőtéren található TWA terminál előzetes modelljeként szolgált (1956-1962). Kijfejezett szándéka az volt, hogy olyan épületet tervezzen, amely jellegzetes és emlékezetes, és amely az utasok utazás előtti különleges izgalmát is megragadja. Az építményt négy fehér beton parabola boltozatra osztották, amelyek együttesen egy földön ülő, repülésre készülő madárra emlékeztetnek. A négy íves tetőboltozat mindegyike két oldalt Y alakban oszlopokhoz csatlakozik közvetlenül az építményen kívül. Az egyes héjak egyik szöge enyhén megemelkedik, a másik pedig a szerkezet közepéhez van rögzítve. A tetőt üvegből készült függönyfalak kötik össze a talajjal. Az épület belsejében található összes részletet, beleértve a padokat, pultokat, mozgólépcsőket és órákat, ugyanebben a stílusban tervezték.

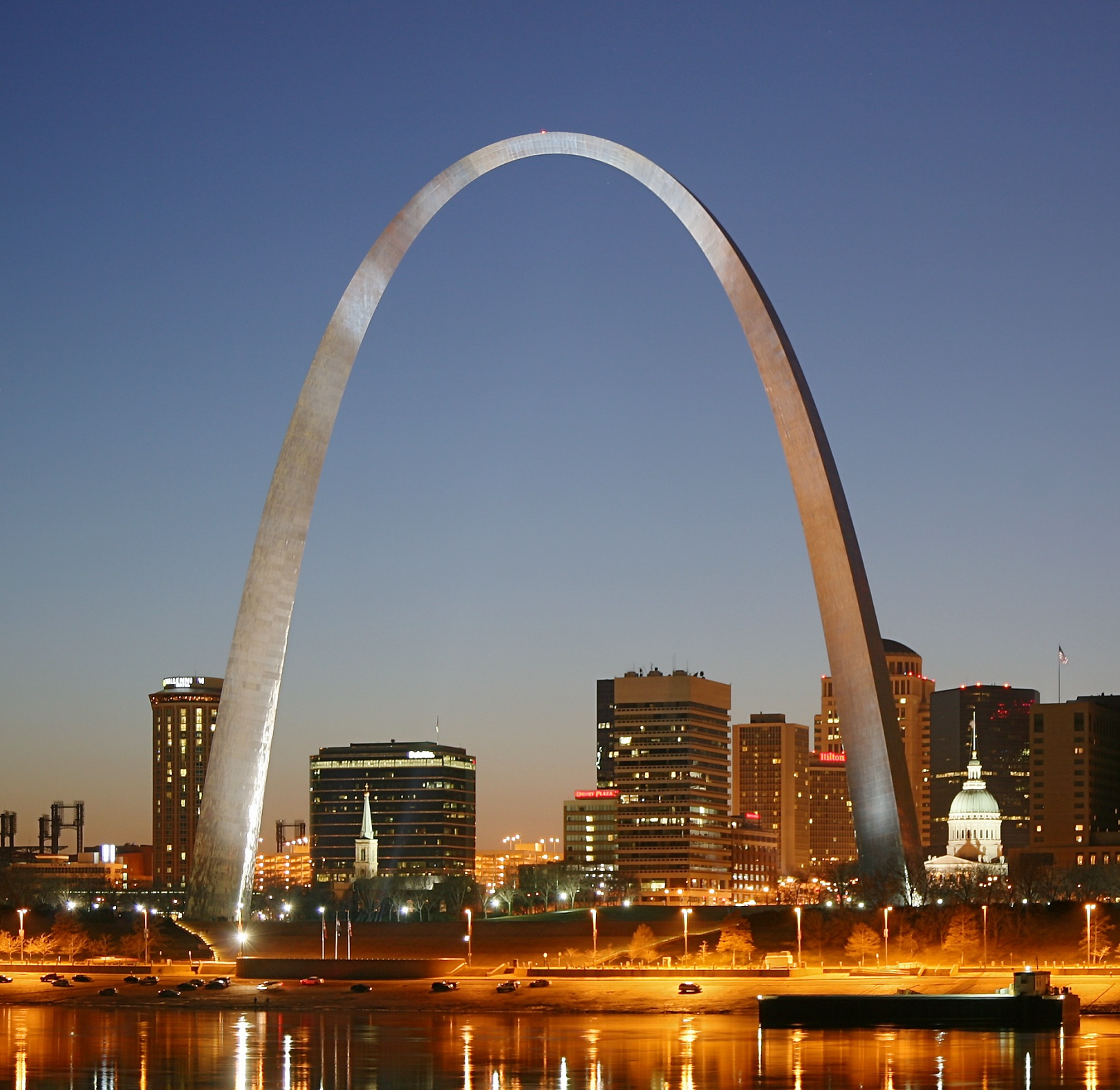
Gateway Arch, Saint Louis, (1948–1965)
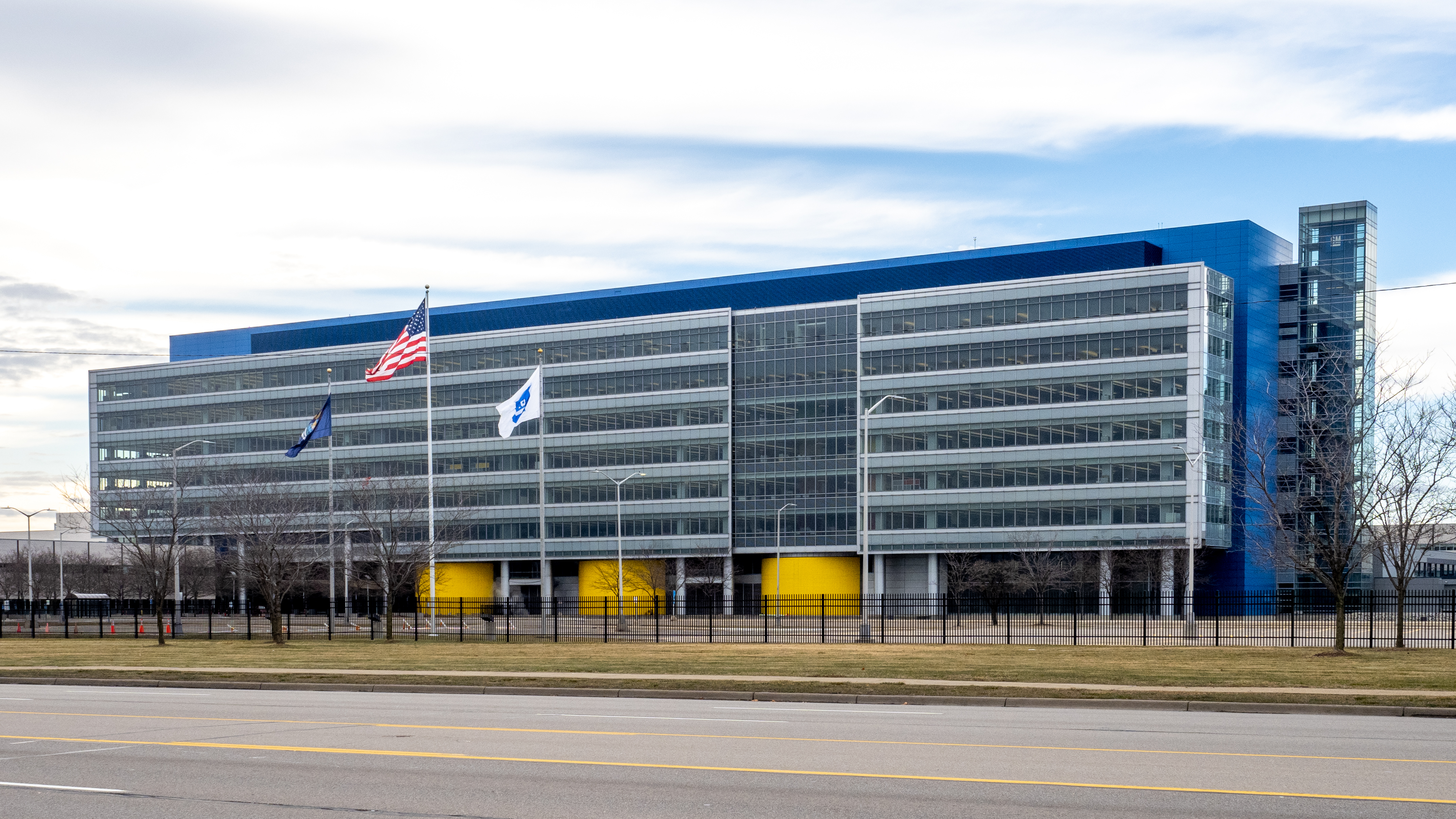
A General Motors Technical Center főépülete (1949–1955)
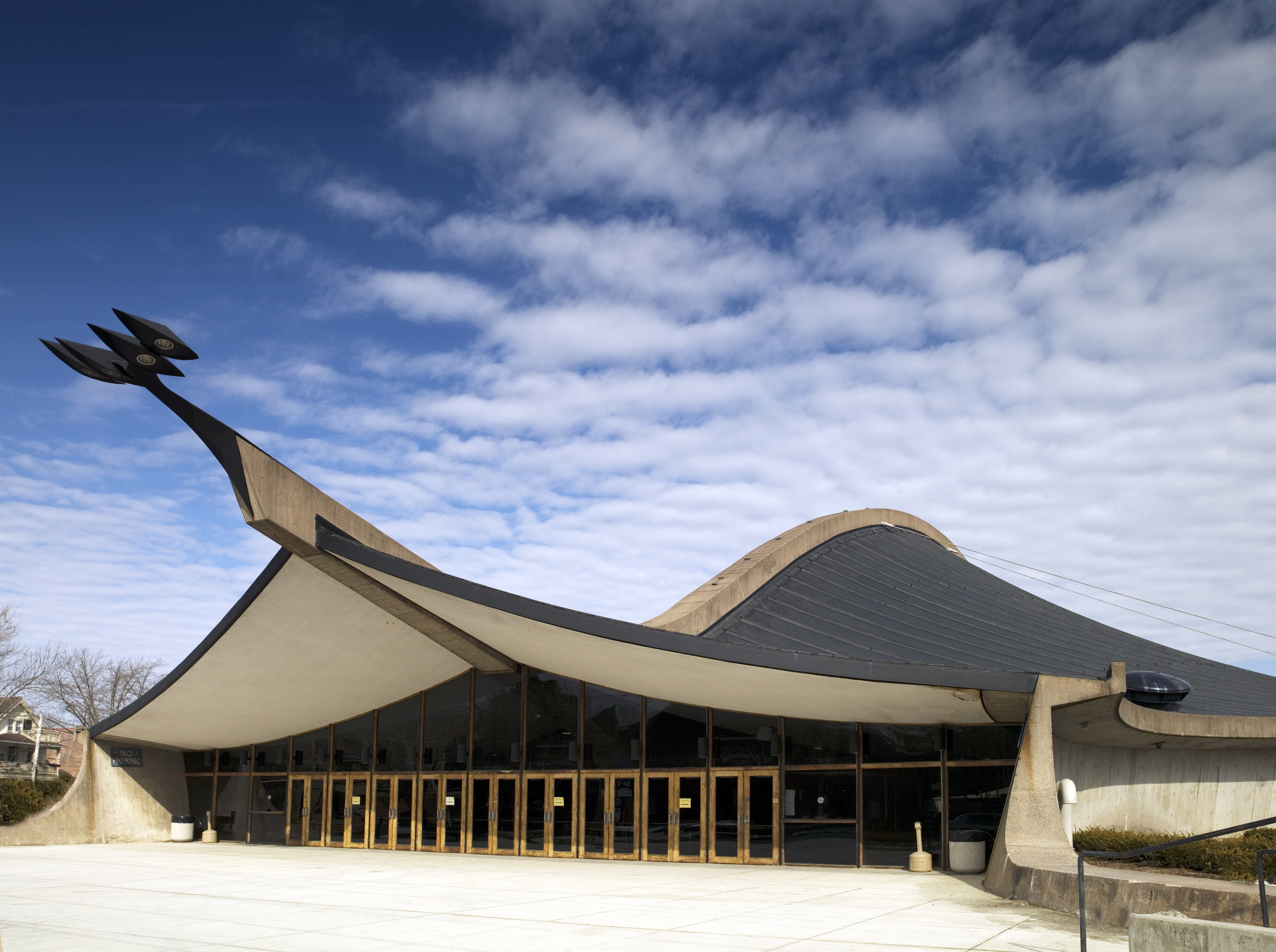
Ingalls Rink, New Haven (1953–1958)
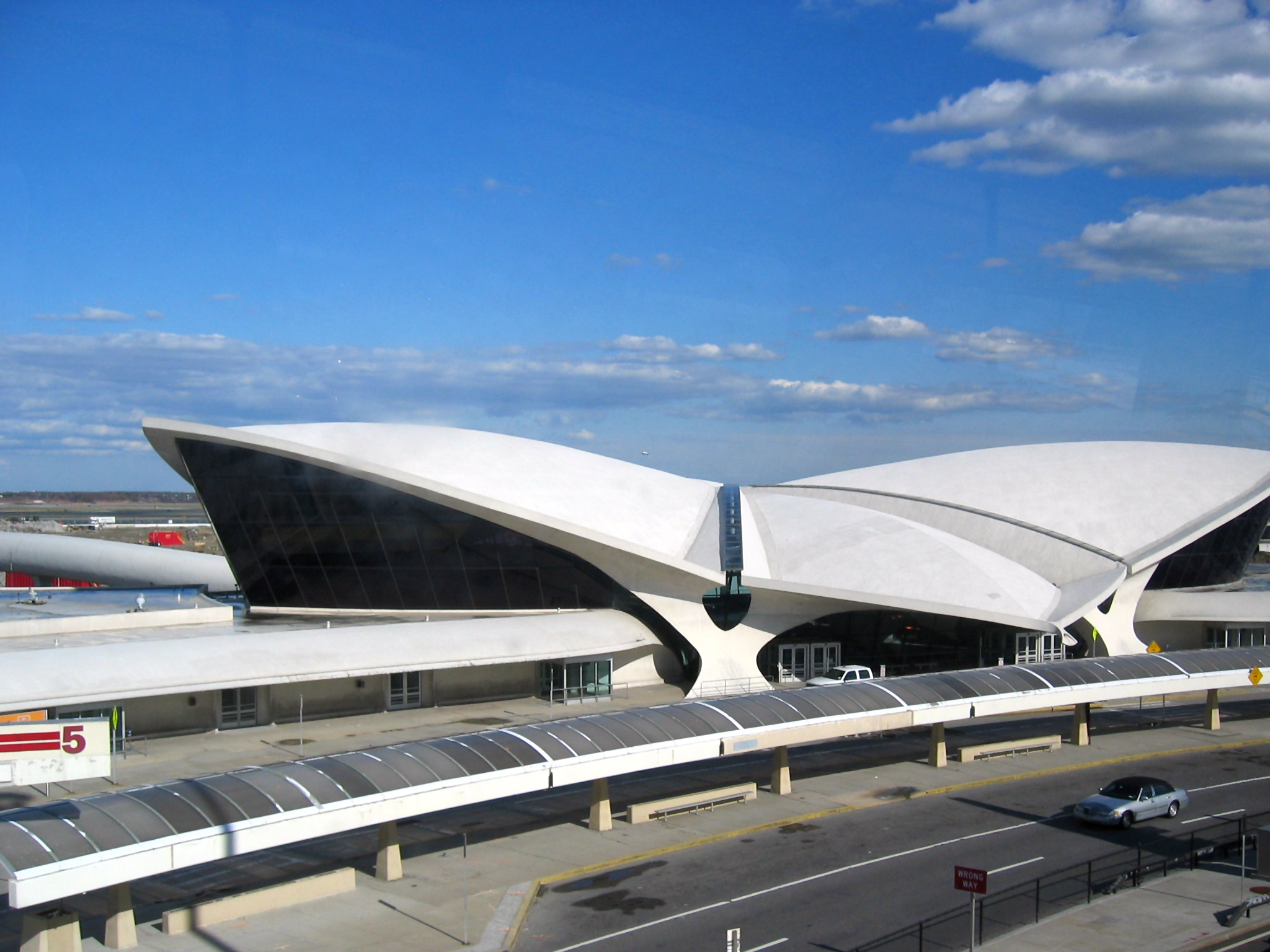
A TWA Terminál, JFK Nemzetközi Repülőtér, New York (1956–1962)

### Louis Kahn
Louis Kahn (1901–74) egy másik amerikai építész volt, aki eltávolodott Mies van der Rohe üvegdoboz-modelljétől és az uralkodó nemzetközi stílus egyéb dogmáitól. Sokféle stílusból és idiómából kölcsönzött, beleértve a neoklasszicizmust is. 1947 és 1957 között a Yale Egyetem építészetprofesszora volt, ahol Eero Saarinen is a tanítványa volt. 1957-től haláláig a Pennsylvaniai Egyetem építészetprofesszora volt. Munkája és ötletei hatással voltak Philip Johnsonra, Minoru Yamasakira és Edward Durell Stone-ra, amikor a neoklasszikusabb stílus felé fordultak. Miessel ellentétben ő nem igyekezett világossá tenni épületeit; főként betonból és téglából épített, épületeit monumentálisnak és masszívnak alkotta meg. Sokféle forrásból merített: a Richards Medical Research Laboratories tornyait a reneszánsz városok (mint pl. San Gimignano) építészete ihlette Olaszországban, amikor rezidens építészként a római Amerikai Akadémián tanult 1950-ben. Kahn nevezetes épületei az Egyesült Államokban a New York-i Rochesterunitárius temploma (1962) és a Kimball Művészeti Múzeum a texasi Fort Worth-ben (1966–72). Le Corbusier-t követte, amikor is az általa az indiai Csandígarhban felépített Igazságügyi Palota tervei alapján Kahn megtervezte a Jatiya Sangsad Bhabant (Nemzetgyűlés épületét) a bangladesi Dakkában (1962–74), amikor az ország elnyerte függetlenségét Pakisztántól. Kahnnak ez volt az utolsó munkája.

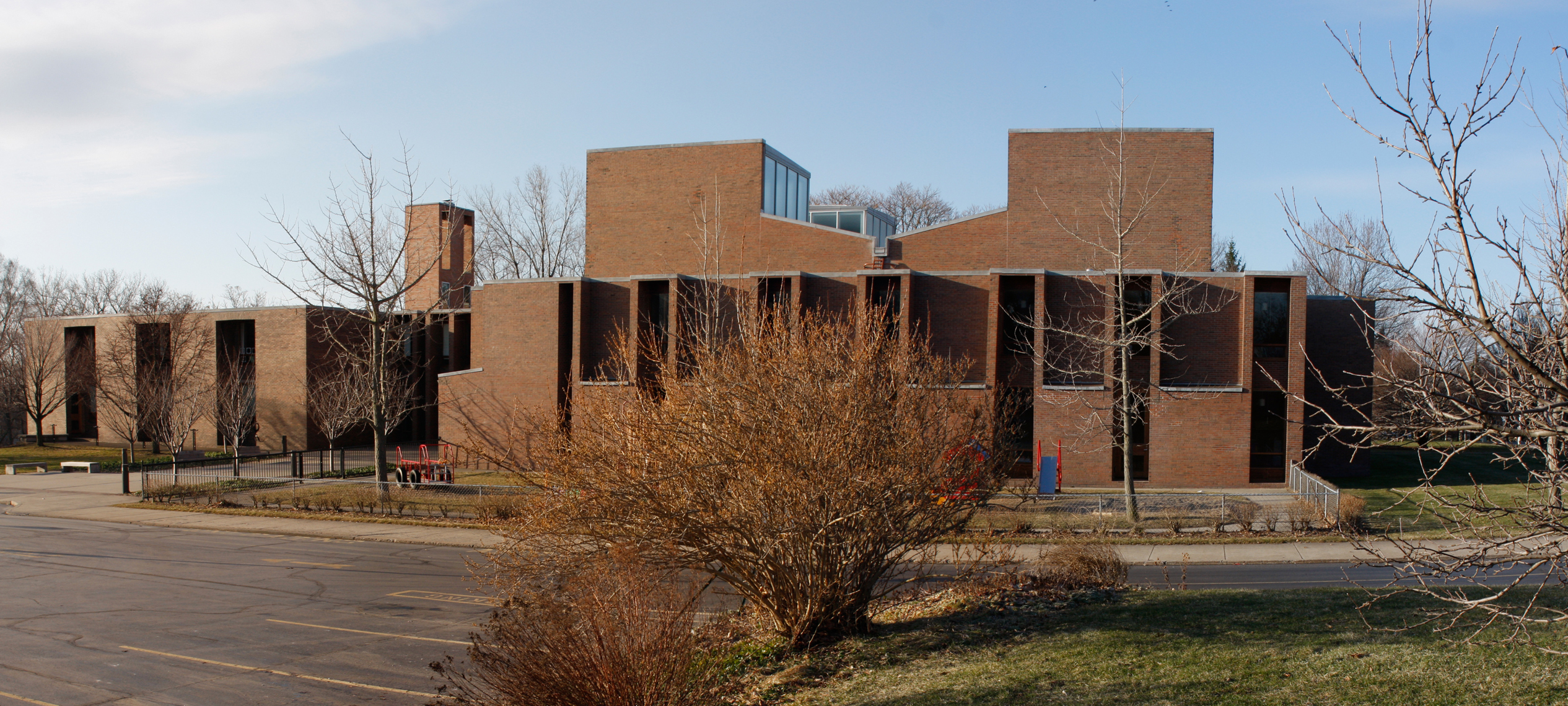
First Unitarian Church of Rochester (1962)
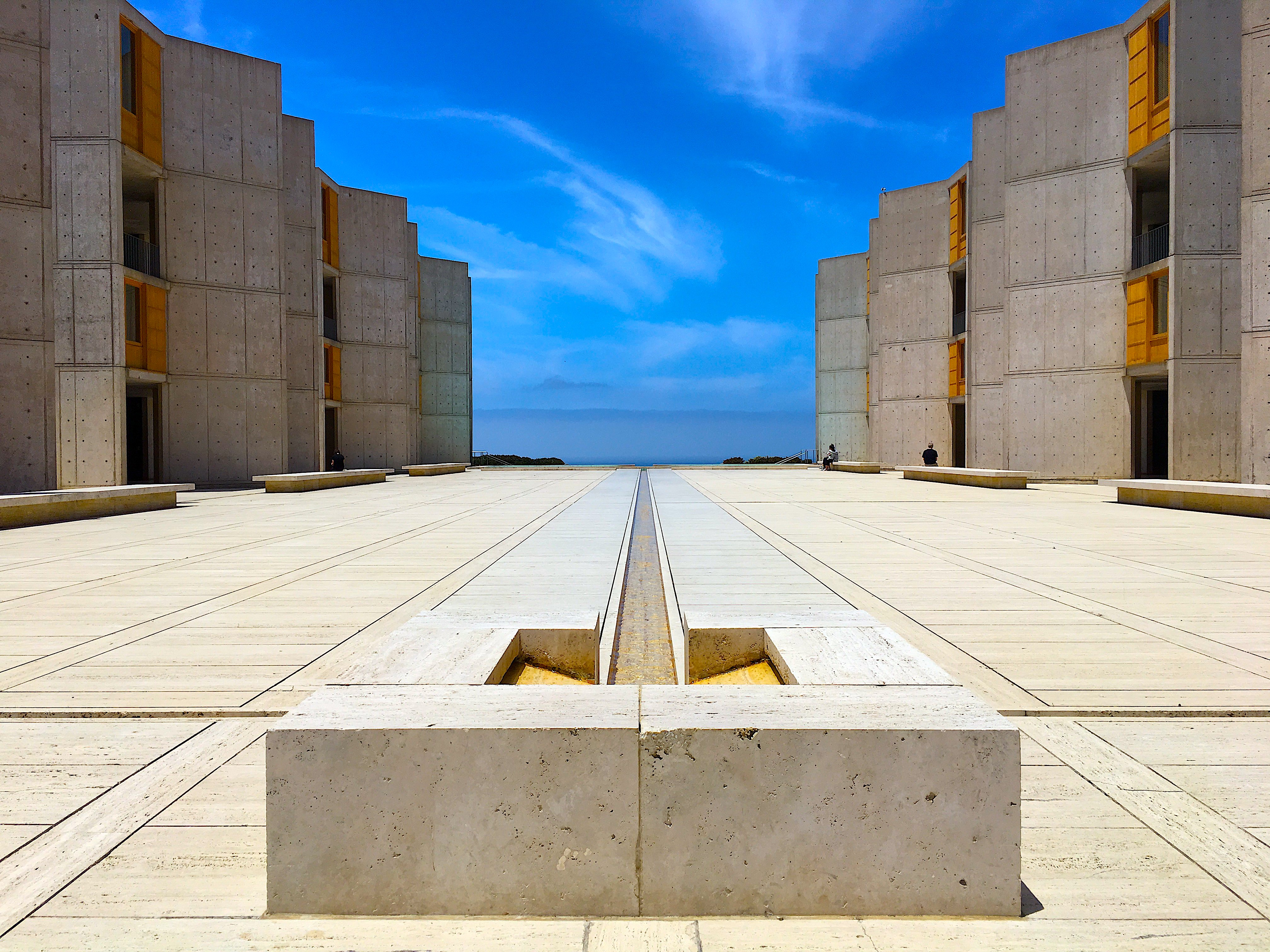
Salk Institute (1962–63)
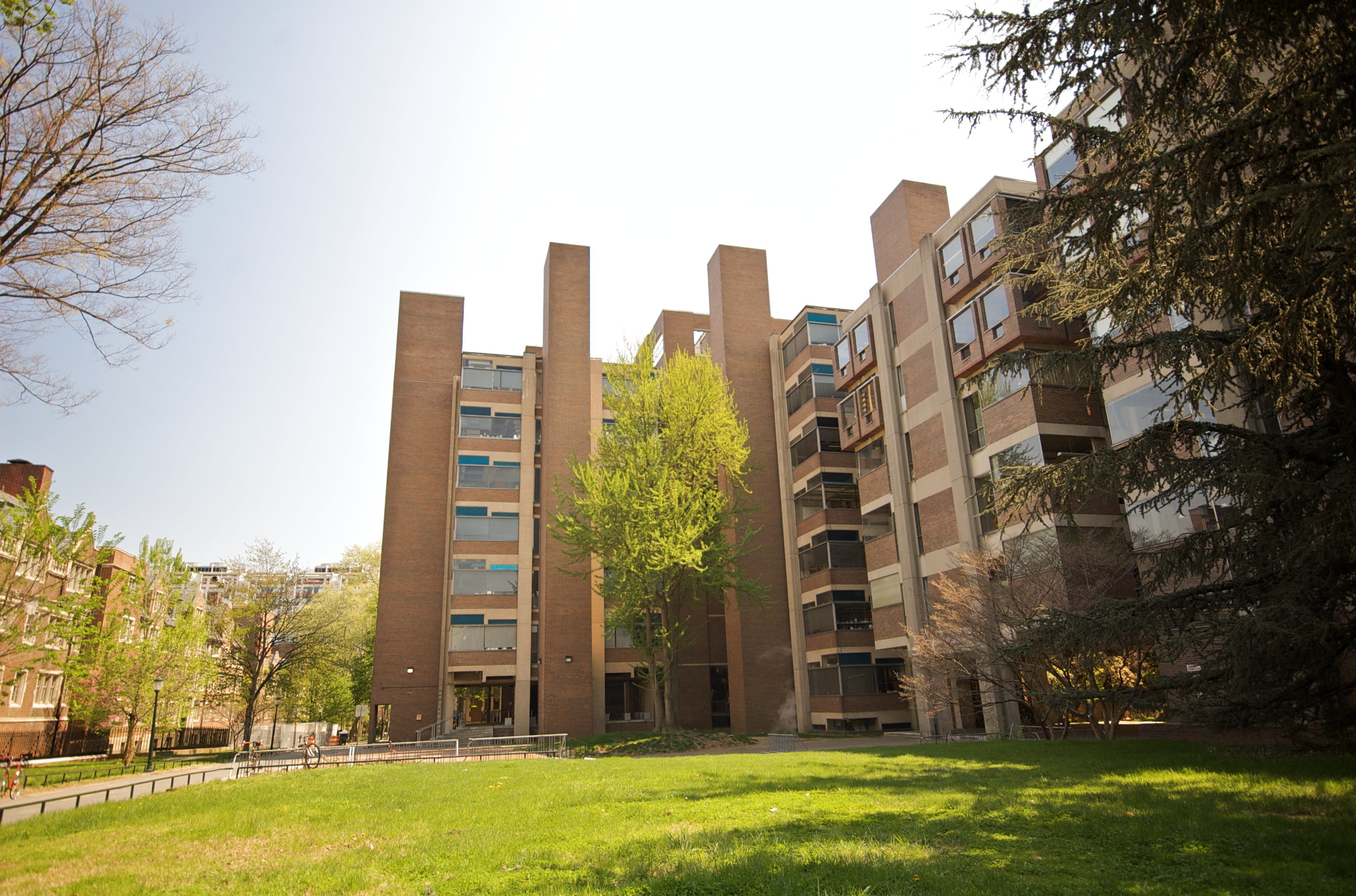
Richards Medical Research Laboratories (1957–61)
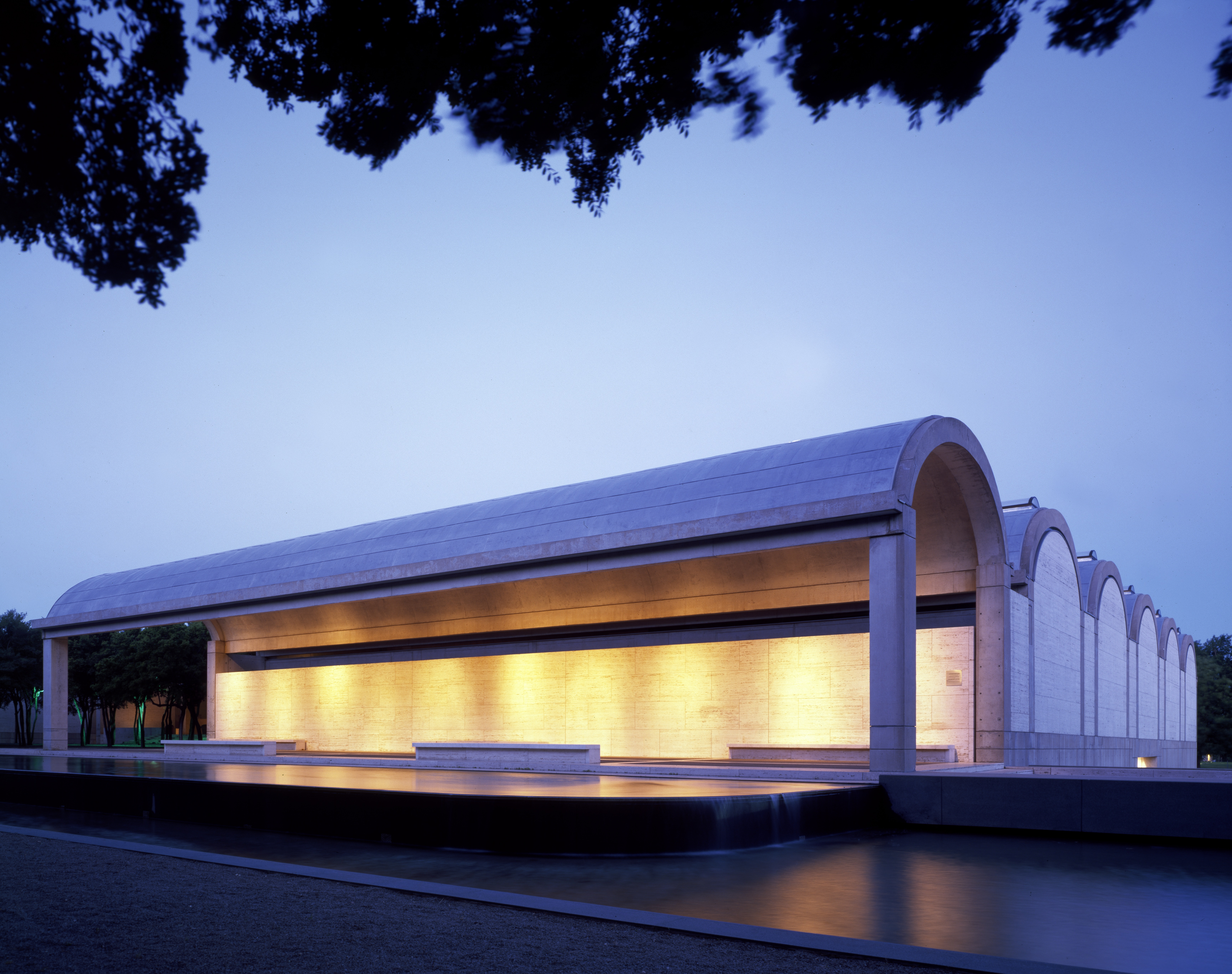
Kimball Art Museum, Fort Worth (1966–72)
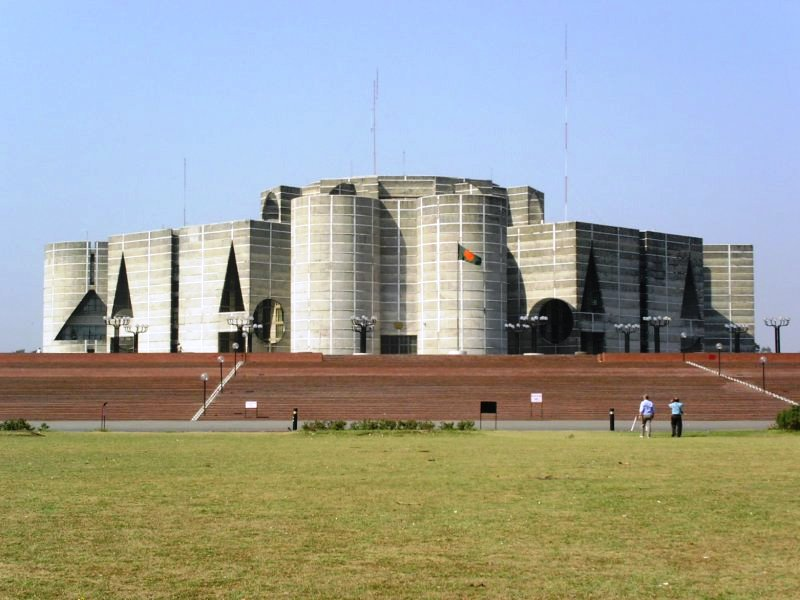
A Nemzeti Parlament Épülete, Dakka, Banglades (1962–74)

### I. M. Pei
I. M. Pei (1917-2019) a késő modernizmus és a posztmodern építészet egyik meghatározó alakja volt. Kínában született és az Egyesült Államokban tanult építészetet a Massachusetts Institute of Technologyn. Miközben az ottani építészeti iskolában még a Beaux-Arts építészeti stílusban képeztek, Pei felfedezte Le Corbusier írásait, és a tervező 1935-ben tett kétnapos látogatása az egyetemen nagy hatással volt Pei további építészeti elképzeléseire. Az 1930-as évek végén a Harvard Graduate School of Designra iratkozott be, ahol Walter Gropius és Breuer Marcel mellett tanult, és elmélyedt a modernizmusban. A világháború után William Zeckendorf New York-i ingatlanfejlesztőnek dolgozott nagy projekteken, később kivált innen és saját céget alapított. Az egyik első épület, amelyet saját cége tervezett, a Massachusetts Institute of Technology Green Buildingje volt. Miközben a letisztult modernista homlokzatot csodálták, az épületben váratlan probléma merült fel: szélcsatorna-hatást keltett, és erős szélben az ajtókat nem lehetett kinyitni. Pei kénytelen volt egy alagutat építeni, hogy a látogatók nagy szélben is be tudjanak jutni az épületbe.
1963 és 1967 között Pei a Colorado állambeli Boulder mellett, a Sziklás-hegység lábánál fekvő nyílt területen tervezte a Mesa Laboratóriumot a Nemzeti Légkörkutató Központ számára. A projekt különbözött Pei korábbi városi munkáitól, és a Sziklás-hegység lábához szervesen illeszkedett. Tervezése markánsan eltért a hagyományos modernizmustól, mivel úgy nézett ki, mintha a hegy oldalából faragták volna ki.
A késő modernizmus területén a művészeti múzeumok felváltották a felhőkarcolókat, mint a legtekintélyesebb építészeti projekteket, és nagyobb lehetőséget kínáltak a formai innovációra és nagyobb láthatóságot. Pei a New York állambeli Ithacában, a Cornell Egyetemen található Herbert F. Johnson Művészeti Múzeum tervével (1973) tette le a névjegyét, amelyet a kis tér fantáziadús kihasználásáért, valamint a táj és a körülötte lévő más épületek tiszteletben tartásáért dicsértek. Ez vezetett a korszak egyik legfontosabb múzeumi projektjének, a washingtoni National Gallery of Art 1978-ban elkészült új keleti szárnyának megrendeléséhez, valamint Pei másik leghíresebb projektjéhez, a párizsi Louvre bejáratánál álló piramishoz (1983-89). Pei a piramist választotta, mivel az a legjobban harmonizált a történelmi Louvre reneszánsz és neoklasszikus formáival, valamint a Napóleonhoz és a piramisok csatájához fűződő asszociációk miatt. A piramis minden oldalát 128 rozsdamentes acélból készült gerenda tartja, amelyek 675 darab, egyenként 2,9 x 1,9 méteres üvegtáblát hordoznak. Pei 1983-ban az ötödikként nyerhette el a Pritzker-díjat.

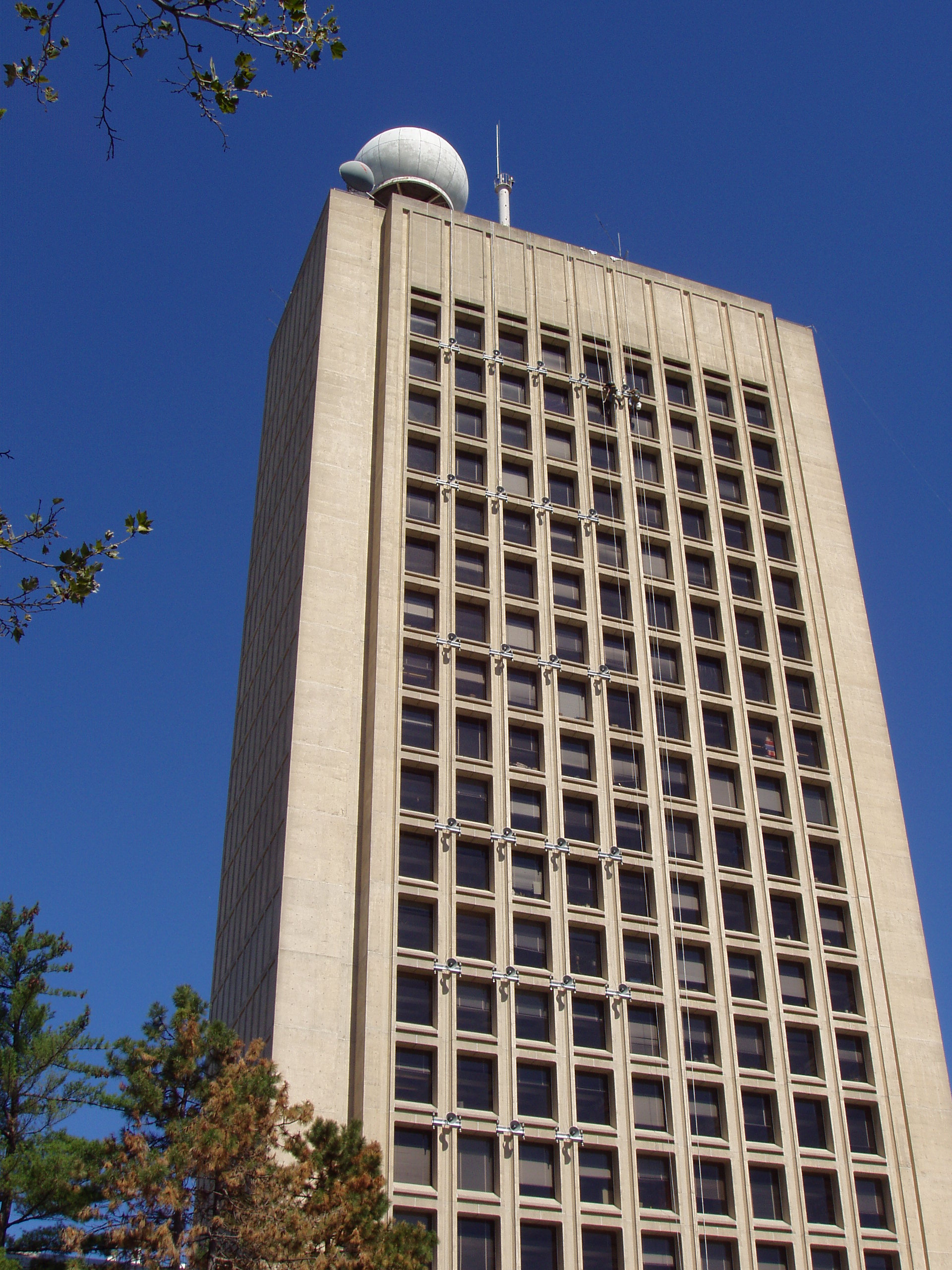
Green Building, Massachusetts Institute of Technology (1962–64)
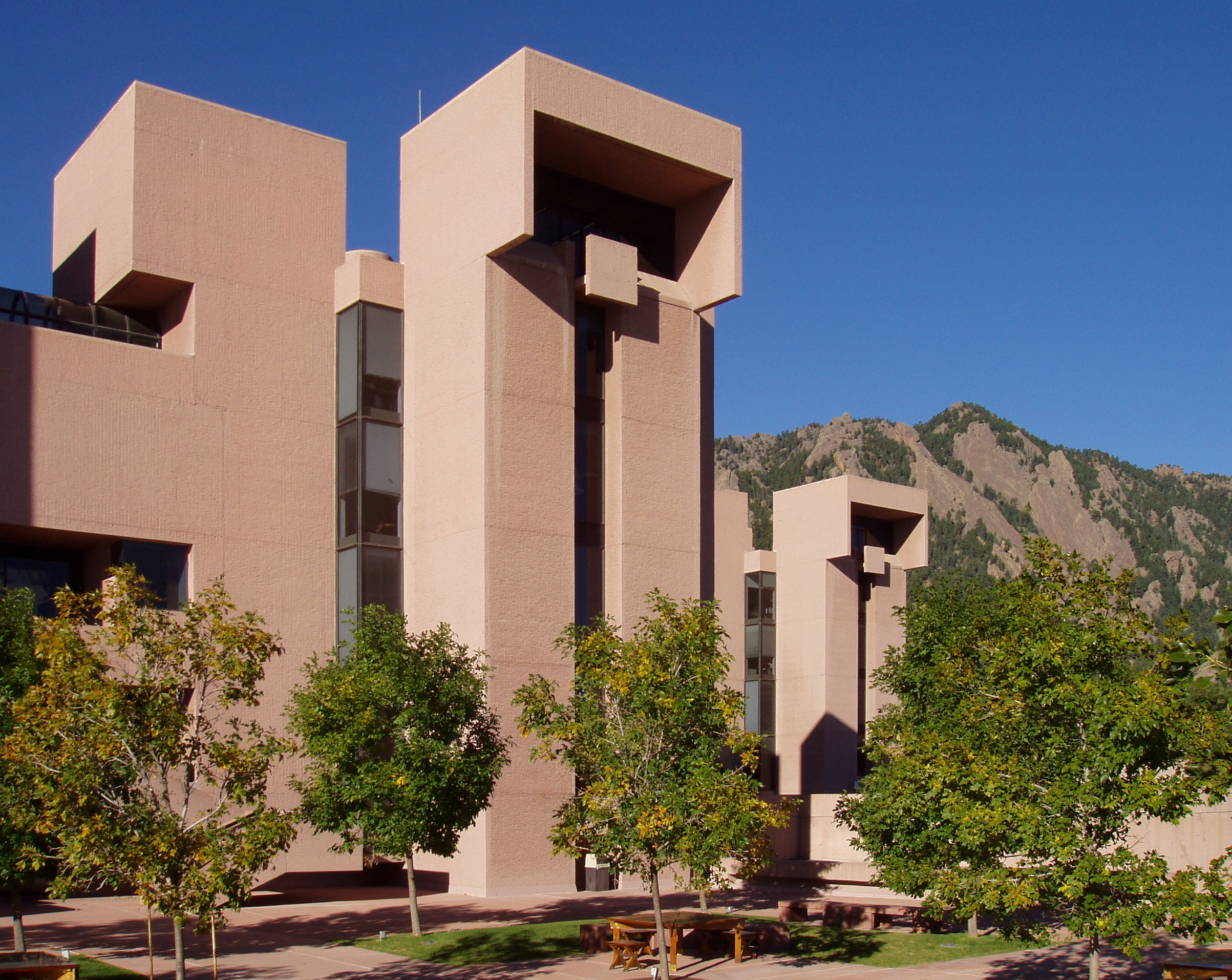
National Center for Atmospheric Research, Boulder (1963–67)
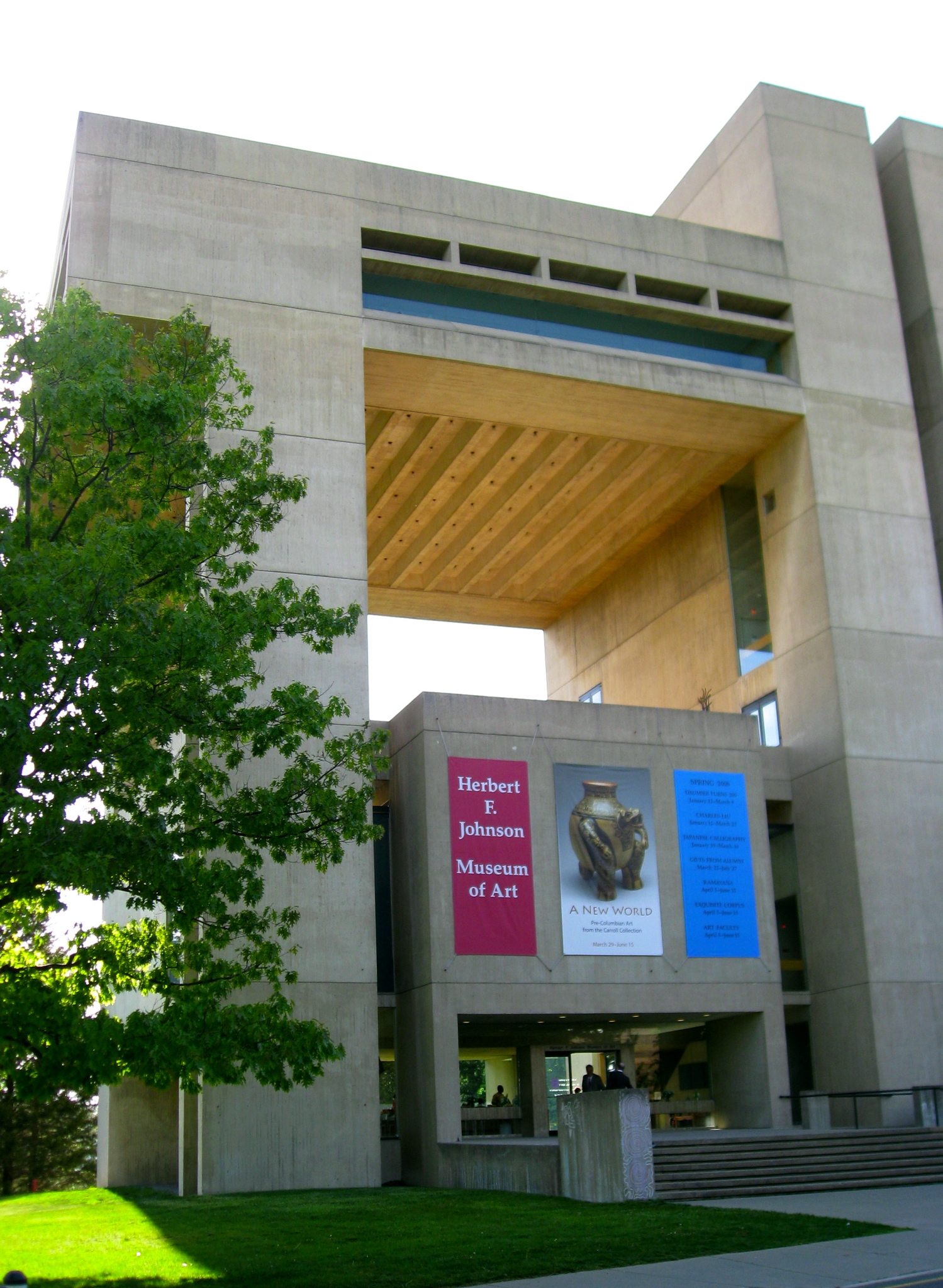
Herbert F. Johnson Museum of Art, Cornell University, Ithaca (1973)
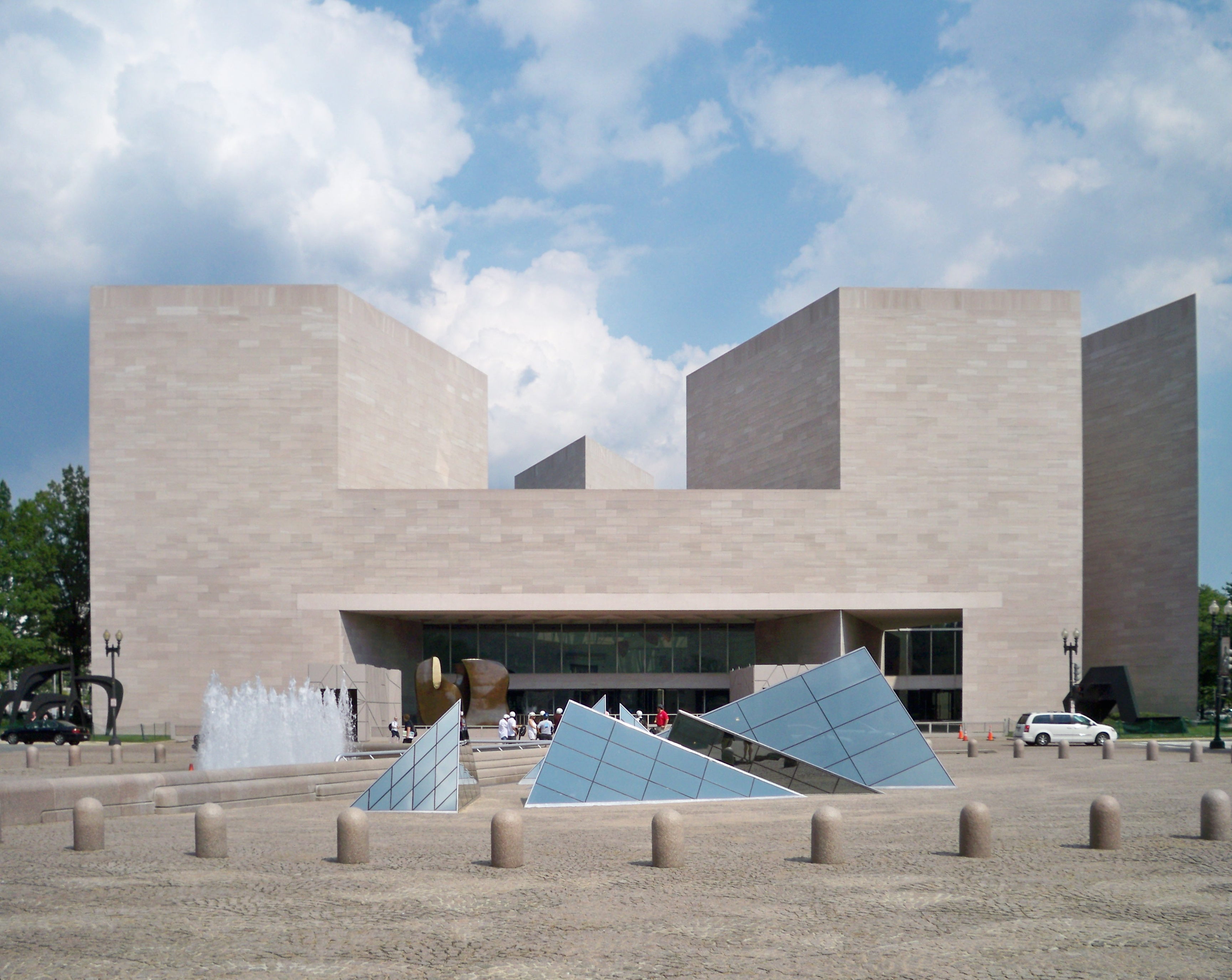
A National Gallery of Art keleti szárnya,Washington D.C. (1978)
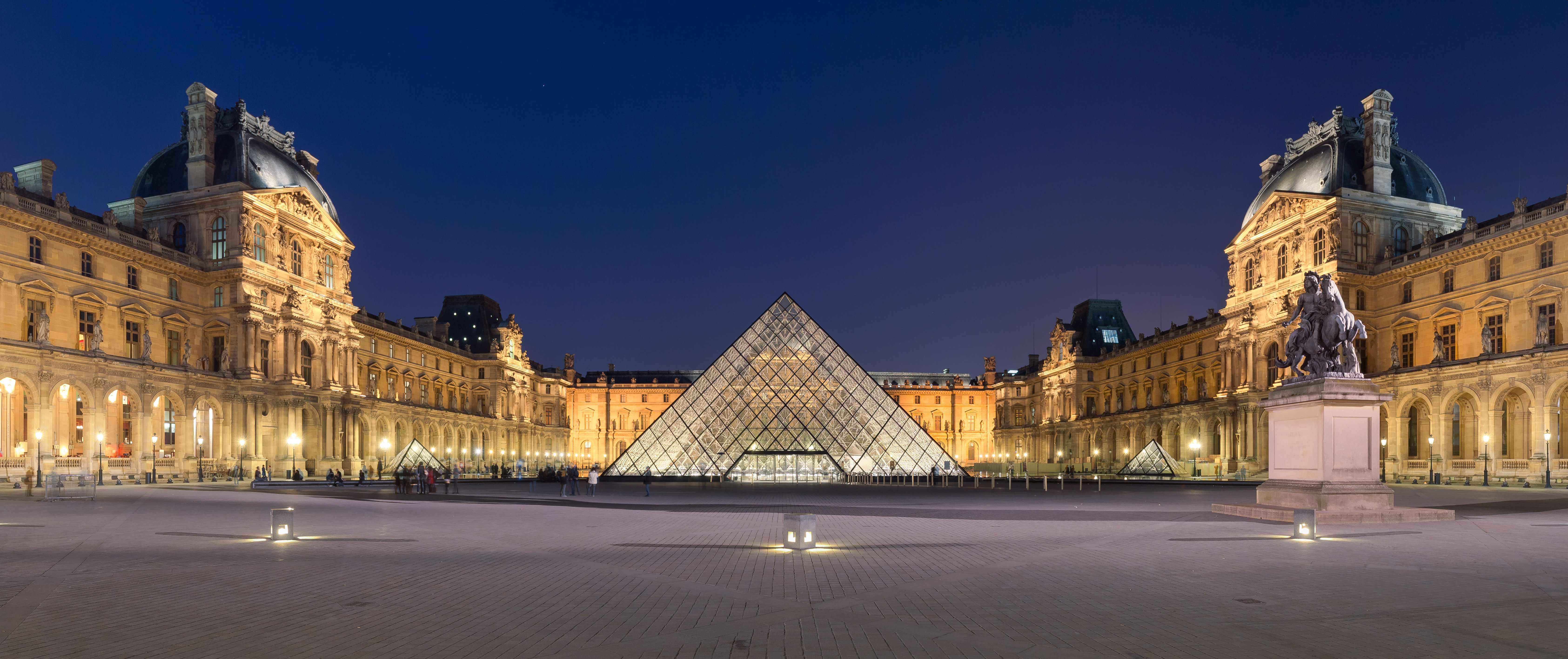
A Louvre üvegpiramisa, Párizs (1983–89)

### Fazlur Rahman Khan
A bangladesi születésű, majd Amerikába költöző Fazlur Rahman Khan 1955-ben a Skidmore, Owings & Merrill (SOM) építésziroda alkalmazásában Chicagóban kezdett dolgozni, majd a cégben 1966-tól partner lett. Élete hátralévő részében Bruce Graham építész mellett dolgozott. Khan tervezési módszereket és koncepciókat vezetett be a hatékony anyaghasználat érdekében. Az első csőszerkezetet alkalmazó épülete a Chestnut De-Witt apartmanház volt. Az 1960-as és 1970-es években olyan épületeket tervezett, mint a chicagói 100 emeletes John Hancock Center, amely az első olyan épület volt, amely a rácsos csőszerkezetet alkalmazta, és a 110 emeletes Sears Tower, azóta Willis Towerre átnevezett felhőkarcoló, amely 1973-tól 1998-ig a világ legmagasabb épülete volt, és amely az első olyan épület volt, amely a keretes-csőszerkezetet alkalmazta. Khant hazája bambusz állványzatai inspirálták, melyet átültetett a modern építészetbe, korszakalkotó munkáját a felhőkarcolók szerkezeti rendszereinek kidolgozásában ma is kiindulópontként használják a magas épületek tervezési lehetőségeinek mérlegelésekor. A csőszerkezeteket azóta a legtöbb 1960-as évek után épített 40 emeletnél magasabb épületnél alkalmazzák.

Rahman Khan gy vélte, hogy a mérnököknek szélesebb látókörre van szükségük az élethez, mondván: „A műszaki embernek nem szabad elvesznie a saját technológiájában; képesnek kell lennie arra, hogy értékelje az életet, és az élet a művészet, a dráma, a zene, és ami a legfontosabb, az emberek”. Khan személyes iratai, amelyek nagy része halálakor az irodájában volt, a Chicagói Művészeti Intézet Ryerson & Burnham Könyvtárában találhatóak. A Fazlur Khan-gyűjtemény kéziratokat, vázlatokat, hangkazettákat, diákat és egyéb, a munkásságával kapcsolatos anyagokat tartalmaz.

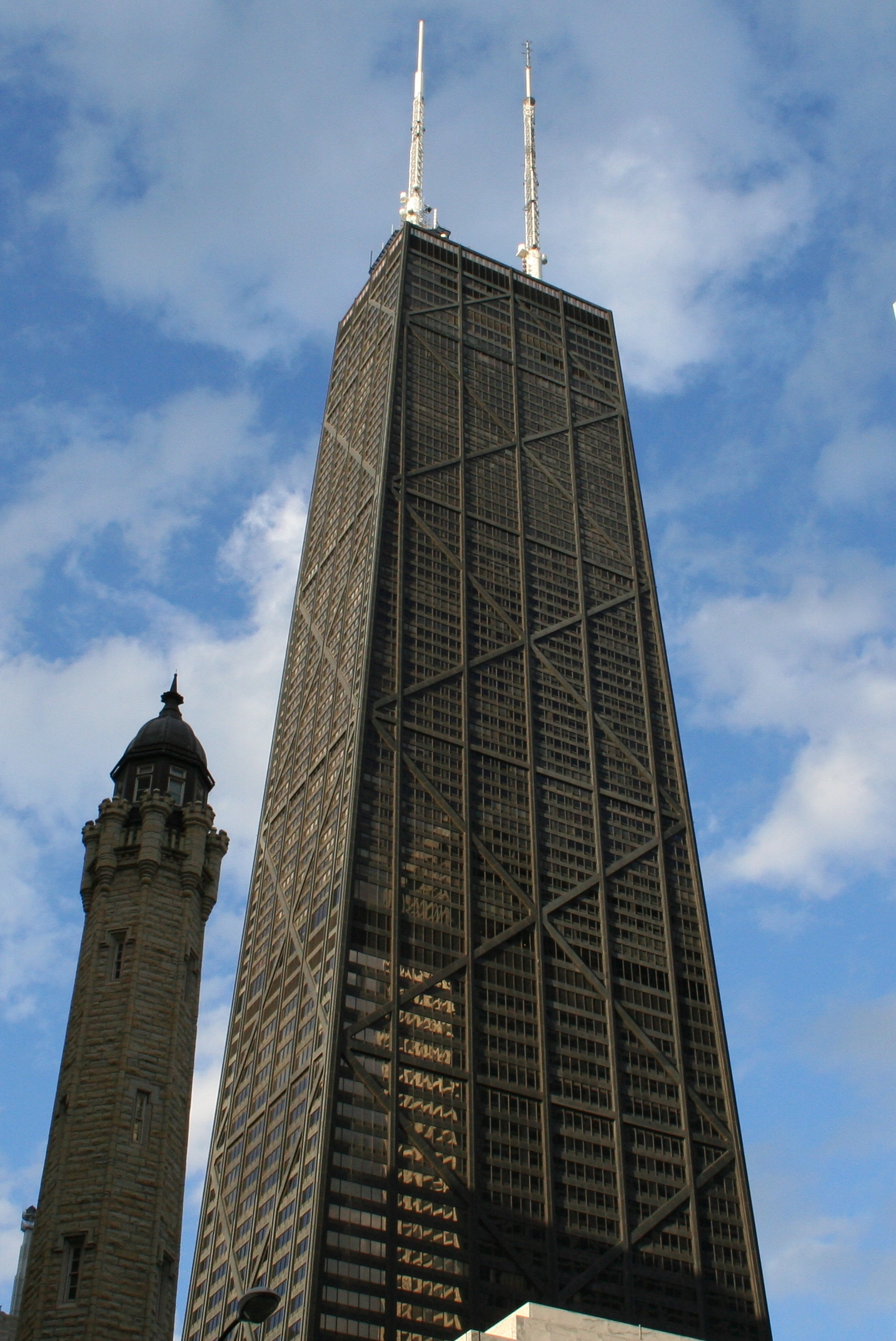
John Hancock Center, az első X-merevítéses felhőkarcoló, Chicago (1965-1969)
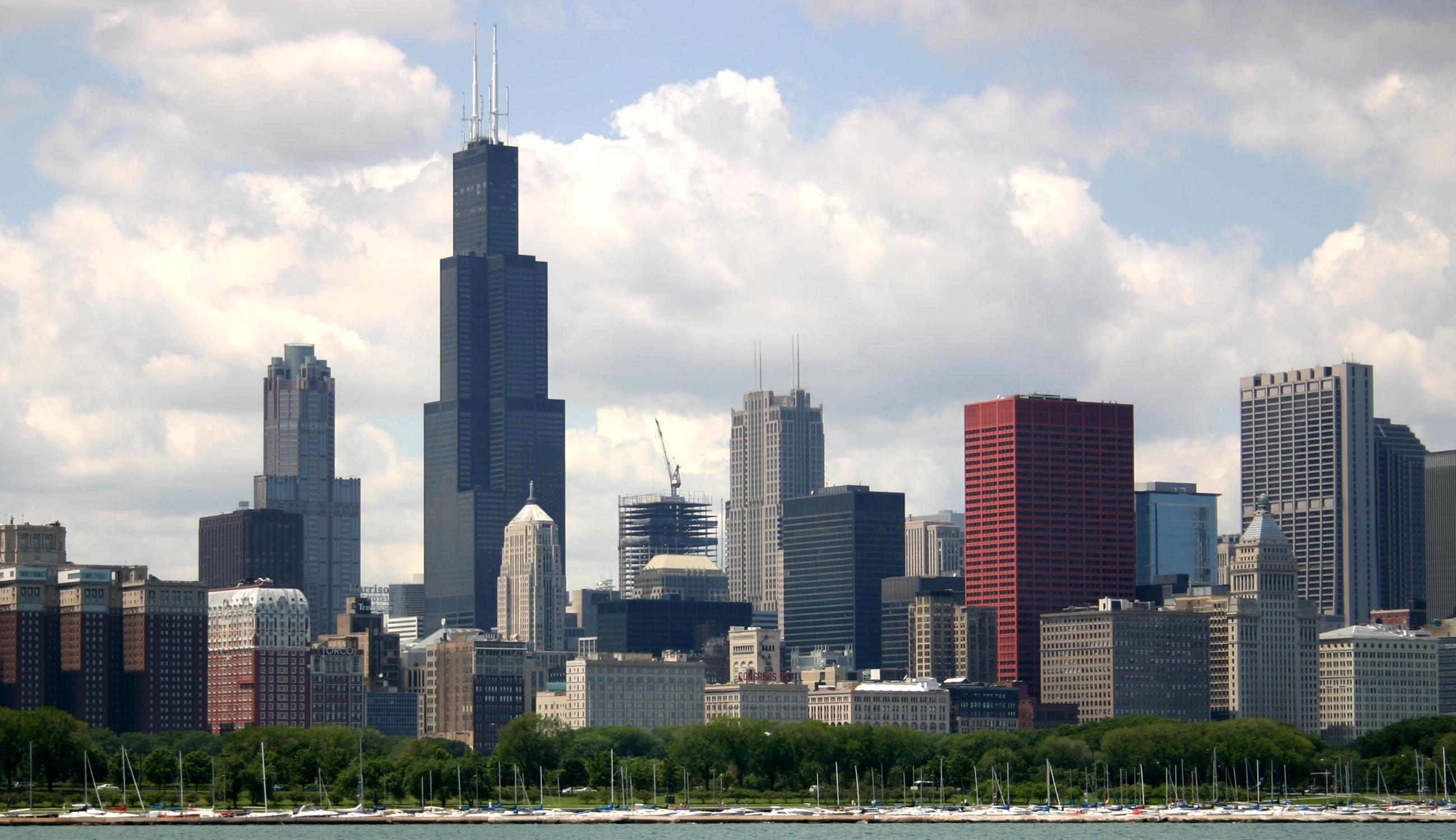
Willis Tower (korábban Sears Tower), a világ egykor legmagasabb épülete, Chicago (1970-1973)
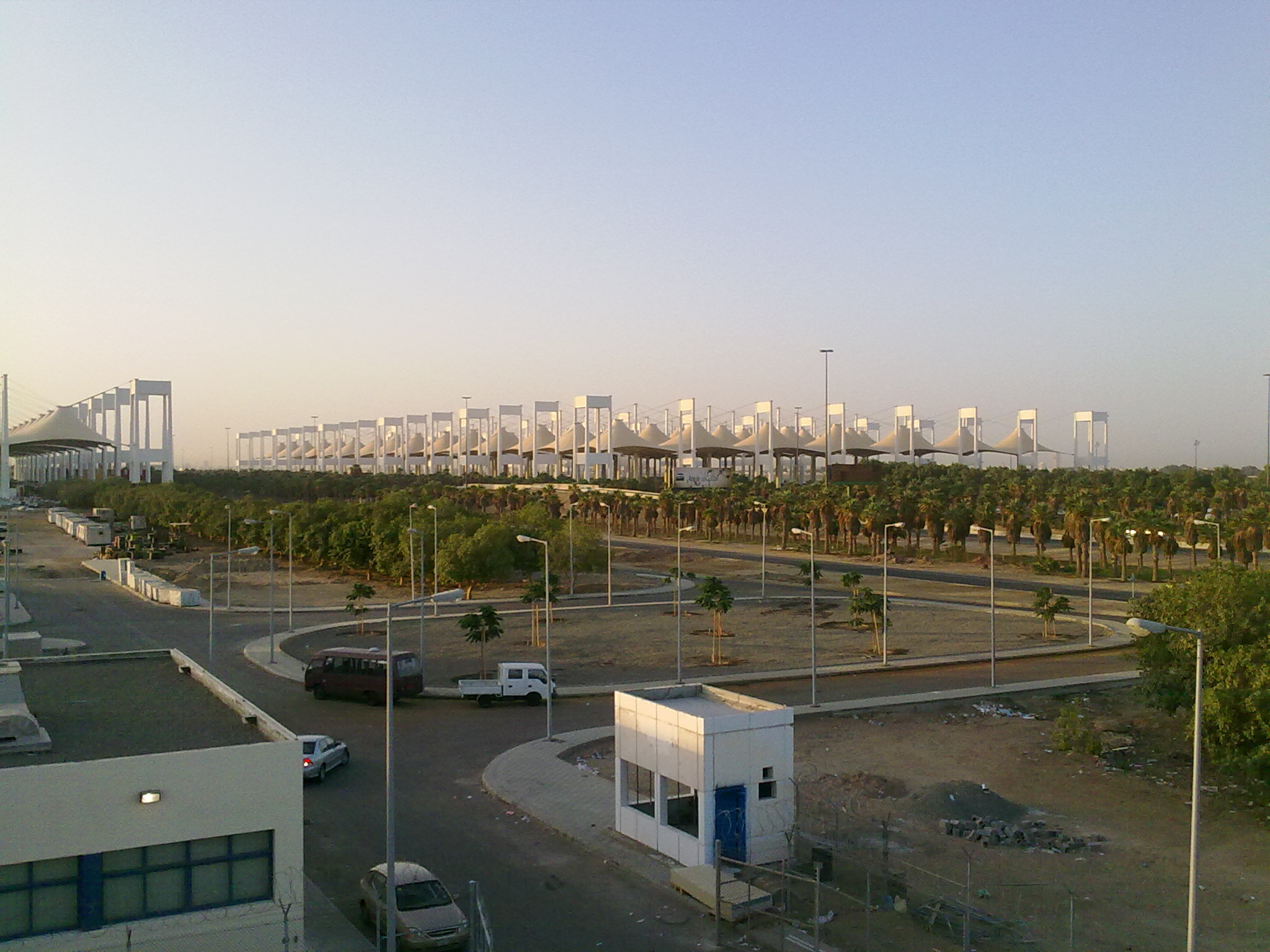
Hadzs-terminál, Abdul-Aziz király nemzetközi repülőtér, Dzsidda (1981)

### Minoru Yamasaki
Az Egyesült Államokban Minoru Yamasaki jelentős független sikereket ért el az akkoriban bonyolult problémák – például a liftaknák által az egyes emeleteken elfoglalt hely – egyedi mérnöki megoldásainak megvalósításában, valamint személyes tériszonyának kezelésében. Ebben az időszakban számos irodaházat tervezett, amelyek szakmai és építészeti csúcsa a World Trade Center 410 m magas tornyainak innovatív tervezése, amelyek építése 2 évnyi tervezés és előkészület után 1966. március 21-én kezdődött, majd 1970-ben készült el az első torony. Számos épületének felszínes részletei a gótikus építészet csúcsíves boltívei által inspiráltak, és rendkívül keskeny függőleges ablakokat használnak. Ez a keskeny ablakos stílus saját személyes tériszonyából fakadt. A World Trade Center tervezésének egyik különleges kihívása a liftrendszer hatékonyságához kapcsolódott, amely egyedülálló volt a világon. Yamasaki integrálta az akkori leggyorsabb lifteket, amelyek percenként 520 méteres sebességgel működtek. Ahelyett, hogy egy nagy hagyományos liftaknát helyezett volna el az egyes tornyok magjában, Yamasaki megalkotta az ikertornyok „skylobby” rendszerét. A skylobby kialakításával három különálló, összekapcsolt felvonórendszer jött létre, amelyek az épület különböző szegmenseit szolgálják ki, attól függően, hogy melyik emeletet választják, így a hagyományos aknához használt hely mintegy 70%-át takarították meg. A megtakarított helyet aztán irodahelyiségek kialakítására használták fel. Ezen eredmények mellett ő tervezte még az 1950-es években a Pruitt–Igoe lakótelepet, az Egyesült Államokban valaha épült legnagyobb szociális lakásépítési projektjét, amelyet 1976-ban a rossz piaci körülmények, valamint a lakótelep fizikai és társadalmi pusztulása miatt teljesen lebontottak. Ezt az eseményt nevezte Charles Jencks a modernizmus halálának. Ettől függetlenül ő tervezte a Century Plaza Towers és a One Woodward Avenue épületeit is, valamint 63 további jelentősebb projekt köthető a nevéhez.

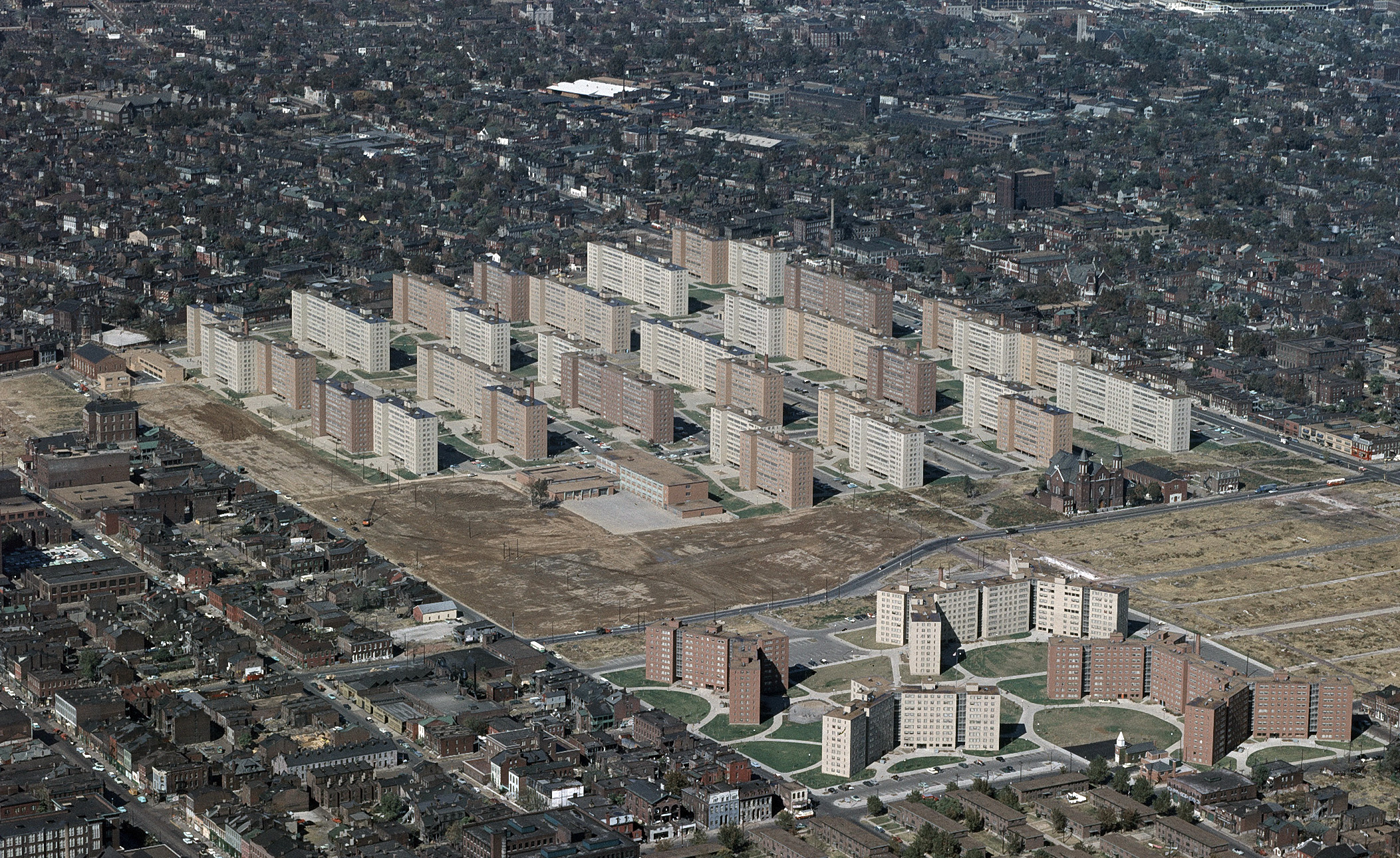
The Wendell O. Pruitt Homes és William Igoe lakótelep, St. Louis (1951-1955, lebontva 1976-ban)
A World Trade Center ikertornyai, Manhattan (1966-1973, megsemmisültek a 2001. szeptember 11-i terrortámadásban)
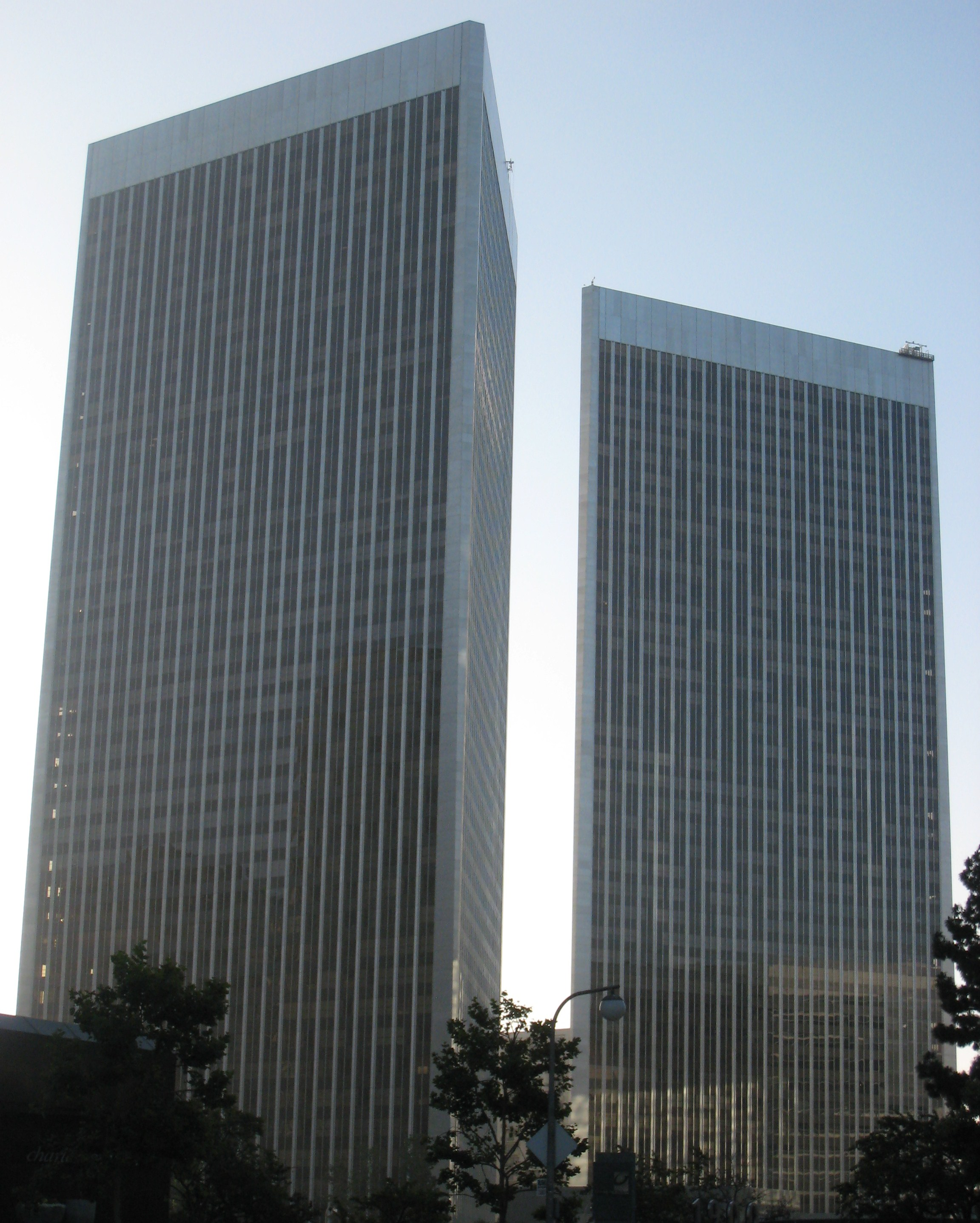
Century Plaza Towers, Los Angeles(1975)
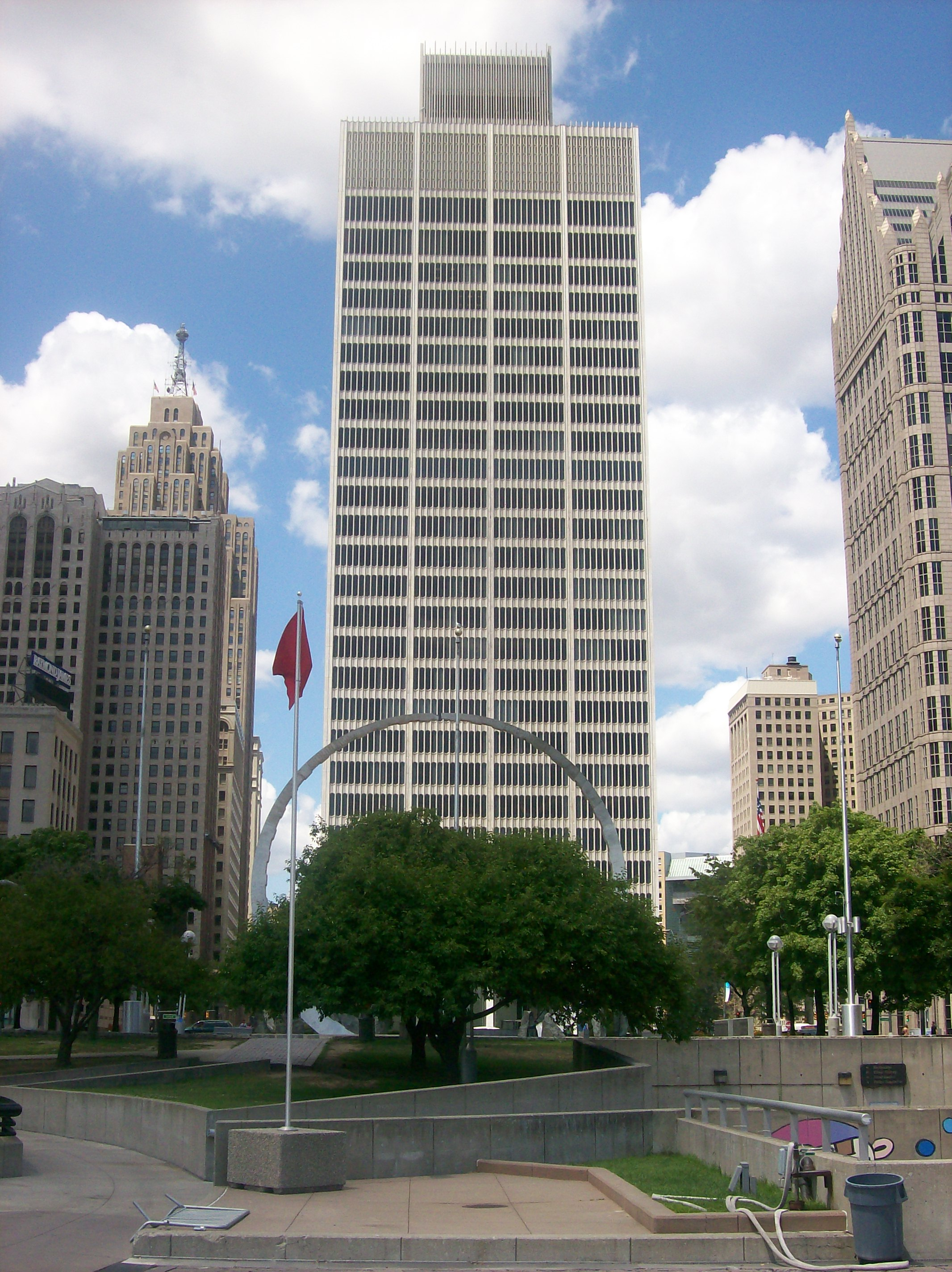
One Woodward Avenue, Detroit (1962)

## A háború utáni modernizmus Európában (1945-1975)
Franciaországban Le Corbusier maradt a legjelentősebb építész, bár ott kevés épületet alkotott. Legjelentősebb késői munkája a Sainte Marie de La Tourette kolostor volt Eveux-sur-l'Arbresle-ben. A nyers betonból épült kolostor szigorú és díszek nélküli kialakítású, és azok a középkori kolostorok ihlették, amelyeket első olaszországi útja során meglátogatott.
Nagy-Britanniában a modernizmus jelentős alakjai közé tartozott Wells Coates (1895-1958), FRS Yorke (1906-1962), James Stirling (1926-1992) és Denys Lasdun (1914-2001). Lasdun legismertebb munkája a Temze déli partján álló Royal National Theatre (1967-1976). Nyers beton és tömbszerű formája megbotránkoztatta a brit hagyománytisztelőket; 1988-ban Károly herceg, az Egyesült Királyság későbbi királya egy atomerőműhöz hasonlította.
Belgiumban Charles Vandenhove lett a főszereplő, aki a liège-i Egyetemi Kórházi Központ számára jelentős épületstömböt tervezett. Későbbi munkássága a történelmi stílusok, például a palladianista építészet színes újragondolásába merészkedett.
Finnországban a legnagyobb hatást gyakorló építész Alvar Aalto volt, aki a modernizmus saját változatát az északi tájhoz, a fényhez és az anyagokhoz, különösen a fa használatához igazította. A második világháború után az Egyesült Államokban tanított építészetet. Dániában Arne Jacobsen volt a legismertebb a modernisták közül, aki bútorokat és gondosan arányos épületeket is tervezett.
Olaszországban a legjelentősebb modernista Gio Ponti volt, aki gyakran dolgozott együtt Pier Luigi Nervi építőmérnökkel, a vasbeton specialistájával. Nervi kivételes hosszúságú, huszonöt méteres betongerendákat készített, amelyek nagyobb rugalmasságot tettek lehetővé a formák és a nagyobb magasságok tekintetében. Legismertebb tervük a milánói Pirelli-toronyház (1958-1960) volt, amely évtizedekig Olaszország legmagasabb épülete volt.
A leghíresebb spanyol modernista Josep Lluis Sert katalán építész volt, aki nagy sikerrel dolgozott Spanyolországban, Franciaországban és az Egyesült Államokban. Pályája elején egy ideig Le Corbusier mellett dolgozott, és ő tervezte az 1937-es párizsi világkiállítás spanyol pavilonját. Későbbi jelentős munkái közé tartozik a franciaországi Saint-Paul-de-Provence-ban található Fondation Maeght (1964) és a Harvard Science Center a massachusettsi Cambridge-ben. Később a Harvard School of Design építészeti dékánjaként tanított.
A német modernisták közül kiemelkedik Johannes Krahn, aki fontos szerepet játszott a német városok második világháború utáni újjáépítésében, és számos jelentős múzeumot és templomot épített, köztük az idsteini Szent Márton-templomot, amely művészi módon ötvözte a kőfalazatot, a betont és az üveget. A stílus vezető osztrák építészei közé tartozott Gustav Peichl, akinek későbbi munkái közé tartozik a Német Szövetségi Köztársaság Művészeti és Kiállítási Központja Bonnban (1989).

### Le Corbusier és a Cité Radieuse (1947–1952)
Röviddel a háború után a francia kormány megbízást adott a közel hatvanéves Le Corbusier-nek, aki már tíz éve nem épített épületet, hogy tervezzen egy új lakótömböt Marseille-ben. A marseille-i Unité d'Habitation nevet adta neki, de a futurisztikus várostervezésről szóló könyve után népszerűbb nevet kapott: Cité Radieuse (majd később „Cité du Fada”, azaz „Az őrült városa” marseille-i francia dialektusban). Tervezési tanait követve az épület betonváza az utca fölé pilonokra emelt betonvázzal készült. A 18 emeletes ház 337 duplex lakóegységet tartalmazott, amelyek úgy illeszkedtek a keretbe, mint egy kirakós játék darabjai, a térbeosztásnál pedig a saját maga által kifejlesztett Modulort vette alapul. Minden egységnek két szintje és egy kis terasza volt. A belső „utcákban” üzletek, óvoda és egyéb kiszolgálóhelyek kaptak helyet, a lapos tetőteraszon pedig futópálya, szellőzőcsatornák és egy kis színház kapott helyet. Le Corbusier bútorokat, szőnyegeket és lámpákat is tervezett az épülethez, amelyek mind tisztán funkcionálisak voltak; az egyetlen dekoráció a belső színek kiválasztása volt, amelyet a lakókra bízott. Az Unité d'Habitation más városok hasonló épületeinek prototípusa lett, mind Franciaországban, mind Németországban, és később világszerte a lakótelepek építésének egyik követett mintája lett. A Ronchamp-i Notre-Dame du-Haut-kápolna hasonlóan radikális, organikus tervezésével együtt ez a munka Le Corbusier-t a háború utáni modern építészek első sorába emelte, itt szerzett tapasztalatait pedig az ENSZ székházának tervezésénél is felhasználta. 

Szalon és terasz az Unité d'Habitation eredeti kialakításában, ma a párizsi Cité de l'Architecture et du Patrimoine múzeum kiállítása (1952)
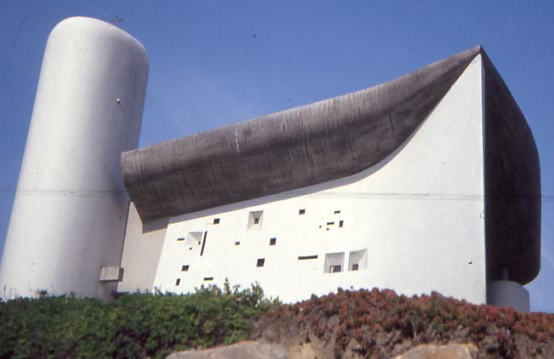
Chapel of Notre-Dame-du-Haut, Ronchamp (1950–1955) (Megj. a brüsszeli Mini Európa makettje, mivel az eredeti épületet máig szerzői jog védi)
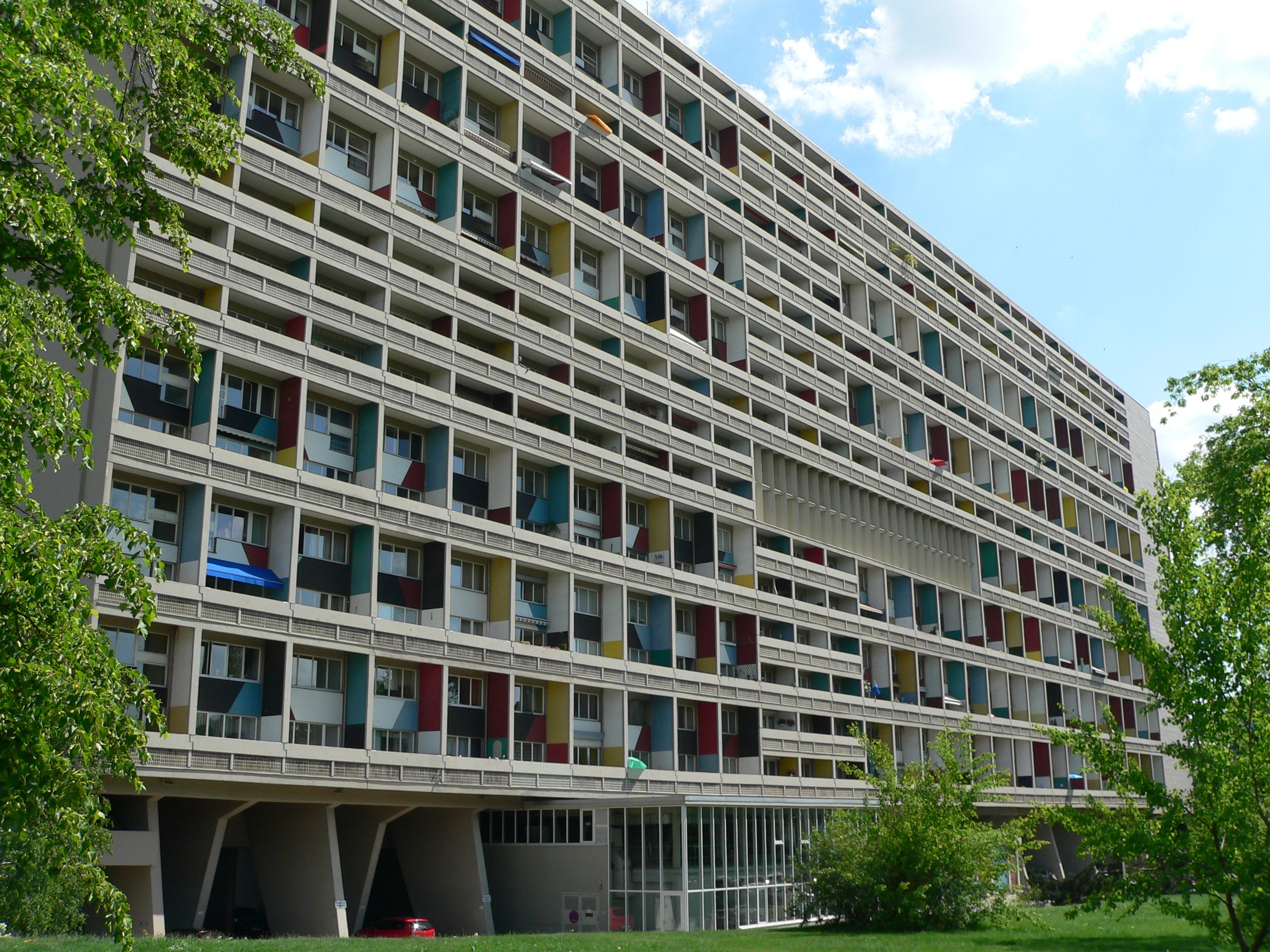
Az Unité d'Habitation Berlinben felépült változata

### A Team X és a CIAM feloszlása (1953-1959)
Az 1950-es évek elején Michel Écochard, Francia Marokkó protektorátusának várostervezési igazgatója megbízta a GAMMA-t (Groupe des Architectes Modernes Marocains) – amelynek kezdetben Elie Azagury, George Candillis, Alexis Josic és Shadrach Woods építészek voltak a tagjai – hogy tervezzen olyan lakásokat Casablanca Mohamedán negyedébe, amelyek „kulturálisan sajátos életteret” biztosítanak a vidéki munkások és bevándorlók számára. A Sémiramis, a Nid d'Abeille és a Carrières Centrales ennek a vernakuláris modernizmusnak néhány első példájának tekinthetők.
Az 1953-as Congrès Internationaux d'Architecture Moderne (CIAM) alkalmával az ATBAT-Afrique – az 1947-ben többek között Le Corbusier, Vladimir Bodiansky és André Wogenscky által alapított Atelier des Bâtisseurs afrikai részlege – „Habitat pour le plus grand nombre” címmel tanulmányt készített Casablanca bódévárosairól. Az előadók, Georges Candilis és Michel Ecochard az addigi központi doktrínával ellentétben amellett érveltek, hogy az építészeknek a helyi kultúrát és éghajlatot kell figyelembe venniük a terveikben. Ez világszerte nagy vitát váltott ki a modernista építészek körében, és végül szakadást és a Team X megalakulását idézte elő. Ecochard a Carrières Centrales 8x8 méteres modellje a társasház-építészet úttörőjeként szerzett elismerést, bár marokkói kollégája, Elie Azagury bírálta őt, amiért a francia gyarmati rezsim eszközeként szolgált, és figyelmen kívül hagyta azt a gazdasági és társadalmi szükségletet, hogy a marokkóiak nagyobb sűrűségű, függőleges lakásokban éljenek.
A Team X magcsoportja a CIAM nemzetközi platformja keretében kezdett el találkozni Nézeteik gyakran ellentétesek voltak a CIAM által képviselt filozófiákkal és az Athéni Chartával, és az alapító Le Corbusier 1955-ös távozását követően a CIAM 1959-es konferenciáján feloszlatták a szervezetet, ezzel később a Team X a brutalizmus, a strukturalizmus és a kapcsolódó várostervezés központi, mérvadó gondolkodóközpontjává vált. A klasszikus modernizmusnak az 1960-as évektől megindult a hanyatlása, és fokozatosan átvette a helyét a posztmodernizmus.

## A modern építészet Latin-Amerikában

### Brazília
Az építészettörténészek a latin-amerikai modernizmust néha „trópusi modernizmusnak” nevezik. Ez azokat az építészeket tükrözi, akik a modernizmust a trópusi éghajlathoz, valamint Latin-Amerika társadalmi-politikai kontextusához igazították.
Brazília az 1930-as évek végén Lúcio Costa (1902-1998) és Oscar Niemeyer (1907-2012) munkássága révén vált a modern építészet kirakatává. Costa volt a vezető, Niemeyer pedig együttműködött a Rio de Janeiró-i Oktatási és Egészségügyi Minisztérium (1936-43) és az 1939-es New York-i világkiállítás brazil pavilonjának megépítésében. A világháború után Niemeyer Le Corbusier-vel együtt megálmodta a Walter Harrison által épített ENSZ-székház formáját.
Lúcio Costa volt a felelős Brazília legmerészebb modernista projektjének, az 1956 és 1961 között épült új főváros, Brazíliaváros tervéért is. Costa készítette az általános tervet, amelyet kereszt alakban fektette a leendő város alaprajzát, és amelynek középpontjában a főbb kormányzati épületek helyezkedtek el. Niemeyer volt a felelős a kormányzati épületek tervezéséért, beleértve az elnöki palotát; valamint a nemzetgyűlést, amely két toronyból áll a törvényhozás két ágának és két ülésteremből, az egyik kupolával, a másik fordított kupolával. Niemeyer építette továbbá a katedrálist, tizennyolc minisztériumot és hatalmas, háromezer lakos számára tervezett lakótömböket, mindegyikhez saját iskola, üzletek és kápolna tartozott. A modernizmust építészeti elvként és társadalomszervezési irányvonalként is alkalmazták, ahogyan azt A modernista város című könyvben is kifejtették. Az 1964-es brazíliai katonai puccsot követően Niemeyer Franciaországba költözött, ahol megtervezte a Francia Kommunista Párt párizsi modernista székházát (1965-1980), az általa tervezett ENSZ-terv miniatűrjét. 1988-ban megosztva nyerte el a Pritzker-díjat.

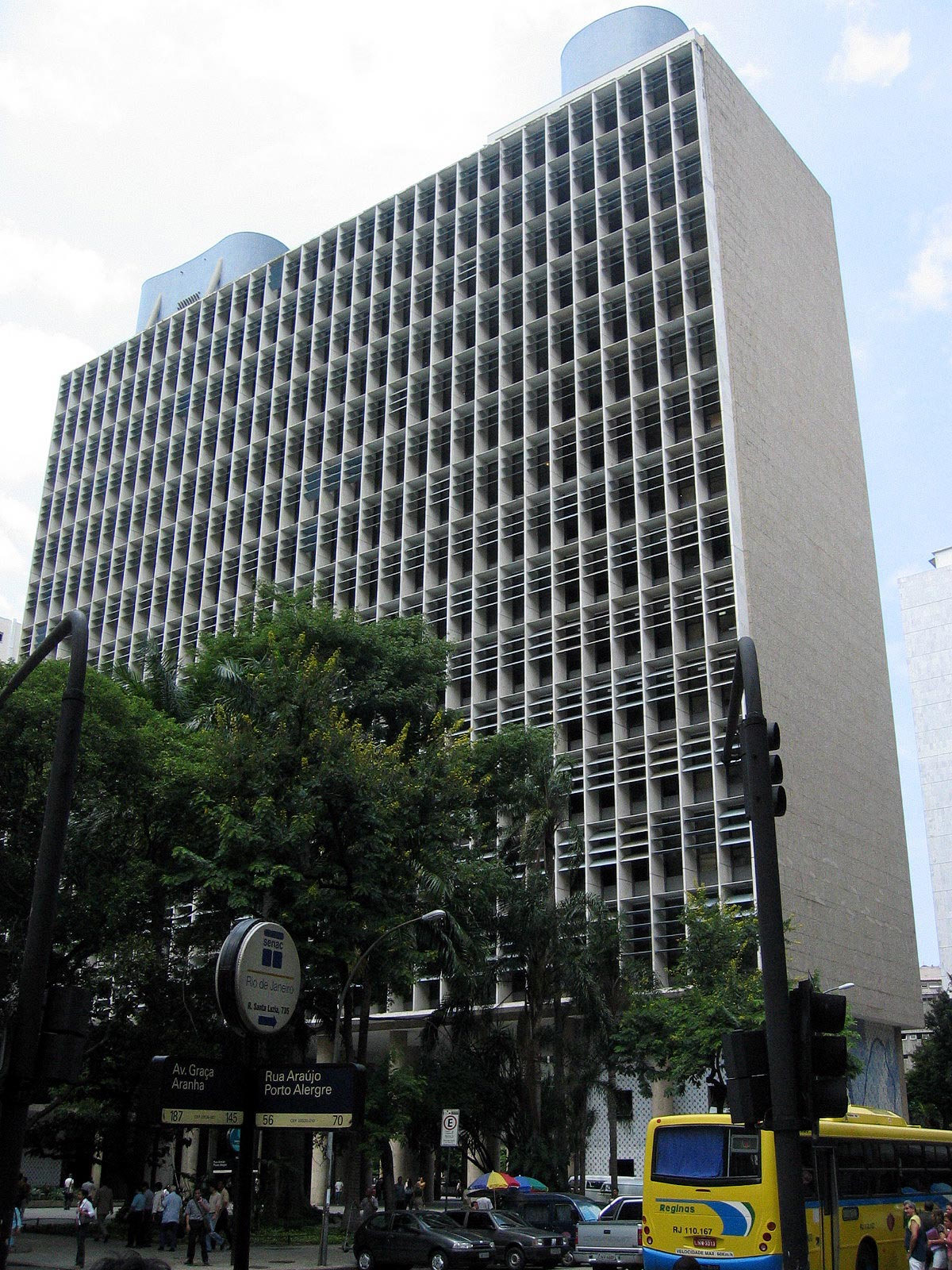
Egészségügyi és Oktatási Minisztérium, Rio de Janeiro, Lúcio Costa (1936–43)
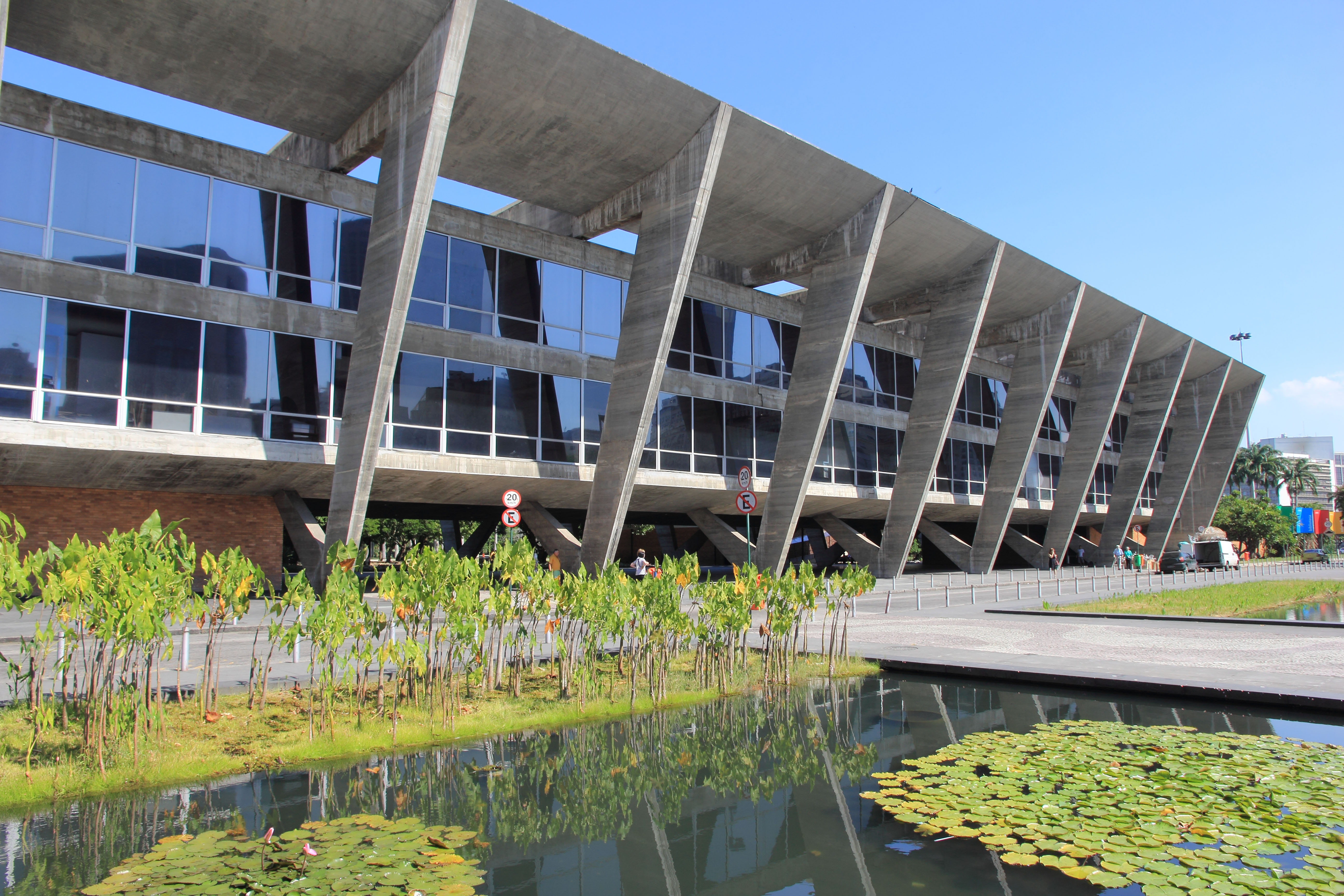
A MAM Rio múzeum, Affonso Eduardo Reidy (1960)
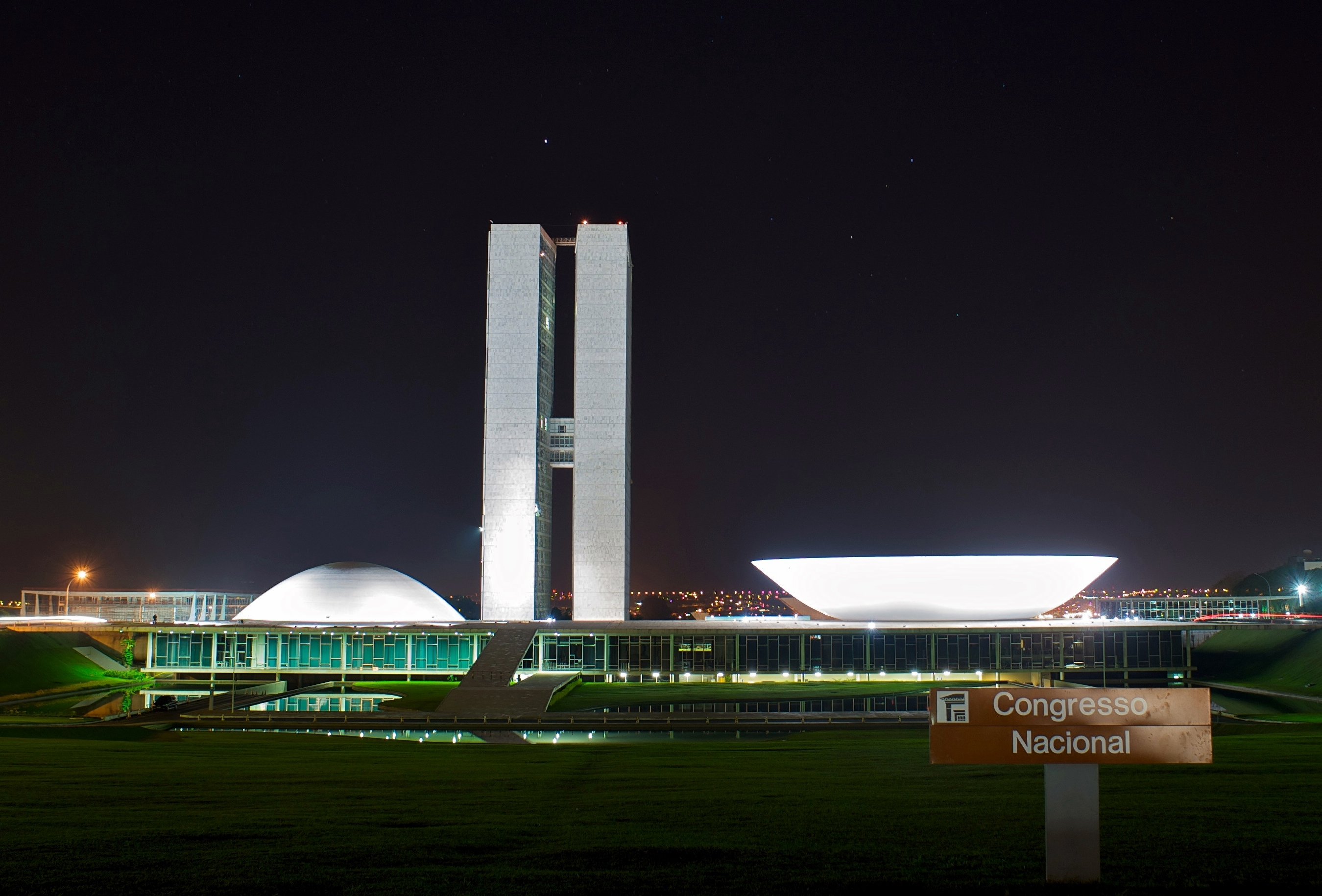
A Nemzeti Kongresszus épülete, Brazíliaváros, Oscar Niemeyer (1956–61)
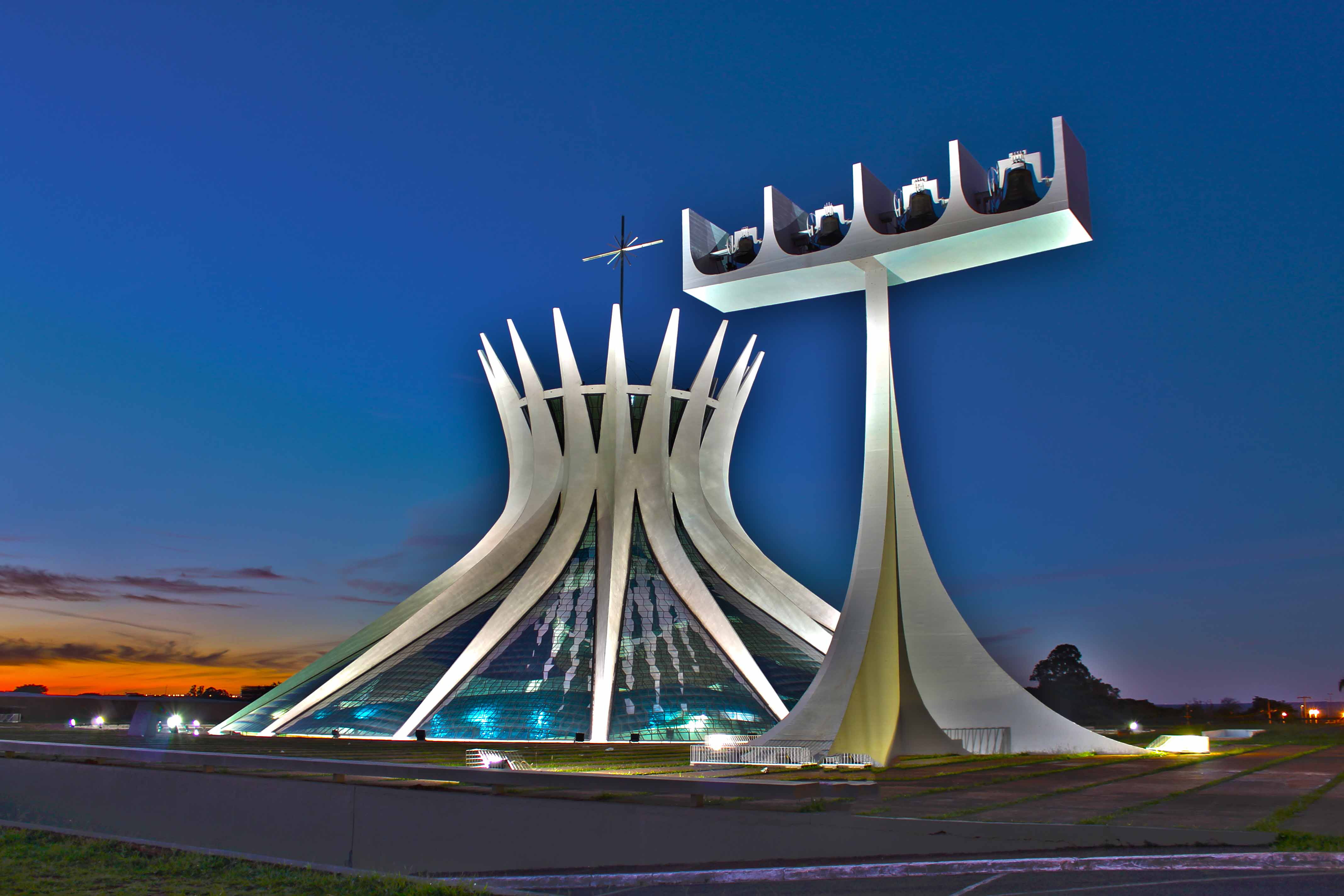
A brazíliavárosi székesegyház, Oscar Niemeyer (1958–1970)
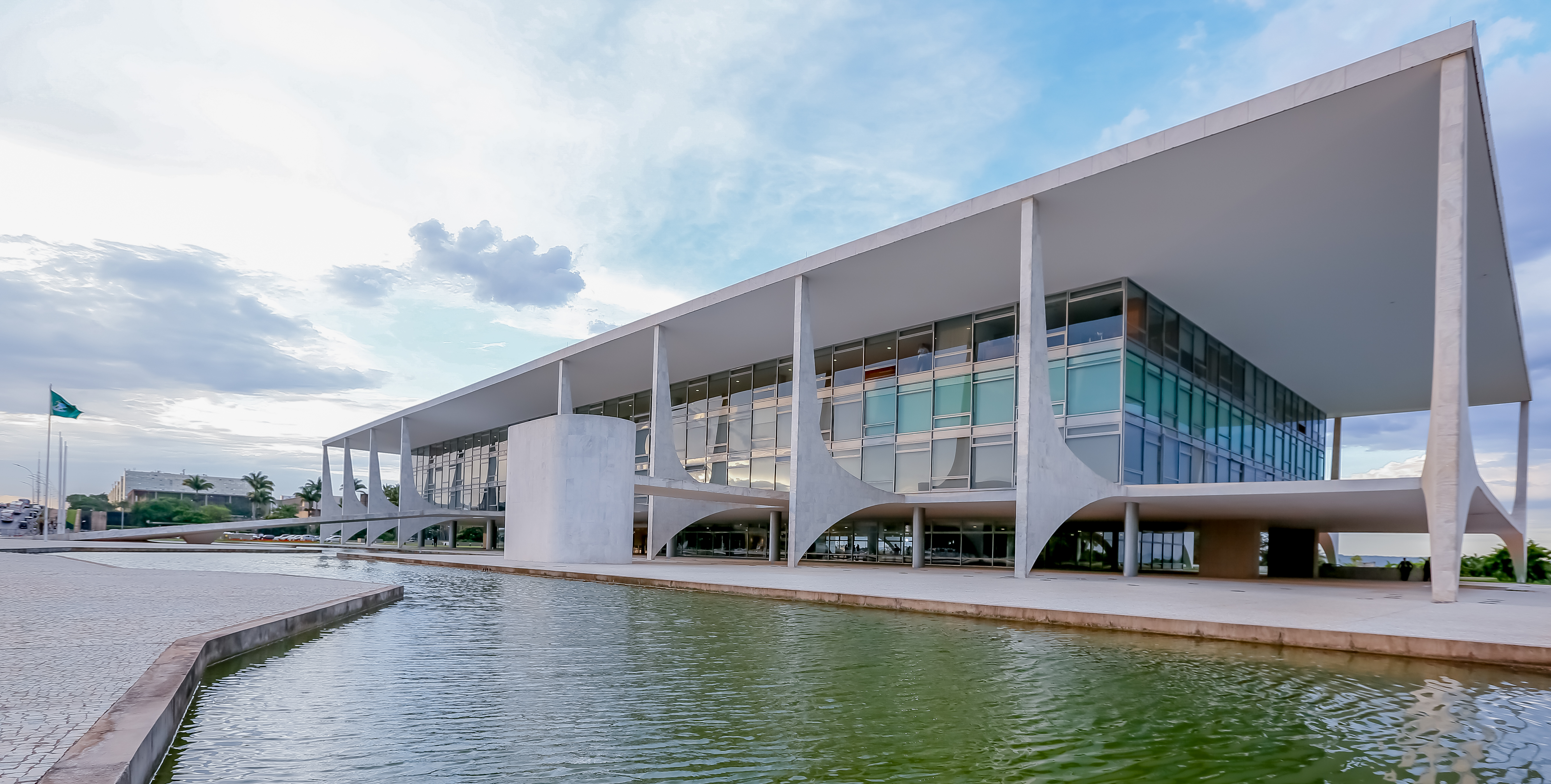
Palácio do Planalto, a brazil elnök rezidenciája, Oscar Niemeyer (1958–60)
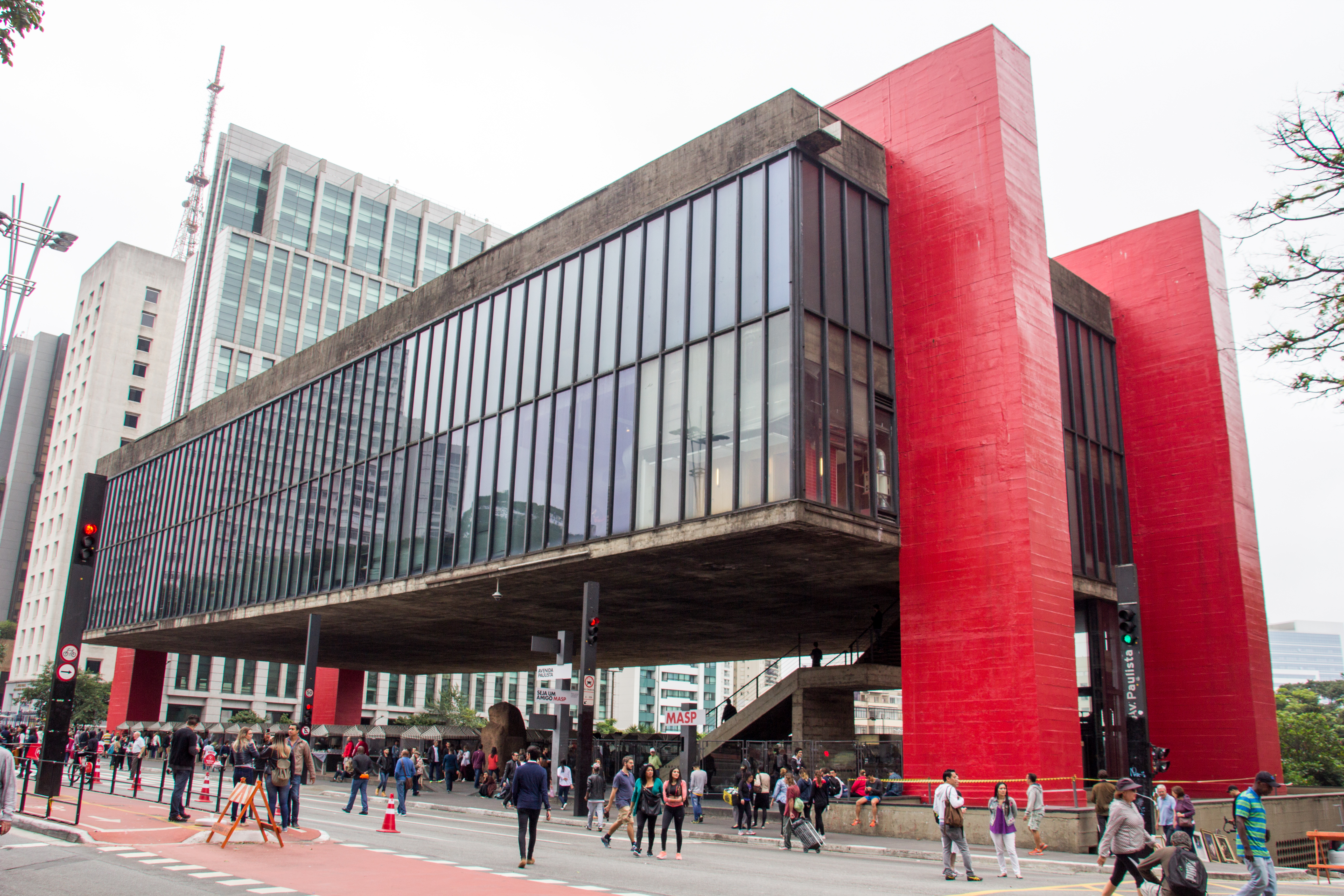
São Paulo Művészeti Múzeum, Lina Bo Bardi (1957–68)

### Mexikó
Mexikóban is volt egy kiemelkedő modernista mozgalom. Fontos alakjai közé tartozott a Spanyolországban született Félix Candela, aki 1939-ben Mexikóba emigrált; szokatlan parabolikus formájú betonszerkezetekre specializálódott. Egy másik fontos személyiség Mario Pani volt, aki a mexikóvárosi Nemzeti Zenekonzervatóriumot (1949) és a Torre Insigniát (1988) tervezte; Pani az 1950-es években Juan O'Gorman, Eugenio Peschard és Enrique del Moral mellett az új mexikóvárosi egyetem építésében is jelentős szerepet játszott. Az Augusto H. Alvarez által tervezett Torre Latinoamericana Mexikóváros egyik legkorábbi modernista felhőkarcolója volt (1956); sikeresen ellenállt az 1985-ös mexikóvárosi földrengésnek, amely a városközpont számos más épületét elpusztította. Pedro Ramirez Vasquez és Rafael Mijares tervezte az Olimpiai Stadiont (Estadio Azteca) az 1968-as nyári olimpiára, Antoni Peyri és Candela pedig a Sportpalotát. Luis Barragan a mexikói modernizmus másik nagy hatású alakja volt; Mexikóvárosban található nyersbeton rezidenciája és műterme kívülről tömbháznak tűnik, belülről viszont nagyfokú formai egyszerűség, tiszta színek, bőséges természetes fény és jellegzetességként korlát nélküli lépcsőház jellemzi. 1980-ban elnyerte a Pritzke-díjat, a házat pedig 2004-ben az UNESCO a világörökség részévé nyilvánította.

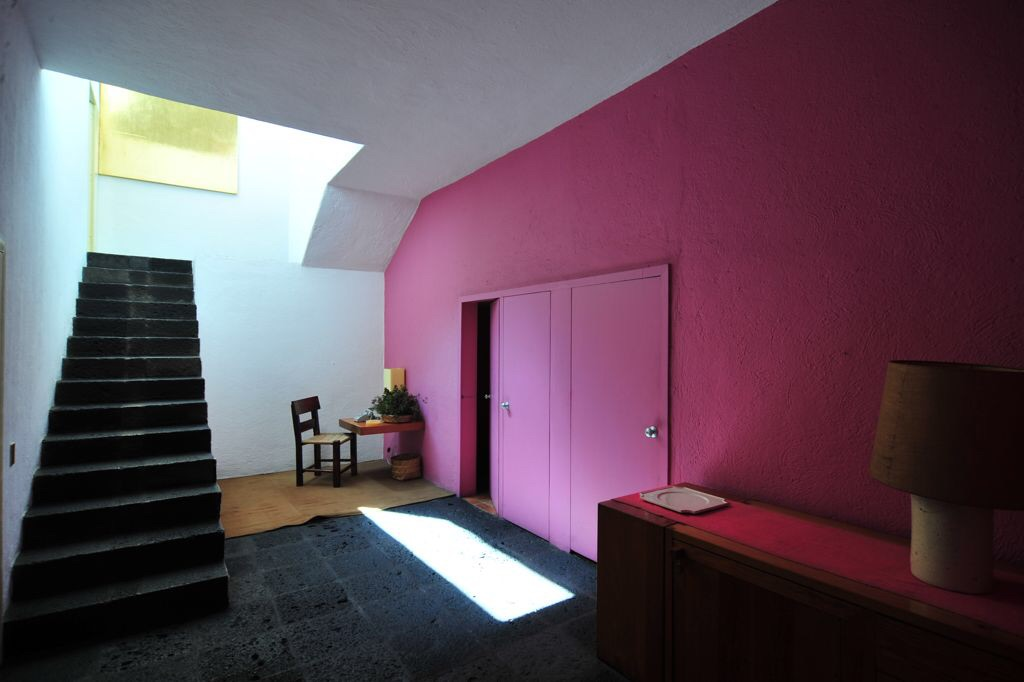
A Luis Barragán-ház és -műterem belseje, Luis Barragán (1948)
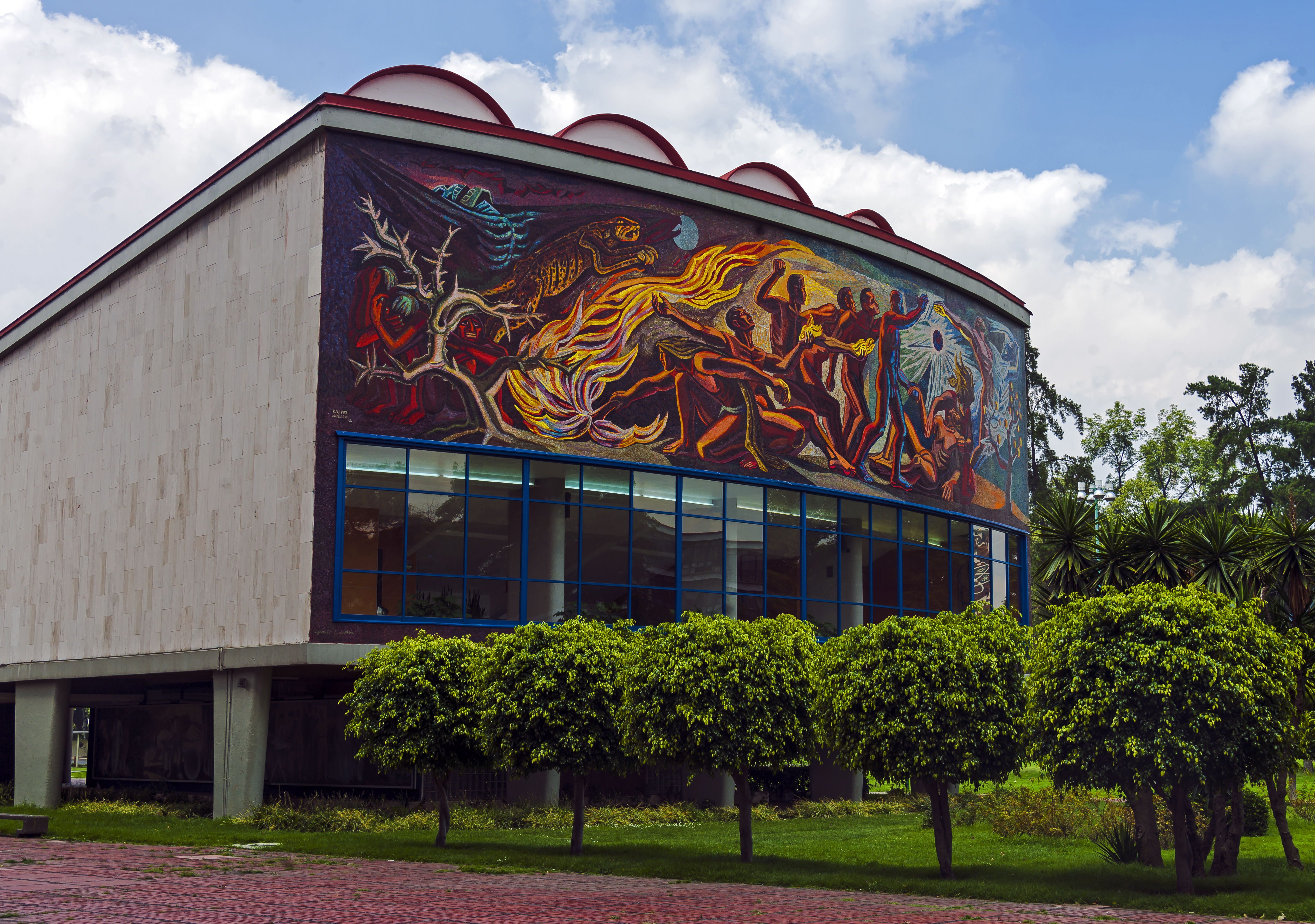
Alfonso Caro Auditorium, Eugenio Peschard (1953)
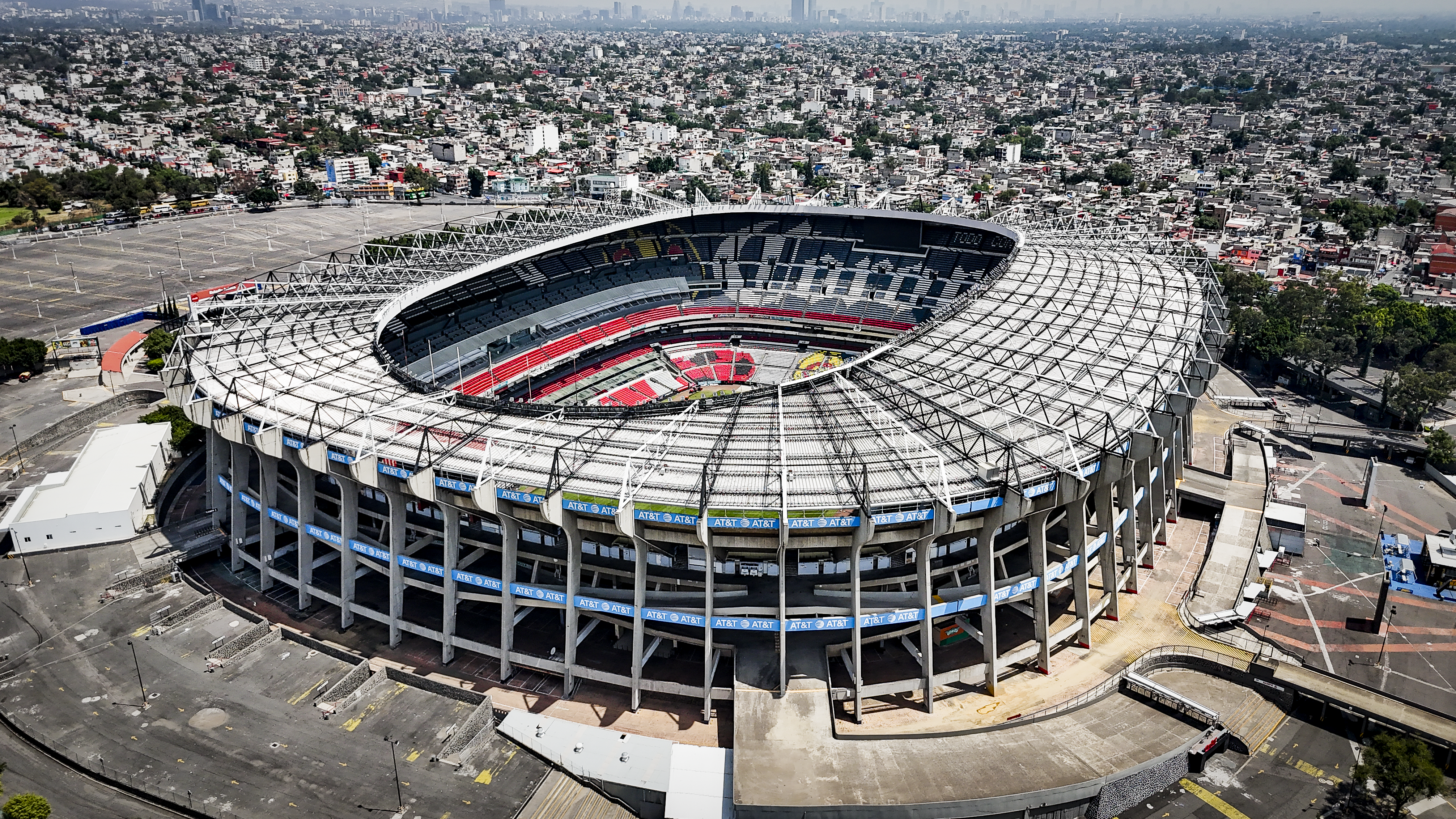
Estadio Azteca, Pedro Ramírez Vázquez és Rafael Mijares Alcérreca 1962–1966
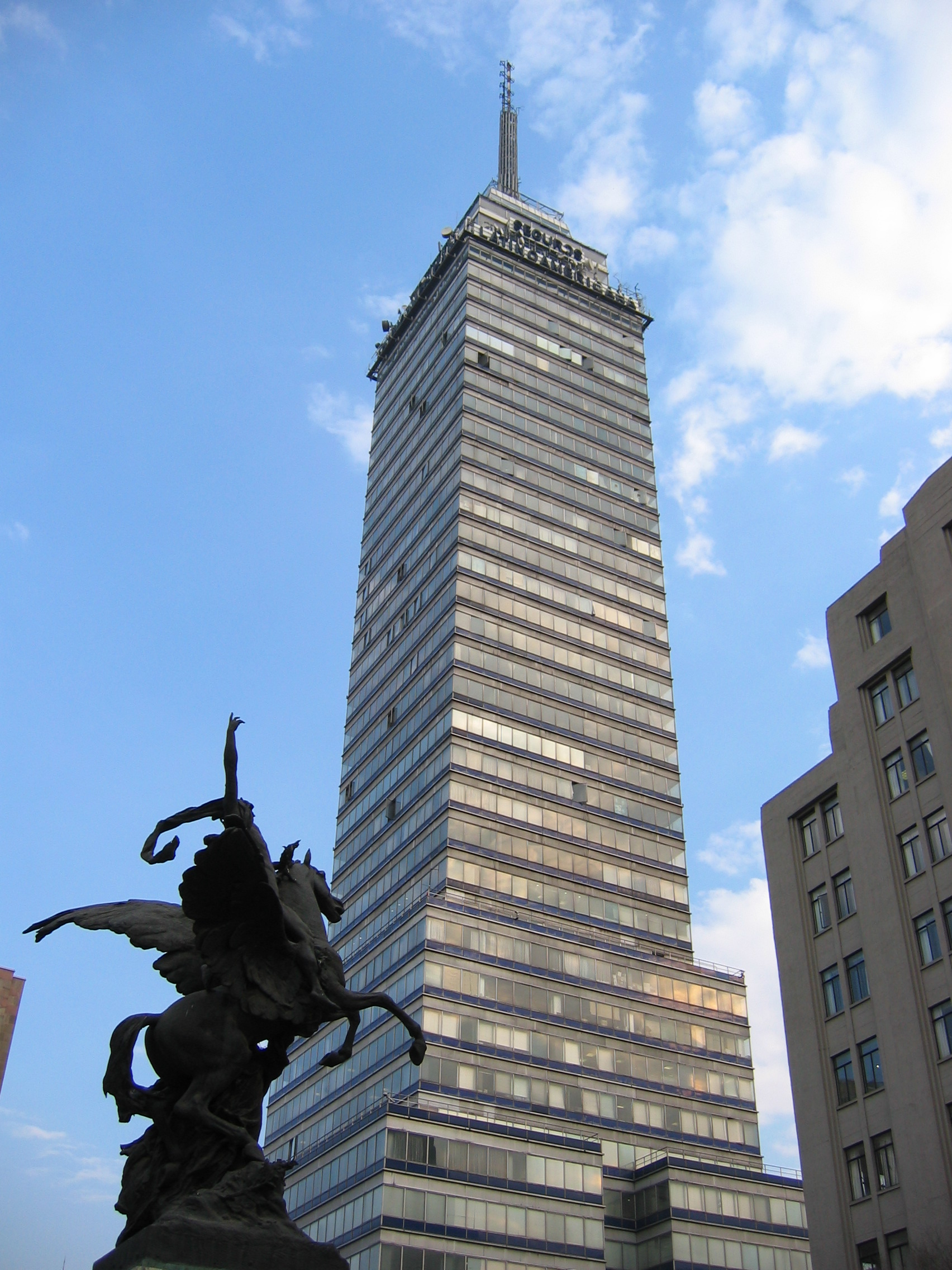
Torre Latinoamericana, Mexikóváros,Augusto H. Alvarez (1956)
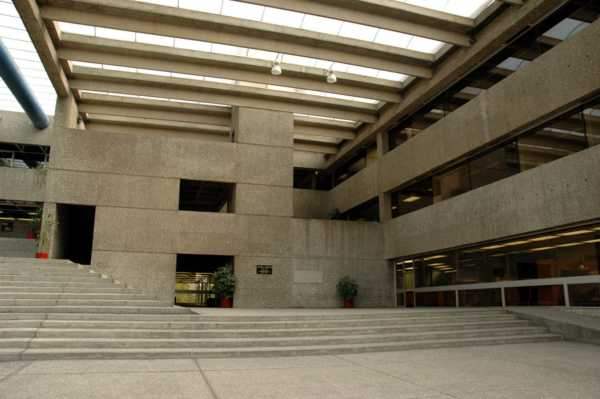
Colegio de México, Teodoro González de León és Abraham Zabludovsky (1976)

## A modern építészet Ázsiában és Ausztráliában

### Japán
Japánban, Európához hasonlóan, a második világháború után óriási lakáshiány alakult ki, a számos bombázás miatt. 4,2 millió lakást kellett pótolni. A japán építészek a hagyományos japán és a modern stílusokat és technikákat ötvözték. Az egyik legjelentősebb japán modernista Maekava Kunió (1905-1986) volt, aki 1930-ig Le Corbusier-nek dolgozott Párizsban. Saját tokiói háza a japán modernizmus egyik korai mérföldköve volt, amely a hagyományos stílust ötvözte a Le Corbusier-vel együtt kidolgozott ötletekkel. Nevezetes épületei közé tartoznak a tokiói és kiotói koncerttermek, valamint a tokiói Nemzetközi Japán Ház, amelyek mindegyike tiszta modernista stílusban készült.
Tange Kenzó (1913-2005) 1938-tól 1945-ig Maekava tervezőirodájában dolgozott, mielőtt saját építészirodát nyitott volna. Első nagy megbízása a Hirosimai Béke Emlékmúzeum volt. Számos jelentős irodaházat és kulturális központot tervezett. irodaházakat, valamint a Jojogi Nemzeti Csarnokot az 1964-es tokiói nyári olimpiára. A betonból épült tornacsarnok teteje acélkábeleken függött a stadion fölé. Amikor Tange 1987-ben meelnyerte a Pritzker-díjat, méltatásában külön kiemelték, hogy a Jojogi Nemzeti Csarnok „a 20. század egyik legszebb épülete”.

### Ausztrália
Jørn Utzon (1918-2008) dán építész rövid ideig együtt dolgozott Alvar Aaltóval, tanulmányozta Le Corbusier munkásságát, és az Egyesült Államokba utazott, hogy találkozzon Frank Lloyd Wrighttal. Épületeinek szobrászi minőségéről és a tájjal való kapcsolatáról ismert. 1957-ben ismeretlenként győzedelmeskedett a nemzetközi pályázaton ,így ő tervezhette a világ egyik legismertebb és legjellegzetesebb modern épületét, a Sydney-i Operaházat. Az építmény öt betonhéja a tengerparti kagylókra és a kikötő vitorláshajóira emlékeztet. Az 1957-ben elkezdett projekt jelentős technikai nehézségekbe ütközött a betonhéjak elkészítése és az akusztika megfelelő kialakítása során. Utzon emiatt 1966-ban lemondott, és az operaház csak 1973-ban készült el, tíz évvel a tervezett befejezés után készült el, és a tervezett 7 helyett 102 millió dollárba került.

### India
Indiában a modern építészetet a Dzsaváharlál Nehru miniszterelnök vezette posztkoloniális állam támogatta, leginkább azzal, hogy meghívta Le Corbusier-t és Maciej Nowickit Csandígarh városának megtervezésére. Bár Nehru azt szorgalmazta, hogy fiatal indiaiak is vegyenek részt Le Corbuiser tervezőcsapatában, hogy a város építése közben tökéletesítsék képességeiket, a csapatban csak egy indiai építésznő, Eulie Chowdhury vett részt. Fontos indiai modernista építészek közé tartozik még BV Doshi, Charles Correa, Raj Rewal, Achyut Kanvinde és Habib Rahman.

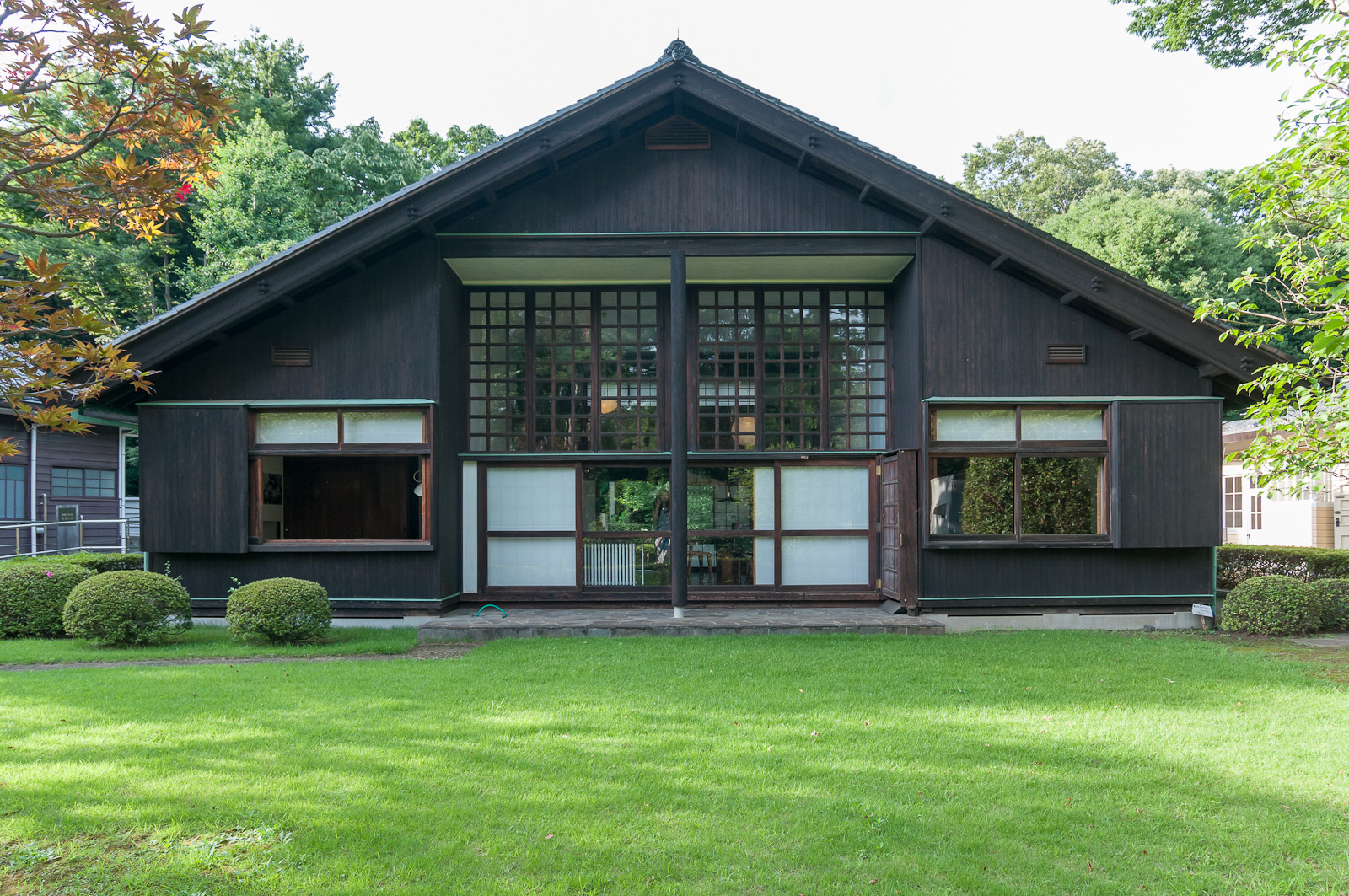
Maekava Kunió háza, Tokió (1935)
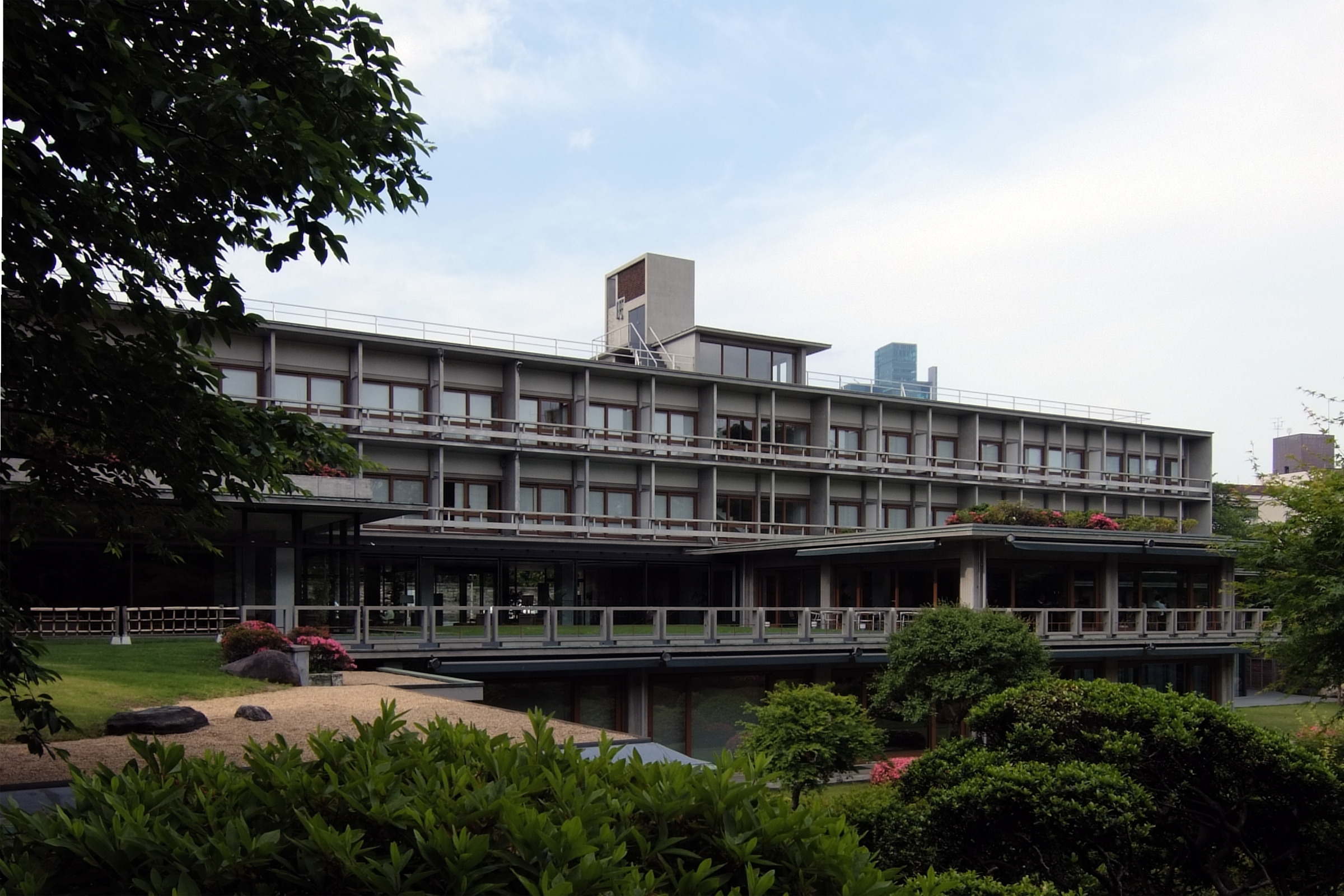
International House of Japan, Maekava Kunió, Tokió (1955)
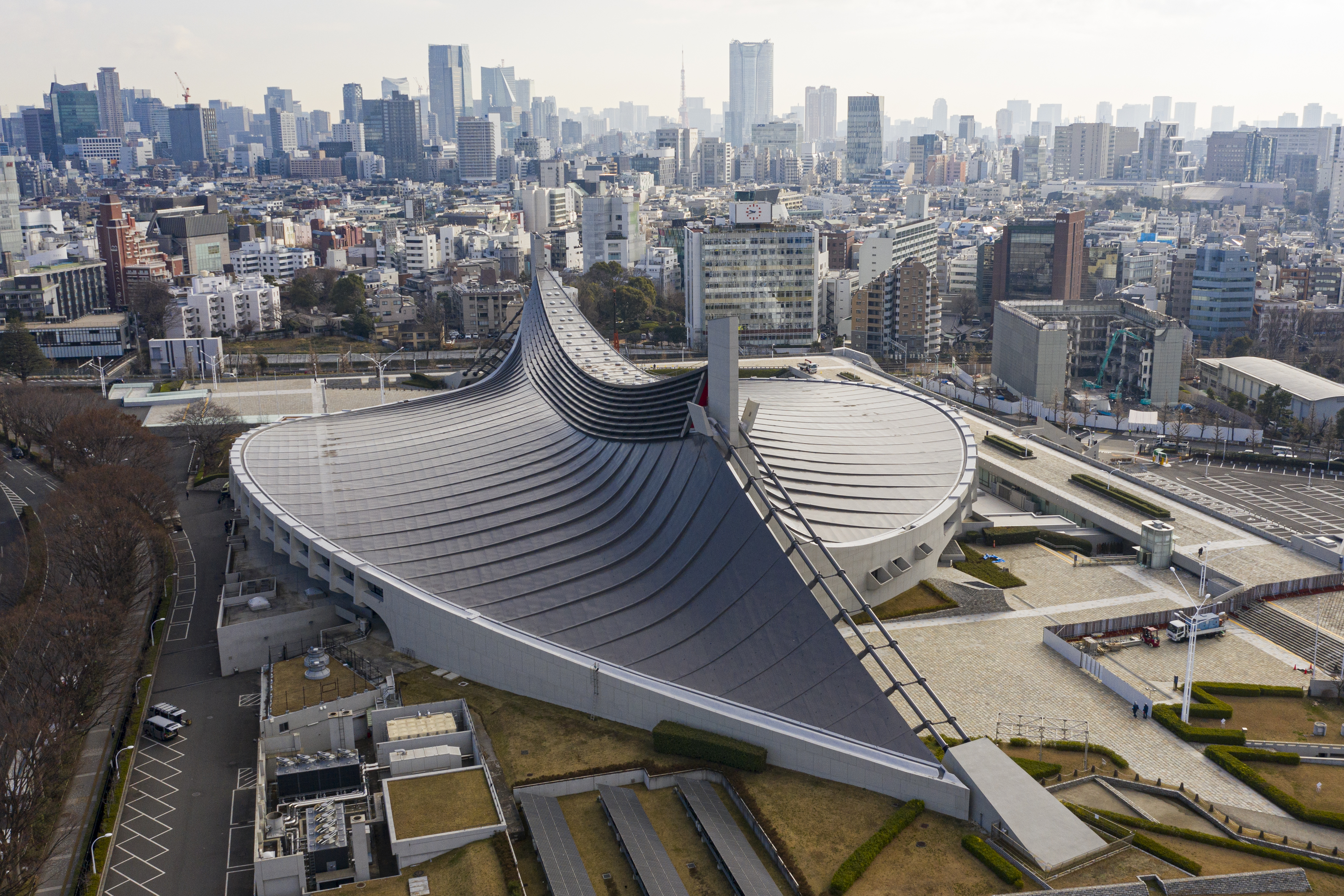
Jojogi Nemzeti Csarnok, Tange Kenzó (1964)
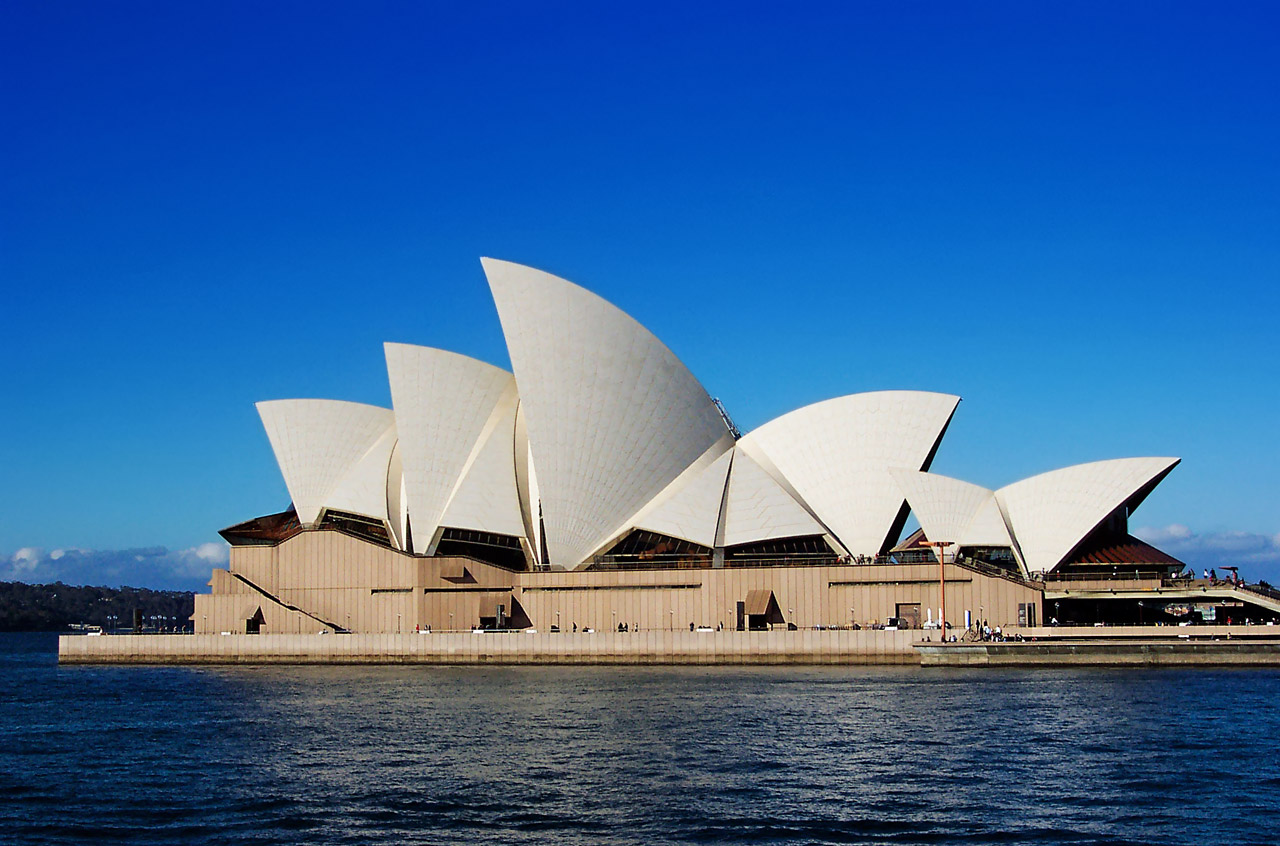
Sydney-i Operaház, Sydney, Jørn Utzon (1973)
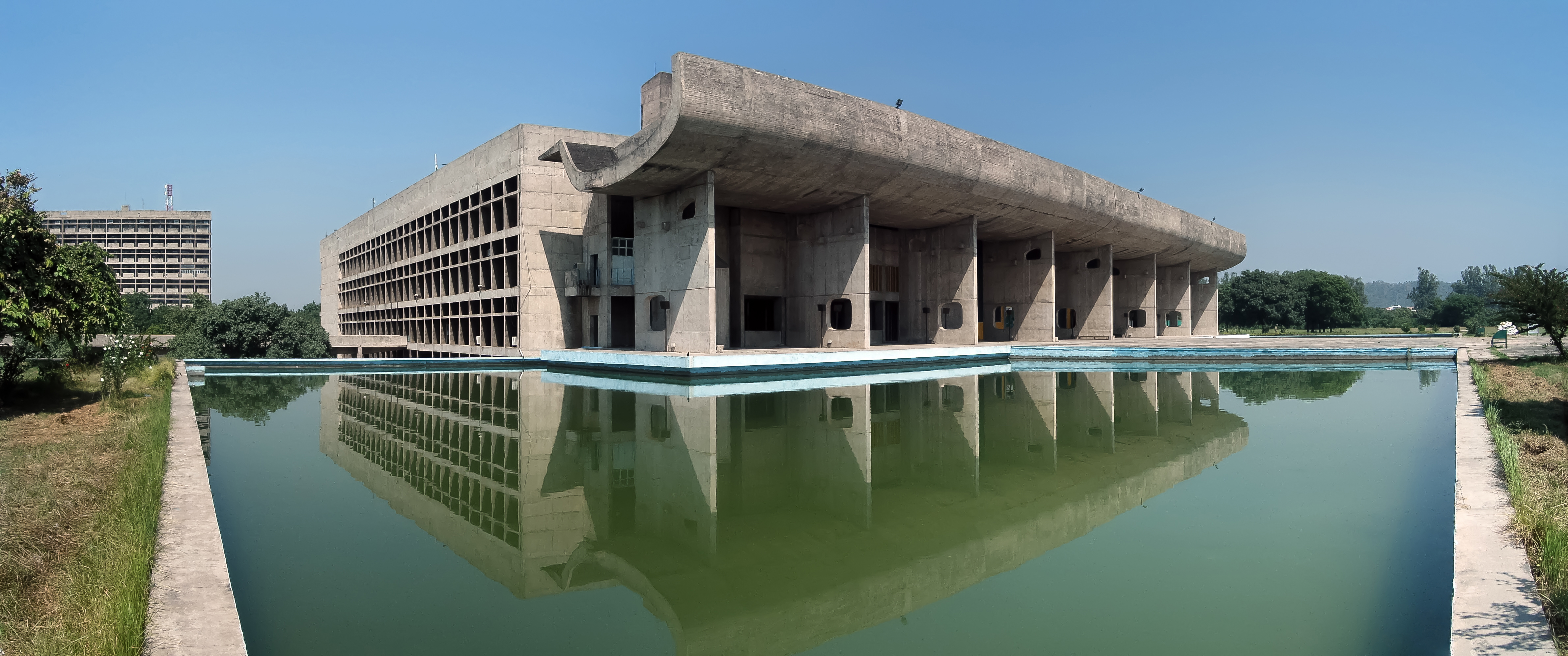
A Nemzetgyűlés Palotája, Csandígarh, Le Corbusier (1951-1962)
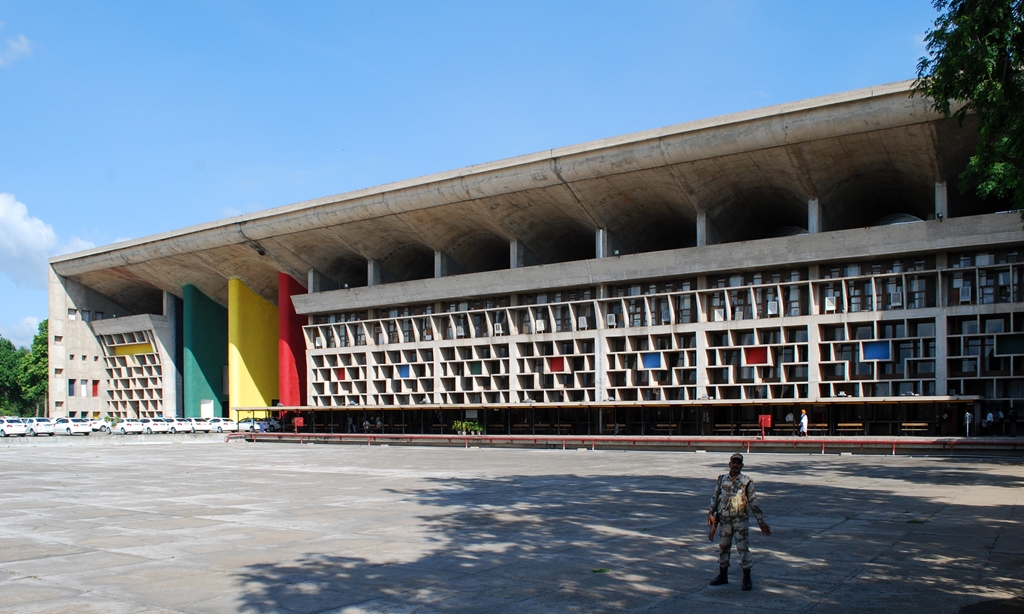
Igazságügyi Palota, Csandígarh, Le Corbusier

## A modern építészet Magyarországon
Hiába vett részt a modernizmus nemzetközi alakulásában számos magyar építész, Magyarországon alapvetően nem kedvezett a helyzet a modern építészet számára. A két vesztes világháború, a trianoni béke és a nagy gazdasági világválság, illetve a hatalmonlévő konzervatívok, majd kommunisták ellenérzése egyaránt akadályozta a stílus hazai kibontakozását, helyette a historizmus, az eklektika, majd később a sztálinista építészet és a szocreál uralta le a hazai építészetet.
Az első modern magyar építész Lajta Béla (1873-1920), aki a nyugat-európai és amerikai kísérletezésekkel egy időben kereste az új utakat. A Rózsavölgyi-üzletház tekinthető az első modern magyar épületnek. Mellette Pogány Móric (1878-1942), Györgyi Dénes (1886-1961) tartozott az újítók közé.
A két világháború között feléledtek egy időre az eklektikus törekvések, de egyre inkább teret nyertek az új áramlatok. Az egyházi épületek Árkay Aladár és Bertalan, id. Rimanóczy Gyula, Weichinger Károly, Kotsis Iván munkássága nyomán újultak meg, elsősorban olaszos ihletettséggel.
A Bauhaus eszmék magyarországi meghonosítását tűzte céljául a CIAM/CIRPAC magyarországi csoportja, (Molnár Farkas, Fischer József, Breuer Marcell és társaik). A CIAM 1929-ben, frankfurti kongresszusán határozta el nemzeti csoportok megalakítását. A kongresszuson Molnár Farkas több magyar építésszel együtt vett részt. Hazatérésük után alakult meg a CIAM magyar csoportja, amelyet Molnár Farkas és Fischer József vezetett. A magyar csoport a CIAM operatív bizottsága után főként CIRPAC szekciónak nevezte magát. Működése a modern építészet propagálásában, ezzel kapcsolatos társadalomkritikában és a Bauhaus elveinek megfelelő épületek tervezésében nyilvánult meg. A „Tér és Forma” folyóirat (amely köré csoportosultak a korabeli haladó építészek) általában januári számaiban közölte a CIAM magyar csoportja tagjainak terveit. A csoport működésének a Centrál kávéházban, vagy egyes vezetők lakásán tartott megbeszélések adtak rendszeres keretet. A csoport 1932-ig tartó korszakának jellemző tevékenysége főleg agitatív jellegű volt. Első megnyilvánulásuk a Magyar Mérnök- és Építész-Egylet 1928. novemberi, a modern építészetről szóló vitaestje volt, amelyen Fischer József (frankfurti építkezések) vetített képes beszámolót, Ligeti Pál pedig (a modern építészet esztétikája) előadást tartott.
Az első kiállítást az 1931 őszi Háztartási és Lakberendezési Vásár keretében szervezték. Itt mutatták be a „Kolház” tervét. A „Kolház” gondolata kilép az építészeti hagyományos gondolatkörből, s életviteli, szociológiai változás- tartalmat is hordoz, ma utópisztikus tervnek neveznénk (gondolata még a hatvanas években is felmerült, sőt élénk „kollektív ház-magánlakás” vitafórumot is szervezett az Új Írás folyóirat. A korszak legmerészebb ötlete a Zalotay Elemér-féle „hírhedt” terv volt a Szentendrétől Budapestig húzódó szalagházra).
Az 1932 tavaszán a csoport már önálló (második) kiállítását szervezte a Tamás Galériában. Ezen a kiállításon az eddigi elméleti- és propaganda tevékenységüket rendezett módon vitték a közönség elé ("…az új érdekében harcba kellett szállni az építészetben uralkodó régi módszerekkel …” (FJ). A kiállítás anyaga kartonokon feldolgozott képek, rajzok, statisztikai adatok, amelyek az elmaradott magyarországi lakás- és szociális viszonyokat mutatja be.
A csoport harmadik kiállítását 1932-ben, a Kézművesipari Kiállítás keretében szervezte. A szellemében jelentkező társadalmi-politikai tendencia erőteljesen megjelent, ezért a kiállításuk anyagának egy részét a rendőrség még a megnyitó előtt elkobozta. A kiállítás címe: „Ház, Város, Társadalom” és a szociális építészet létrehozását sürgette. Ez volt a csoport utolsó kiállítása, s ez egyúttal tevékenysége első szakaszának végét is jelentette.
A csoport tevékenységének második szakaszában közös tervezési feladatokat látott el. Erre a szakaszra jellemző, hogy határozott szociálpolitikai beállítottságuk miatt közösségi megbízásokat nem kaptak. Tevékenységük főképpen a modernebb szellemiséget képviselő, anyagilag tehetős polgári megbízók társasház- és magánvilla tervezéseire lokalizálódott. Ezzel tulajdonképpen eltávolodtak saját ideológiai vonaluktól. Az adott magyarországi társadalmi-politikai keretek mellett ez is részes abban, hogy a csoport egysége fokozatosan megbomlott, a közös munkák elmaradtak, sőt, a CIAM 1938-as kongresszusára sem tudták a magyar anyagot összeállítani . A magyar csoport így 1938-ban feloszlott. Építészeti hatása igazában azonban csak a második világháború után vált gyümölcsözővé.
A második világháború utáni évek legfontosabb építészeti feladata az újjáépítés volt. Eleinte még folytatódtak a modern szellemű kísérletek is, de a diktatúra idején a Szovjetunióban már virágzó szocreál építészet lett a követendő mintakép, s ez az építészet idejétmúlt eklektizáló klasszicizmusban nyilvánult meg (pl. a Weiner Tibor vezette dunaújvárosi építkezések; pártházak, háztömbök, lakótelepek). Ennek a kornak is megvannak az építészeti értékei. Ezek közé tartozik, többek között Farkasdy Zoltán Iparművészeti Főiskolája, Jánossy György gödöllői víztornya, és Rimanóczy Gyula BME. R-épülete a Duna-parton.

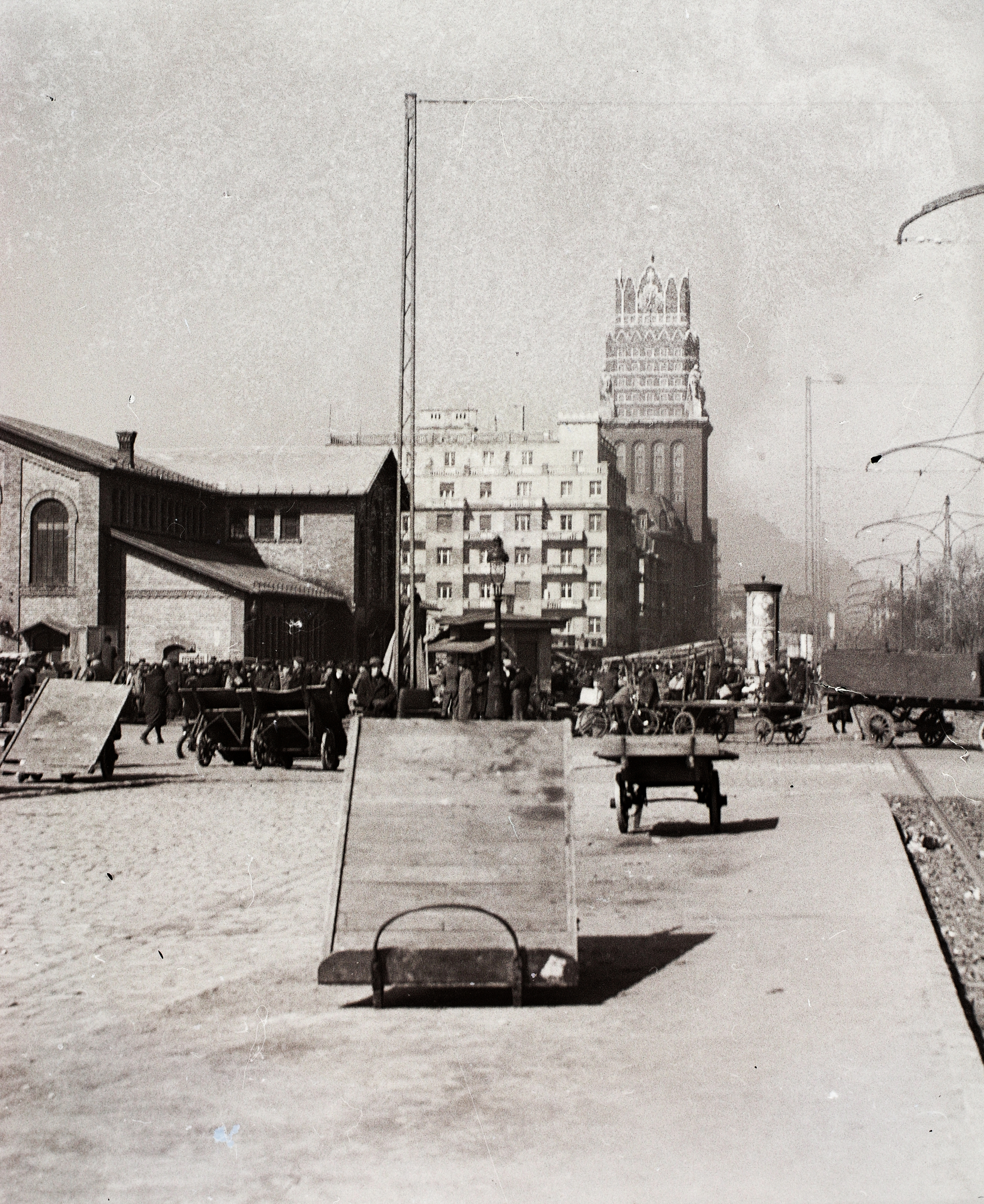
Komor-Jakab: Az Országos Társadalombiztosító Intézet székháza (1912–1931)
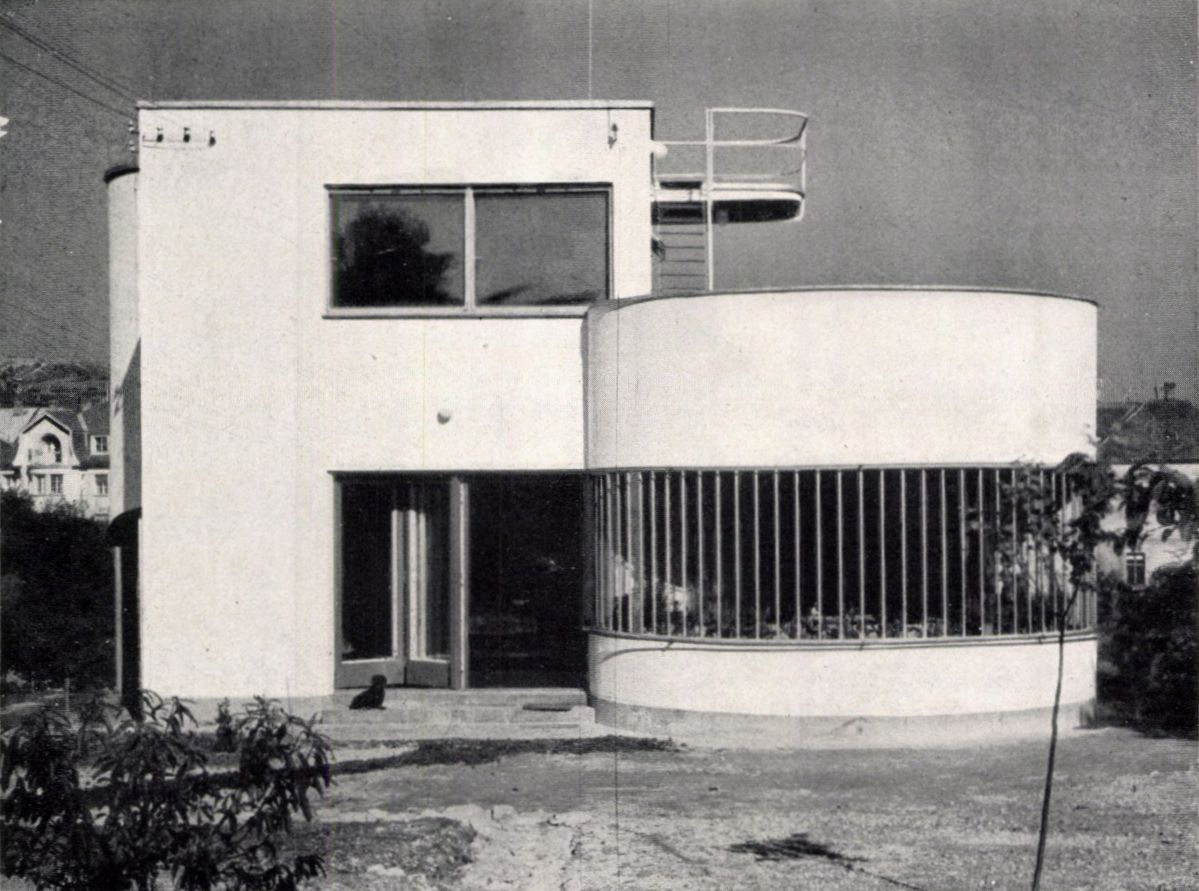
Molnár Farkas: Budapest, XII. Lejtő u.2/a, (1932)
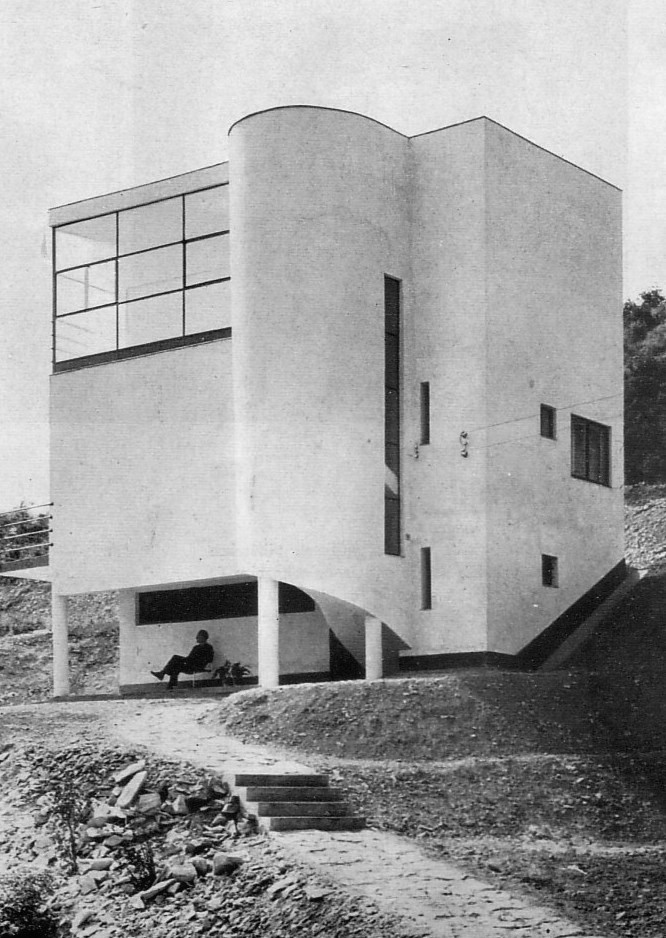
Fischer József: Budapest, II. Szépvölgyi u. 88/a, (1933-1934)
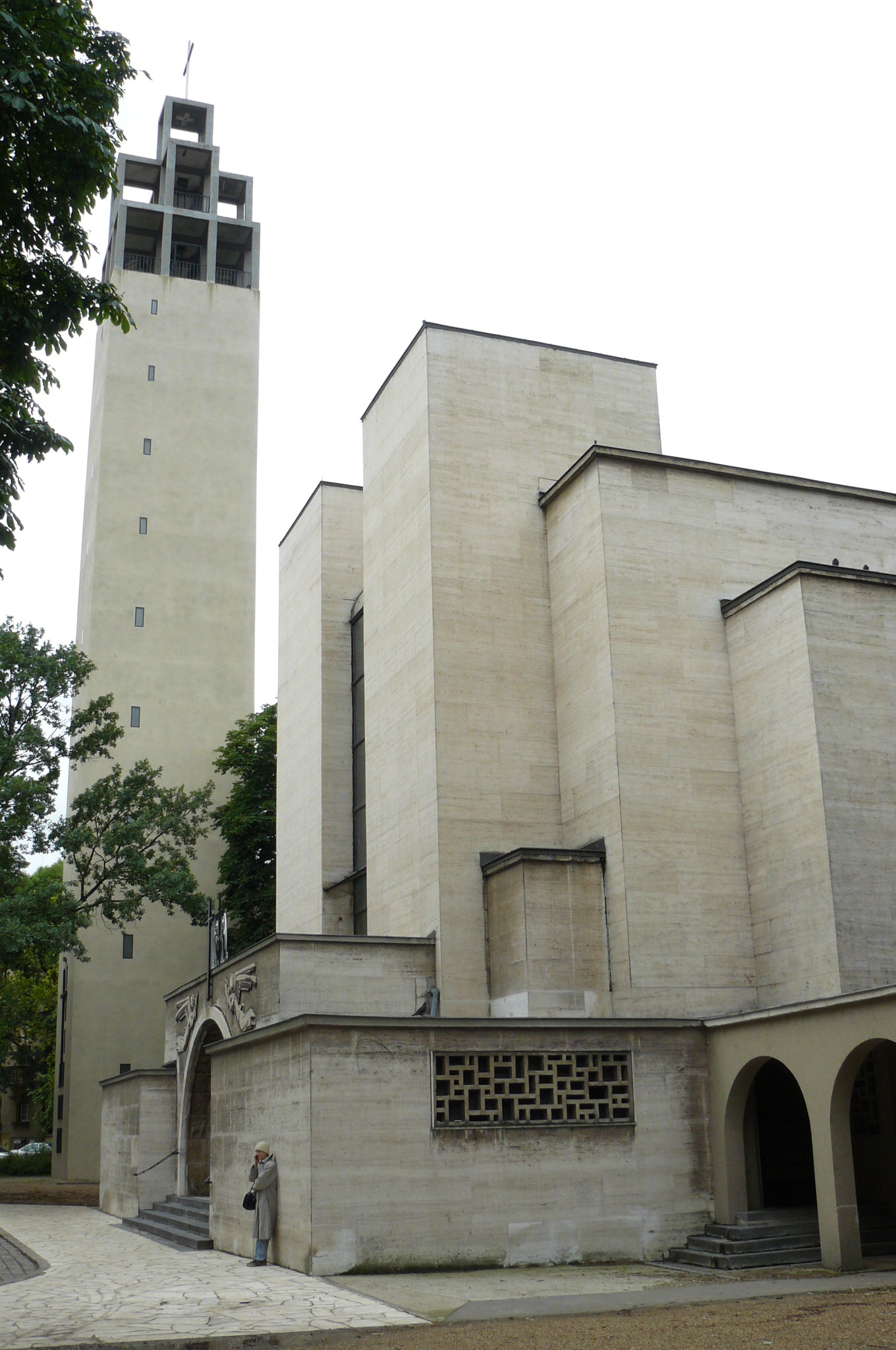
Árkay Aladár és Bertalan: Városmajori Jézus-Szíve Plébánia, (1932-1933)
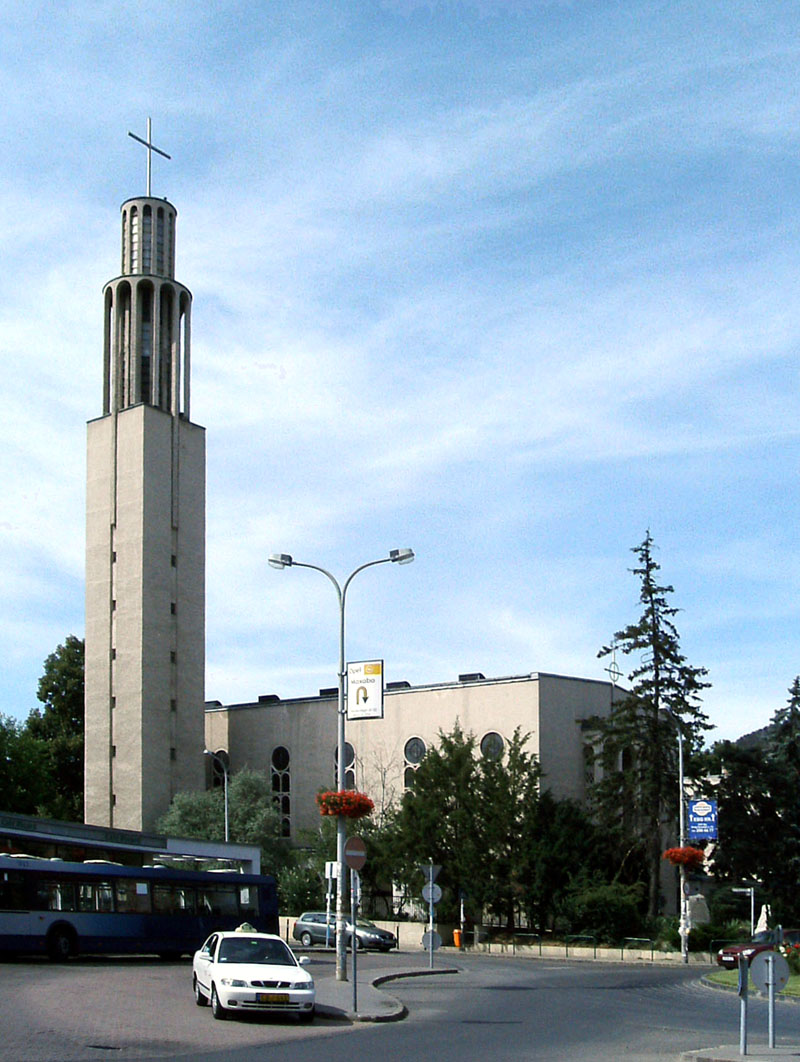
id. Rimanóczy Gyula: Pasaréti téri templom, (1933-1934)
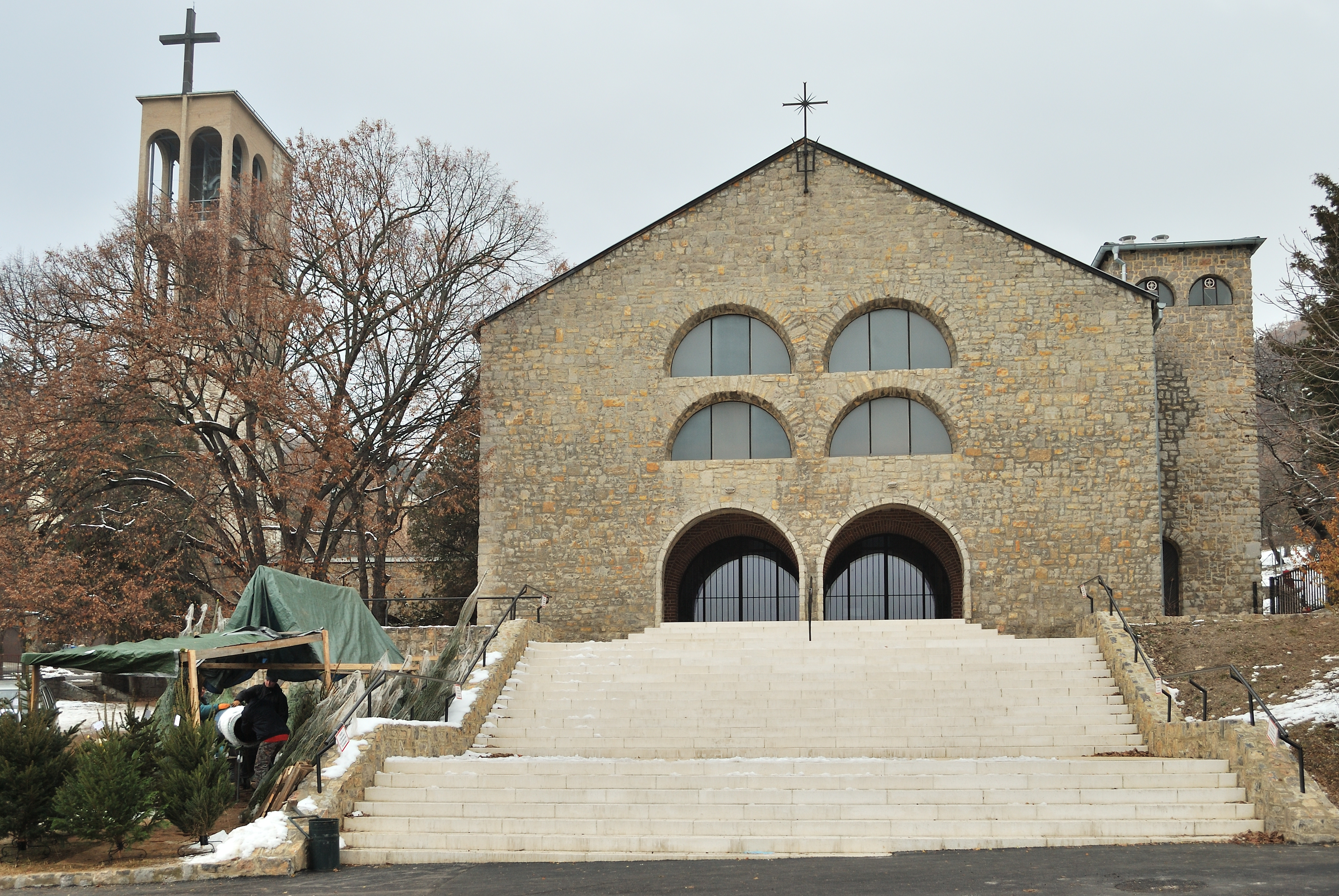
Weichinger Károly: Pécsi pálos templom, (1936-37)
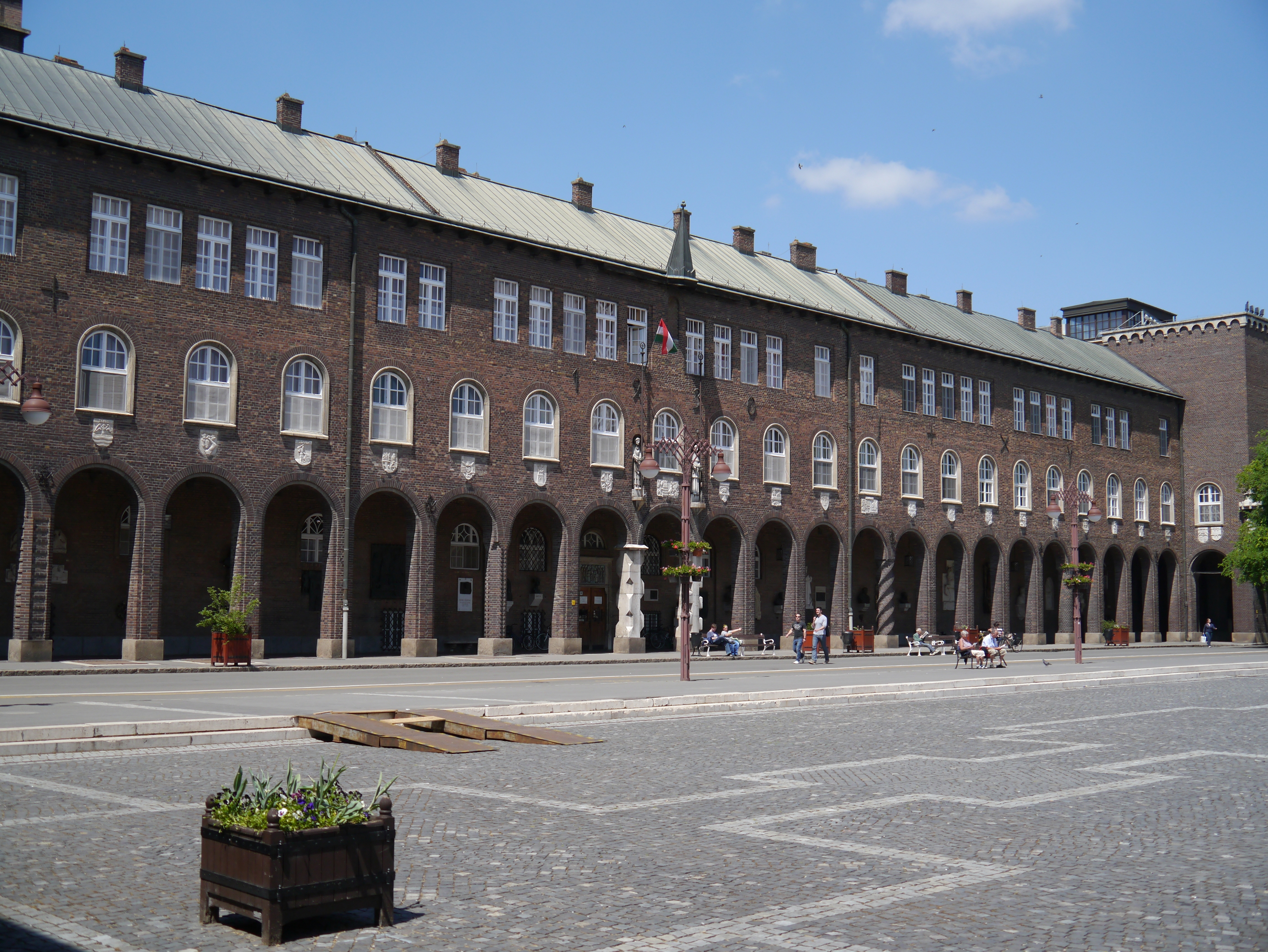
Rerrich Béla: Dóm tér, Szeged, (1929-1932)
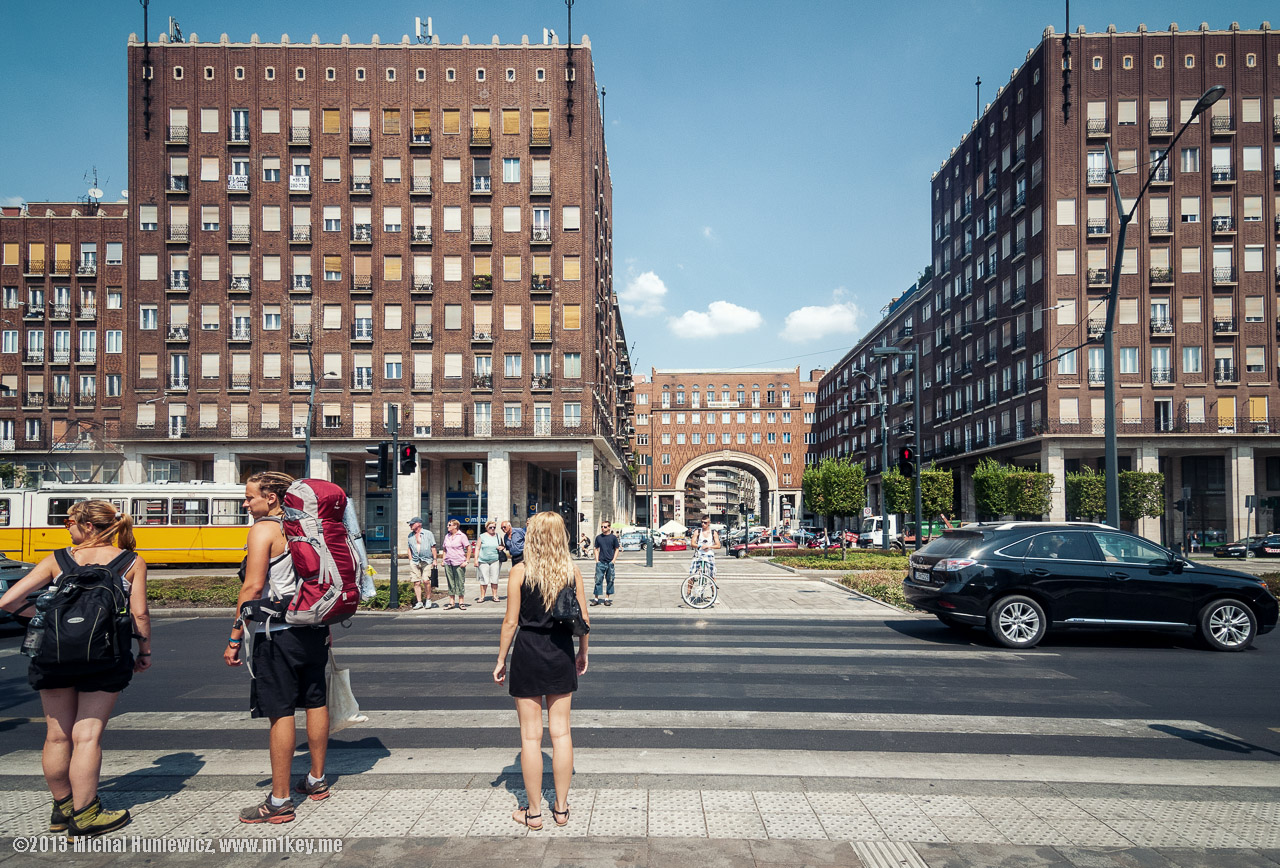
Wälder Gyula: Madách tér, Budapest
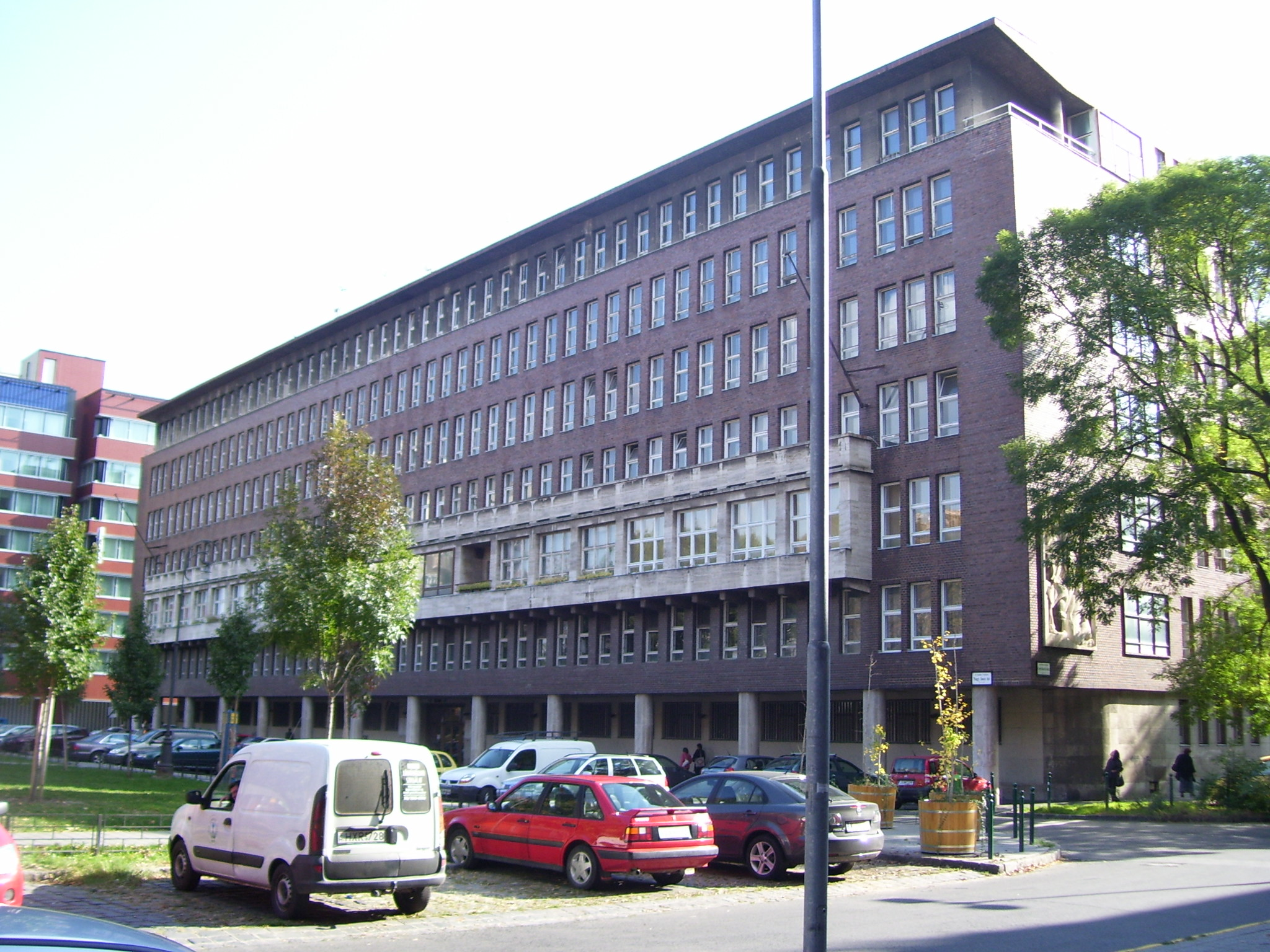
Janáky-Szendrői: Budapest, II. Nagy I. tér, Anyag és Árhivatal, (1942)
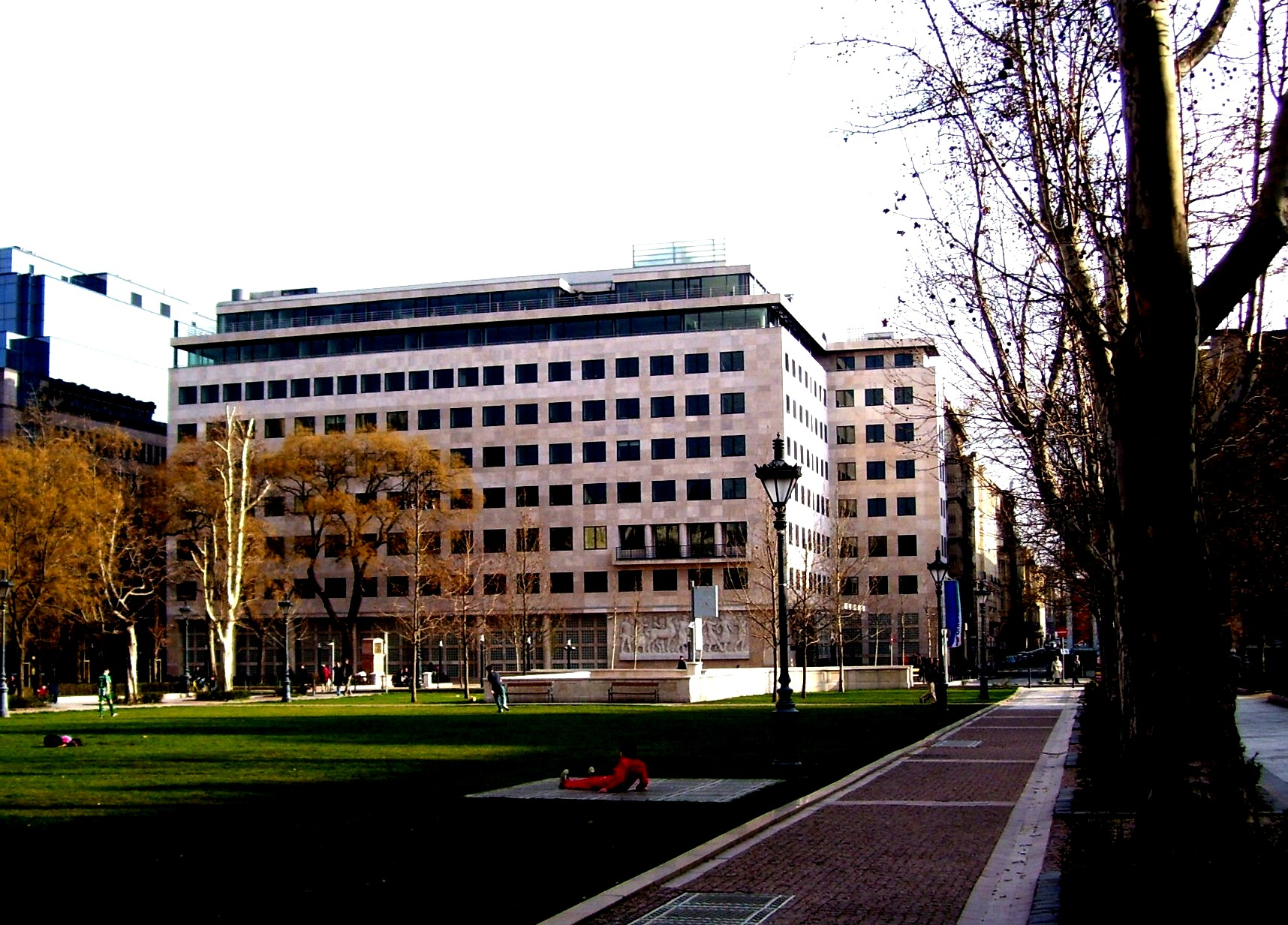
Lauber-Nyiri: Budapest, V. Szabadság tér, Pénzintézeti Központ, (1940)
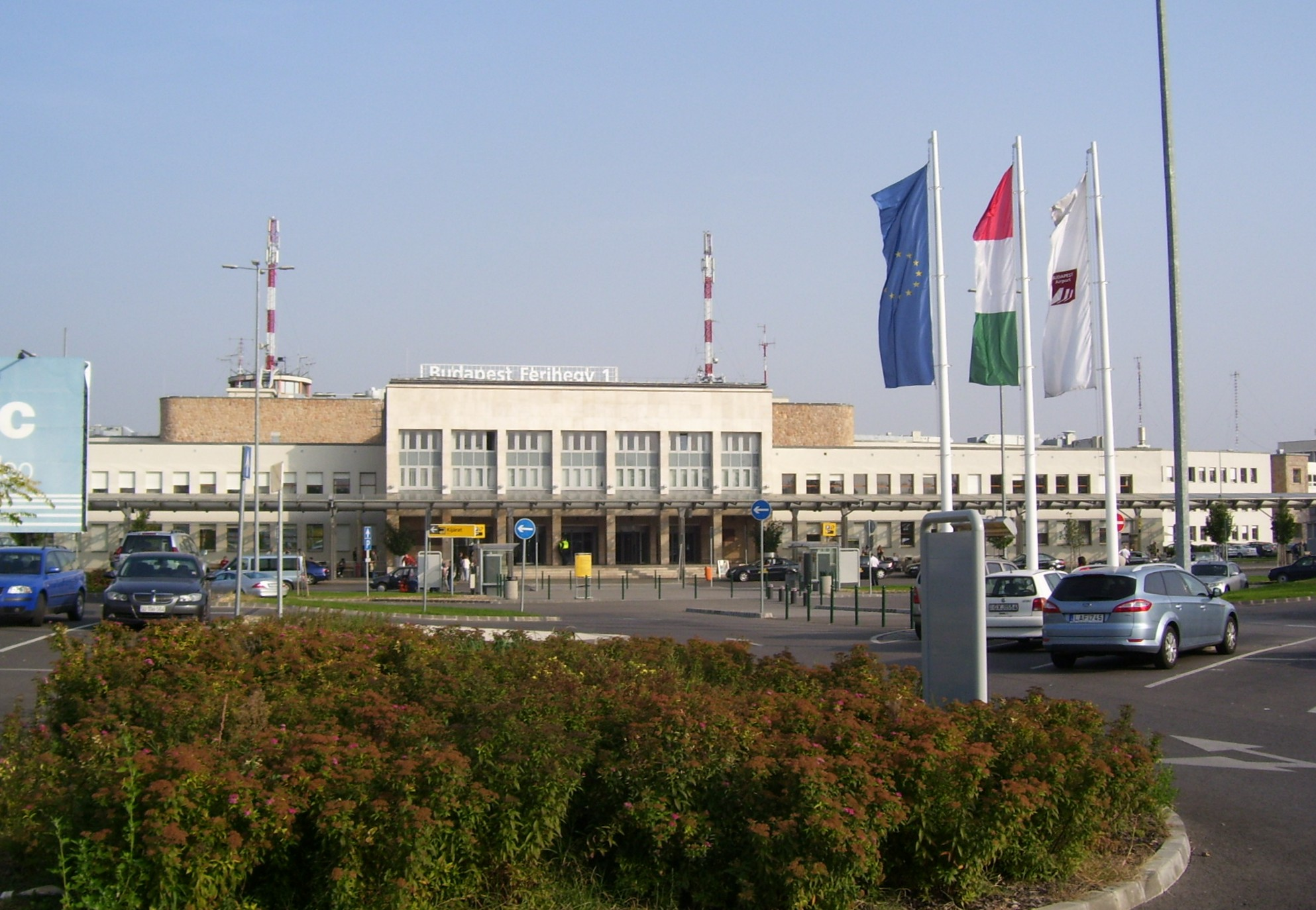
Dávid Károly: Budapest, Ferihegy 1. repülőtér Felvételi épület, (1939-48)

## Műemlékvédelem
Az UNESCO a modern építészet számos alkotását vagy azok csoportjait a világörökség részévé nyilvánította. A szecesszióhoz kapcsolódó korai kísérletek mellett ezek közé tartozik számos, a cikkben említett építmény is: Rietveld Schröder-ház Utrechtben, a Bauhaus-építmények Weimarban, Dessauban és Bernauban, Berlin modern stílusú lakótelepei, a Tel Aviv-i Fehér Város, Aszmara városa, Brazíliaváros, a mexikóvárosi UNAM Ciudad Universitaria és a venezuelai Caracas Egyetemváros, a Sydney-i Operaház és a wrocławi Centenáriumi Csarnok, valamint Le Corbursier és Frank Lloyd Wright válogatott művei.
Olyan magánszervezetek, mint a Docomomo International, a World Monuments Fund és a Recent Past Preservation Network a veszélyeztetett modern építészeti örökség megőrzésén és dokumentálásán dolgoznak. A World Monuments Fund 2006-ban indította el a Modernism at Risk (Modernizmus veszélyben) elnevezésű érdekvédelmi és megőrzési programját. A MAMMA szervezete a marokkói modernista építészet dokumentálásán és megőrzésén dolgozik.

## Főbb irányzatok
- Expresszionista építészet
- Neues Bauen
- Organikus építészet
- Új objektivitás
- Bauhaus
- Funkcionalizmus
- Konstruktivizmus
- Futurizmus
- Racionalizmus
- De Stijl
- Amszterdami iskola
- Katalán modernizmus
- Minimalizmus
- Háború utáni modernizmus
- Nemzetközi stílus
- Strukturalizmus
- Brutalizmus
- Kritikus regionalizmus
- Heimatschutz

## Jelentősebb építészek
Az alább felsorolt építészek azon országokhoz tartoznak, melyekhez a munkásságuk leginkább kötődik.
Amerikai Egyesült Államok
- Frank Lloyd Wright (1867–1959)
- Richard Neutra (1892–1970)
- Richard Buckminster Fuller (1895–1983)
- Louis I. Kahn (1901–1974)
- Charles Eames (1907–1978)
- Gordon Bunshaft (1909–1990)
- Gunnar Birkerts (1925–2017)

Németország
- Henry van de Velde (1863–1957)
- Peter Behrens (1868–1940)
- Hans Poelzig (1869–1936)
- Bruno Taut (1880–1938)
- Otto Bartning (1883–1959)
- Walter Gropius (1883–1969)
- Ludwig Mies van der Rohe (1886–1969)
- Erich Mendelsohn (1887–1953)
- Wassili Luckhardt (1889–1972)
- Hans Luckhardt (1890–1954)
- Hans Scharoun (1893–1972)
- Richard Döcker (1894–1968)
- Konrad Wachsmann (1901–1980)
- Egon Eiermann (1904–1970)
- Sep Ruf (1908–1982)

Ausztria
- Adolf Loos (1870–1933)
- Karl Holey (1879–1955)
- Clemens Holzmeister (1886–1983)
- Margarete Schütte-Lihotzky (1897–2000)
- Roland Rainer (1910–2004)

Franciaország
- Auguste Perret (1874–1954)
- Le Corbusier (1887–1965)

Svájc
- Otto Rudolf Salvisberg (1882–1940)

Hollandia
- Gerrit Rietveld (1888–1964)
- Jacobus Johannes Pieter Oud (1890–1963)

Szovjetunió
- Kurt Liebknecht (1905–1994)

Csehszlovákia
- Jan Kotěra (1871–1923)
- Bohuslav Fuchs (1895–1972)

Finnország
- Alvar Aalto (1898–1976)

Dánia
- Arne Jacobsen (1902–1971)

Olaszország
- Giuseppe Terragni (1904–1943)
- Gualtiero Galmanini (1909–1976)

Brazília
- Oscar Niemeyer (1907–2012)

## Fordítás
- Ez a szócikk részben vagy egészben  a   Modern architecture című angol Wikipédia-szócikk ezen változatának fordításán alapul.  Az eredeti cikk szerkesztőit annak laptörténete sorolja fel. Ez a jelzés csupán a megfogalmazás eredetét és a szerzői jogokat jelzi, nem szolgál a cikkben szereplő információk forrásmegjelöléseként.
- Ez a szócikk részben vagy egészben  a   Moderne (Architektur) című német Wikipédia-szócikk ezen változatának fordításán alapul.  Az eredeti cikk szerkesztőit annak laptörténete sorolja fel. Ez a jelzés csupán a megfogalmazás eredetét és a szerzői jogokat jelzi, nem szolgál a cikkben szereplő információk forrásmegjelöléseként.